# Bunuri mobile din domeniul etnografie clasate în patrimoniul cultural național al României aflate în județul Mureș
Acestă listă conține bunurile mobile din domeniul etnografie clasate în Patrimoniul cultural național al României aflate la momentul clasării în județul Mureș.

## Tezaur
| Foto | Informații generale                                        | Detalii tehnice | Descriere | Deținător                                                           | Legături |
| ---- | ---------------------------------------------------------- | --- | --- | ------------------------------------------------------------------- | -------- |
|      | Cană de lut                                                | Datare: sf.sec.XIX Descoperit: jud. MUREȘ, com. Lunca, Logig Material: lut | Vas cu corp piriform, gura rotundă, gât înalt, toartă laterală simplă curbă de la gât la diametrul maxim. Decor realizat pe două registre orizontale separate între ele cu linii circulare. Motive vegetale stilizate realizate cu pensula, cu albastru cobalt pe un fond alb. | Muzeul Etnografic, Reghin                                           | Cimec    |
|      | Cană de lut                                                | Datare: sf.sec.XIX Descoperit: jud. MUREȘ, com. Lunca, Logig Material: lut | Vas cu corp piriform, gura rotundă, gât înalt, toartă laterală simplă curbă de la gât la diametrul maxim. Decor realizat pe mai multe registre orizontale separate între ele cu linii circulare. Diametrul maxim este decorat cu două linii șerpuitoare presărate cu puncte. Motive realizate cu pensula, cu albastru cobalt pe un fond alb. | Muzeul Etnografic, Reghin                                           | Cimec    |
|      | Cană de lut                                                | Datare: sf.sec.XIX Descoperit: jud. MUREȘ, com. Lunca, Logig Material: lut | Vas cu corp piriform, gura rotundă, gât înalt, toartă laterală simplă curbă de la gât la diametrul maxim. Decor realizat pe mai multe registre orizontale separate între ele cu linii circulare. Motive vegetale stilizate realizate cu pensula, cu albastru cobalt pe un fond alb. | Muzeul Etnografic, Reghin                                           | Cimec    |
|      | Cană de lut                                                | Datare: sf.sec.XIX Descoperit: jud. MUREȘ, com. Lunca, Logig Material: lut | Vas cu corp piriform, gura rotundă, gât înalt, toartă laterală simplă curbă de la gât la diametrul maxim. Decor realizat pe două registre orizontale separate între ele cu linii circulare. Motive vegetale stilizate și punctulețe realizate cu pensula, cu albastru cobalt pe un fond alb. | Muzeul Etnografic, Reghin                                           | Cimec    |
|      | Cană de lut                                                | Datare: sf.sec.XIX Descoperit: jud. MUREȘ, com. Lunca, Logig Material: lut | Vas cu corp piriform, gura rotundă, gât înalt, toartă laterală simplă curbă de la gât la diametrul maxim. Decor realizat pe două registre orizontale separate între ele cu o linie circulară. Motive vegetale stilizate realizate cu pensula, cu albastru cobalt pe un fond alb. | Muzeul Etnografic, Reghin                                           | Cimec    |
|      | Cană de lut                                                | Datare: sf.sec.XIX Descoperit: jud. MUREȘ, com. Lunca, Logig Material: lut | Canceu tip bocal, cu corp piriform, gura rotundă, gât înalt, toartă laterală simplă curbă de la gât la diametrul maxim. Decor realizat pe două registre orizontale separate între ele cu linii circulare. Motive vegetale stilizate realizate cu pensula, cu albastru cobalt pe un fond alb. | Muzeul Etnografic, Reghin                                           | Cimec    |
|      | Cană de lut                                                | Datare: sf.sec.XIX Descoperit: jud. MUREȘ, com. Lunca, Logig Material: lut | Vas cu corp piriform, gura rotundă, gât înalt, toartă laterală simplă curbă de la gât la diametrul maxim. Decor realizat pe două registre orizontale separate între ele cu linii circulare. Motive vegetale stilizate realizate cu pensula, cu albastru cobalt pe un fond alb. | Muzeul Etnografic, Reghin                                           | Cimec    |
|      | Cană de lut                                                | Datare: sf.sec.XIX Descoperit: jud. MUREȘ, com. Lunca, Logig Material: lut | Vas cu corp piriform, gura rotundă, gât înalt, toartă laterală simplă curbă de la gât la diametrul maxim. Decor realizat pe două registre orizontale separate între ele cu linii circulare. Motive vegetale stilizate realizate cu pensula, cu albastru cobalt pe un fond alb. | Muzeul Etnografic, Reghin                                           | Cimec    |
|      | Cană de lut                                                | Datare: sf.sec.XIX Descoperit: jud. MUREȘ, com. Lunca, Logig Material: lut | Vas cu corp piriform, gura rotundă, gât înalt, toartă laterală simplă curbă de la gât la diametrul maxim. Decor realizat pe două registre orizontale separate între ele cu linii circulare. Motive vegetale stilizate realizate cu pensula, cu albastru cobalt pe un fond alb. | Muzeul Etnografic, Reghin                                           | Cimec    |
|      | Cană de lut                                                | Datare: sf.sec.XIX Descoperit: jud. MUREȘ, com. Lunca, Logig Material: lut | Vas cu corp piriform, gura rotundă, gât înalt, toartă laterală simplă curbă de la gât la diametrul maxim. Decor realizat pe registre orizontale separate între ele cu o linie circulară și una șerpuitore. Motive vegetale stilizate realizate cu pensula, cu albastru cobalt pe un fond alb. | Muzeul Etnografic, Reghin                                           | Cimec    |
|      | Cană de lut                                                | Datare: sf.sec.XIX Descoperit: jud. MUREȘ, com. Lunca, Logig Material: lut | Vas cu corp piriform, gura rotundă, gât înalt, toartă laterală simplă curbă de la gât la diametrul maxim. Decor realizat pe trei registre orizontale separate între ele cu linii. Motive vegetale, fitomorfe stilizate și linii ondulate realizate cu pensula, cu albastru cobalt pe un fond alb. | Muzeul Etnografic, Reghin                                           | Cimec    |
|      | Cană de lut                                                | Datare: sf.sec.XIX Descoperit: jud. MUREȘ, com. Lunca, Logig Material: lut | Vas cu corp piriform, gura rotundă, gât înalt, toartă laterală simplă curbă de la gât la diametrul maxim. Decor realizat pe mai multe registre orizontale separate între ele cu linii circulare. Motive fitomorfe stilizate realizate cu pensula, cu albastru cobalt pe un fond alb. | Muzeul Etnografic, Reghin                                           | Cimec    |
|      | Cană de lut                                                | Datare: sf.sec.XIX Descoperit: jud. MUREȘ, com. Lunca, Logig Material: lut | Vas cu corp piriform, gura rotundă, gât înalt, toartă laterală simplă curbă de la gât la diametrul maxim. Decor realizat pe mai multe registre orizontale separate între ele cu linii circulare și șerpuitoare. Motive vegetale stilizate realizate cu pensula, cu albastru cobalt pe un fond alb. | Muzeul Etnografic, Reghin                                           | Cimec    |
|      | Cană de lut                                                | Datare: sf.sec.XIX Descoperit: jud. MUREȘ, com. Lunca, Logig Material: lut | Vas cu corp piriform, gura rotundă, gât înalt, toartă laterală simplă curbă de la gât la diametrul maxim. Decor realizat pe două registre orizontale separate între ele cu linii circulare. Motive vegetale stilizate realizate cu pensula, cu albastru cobalt pe un fond alb. | Muzeul Etnografic, Reghin                                           | Cimec    |
|      | Cană de lut                                                | Datare: sf.sec.XIX Descoperit: jud. MUREȘ, com. Lunca, Logig Material: lut | Vas cu corp piriform, gura rotundă, gât înalt, toartă laterală simplă curbă de la gât la diametrul maxim. Decor realizat pe trei registre orizontale separate între ele cu linii circulare. Motive vegetale stilizate realizate cu pensula, cu albastru cobalt pe un fond alb. | Muzeul Etnografic, Reghin                                           | Cimec    |
|      | Cană de lut                                                | Datare: sf.sec.XIX Descoperit: jud. MUREȘ, com. Lunca, Logig Material: lut | Vas cu corp piriform, gura rotundă, gât înalt, toartă laterală simplă curbă de la gât la diametrul maxim. Decor realizat pe două registre orizontale separate între ele cu linii circulare. Motive vegetale stilizate realizate cu pensula, cu albastru cobalt pe un fond alb. | Muzeul Etnografic, Reghin                                           | Cimec    |
|      | Cană de lut                                                | Datare: sf.sec.XIX Descoperit: jud. MUREȘ, com. Lunca, Logig Material: lut | Vas cu corp piriform, gura rotundă, gât înalt, toartă laterală simplă curbă de la gât la diametrul maxim. Decor realizat pe mai multe registre orizontale separate între ele cu linii circulare. Motive vegetale stilizate realizate cu pensula, cu albastru cobalt pe un fond alb. | Muzeul Etnografic, Reghin                                           | Cimec    |
|      | Cană de lut                                                | Datare: sf.sec.XIX Descoperit: jud. MUREȘ, com. Lunca, Logig Material: lut | Vas cu corp piriform, gura rotundă, gât înalt, toartă laterală simplă curbă de la gât la diametrul maxim. Decor realizat pe trei registre orizontale separate între ele cu linii circulare. Motive fitomorfe stilizate realizate cu pensula, cu albastru cobalt pe un fond alb. | Muzeul Etnografic, Reghin                                           | Cimec    |
|      | Cană de lut                                                | Datare: sf.sec.XIX Descoperit: jud. MUREȘ, com. Lunca, Logig Material: lut | Vas cu corp piriform, gura rotundă, gât înalt, toartă laterală simplă curbă de la gât la diametrul maxim. Decor realizat pe două registre orizontale separate între ele cu linii circulare. Motive fitomorfe stilizate realizate cu pensula, cu albastru cobalt pe un fond alb. | Muzeul Etnografic, Reghin                                           | Cimec    |
|      | Cană de lut                                                | Datare: sf.sec.XIX Descoperit: jud. MUREȘ, com. Lunca, Logig Material: lut | Vas cu corp piriform, gura rotundă, gât înalt, toartă laterală simplă curbă de la gât la diametrul maxim. Decor realizat pe două registre orizontale separate între ele cu linii circulare. Spațiul central la rândul aău este împărțit pe două chenare de câte o linie șerpuitoare verticală. Motive vegetale stilizate realizate cu pensula, cu albastru cobalt pe un fond alb. | Muzeul Etnografic, Reghin                                           | Cimec    |
|      | Cană de lut                                                | Datare: sf.sec.XIX Descoperit: jud. MUREȘ, com. Lunca, Logig Material: lut | Vas cu corp piriform, gura rotundă, gât înalt, toartă laterală simplă curbă de la gât la diametrul maxim. Decor realizat pe două registre orizontale separate între ele cu o linie continuă și una șerpuitoare. Gâtul vasului este împărțită în mai multe chenare. Motive vegetale stilizate realizate cu pensula, cu albastru cobalt pe un fond alb. | Muzeul Etnografic, Reghin                                           | Cimec    |
|      | Cană de lut                                                | Datare: sf.sec.XIX Descoperit: jud. MUREȘ, com. Lunca, Logig Material: lut | Vas cu corp piriform, gura rotundă, gât înalt, toartă laterală simplă curbă de la gât la diametrul maxim. Decor realizat pe trei registre orizontale separate între ele cu linii circulare. Motive vegetale stilizate realizate cu pensula, cu albastru cobalt pe un fond alb. | Muzeul Etnografic, Reghin                                           | Cimec    |
|      | Cană de lut                                                | Datare: sf.sec.XIX Descoperit: jud. MUREȘ, com. Lunca, Logig Material: lut | Vas cu corp piriform, gura rotundă, gât înalt, toartă laterală simplă curbă de la gât la diametrul maxim. Decor realizat pe două registre orizontale separate între ele cu linii circulare. Motive vegetale stilizate realizate cu pensula, cu albastru cobalt pe un fond alb. | Muzeul Etnografic, Reghin                                           | Cimec    |
|      | Cană de lut                                                | Datare: sf.sec.XIX Descoperit: jud. MUREȘ, com. Lunca, Logig Material: lut | Vas cu corp piriform, gura rotundă, gât înalt, toartă laterală simplă curbă de la gât la diametrul maxim. Decor realizat pe trei registre orizontale separate între ele cu o linie circulară și una șerpuitoare. Motive vegetale stilizate realizate cu pensula, cu albastru cobalt pe un fond alb. | Muzeul Etnografic, Reghin                                           | Cimec    |
|      | Cană de lut                                                | Datare: sf.sec.XIX Descoperit: jud. MUREȘ, com. Lunca, Logig Material: lut | Canceu tip bocal, cu corp piriform, gura rotundă, gât înalt, toartă laterală simplă curbă de la gât la diametrul maxim. Decor realizat pe două registre orizontale separate între ele cu linii circulare. Motive vegetale stilizate realizate cu pensula, cu albastru cobalt pe un fond alb. | Muzeul Etnografic, Reghin                                           | Cimec    |
|      | Șirag de prâsnele                                          | Datare: sfârșitul secolului al XIX-lea (cca. 1880) Descoperit: jud. MUREȘ, com. IBĂNEȘTI, IBĂNEȘTI-PĂDURE Dimensiuni: D: 6,3 cm Material: alamă, turnare, găurire, incizare, ștanțare                                                              | Șirag compus din 10 prâsnele de formă circulară, prevăzute cu 4 orificii pentru a putea fi înșirate de fâșii de piele. Motivele decorative sunt realizate prin ștanțare și incizare, fiind utilizate motive decorative geometrice (cercuri, cercuri concentrice, puncte) și pomul vieții. Cromatic prezintă culoarea aurie. | Muzeul Etnografic, Reghin                                           | Cimec    |
|      | Prâsnel                                                    | Datare: sfârșitul secolului al XIX-lea Descoperit: jud. MUREȘ, com. IBĂNEȘTI, IBĂNEȘTI-PĂDURE Dimensiuni: D: 5 cm Material: alamă, turnare, găurire, incizare, ștanțare                                                                            | Podoabă bărbătească pentru șerpar, de formă circulară, prevăzută cu 4 orificii pentru a putea fi înșirate pe fâșii de piele. Motivele decorative sunt realizate prin ștanțare și incizare, fiind utilizate motive geometrice (cercuri, cercuri concentrice, romb), dispuse în forma unei cruci. Cromatic prezintă culoarea aurie. | Muzeul Etnografic, Reghin                                           | Cimec    |
|      | Prâsnel                                                    | Datare: sfârșitul secolului al XIX-lea Descoperit: jud. MUREȘ, com. IBĂNEȘTI, IBĂNEȘTI-PĂDURE Dimensiuni: D: 5 cm Material: alamă, turnare, găurire, incizare, ștanțare                                                                            | Podoabă bărbătească pentru șerpar, de formă circulară, prevăzută cu 4 orificii pentru a putea fi înșirate pe fâșii de piele. Motivele decorative sunt realizate prin ștanțare, fiind utilizate motive geometrice (cercuri, cercuri concentrice, romb), dispuse în forma unei cruci. Cromatic prezintă culoarea aurie. | Muzeul Etnografic, Reghin                                           | Cimec    |
|      | Prâsnele pentru mijloc la brâu                             | Datare: sfârșitul secolului al XIX-lea Descoperit: jud. MUREȘ, com. BRÂNCOVENEȘTI, IDICEL-PĂDURE Dimensiuni: D: 6,3 - 5,3 cm Material: alamă, turnare, găurire, incizare, ștanțare                                                                 | Podoabă bărbătească pentru șerpar, compusă din 13 prâsnele, de formă circulară, prevăzute cu câte 4 orificii pentru a putea fi înșirate pe fâșii de piele. Motivele decorative sunt realizate prin ștanțare, fiind utilizate motive geometrice (cercuri, cercuri concentrice, puncte, linii), pomul vieții. Cromatic prezintă culoarea aurie. | Muzeul Etnografic, Reghin                                           | Cimec    |
|      | Prâsnele pentru mijloc la brâu                             | Datare: sfârșitul secolului al XIX-lea Descoperit: jud. MUREȘ, com. RUȘII-MUNȚI, MAIOREȘTI Dimensiuni: D: 5,5 - 6 cm Material: alamă, turnare, găurire, incizare, ștanțare                                                                         | Podoabă bărbătească pentru șerpar, compusă din 17 prâsnele, de formă circulară, prevăzute cu câte 4 orificii pentru a putea fi înșirate pe fâșii de piele. Motivele decorative sunt realizate prin ștanțare și incizare, fiind utilizate motive geometrice (cercuri, cercuri concentrice, puncte, linii), motivul crucii, pomul vieții. Cromatic prezintă culoarea aurie. | Muzeul Etnografic, Reghin                                           | Cimec    |
|      | Prâsnele pentru mijloc la brâu                             | Datare: sfârșitul secolului al XIX-lea Descoperit: jud. MUREȘ, com. BRÂNCOVENEȘTI, IDICEL-PĂDURE Dimensiuni: D: 4,5 - 5 - 5,4 cm Material: alamă, turnare, găurire, incizare, ștanțare                                                             | Podoabă bărbătească pentru șerpar, compusă din 9 prâsnele, de formă circulară, prevăzute cu câte 4 orificii pentru a putea fi înșirate pe fâșii de piele. Motivele decorative sunt realizate prin ștanțare și incizare, fiind utilizate motive geometrice (cercuri, cercuri concentrice, puncte, linii). Cromatic prezintă culoarea aurie. | Muzeul Etnografic, Reghin                                           | Cimec    |
|      | Prâsnele pentru mijloc la brâu                             | Datare: sfârșitul secolului al XIX-lea Descoperit: jud. MUREȘ, com. RUȘII-MUNȚI, MAIOREȘTI Dimensiuni: D: 4,4 - 4,7 cm Material: alamă, turnare, găurire, incizare, ștanțare                                                                       | Podoabă bărbătească pentru șerpar, compusă din 20 prâsnele, de formă circulară, prevăzute cu câte 4 orificii pentru a putea fi înșirate pe fâșii de piele. Motivele decorative sunt realizate prin ștanțare și incizare, fiind utilizate motive geometrice (cercuri, cercuri concentrice, puncte, linii, romburi), motivul crucii, pomul vieții. Cromatic prezintă culoarea aurie. | Muzeul Etnografic, Reghin                                           | Cimec    |
|      | Prâsnele pentru mijloc la brâu                             | Datare: sfârșitul secolului al XIX-lea Descoperit: jud. MUREȘ, com. RUȘII-MUNȚI, MAIOREȘTI Dimensiuni: D: 4,3 - 4,6 cm Material: alamă, turnare, găurire, incizare, ștanțare                                                                       | Podoabă bărbătească pentru șerpar, compusă din 19 prâsnele, de formă circulară, prevăzute cu câte 4 orificii pentru a putea fi înșirate pe fâșii de piele. Motivele decorative sunt realizate prin ștanțare și incizare, fiind utilizate motive geometrice (cercuri, cercuri concentrice, puncte, linii, romburi), motivul crucii, pomul vieții, motive astrale - rozeta. Cromatic prezintă culoarea aurie. | Muzeul Etnografic, Reghin                                           | Cimec    |
|      | Prâsnele pentru mijloc la brâu                             | Datare: sfârșitul secolului al XIX-lea Descoperit: jud. MUREȘ, com. RUȘII-MUNȚI, MAIOREȘTI Dimensiuni: D: 5 - 5,3 cm Material: alamă, turnare, găurire, incizare, ștanțare                                                                         | Podoabă bărbătească pentru șerpar, compusă din 20 prâsnele, de formă circulară, prevăzute cu câte 4 orificii pentru a putea fi înșirate pe fâșii de piele. Motivele decorative sunt realizate prin ștanțare și incizare, fiind utilizate motive geometrice (cercuri, cercuri concentrice, puncte, linii), motivul crucii, pomul vieții. Cromatic prezintă culoarea aurie. | Muzeul Etnografic, Reghin                                           | Cimec    |
|      | Prâsnele pentru mijloc la brâu                             | Datare: sfârșitul secolului al XIX-lea Descoperit: jud. MUREȘ, com. RUȘII-MUNȚI, MAIOREȘTI Dimensiuni: D: 4,5 - 4,7 cm Material: alamă, turnare, găurire, incizare, ștanțare                                                                       | Podoabă bărbătească pentru șerpar, compusă din 20 prâsnele, de formă circulară, prevăzute cu câte 4 orificii pentru a putea fi înșirate pe fâșii de piele. Motivele decorative sunt realizate prin ștanțare și incizare, fiind utilizate motive geometrice (cercuri, cercuri concentrice, puncte, linii), motivul crucii, pomul vieții. Cromatic prezintă culoarea aurie. | Muzeul Etnografic, Reghin                                           | Cimec    |
|      | Prâsnele pentru mijloc la brâu                             | Datare: sfârșitul secolului al XIX-lea Descoperit: jud. MUREȘ, com. RUȘII-MUNȚI, MAIOREȘTI Dimensiuni: D: 5,3 - 5,4 cm Material: alamă, turnare, găurire, incizare, ștanțare                                                                       | Podoabă bărbătească pentru șerpar, compusă din 15 prâsnele, de formă circulară, prevăzute cu câte 4 orificii pentru a putea fi înșirate pe fâșii de piele. Motivele decorative sunt realizate prin ștanțare și incizare, fiind utilizate motive geometrice (cercuri, cercuri concentrice, puncte, linii), pomul vieții. Cromatica prezintă culoarea aurie. | Muzeul Etnografic, Reghin                                           | Cimec    |
|      | Farfurie de lut                                            | Datare: înc.sec.XX Descoperit: jud. BISTRIȚA-NĂSĂUD, com. Silivașu de Cîmpie, Silivașu de Cîmpie Material: lut | Blid de lut smălțuit pe interior și exterior, cu baza îngustă, rotundă. Decor realizat pe două registre central și pe buza vasului. Motivele folosite la decor sunt fitomorfe și geometrice. Registrele sunt delimitate între ele printr-o linie circulară continuă. În centrul vasului este trecut data fabricației 1905. Cromatica: piesa reprezintă fond alb cu motive decorative realizate cu nuanțe de albastru, verde și maro. | Muzeul Etnografic, Reghin                                           | Cimec    |
|      | Farfurie de lut                                            | Datare: înc.sec XX Descoperit: jud. BISTRIȚA-NĂSĂUD, com. Silivașu de Cîmpie, Silivașu de Cîmpie Material: lut | Farfurie smălțuită cu două toarte laterale. Ornamentația realizată pe două registre prin intermediul motivelor vegetale și florale, este prezentă pe întreaga suprafață. În centru vasului este plasat un buchet de flori, iar pe buza blidului decor format din motive vegetale, ce se repetă de trei ori. Din punct de vedere cromatic piesa reprezintă fond alb și motive decorative realizate în culoarea albastră. | Muzeul Etnografic, Reghin                                           | Cimec    |
|      | Blid                                                       | Datare: prima jumătate a sec. XX Descoperit: jud. MUREȘ, com. Crăiești, Crăiești Material: lut; smalț | Blid de lut smălțuit în exterior și interior, buza lată rotundă. Decor realizat pe două registre central și buza vasului. În centrul obiectului sunt plasate motive vegetale și florale care redau imaginea unui coș de flori și tot aici apare și datarea vasului (1932). Decorul de pe buza obiectului constă din motive fitomorfe și florale asemănătoare ce se repetă de trei ori. Cromatica: motive decorative realizate din nuanțe de albastru verde, maro pe un fond alb. | Muzeul Etnografic, Reghin                                           | Cimec    |
|      | Blid                                                       | Datare: înc. sec. XX Descoperit: jud. MUREȘ, com. Vătava, Râpa de Jos Material: lut, smalț, vopsea, roata olarului, ardere oxidantă | Farfurie smălțuită cu două toarte laterale. Ornamentație realizată prin intermediul motivelor vegetale și florale prezentă pe întreaga suprafață, desfășurată pe două registre. În centrul obiectului este plasat un buchet de flori. Din punct de vedere cromatic piesa prezintă fond alb, decor realizat în nuanțe de albastru, maro și verde. | Muzeul Etnografic, Reghin                                           | Cimec    |
|      | Blid                                                       | Datare: înc. sec. XX. Descoperit: jud. MUREȘ, com. Gurghiu, Casșva Material: lut, smalț, vopsea, roata olarului, ardere oxidantă | Farfurie smălțuită, cu baza joasă, buza lată, rotundă. Decor realizat pe două registre, unul plasat central, iar cel de-al doilea pe buza vasului. Motivele decorative utilizate sunt cele vegetale și geometrice, registrele fiind delimitate între ele prin linii circulare. Din punct de vedere cromatic piesa reprezintă fond alb și motive decorative realizate în nuanțe de albastru, maro, verde. | Muzeul Etnografic, Reghin                                           | Cimec    |
|      | Blid                                                       | Datare: înc. sec. XX Descoperit: jud. MUREȘ, com. Brâncovenești, Idicel Pădure Material: lut, smalț, vopsea, roata olarului, ardere oxidantă | Blid de lut smlțuit pe interior și exterior, cu baza joasă, buza îngustă rotundă. Decor realizat pe două registre unul plasat central și unul pe buza obiectului cu motive fitomorfe. În centrul vasului este trecută datarea acestuia (1912). Cromatica: motive decorative realizate din nuanțe de verde albastru, maro pe un fond alb. | Muzeul Etnografic, Reghin                                           | Cimec    |
|      | Blid                                                       | Datare: prima jumătate a sec. XX Descoperit: jud. MUREȘ, com. Fărăgău, Poarta Material: lut, smalț, vopsea, roata olarului, ardere oxidantă | Blid de lut smălțuit pe exterior și interior, cu baza joasă, rotundă. Decor floral, fitomorf și geometric realizat pe două registre central și pe buza obiectului. Interiorul vasului este decorat cu motive fitomorfe și florale precum și datarea obiectului (1932). Buza vasului este decorat cu linii verticale și frunze stilizate redate prin trei linii stilizate. Cromatica: motivele sunt realizate cu nuanțe de maro, verde, albastru pe un fond gălbui. | Muzeul Etnografic, Reghin                                           | Cimec    |
|      | Blid                                                       | Datare: înc.sec.XX Descoperit: jud. MUREȘ, com. Brâncovenești, Idicel-Pădure Material: lut, smalț, vopsea, roata olarului, ardere oxidantă | Farfurie smălțuită, cu baza joasă, buza îngustă rotundă. Decor realizat din motive geometrice și vegetale. Buza vasului este decorată cu o linie circulară mai groasă, una subțire și o linie șerpuitoare. Din punct de vedere cromatic piesa prezintă fond alb, motivele decorative fiind executate cu nuanțe de albstru, verde, maro. | Muzeul Etnografic, Reghin                                           | Cimec    |
|      | Blid                                                       | Datare: înc.sec.XX Descoperit: jud. BISTRIȚA-NĂSĂUD, com. Șieuț Material: lut, smalț, vopsea, roata olarului, ardere oxidantă | Farfurie smălțuită, cu buza lata, rotundă. Decor realizat pe trei registre central și pe marginea vasului. Motive decorative vegetale și florale, registrele fiind delimitate prin linii circulare. Marginea farfuriei prezintă între două cercuri concentrice un șir de frunze. Cromatica: fond alb cu motive decorative realizate în nuanțe de albastru și maro. | Muzeul Etnografic, Reghin                                           | Cimec    |
|      | Blid                                                       | Datare: prima jumătate a sec. XX Descoperit: jud. BISTRIȚA-NĂSĂUD, com. Șieuț, Șieuț Material: lut, smalț, vopsea, roata olarului, ardere oxidantă                                                                                                 | Farfurie cu baza joasă, marginea lată rotundă, smălțiută pe intrior și exterior. Decorul este realizat pe două registre, unul plasat central, iar cel de-al doilea pe marginea vasului. Motivele decorative utilizate sunt cele vegetale, registrele fiind delimitate prin linii circulare. În centrul vasului este trecut datarea acestuia (1928). Din punct de vedere cromatic piesa prezintă fond alb și motive decorative realizate în nuanțe de albastru, verde și maro. | Muzeul Etnografic, Reghin                                           | Cimec    |
|      | Blid                                                       | Datare: prima jumptate a sec. XX Descoperit: jud. MUREȘ, com. Solovăstru, Solovăstru Material: lut, smalț, vopsea, roata olarului, ardere oxidantă                                                                                                 | Farfurie smălțuită pe interior și exterior cu buza lată, rotundă. Decorul este realizat pe două registre unul central, cel de-al doilea pe margine vasului. Motivele decorative utilizate sunt cele vegetale și geometrice, registrele fiind delimitate între ele cu linii circulare continue. În centrul vasului este trecut datarea acestuia (1931). Din punct de vedere cromatic piesa prezintă fond alb și motive decorative realizate în nuanțe de albastru, verde, maro. | Muzeul Etnografic, Reghin                                           | Cimec    |
|      | Blid                                                       | Datare: prima jumătate a sec. XX Descoperit: jud. MUREȘ, com. Solovăstru, Solovăstru Material: lut, smalț, vopsea, roata olarului, ardere oxidantă                                                                                                 | Blid de lut smălțuit în exterior și interior cu buza îngustă rotundă. Decor fitomorf realizat pe trei registre pe marginea și buza obiectului. Central este trecut datarea vasului (1927). Registrele sunt delimitate între ele prin linii circulare. Cromatica: motivele decorative sunt realizate cu nuanțe de verde și maro pe un fond alb. | Muzeul Etnografic, Reghin                                           | Cimec    |
|      | Blid                                                       | Datare: înc.sec XX Descoperit: jud. BISTRIȚA-NĂSĂUD, com. Șieuț, Sebiș Material: lut, smalț, vopsea, roata olarului, ardere oxidantă | Blid de lut smălțuit în exterior și interior, baza joasă, buza lată, rotundă. Decor realizat pe două registre separarte de două linii circilare. Partea centrală este decorată cu motive fitomorfe - o creangă, zoomorfe și data de fabricație al obiectului 1906. Cromatica: motivele decorative sunt realizate cu nuanțe de verde și maro pe un fond alb. | Muzeul Etnografic, Reghin                                           | Cimec    |
|      | Blid                                                       | Datare: înc.sec.XX Descoperit: jud. BISTRIȚA-NĂSĂUD, com. Șieuț, Sebiș Material: lut, smalț, vopsea, roata olarului, ardere oxidantă | Blid de lut smălțuit în exterior și interior, cu baza joasă, buza lată, rotundă. Decor realizat pe două registre separate de linii circulare continue. Partea centrală este decorată cu motive vegetale și zoomorfe (creangă, pasăre) precum și datarea obiectului 1907. Cromatica: motive decorative realizate cu nuanțe de maro, verde pe fond alb. | Muzeul Etnografic, Reghin                                           | Cimec    |
|      | Blid                                                       | Datare: înc.sec. XX Descoperit: jud. MUREȘ, Reghin Material: lut, smalț, vopsea, roata olarului, ardere oxidantă | Blid de lut smălțuit în interior și exterior, cu buza îngustă, rotundă. Decor organizat pe marginea și interiorul vasului. Motive decorative fitomorfe realizate pe două registre, delimitate între ele cu linii circulare continue. În partea centrală este trecută datarea 1911. Cromatica: motive decorative realizate în nuanțe de verde maro, albastru pe fond alb. | Muzeul Etnografic, Reghin                                           | Cimec    |
|      | Blid                                                       | Datare: înc.sec. XX Descoperit: jud. MUREȘ, Reghin Material: lut, smalț, vopsea, roata olarului, ardere oxidantă | Blid de lut smălțuit în interior și exterior, cu buza îngustă, rotundă. Decor organizat pe marginea și interiorul vasului. Motive decorative fitomorfe realizate pe două registre, delimitate între ele cu linii circulare continue. În partea centrală este trecută datarea 1911. Cromatica: motive decorative realizate în nuanțe de verde maro, albastru pe fond alb. | Muzeul Etnografic, Reghin                                           | Cimec    |
|      | Blid                                                       | Datare: sf. sec. XIX Descoperit: jud. MUREȘ, Reghin Material: lut, smalț, vopsea, roata olarului, ardere oxidantă | Blid de lut smălțuit pe interior și exterior, prevăzut cu două toarte laterale, buza îngustă. Decor fitomorf dispus pe interiorul și buza vasului. Marginea vasului este decorată cu un șir de frunze mici, redate prin trei linii unite. În mijlocul vasului este trecut datarea 1896. Cromatica: Decor realizat cu nuanțe de verde, maro, albastru pe fond alb. | Muzeul Etnografic, Reghin                                           | Cimec    |
|      | Strachină                                                  | Datare: sf.sec.XIX Descoperit: jud. MUREȘ, com. Ibănești, Ibănești Material: lut, smalț, vopsea, roata olarului, ardere oxidantă | Blid de lut smălțuit, prevăzut cu două toarte laterale, buza lată rotundă. Decor floral și vegetal dispus pe două registre pe marginea și interiorul vasului, delimitată cu o linie circulară continuă. Mijlocul vasului este decorat cu un buchet de flori, precum și datarea obiectului: 1892. Bordura este ornamentată cu o linie circulară și două rânduri de frunze precum și cu o linie ondulată continuă. Cromatica: decor realizat cu albastru pe un fond alb. | Muzeul Etnografic, Reghin                                           | Cimec    |
|      | Blid                                                       | Datare: înc. sec. XX Descoperit: jud. MUREȘ, com. Brâncovenești, Idicel Pădure Material: lut, smalț, vopsea, roata olarului, ardere oxidantă | Blid de lut smălțuit pe interior și exterior, cu baza îngustă, rotundă. Decor realizat pe două registre central și pe buza vasului. Motivele folosite la decor sunt fitomorfe și geometrice. Registrele sunt delimitate între ele printr-o linie circulară continuă. În centrul vasului este trecut data fabricației 1905. Cromatica: piesa reprezintă fond alb cu motive decorative realizate cu nuanțe de albastru, verde și maro. | Muzeul Etnografic, Reghin                                           | Cimec    |
|      | Cană de lut                                                | Datare: sfârșitul sec XIX Descoperit: jud. MUREȘ, com. LUNCA, LOGIG Material: lut; smalț; coloranți; tehnici de olărie; pictat; ardere oxidantă | Vas cu corp piriform, gura rotundă, toartă laterală simplă, curbă de la gât la diametrul maxim. Decor realizat pe registre orizontale separate între ele cu linii circulare. Motive fitomorfe stilizate realizate cu pensula, cu albastru cobalt pe un fond gălbui. | Muzeul Etnografic, Reghin                                           | Cimec    |
|      | Cană de lut                                                | Datare: sfârșitul sec XIX Descoperit: jud. MUREȘ, com. LUNCA, LOGIG Material: lut; smalț; coloranți; tehnici de olărie; pictat; ardere oxidantă | Vas cu corp piriform, gura rotundă, toartă laterală simplă, curbă de la gât la diametrul maxim. Decor realizat pe registre orizontale separate între ele cu linii circulare. Motive fitomorfe stilizate realizate cu pensula, cu albastru cobalt pe un fond alb. | Muzeul Etnografic, Reghin                                           | Cimec    |
|      | Cană de lut                                                | Datare: sfârșitul sec XIX Descoperit: jud. MUREȘ, com. LUNCA, LOGIG Material: lut; smalț; coloranți; tehnici de olărie; pictat; ardere oxidantă | Vas cu corp piriform, gura rotundă, toartă laterală simplă, curbă de la gât la diametrul maxim. Decor realizat pe registre orizontale separate între ele cu linii circulare. Motive fitomorfe stilizate realizate cu pensula, cu albastru cobalt pe un fond alb. | Muzeul Etnografic, Reghin                                           | Cimec    |
|      | Cană de lut                                                | Datare: sfârșitul sec XIX Descoperit: jud. MUREȘ, com. LUNCA, LOGIG Material: lut; smalț; coloranți; tehnici de olărie; pictat; ardere oxidantă | Vas cu corp piriform, gura rotundă, gât înalt, toartă laterală simplă, curbă de la gât la diametrul maxim. Decor organizat în registre orizontale pe corp și gâtul vasului, separate între ele cu linii circulare. Motive fitomorfe stilizate realizate cu pensula, cu albastru cobalt pe un fond alb-gălbui. | Muzeul Etnografic, Reghin                                           | Cimec    |
|      | Cană de lut                                                | Datare: sfârșitul sec XIX Descoperit: jud. MUREȘ, com. LUNCA, LOGIG Material: lut; smalț; coloranți; tehnici de olărie; pictat; ardere oxidantă | Vas cu corp piriform, gura rotundă, toartă laterală simplă, curbă de la gât la diametrul maxim. Decor organizat în registre orizontale pe corp și gâtul vasului, separate între ele cu linii circulare. Motive florale și fitomorfe stilizate realizate cu pensula, cu albastru cobalt pe un fond alb-gălbui. | Muzeul Etnografic, Reghin                                           | Cimec    |
|      | Cană de lut                                                | Datare: sfârșitul sec XIX Descoperit: jud. MUREȘ, com. LUNCA, LOGIG Material: lut; smalț; coloranți; tehnici de olărie; pictat; ardere oxidantă | Vas cu corp piriform, gura rotundă, toartă laterală simplă, curbă de la gât la diametrul maxim. Decor organizat în registre orizontale pe corp și gâtul vasului, separate între ele cu linii circulare. Motive fitomorfe stilizate realizate cu pensula, cu albastru cobalt pe un fond alb. | Muzeul Etnografic, Reghin                                           | Cimec    |
|      | Cană de lut                                                | Datare: sfârșitul sec XIX Descoperit: jud. MUREȘ, com. LUNCA, LOGIG Material: lut; smalț; coloranți; tehnici de olărie; pictat; ardere oxidantă | Vas cu corp piriform, gura rotundă, toartă laterală simplă, curbă de la gât la diametrul maxim. Decor organizat în registre orizontale pe corp și gâtul vasului, separate între ele cu linii circulare. Motive fitomorfe stilizate realizate cu pensula, cu albastru cobalt pe un fond alb. | Muzeul Etnografic, Reghin                                           | Cimec    |
|      | Cană de lut                                                | Datare: sfârșitul sec XIX Descoperit: jud. MUREȘ, com. LUNCA, LOGIG Material: lut; smalț; coloranți; tehnici de olărie; pictat; ardere oxidantă | Canceu cu corp piriform, gura rotundă, toartă laterală simplă, curbă de la gât la diametrul maxim. Decor organizat în registre orizontale separate între ele cu linii circulare. Motive fitomorfe stilizate realizate cu pensula, cu albastru cobalt pe un fond alb. | Muzeul Etnografic, Reghin                                           | Cimec    |
|      | Cană de lut                                                | Datare: sfârșitul sec XIX Descoperit: jud. MUREȘ, com. LUNCA, LOGIG Material: lut; smalț; coloranți; tehnici de olărie; pictat; ardere oxidantă | Canceu cu corp piriform, gura rotundă, toartă laterală simplă, curbă de la gât la diametrul maxim. Decor organizat în registre orizontale pe corp și gâtul vasului separate între ele cu linii circulare. Motive fitomorfe stilizate realizate cu pensula, cu albastru cobalt pe un fond alb. | Muzeul Etnografic, Reghin                                           | Cimec    |
|      | Cană de lut                                                | Datare: sfârșitul sec XIX Descoperit: jud. MUREȘ, com. LUNCA, LOGIG Material: lut; smalț; coloranți; tehnici de olărie; pictat; ardere oxidantă | Canceu cu corp piriform, gura rotundă, toartă laterală simplă, curbă de la gât la diametrul maxim. Decor organizat în registre orizontale separate între ele cu linii circulare. Motive fitomorfe stilizate realizate cu pensula, cu albastru cobalt pe un fond alb. | Muzeul Etnografic, Reghin                                           | Cimec    |
|      | Cană de lut                                                | Datare: sfârșitul sec XIX Descoperit: jud. MUREȘ, com. LUNCA, LOGIG Material: lut; smalț; coloranți; tehnici de olărie; pictat; ardere oxidantă | Canceu cu corp piriform, gura rotundă, toartă laterală simplă, curbă de la gât la diametrul maxim. Decor organizat în registre orizontale separate între ele cu linii circulare. Motive fitomorfe stilizate realizate cu pensula, cu albastru cobalt pe un fond alb. | Muzeul Etnografic, Reghin                                           | Cimec    |
|      | Cană de lut                                                | Datare: sfârșitul sec XIX Descoperit: jud. MUREȘ, com. LUNCA, LOGIG Material: lut; smalț; coloranți; tehnici de olărie; pictat; ardere oxidantă | Canceu cu corp piriform, gura rotundă, toartă laterală simplă, curbă de la gât la diametrul maxim. Decor organizat în registre orizontale separate între ele cu linii circulare. Motive fitomorfe stilizate realizate cu pensula, cu albastru cobalt pe un fond alb-gălbui. | Muzeul Etnografic, Reghin                                           | Cimec    |
|      | Cană de lut                                                | Datare: sfârșitul sec XIX Descoperit: jud. MUREȘ, com. LUNCA, LOGIG Material: lut; smalț; coloranți; tehnici de olărie; pictat; ardere oxidantă | Canceu cu corp piriform, gura rotundă, gât înalt, toartă laterală simplă, curbă de la gât la diametrul maxim. Decor organizat pe trei registre orizontale separate între ele cu linii circulare. Motive fitomorfe stilizate realizate cu pensula, cu albastru cobalt pe un fond alb. | Muzeul Etnografic, Reghin                                           | Cimec    |
|      | Cană de lut                                                | Datare: sfârșitul sec XIX Descoperit: jud. MUREȘ, com. LUNCA, LOGIG Material: lut; smalț; coloranți; tehnici de olărie; pictat; ardere oxidantă | Canceu cu corp piriform, gura rotundă, toartă laterală simplă, curbă de la gât la diametrul maxim. Decor organizat pe registre orizontale separate între ele cu linii circulare. Motive fitomorfe stilizate realizate cu pensula, cu albastru cobalt pe un fond alb-gălbui. | Muzeul Etnografic, Reghin                                           | Cimec    |
|      | Cană de lut                                                | Datare: sfârșitul sec XIX Descoperit: jud. MUREȘ, com. LUNCA, LOGIG Material: lut; smalț; coloranți; tehnici de olărie; pictat; ardere oxidantă | Canceu cu corp piriform, gura rotundă, toartă laterală simplă, curbă de la gât la diametrul maxim. Decor organizat pe registre orizontale separate între ele cu linii circulare. Motive fitomorfe stilizate realizate cu pensula, cu albastru cobalt pe un fond alb. | Muzeul Etnografic, Reghin                                           | Cimec    |
|      | Cană de lut                                                | Datare: sfârșitul sec XIX Descoperit: jud. MUREȘ, com. LUNCA, LOGIG Material: lut; smalț; coloranți; tehnici de olărie; pictat; ardere oxidantă | Canceu cu corp piriform, gura rotundă, gât înalt, toartă laterală simplă, curbă de la gât la diametrul maxim. Decor organizat pe registre orizontale pe corp și gâtul vasului separate între ele cu linii circulare. Motive florale și fitomorfe stilizate realizate cu pensula, cu albastru cobalt pe un fond alb. | Muzeul Etnografic, Reghin                                           | Cimec    |
|      | Cană de lut                                                | Datare: sfârșitul sec XIX Descoperit: jud. MUREȘ, com. LUNCA, LOGIG Material: lut; smalț; coloranți; tehnici de olărie; pictat; ardere oxidantă | Canceu cu corp piriform, gura rotundă, toartă laterală simplă, curbă de la gât la diametrul maxim. Decor organizat pe registre orizontale separate între ele cu linii circulare. Motive fitomorfe stilizate realizate cu pensula, cu albastru cobalt pe un fond alb-gălbui. | Muzeul Etnografic, Reghin                                           | Cimec    |
|      | Cană de lut                                                | Datare: sfârșitul sec XIX Descoperit: jud. MUREȘ, com. LUNCA, LOGIG Material: lut; smalț; coloranți; tehnici de olărie; pictat; ardere oxidantă | Canceu cu corp piriform, gura rotundă, gât înalt, toartă laterală simplă, curbă de la gât la diametrul maxim. Decor organizat pe registre orizontale separate între ele cu linii circulare. Motive fitomorfe stilizate realizate cu pensula, cu albastru cobalt pe un fond alb-gălbui. | Muzeul Etnografic, Reghin                                           | Cimec    |
|      | Cană de lut                                                | Datare: sfârșitul sec XIX Descoperit: jud. MUREȘ, com. LUNCA, LOGIG Material: lut; smalț; coloranți; tehnici de olărie; pictat; ardere oxidantă | Canceu cu corp piriform, gura rotundă, toartă laterală simplă, curbă de la gât la diametrul maxim. Decor organizat pe registre orizontale separate între ele cu linii circulare. Motive fitomorfe stilizate realizate cu pensula, cu albastru cobalt pe un fond alb. | Muzeul Etnografic, Reghin                                           | Cimec    |
|      | Cană de lut                                                | Datare: sfârșitul sec XIX Descoperit: jud. MUREȘ, com. LUNCA, LOGIG Material: lut; smalț; coloranți; tehnici de olărie; pictat; ardere oxidantă | Canceu cu corp piriform, gura rotundă, toartă laterală simplă, curbă de la gât la diametrul maxim. Decor organizat pe registre orizontale separate între ele cu linii circulare. Motive fitomorfe stilizate realizate cu pensula, cu albastru cobalt pe un fond alb-gălbui. | Muzeul Etnografic, Reghin                                           | Cimec    |
|      | Cană de lut                                                | Datare: sfârșitul sec XIX Descoperit: jud. MUREȘ, com. LUNCA, LOGIG Material: lut; smalț; coloranți; tehnici de olărie; pictat; ardere oxidantă | Canceu cu corp piriform, gura rotundă, gât înalt, toartă laterală simplă, curbă de la gât la diametrul maxim. Decor organizat pe registre orizontale pe corp și gâtul vasului separate între ele cu linii circulare. Motive fitomorfe stilizate realizate cu pensula, cu albastru cobalt pe un fond alb-gălbui. | Muzeul Etnografic, Reghin                                           | Cimec    |
|      | Cană de lut                                                | Datare: sfârșitul sec XIX Descoperit: jud. MUREȘ, com. LUNCA, LOGIG Material: lut; smalț; coloranți; tehnici de olărie; pictat; ardere oxidantă | Canceu cu corp piriform, gura rotundă, toartă laterală simplă, curbă de la gât la diametrul maxim. Decor organizat pe registre orizontale separate între ele cu linii circulare. Motive fitomorfe stilizate realizate cu pensula, cu albastru cobalt pe un fond alb. | Muzeul Etnografic, Reghin                                           | Cimec    |
|      | Cahlă                                                      | Datare: sec. XIX Descoperit: jud. Mureș, com. BATOȘ, BATOȘ Material: lut; smalț; presare manuală în tipar; ardere oxidantă | Cahlă de sobă plată cu motive floarale. La baza obiectului dintr-o tulpină ies doi lujeri care se termină cu câte o lalea, orientate către colțurile inferioare ale obiectului. Tulpina centrală se ramnifică în alți doi lujeri pe care se pot observa câte un trandafir ocupând partea de mijloc a cahlei, iar la capătul lujerului în colțurile superioare câte un boboc. În partea superioară la vârf tulpina se termină cu o lalea înflorită. Motivul decorativ de pe obiect în ansamblul lui reprezintă arborele vieții. Cahla este smălțuită pe fond alb, iar motivele reliefate sunt vopsite cu albastru. | Muzeul Etnografic, Reghin                                           | Cimec    |
|      | Cahlă                                                      | Datare: sec. XIX Descoperit: jud. Mureș, com. BATOȘ, BATOȘ Material: lut; smalț; presare manuală în tipar; ardere oxidantă | Cahlă de sobă plată cu motive floarale. La baza obiectului dintr-o tulpină ies doi lujeri care se termină cu câte o lalea, orientate către colțurile inferioare ale obiectului. Tulpina centrală se ramnifică în alți doi lujeri pe care se pot observa câte un trandafir ocupând partea de mijloc a cahlei, iar la capătul lujerului în colțurile superioare câte un boboc. În partea superioară la vârf tulpina se termină cu o lalea înflorită. Motivul decorativ de pe obiect în ansamblul lui reprezintă arborele vieții. Cahla este smălțuită pe fond alb, iar motivele reliefate sunt vopsite cu albastru. | Muzeul Etnografic, Reghin                                           | Cimec    |
|      | Cahlă                                                      | Datare: sec. XIX Descoperit: jud. Mureș, com. BATOȘ, BATOȘ Material: lut; smalț; presare manuală în tipar; ardere oxidantă | Cahlă de sobă plată cu motive floarale. La baza obiectului dintr-o tulpină ies doi lujeri care se termină cu câte o lalea, orientate către colțurile inferioare ale obiectului. Tulpina centrală se ramnifică în alți doi lujeri pe care se pot observa câte un trandafir ocupând partea de mijloc a cahlei, iar la capătul lujerului în colțurile superioare câte un boboc. În partea superioară la vârf tulpina se termină cu o lalea înflorită. Motivul decorativ de pe obiect în ansamblul lui reprezintă arborele vieții. Cahla este smălțuită pe fond alb, iar motivele reliefate sunt vopsite cu albastru. | Muzeul Etnografic, Reghin                                           | Cimec    |
|      | Cahlă                                                      | Datare: sec. XIX Descoperit: jud. Mureș, com. BATOȘ, BATOȘ Material: lut; smalț; presare manuală în tipar; ardere oxidantă | Cahlă de sobă plată cu motive floarale. La baza obiectului dintr-o tulpină ies doi lujeri care se termină cu câte o lalea, orientate către colțurile inferioare ale obiectului. Tulpina centrală se ramnifică în alți doi lujeri pe care se pot observa câte un trandafir ocupând partea de mijloc a cahlei, iar la capătul lujerului în colțurile superioare câte un boboc. În partea superioară la vârf tulpina se termină cu o lalea înflorită. Motivul decorativ de pe obiect în ansamblul lui reprezintă arborele vieții. Cahla este smălțuită pe fond alb, iar motivele reliefate sunt vopsite cu albastru. | Muzeul Etnografic, Reghin                                           | Cimec    |
|      | Cahlă                                                      | Datare: sec. XIX Descoperit: jud. Mureș, com. BATOȘ, BATOȘ Material: lut; smalț; presare manuală în tipar; ardere oxidantă | Cahlă de sobă plată cu motive floarale. La baza obiectului dintr-o tulpină ies doi lujeri care se termină cu câte o lalea, orientate către colțurile inferioare ale obiectului. Tulpina centrală se ramnifică în alți doi lujeri pe care se pot observa câte un trandafir ocupând partea de mijloc a cahlei, iar la capătul lujerului în colțurile superioare câte un boboc. În partea superioară la vârf tulpina se termină cu o lalea înflorită. Motivul decorativ de pe obiect în ansamblul lui reprezintă arborele vieții. Cahla este smălțuită pe fond alb, iar motivele reliefate sunt vopsite cu albastru. | Muzeul Etnografic, Reghin                                           | Cimec    |
|      | Cahlă                                                      | Datare: sec. XIX Descoperit: jud. Mureș, com. BATOȘ, BATOȘ Material: lut; smalț; presare manuală în tipar; ardere oxidantă | Cahlă de sobă plată cu motive floarale. La baza obiectului dintr-o tulpină ies doi lujeri care se termină cu câte o lalea, orientate către colțurile inferioare ale obiectului. Tulpina centrală se ramnifică în alți doi lujeri pe care se pot observa câte un trandafir ocupând partea de mijloc a cahlei, iar la capătul lujerului în colțurile superioare câte un boboc. În partea superioară la vârf tulpina se termină cu o lalea înflorită. Motivul decorativ de pe obiect în ansamblul lui reprezintă arborele vieții. Cahla este smălțuită pe fond alb, iar motivele reliefate sunt vopsite cu albastru. | Muzeul Etnografic, Reghin                                           | Cimec    |
|      | Cahlă                                                      | Datare: sec. XIX Descoperit: jud. Mureș, com. BATOȘ, BATOȘ Material: lut; smalț; presare manuală în tipar; ardere oxidantă | Cahlă de sobă plată cu motive floarale. La baza obiectului dintr-o tulpină ies doi lujeri care se termină cu câte o lalea, orientate către colțurile inferioare ale obiectului. Tulpina centrală se ramnifică în alți doi lujeri pe care se pot observa câte un trandafir ocupând partea de mijloc a cahlei, iar la capătul lujerului în colțurile superioare câte un boboc. În partea superioară la vârf tulpina se termină cu o lalea înflorită. Motivul decorativ de pe obiect în ansamblul lui reprezintă arborele vieții. Cahla este smălțuită pe fond alb, iar motivele reliefate sunt vopsite cu albastru. | Muzeul Etnografic, Reghin                                           | Cimec    |
|      | Cahlă                                                      | Datare: sec. XIX Descoperit: jud. Mureș, com. BATOȘ, BATOȘ Material: lut; smalț; presare manuală în tipar; ardere oxidantă | Cahlă de sobă plată cu motive floarale. La baza obiectului dintr-o tulpină ies doi lujeri care se termină cu câte o lalea, orientate către colțurile inferioare ale obiectului. Tulpina centrală se ramnifică în alți doi lujeri pe care se pot observa câte un trandafir ocupând partea de mijloc a cahlei, iar la capătul lujerului în colțurile superioare câte un boboc. În partea superioară la vârf tulpina se termină cu o lalea înflorită. Motivul decorativ de pe obiect în ansamblul lui reprezintă arborele vieții. Cahla este smălțuită pe fond alb, iar motivele reliefate sunt vopsite cu albastru. | Muzeul Etnografic, Reghin                                           | Cimec    |
|      | Cahlă                                                      | Datare: sec. XIX Descoperit: jud. Mureș, com. BATOȘ, BATOȘ Material: lut; smalț; presare manuală în tipar; ardere oxidantă | Cahlă de sobă plată cu motive floarale. La baza obiectului dintr-o tulpină ies doi lujeri care se termină cu câte o lalea, orientate către colțurile inferioare ale obiectului. Tulpina centrală se ramnifică în alți doi lujeri pe care se pot observa câte un trandafir ocupând partea de mijloc a cahlei, iar la capătul lujerului în colțurile superioare câte un boboc. În partea superioară la vârf tulpina se termină cu o lalea înflorită. Motivul decorativ de pe obiect în ansamblul lui reprezintă arborele vieții. Cahla este smălțuită pe fond alb, iar motivele reliefate sunt vopsite cu albastru. | Muzeul Etnografic, Reghin                                           | Cimec    |
|      | Cahlă                                                      | Datare: sec. XIX Descoperit: jud. Mureș, com. BATOȘ, BATOȘ Material: lut; smalț; presare manuală în tipar; ardere oxidantă | Cahlă de sobă plată cu motive floarale. La baza obiectului dintr-o tulpină ies doi lujeri care se termină cu câte o lalea, orientate către colțurile inferioare ale obiectului. Tulpina centrală se ramnifică în alți doi lujeri pe care se pot observa câte un trandafir ocupând partea de mijloc a cahlei, iar la capătul lujerului în colțurile superioare câte un boboc. În partea superioară la vârf tulpina se termină cu o lalea înflorită. Motivul decorativ de pe obiect în ansamblul lui reprezintă arborele vieții. Cahla este smălțuită pe fond alb, iar motivele reliefate sunt vopsite cu albastru. | Muzeul Etnografic, Reghin                                           | Cimec    |
|      | Moară - fronton                                            | Datare: 1831 Descoperit: jud. Mureș, com. GURGHIU, ORȘOVA Dimensiuni: Î: 188 cm Material: lemn; cioplire; sculptare | Piesă componentă din angrenajul unei mori din prima jumătate a secolului al XIX-lea. Decorația piesei este realizată prin tehnica sculpturii și a incizării, fiind întâlnite mai multe tipuri de motive decorative: rozeta, motivul crucii, șarpele, peștele, funia. Din punct de vedere cromatic prezintă nuanțe de roșu și verde. | Muzeul Etnografic, Reghin                                           | Cimec    |
|      | Teasc de ulei                                              | Datare: sf. sec. XIX Descoperit: jud. Mureș, com. GURGHIU, ORȘOVA Dimensiuni: Î: 180 cm Material: lemn de stejar; cioplire | Teasc de mari dimensiuni, cu șurub fix dispus excentric cu piuliță mobilă. Șurubul este acționat prin învârtire prin intermediul unei pârghii fixate pe el. Astfel se face deplasarea, pe plan vertical, a grindei de presiune. Oala este scobită direct într-un trunchi de stejar. | Muzeul Etnografic, Reghin                                           | Cimec    |
|      | Zdrobitoare de sâmburi Autor: Buta, Gheorghe               | Datare: 1898 Descoperit: jud. Bistrița-Năsăud, com. ȘIEUȚ, RUȘTIOR Dimensiuni: Î: 30 cm Material: lemn; cioplit; scobit | Instalație pentru zdrobit semințele pentru obținerea uleiului vegetal, piua este construită dintr-un butuc cu cinci cavități (oale), în care semințele se zdrobesc cu ajutorul celor cinci ciocane acționate cu piciorul. | Muzeul Etnografic, Reghin                                           | Cimec    |
|      | Teasc de struguri Autor: Orban, Iosif                      | Datare: mijlocul sec. XX Descoperit: jud. Mureș, com. HODOȘA, HODOȘA Dimensiuni: Î: 180 cm Material: lemn; cioplire | Teasc cu șurub mobil de lemn, utilizat la zdrobirea strugurilor. Masa și șurubul sunt confecționate din lemn. Prezintă bârnă de susținere a șurubului. Coșul, așezat pe masa teascului, este realizat din scânduri. | Muzeul Etnografic, Reghin                                           | Cimec    |
|      | Zdrobitoare cu ciocane Autor: Ciobota, Constantin          | Datare: cca. 1927 Descoperit: jud. Mureș, com. STÂNCENI, CIOBOTANI Dimensiuni: Î: 150 cm Material: lemn; cioplit; scobit | Instalație pentru zdrobit semințele în vederea obținerii uleiului. Piua este compusă din două roți de mână, fus orizontal cu pene, patru ciocane sau zdrobitori și patru oale (pive) scobite într-un trunchi de copac. | Muzeul Etnografic, Reghin                                           | Cimec    |
|      | Teasc de ulei Autor: Crețu Blaga; Ignatu Blaghi            | Datare: cca. 1810 Descoperit: jud. Bistrița-Năsăud, com. ȘIEUȚ, RUȘTIOR Dimensiuni: Î: 50 cm Material: lemn; cioplire | Instalație de tip teasc, de lemn, utilizată pentru obținerea uleiului. Este prevăzut cu o pană verticală cu zăvor și ciocane de lemn, oala fiind confecționată dintr-un trunchi de copac. | Muzeul Etnografic, Reghin                                           | Cimec    |
|      | Cahlă                                                      | Datare: 1808 Descoperit: jud. Mureș, com. IBĂNEȘTI, IBĂNEȘTI-PĂDURE Material: lut; coloranți; smalț; ardere oxidantă; smălțuire | Cahlă de sobă pătrată, ornamentată cu motive vegetale, florale, astrale, religioase și este inscripționat anul modelării (1808). Părțile de ornament sunt reliefate. | Muzeul Etnografic, Reghin                                           | Cimec    |
|      | Cahlă                                                      | Datare: 1808 Descoperit: jud. Mureș, com. IBĂNEȘTI, IBĂNEȘTI-PĂDURE Material: lut; coloranți; smalț; ardere oxidantă; smălțuire | Cahlă de sobă pătrată, ornamentată cu motive vegetale, florale, astrale, religioase și este inscripționat anul modelării (1808). Părțile de ornament sunt reliefate. | Muzeul Etnografic, Reghin                                           | Cimec    |
|      | Cahlă                                                      | Datare: 1808 Descoperit: jud. Mureș, com. IBĂNEȘTI, IBĂNEȘTI-PĂDURE Material: lut; coloranți; smalț; ardere oxidantă; smălțuire | Cahlă de sobă pătrată, ornamentată cu motive vegetale, florale, astrale, religioase și este inscripționat anul modelării (1808). Părțile de ornament sunt reliefate. | Muzeul Etnografic, Reghin                                           | Cimec    |
|      | Cahlă                                                      | Datare: 1808 Descoperit: jud. Mureș, com. IBĂNEȘTI, IBĂNEȘTI-PĂDURE Material: lut; coloranți; smalț; ardere oxidantă; smălțuire | Cahlă de sobă pătrată, ornamentată cu motive vegetale, florale, astrale, religioase și este inscripționat anul modelării (1808). Părțile de ornament sunt reliefate. | Muzeul Etnografic, Reghin                                           | Cimec    |
|      | Cahlă                                                      | Datare: 1808 Descoperit: jud. Mureș, com. IBĂNEȘTI, IBĂNEȘTI-PĂDURE Material: lut; coloranți; smalț; ardere oxidantă; smălțuire | Cahlă de sobă pătrată, ornamentată cu motive vegetale, florale, astrale, religioase și este inscripționat anul modelării (1808). Părțile de ornament sunt reliefate. | Muzeul Etnografic, Reghin                                           | Cimec    |
|      | Cahlă                                                      | Datare: 1808 Descoperit: jud. Mureș, com. IBĂNEȘTI, IBĂNEȘTI-PĂDURE Material: lut; coloranți; smalț; ardere oxidantă; smălțuire | Cahlă de sobă pătrată, ornamentată cu motive vegetale, florale, astrale, religioase și este inscripționat anul modelării (1808). Părțile de ornament sunt reliefate. | Muzeul Etnografic, Reghin                                           | Cimec    |
|      | Cahlă                                                      | Datare: 1808 Descoperit: jud. Mureș, com. IBĂNEȘTI, IBĂNEȘTI-PĂDURE Material: lut; coloranți; smalț; ardere oxidantă; smălțuire | Cahlă de sobă pătrată, ornamentată cu motive vegetale, florale, astrale, religioase și este inscripționat anul modelării (1808). Părțile de ornament sunt reliefate. | Muzeul Etnografic, Reghin                                           | Cimec    |
|      | Cahlă                                                      | Datare: 1808 Descoperit: jud. Mureș, com. IBĂNEȘTI, IBĂNEȘTI-PĂDURE Material: lut; coloranți; smalț; ardere oxidantă; smălțuire | Cahlă de sobă pătrată, ornamentată cu motive vegetale, florale, astrale, religioase și este inscripționat anul modelării (1808). Părțile de ornament sunt reliefate. | Muzeul Etnografic, Reghin                                           | Cimec    |
|      | Cahlă                                                      | Datare: 1808 Descoperit: jud. Mureș, com. IBĂNEȘTI, IBĂNEȘTI-PĂDURE Material: lut; coloranți; smalț; ardere oxidantă; smălțuire | Cahlă de sobă pătrată, ornamentată cu motive vegetale, florale, astrale, religioase și este inscripționat anul modelării (1808). Părțile de ornament sunt reliefate. | Muzeul Etnografic, Reghin                                           | Cimec    |
|      | Cahlă                                                      | Datare: 1808 Descoperit: jud. Mureș, com. IBĂNEȘTI, IBĂNEȘTI-PĂDURE Material: lut; coloranți; smalț; ardere oxidantă; smălțuire | Cahlă de sobă pătrată, ornamentată cu motive vegetale, florale, astrale, religioase și este inscripționat anul modelării (1808). Părțile de ornament sunt reliefate. | Muzeul Etnografic, Reghin                                           | Cimec    |
|      | Cahlă                                                      | Datare: 1808 Descoperit: jud. Mureș, com. IBĂNEȘTI, IBĂNEȘTI-PĂDURE Material: lut; coloranți; smalț; ardere oxidantă; smălțuire | Cahlă de sobă pătrată, ornamentată cu motive vegetale, florale, astrale, religioase și este inscripționat anul modelării (1808). Părțile de ornament sunt reliefate. | Muzeul Etnografic, Reghin                                           | Cimec    |
|      | Cahlă                                                      | Datare: 1808 Descoperit: jud. Mureș, com. IBĂNEȘTI, IBĂNEȘTI-PĂDURE Material: lut; coloranți; smalț; ardere oxidantă; smălțuire | Cahlă de colț smălțiută, în vederea principală având ornamente cu motive vegetale, florale, astrale, religioase și este inscripționat anul modelării (1808), iar pe colț motive vegetale. Părțile de ornament sunt reliefate. | Muzeul Etnografic, Reghin                                           | Cimec    |
|      | Cahlă                                                      | Datare: 1808 Descoperit: jud. Mureș, com. IBĂNEȘTI, IBĂNEȘTI-PĂDURE Material: lut; coloranți; smalț; ardere oxidantă; smălțuire | Cahlă de colț smălțiută, în vederea principală având ornamente cu motive vegetale, florale, astrale, religioase și este inscripționat anul modelării (1808), iar pe colț motive vegetale. Părțile de ornament sunt reliefate. | Muzeul Etnografic, Reghin                                           | Cimec    |
|      | Cahlă                                                      | Datare: 1808 Descoperit: jud. Mureș, com. IBĂNEȘTI, IBĂNEȘTI-PĂDURE Material: lut; coloranți; smalț; ardere oxidantă; smălțuire | Cahlă de colț smălțiută, în vederea principală având ornamente cu motive vegetale, florale, astrale, religioase și este inscripționat anul modelării (1808), iar pe colț motive vegetale. Părțile de ornament sunt reliefate. | Muzeul Etnografic, Reghin                                           | Cimec    |
|      | Cahlă                                                      | Datare: 1808 Descoperit: jud. Mureș, com. IBĂNEȘTI, IBĂNEȘTI-PĂDURE Material: lut; coloranți; smalț; ardere oxidantă; smălțuire | Cahlă de colț smălțiută, în vederea principală având ornamente cu motive vegetale, florale, astrale, religioase și este inscripționat anul modelării (1808), iar pe colț motive vegetale. Părțile de ornament sunt reliefate. | Muzeul Etnografic, Reghin                                           | Cimec    |
|      | Cahlă                                                      | Datare: 1808 Descoperit: jud. Mureș, com. IBĂNEȘTI, IBĂNEȘTI-PĂDURE Material: lut; coloranți; smalț; ardere oxidantă; smălțuire | | Muzeul Etnografic, Reghin                                           | Cimec    |
|      | Cahlă                                                      | Datare: 1808 Descoperit: jud. Mureș, com. IBĂNEȘTI, IBĂNEȘTI-PĂDURE Material: lut; coloranți; smalț; ardere oxidantă; smălțuire | Cahlă de colț smălțiută, în vederea principală având ornamente cu motive vegetale, florale, astrale, religioase și este inscripționat anul modelării (1808), iar pe colț motive vegetale. Părțile de ornament sunt reliefate. | Muzeul Etnografic, Reghin                                           | Cimec    |
|      | Pieptar femeiesc                                           | Datare: sf. sec. XIX Descoperit: jud. Mureș, com. HODAC, HODAC Dimensiuni: lărgime poale: 200 cm Material: blană de oaie; blană de miel; piele, curelușă de meșină; mătase; nasturi piele; tăbăcit; croit; cusut; broderie plină; imprimare        | Pieptar femeiesc, deschis în față cu 4 nasturi și cheutori de piele, fără mâneci, puternci evazat în talie; confecționat din blană de oaie albă, aplicație de blană de miel neagră („zăgărie”) de jur-împrejur, apoi o blană de ihră imprimată la cald cu motive florale și geometrice, cusută pe margine asuperioară cu mătase verde. De la gât până la talie pe cele două aripi din față, câte o bandă cusută în motive geometrice cu mptase verde și maro și cu curelușă de meșină verde. Aceeași cusătură și la subrațuri. Decorul este întregit de buchete florale în broderie plină cu mătase verde, mov, muștar și aplicații de ciucuri verzi și mov din mătase. | Muzeul Etnografic, Reghin                                           | Cimec    |
|      | Pieptar bărbătesc Autor: Bălan, Ion                        | Datare: înc. sec. XX Descoperit: jud. Mureș, com. RUȘII-MUNȚI, RUȘII-MUNȚI Dimensiuni: lărgime poale: 120 cm Material: blană de oaie; blană de miel; piele; mătase, lânică; nasturi; croit; cusut; aplicații; broderie plină; lână; nasturi        | Pieptar bărbătesc, deschis în față, se încheie cu trei nasturi și cheutori de piele, îmbrăcați în lânică; fără mâneci, ușor evazat în talie; confecționat din blană de oaie albă. De jur-împrejur aplicație de blană neagră de miel („zăgăre”). Pe toată suprafața decor floral, broderie plină cu aplicație de lânică policromă: roșu, bordo, nuanțe de albastru, nuanțe de verde, muștar, bej, roz, maro. Aplicații de ciucuri lungi, pe toată suprafața, din mătase policromă: roșu, bordo, galben, albastru, mov. | Muzeul Etnografic, Reghin                                           | Cimec    |
|      | Pieptar bărbătesc Autor: Mureșan, Rafila                   | Datare: înc. sec. XX Descoperit: jud. Mureș, com. RUȘII-MUNȚI, MORĂRENI Dimensiuni: lărgime poale: 116 cm Material: blană de oaie; piele; lânică; mătase; nasturi piele; tăbăcit; croit; cusut; aplicații; broderie plină; lână; bumbac mercerizat | Pieptar bărbătesc deschis în față, se încheie cu trei nasturi și cheutori de piele; fără mâneci, evazat în talie; confecționat din blană de oaie albă. De jur-împrejur aplicație de blană de miel neagră („zăgăre”). Decor floral, broderie plină cu lânică policromă: roșu, bordo, verde închis și deschis, maro, roz, albastru, muștar, dispus în bandă de jur-împrejur, pe margini delimitată de un șnur cusut în frunza bradului, de la care sunt brodate buchete florale. Îmbinările de la subraț sunt realizate cu benzi de piele albă cusută pe margine cu ață și lânică roșie de la care pleacă frunze și buchete florale, policrome. Pe toată suprafața aplicații de ciucuri de mătase roșie, albastră-verde (decolorată). | Muzeul Etnografic, Reghin                                           | Cimec    |
|      | Pieptar bărbătesc Autor: Mureșan, Rafila                   | Datare: înc. sec. XX Descoperit: jud. Mureș, com. RUȘII-MUNȚI, MORĂRENI Dimensiuni: lărgime poale: 127 cm Material: blană de oaie; piele; mătase; nasturi piele; tăbăcit; croit; cusut; aplicații; broderie plină; lână                            | Pieptar bărbătesc deschis în față, se încheie cu trei nasturi și cheutori de piele; fără mâneci, evazat în talie; confecționat din blană de miel albă. De jur-împrejur aplicație de blană de miel neagră („zăgăre”). Decor floral, broderie plină cu lânică policromă: roșu, bordo, verde deschis, mov, roz, albastru, galben, dispus în bandă de jur-împrejur, pe margini, delimitată de un șnur cusut în „frunza bradului” cu lânică bordo, de la care sunt brodate buchete florale. Îmbinările de la subraț sunt realizate cu benzi de piele albă cusută pe margine cu ață și lânică bordo de la care pleacă frunze și buchete florale, policrome. Pe toată suprafața aplicații de ciucuri de mătase colorată: roșu, bordo, galben, albastru, verde. | Muzeul Etnografic, Reghin                                           | Cimec    |
|      | Pieptar femeiesc                                           | Datare: înc. sec. XX Descoperit: jud. Mureș, com. SUSENI, LUIERIU Dimensiuni: lărgime poale: 98 cm Material: blană de oaie; piele; lânică; nasturi piele; tăbăcit; croit; cusut; aplicații                                                         | Pieptar femeiesc deschis în față, se încheie cu patru nasturi și cheotori de piele, fără mâneci, confecționat din blană de miel albă. De jur-împrejur aplicație de miel neagră „zăgăre”. Decor floral, broderie plină cu lânică policromă: roșu, verde, vernil, mov, albastru, dispus în bandă de jur-împrejur, pe margini delimitată de șinor cusut în frunza bradului cu lânică policromă: roșie, de la care pornesc buchete florale; pe spate patru buchete florale. | Muzeul Etnografic, Reghin                                           | Cimec    |
|      | Pieptar femeiesc                                           | Datare: prima jum. a sec XX Descoperit: jud. Mureș, com. LUNCA, LUNCA Material: blană; piele; mătase; lână; tăbăcit; vopsit; croit; broderie plină; ștanțare; nasturi piele                                                                        | Piptar femeiesc înfundat, se încheie pe umărul și subsoara stângă cu nasturi și cheutori de piele (una lipsă); fără mâneci, puternic răscroit la umeri și la gât, în talie ușor evazat și șliț în părți; confecționat din balană de oaie și piele de miel vopsită negru. De jur-împrejur paspoal de piele și colțișori ștanțați; apoi aplicații de piele ștanțată pe margini, cusută cu bumbac roșu; la poale imitație de astrahan țesută din lână neagră; decor floral dispus pe față și pe spate în buchete, broderie plină cu mătase policromă: roșie, bordo, verde, muștar, portocaliu, albastru, roz. | Muzeul Etnografic, Reghin                                           | Cimec    |
|      | Pieptar femeiesc                                           | Datare: încep. sec. XX Descoperit: jud. Mureș, com. LUNCA, LUNCA Material: blană, piele, bumbac mercerizat, mătase, tăbăcit, vopsit, croit, cusut, broderie plină, aplicații, ștanțare, țesut                                                      | Pieptar femeiesc înfundat, se încheie pe umărul și subsoara stângă cu nasturi și cheutori de piele, fără mâneci, răscroit puternic subsoară și la gât, ușor evazat în talie, șliț în părți. De jur-împrejur paspoal din piele, colțișori ștanțați; meșină ștanțată cu floricele. La poale aplicație de țesătură de lână neagră, imitație de astrahan. Decor brodat cu mătase policromă: roșu, bordo, verde, muștar, portocaliu, albastru. | Muzeul Etnografic, Reghin                                           | Cimec    |
|      | Pieptar femeiesc                                           | Datare: prima jum. a sec. XX Descoperit: jud. Mureș, com. LUNCA Material: blană; piele; mătase; lână; nasturi piele; tăbăcit; vopsit; croit; cusut; ștanțare; broderie plină                                                                       | Pieptar femeiesc înfundat, se încheie pe umărul și subsoara stângă cu nasturi și cheutori de piele, fără mâneci, puternic răscroit la umeri și la gât, ușor evazat în talie și șliț în părți, confecționat din blană de miel, piele vopsită negru. De jur-împrejur paspoal din piele și colțișori ștanțați; apoi piele ștanțată pe margini cusută cu bumbac roșu. La poale imitație de astrahan țesută din lână neagră; decor floral - buchete, coroniță, broderie plină cu mătase roșie, bordo, muștar, galben, albastru. | Muzeul Etnografic, Reghin                                           | Cimec    |
|      | Pieptar bărbătesc                                          | Datare: încep. sec. XX Descoperit: jud. Bistrița-Năsăud, com. Șieuț, Șieuț Dimensiuni: lărgime poale: 115 cm Material: blană; piele; bumbac mercerizat; mătase; nasturi piele; tăbăcit; croit; cusut; aplicații; broderie plină                    | Pieptar bărbătesc deschis în față, se încheie cu trei nasturi și cheotori de piele, fără mâneci, puternic evazat în talie; confecționat din blană de oaie albă. De jur-împrejur aplicație de blană neagră de miel „zăgăre”. Decor floral, broderie plină cu mătase și bumbac mercerizat policrome: roșu, bordo, albastru, verde, vernil, portocali, mov. Cusătură cu fâșii de piele maro și verde pe lângă gât și în față pe piepți, sub care e brodată în dreptul taliei inscripția „Socaciu Dumitru, 1910”. Pe toată suprafața aplicații de ciucuri de mătase policromă, fire combinate. În față 2 buzunare aplicate, tăiate în colți, marcate cu piele maro ștanțate în colțișori. | Muzeul Etnografic, Reghin                                           | Cimec    |
|      | Pieptar femeiesc                                           | Datare: încep. sec. XX Descoperit: jud. Bistrița-Năsăud, com. Șieuț, Ruștior Dimensiuni: lărgime poale: 216 cm Material: blană; piele; mătase; nasturi piele; tăbăcit; croit; cusut; aplicații; broderie plină                                     | Pieptar femeiesc deschis în față, se încheie cu patru nasturi și cheutori de piele, fără mâneci, puternci evazat în talie; confecționat din blană de miel; aplicație de blană de miel neagră, de jur-împrejur „zăgăre”. Decor geometric - cercuri pline în val, apoi semicercuri încadrate în șinor cusut cu frunza bradului cu mătase roșie, dispus în benzi de jur-împrejur pe margini. Pe față și la subrațuri buchete florale brodate cu mătase policromă: roșu, verde, vernil, mov, portocaliu, albastru; aplicații de ciucuri din mătase roșie sau fire combinate în culorile decorului brodat, pe părțile din față („aripi”) și al subrațuri. | Muzeul Etnografic, Reghin                                           | Cimec    |
|      | Lepedeu - cap Autor: Fazakas Márta                         | Datare: Inc. Sec. XX Descoperit: jud. Mureș, com. Brâncovenești Material: țesut în 2 ițe, broderie manuală în punct de cruciulițe simple și împletite, ajur, croșetat, in, bumbac mercerizat                                                       | Capăt de lepedeu de formă dreptunghiulară brodat în cruciulițe împletite.Compoziția ornamentală cu garoafe șI păsări, lucrare complexă, cu pomul vieții ca ornament principal.Vasul este aici, înlocuit de o floare (trandafir), cu 2 torți, din care iese un buchet de garoafe. Folosirea garoafei stilizate și dispunerea ei într-un buchet perfect simetric numărând totdeauna 5 flori, este o caracteristică a tratării orientale a pomului vieții. Pe firul din mijloc este reprezentat un motiv ce aduce aminte de o stemă. Deasupra buchetelor de flori, la cele 2 margini sunt brodate păsările afrontate. Cele 5 ramuri ale buchetului sunt împodobite cu frunzulițe, boboci de garoafe reprezentate în profil; florile de culoare roșie fiind conturate cu albastru, tulpinile florilor cusute de asemenea cu culoarea mai închisă. Ornamente: câmpul central ornamentat cu motive florale (garoafe) și boboci de garoafe, simetric față de linia mediană și un punct central. În colțuri sunt reprezentate păsări mici afrontate, pe margini crenguțe de brad. | Muzeul Etnografic, Reghin                                           | Cimec    |
|      | Față de pernă Autor: Zigmond Juja                          | Datare: Sf. Sec. XIX Descoperit: jud. Mureș, com. Brâncovenești Material: bumbac, bumbac mercerizat, țesut în 2 ițe, ales printre fire, broderie manuală în punct de cruciulițe simple și împletite, cheiță                                        | Față de pernă de formă dreptunghiulară cu capăt brodat. Compoziția ornamentală prezintă un ornament asimetric, cu tulpina ce se rulează de manieră să formeze un cerc, ce înconjoară o floare. Această floare ca și frunzele ce pleacă din tulpină domină ornamentul prin forma lor. Floarea ce împinge parcă capătul tulpinei este cea care umple curbura tulpinii lungi. În capătul tulpinii scurte motivul mărului de granată. Caracteristic pentru coloritul specific turcesc sunt tulpinile brodate cu roșu iar marginile lor marcate cu o culoare mai închisă, albastru, la fel și frunzele și florile. Denumirea populară a acestui motiv, desigur provenit de la forma acestuia, este trompeta (trombitás). Se remarcă de asemenea diferența între cele două câmpuri ornamentale, motivul de margine având motive zoomorfe (porumbei și căprioare). | Muzeul Etnografic, Reghin                                           | Cimec    |
|      | Față de pernă Autor: Nagy, Rozalia                         | Datare: Sf. Sec. XIX Descoperit: jud. Mureș, com. Brâncovenești Material: bumbac, cânepă, bumbac mercerizat, țesut în 2 ițe, ales printre fire, broderie manuală în punct de cruciulițe simple și împletite, croșetat                              | Față de pernă de formă dreptunghiulară, țesută în 2 ițe din bumbac, îmbinată manual. Trupul feței din 2,5 foi cu vrâste transversale roșii și albastre. La căpătâi, motive ornamentale brodate în punct de cruciulță simplă și împletită cu bumbac mercerizat roșu și albastru îmbinat la capete cu o dantelă croșetată manual din bumbac alb; motivul pomul vieții (buchet de lalele) dispus simetric de o parte și de alta a liniei în zig-zag - banda centrală; benzi de încadrare în motive geometrice de la care pornesc în lateral pomi ai vieții - pomul de Cipru. | Muzeul Etnografic, Reghin                                           | Cimec    |
|      | Față de pernă Autor: Nagy, Rozalia                         | Datare: Sf. Sec. XIX Descoperit: jud. Mureș, com. Brâncovenești Material: bumbac, cânepă, bumbac mercerizat, țesut în 2 ițe, ales printre fire, broderie manuală în punct de cruviuliță simplă și împetită, cheiță                                 | Față de pernă de formă dreptunghiulară; 2 foi țesute în 2 ițe îmbinate la mașina de cusut, cu vrâste roșii și albastre intersectate în careuri, se încheie la capăt cu 6 nasturi și butoniere. Capătul atașat cu cheiță simplă, ornamentat în broderie manuală în cruciuliță simplă și împletită, motive ornamentale dispuse în bandă centrală - pomi ai vieții cu iepurași afrontați; benzi de încadrare în motive geometrice (zig-zag) cu frunzulițe. Cromatică: roșu și albastru. | Muzeul Etnografic, Reghin                                           | Cimec    |
|      | Față de pernă Autor: Dali, Cristina                        | Datare: Înc. Sec. XX Descoperit: jud. Mureș, com. Brâncovenești, Vălenii de Mureș Material: bumbac, cânepă, bumbac mercerizat, țesut în 2 ițe, broderie în punct de cruciuliță simplă și împletită, cheiță                                         | Față de pernă de formă dreptunghiulară, 2,5 foi țesute în 2 ițe îmbinate manual. Capătul atașat și îmbinat cu cheiță simplă, ornamentat în broderie manuală în punct de cruciuliță simplă și împletită. Motive ornamentale (lalele,"farfurii") dispuse în banda centrală, benzi de încadrare în motive geometrice și mere de granată. Cromatică: roșu și albastru | Muzeul Etnografic, Reghin                                           | Cimec    |
|      | Saltea - fund Autor: Dali, Cristina                        | Datare: Înc. Sex. XX Descoperit: jud. Mureș, com. Brâncovenești Material: bumbac, bumbac mercerizat, țesut în 2 ițe, broderie manuală în puct de cruciuliță simplă și împletită                                                                    | Fund de saltea de formă dreptunghiulară tivit de jur - împrejur în punct de tighel; central o bandă brodată în punct de cruciuliță simplă si împletită. Motive ornamentale - pomul vieții cu lalele dispuse simetric față de linia mediană în zig-zag, benzi de încadrare în motive geometrice și pomi ai vieții. | Muzeul Etnografic, Reghin                                           | Cimec    |
|      | Lepedeu Autor: Nagy, Rozalia                               | Datare: Înc. Sec. XX Descoperit: jud. Mureș, com. Brâncovenești Material: bumbac, bumbac merceruzat, țesut în 2 și 4 ițe, coșetate, ales printre fire,broderie manuală în punct de cruciuliță simplă și împletită, brodate în cruce, tighel        | Lepedeu de formă dreptunghiulară confecționată din 3 foi de țesătură în 4 ițe îmbinate cu dantelă croșetată manual din bumbac alb. Foile sunt ornamentate cu vrâste alese printre fire transversale, alternativ roșii și albastre. Capătul atașat cu dantelă, tivit manual în punct de tighel, cu aplicație în punct de dantelă în colțișori pe margini, ornamentat pe toată suprafața (pânză de bumbac țesut în 2 ițe) cu broderie manuală în punct de cruciuliță simplă și împletită, motive geometrice (liniare, zig-zag, zăluță, romburi) și pomul vieții cu lalele. Cromatică: roșu și albastru | Muzeul Etnografic, Reghin                                           | Cimec    |
|      | Saltea cu fund cusut Autor: Nagy, Rozalia                  | Datare: Înc. Sec. XX Descoperit: jud. Mureș, com. Brâncovenești, Vălenii de Mureș Material: bumbac, bumbac mercerizat, cânepă, țesut în 2 ițe, broderie manuală în punct de cruciuliță simplă și împletită, tighel, cheiță                         | Saltea de formă dreptunghiulară confecționată din 3,5 foi de pânză țesută în 2 ițe (bumbac și cânepă), încheiată manual. Capătul din pânză țesută în 2 ițe din bumbac, tivit în punct de tighel, atașat și încheiat cu cheiță, orenamentat în broderie manuală în puct de cruciuliță simplă și împletită, banda centrală cu pomul vieții cu lalea, varză și măr granat, încadrată de 2 linii cu pomișori laterali. Cromatică: roșu și albastru. | Muzeul Etnografic, Reghin                                           | Cimec    |
|      | Față de pernă Autor: Vita, Cristina                        | Datare: Sf. Sec. XIX Descoperit: jud. Mureș, com. Brâncovenești Material: bumbac, bumbac mercerizat, țesut în 2 ițe, broderie manuală în punct de cruciuliță simplă și împletitiă, croșetat, tighel                                                | Față de pernă mică, de formă dreptunghiulară, confecționată din 2 foi de pânză țesută în 2 ițe tivite cu tighel și îmbinate cu dantelă croșetată manual din bumbac alb. La căpătâi motive ornamentale brodate cu cruciulițe simple și împletite - banda centrală cu pomul vieții și iepuri afrontați, încadrată cu benzi de zăluță și pomi ai vieții, inscripții cu monograma autoarei "V.K."; lateral și literele "N.G." pe lângă una dintre îmbinările foilor, pe toată lungimea feței, simetric sunt benzi cu motive geometrice,frunze de trifoi, pomi ai vieții. Cromatică: roșu și albastru. | Muzeul Etnografic, Reghin                                           | Cimec    |
|      | Față de pernă Autor: Demeter, Maria                        | Datare: Înc. Sec. XX Descoperit: jud. Mureș, com. Brâncovenești, Vălenii de Mureș Material: bumbac, bumbac mercerizat, țesut în 2 ițe, broderie manuală în punct de cruciuliță simplă și împletită, cheiță                                         | Față de pernă de formă dreptunghiulară confecționată din 2 1/4 foi de pânză țesută în 2 ițe din bumbac, încheiate manual. Capătul atașat și încheiat cu cheiță cu bumbac galben, ornamentat în broderie manuală în punct de cruciuliță simplă și împletită - banda centrală cu inscripția meșterului ("DEMETER MARIA VARTA DISZNAJON 1907-BEN JULUS"), de o parte și de alta, simetric, pomi ai vieții cu păsări afrontate, apoi benzi de încadrare în motive geometrice și pomișori. Cromatică: roșu și albastru. | Muzeul Etnografic, Reghin                                           | Cimec    |
|      | Pernă - fund                                               | Datare: Înc. Sec. XX Descoperit: jud. Mureș, com. Brâncovenești, Vălenii de Mureș Material: bumbac, bumbac mercerizat, țesut în 2 ițe, broderie manuală în punct de cruciuliță simplă si împletită,tighel, cheiță                                  | Fund de pernă de formă dreptunghiulară tivit cu tighel, încheiat cu cheiță, ornamentat cu broderie în punct de cruciuliță simplă și împletită. Motive - sâmbure de prună, trandafiri, pomul vieŃii dispuse în banda centrală încadrată de benzi cu motive geometrice și pomisori. InscripŃie:"KOLCSAR ANNA 1908". Cromatică: rosu, albastru. | Muzeul Etnografic, Reghin                                           | Cimec    |
|      | Saltea - fund Autor: Dali, Juja                            | Datare: A II-a jumatate a secolului al XIX-lea Descoperit: jud. Mureș, com. Brâncovenești, Vălenii de Mureș Material: Bumbac mercerizat, țesut în 2 ițe, broderie manuală în punct de cruciuliță simplă si împletită, tighel cheiță                | Capăt de saltea de formă dreptunghiulară, tivit cu tighel, încheiat cu cheiță ornametat cu broderie manuală în punct de cruciuliță simplă si împletită, motivul pomul vieții cu căluți afronatați si cocosi dispusi în bandă centrală, încadrată de benzi cu motive geometrice si mărul de granată cu frunze si muguri. Cromatică: rosu si albastru. | Muzeul Etnografic, Reghin                                           | Cimec    |
|      | Fața de pernă Autor: Kristof Mária                         | Datare: Sf. Sec. XIX Descoperit: jud. Mureș, com. Brâncovenești, Vălenii de Mureș Material: Bumbac mercerizat, țesut în 2 ițe, ales printre fire, broderie manuală în punct de cruciuliță simplă și împletită, tighel, cheiță                      | Față de pernă de formă dreptunghiulară, confecționată din 2 foi de pânză țesută în 2 ițe din bumbac cu vrâste roșii și albastre alese printre fire, încheiate manual. Capătul tivit cu tighel, încheiat și atașat cu cheiță, ornamentat cu broderie manuală în puct de cruciuliță simplă și împletită. Motive ornamentale "coada cocoșului" dispuse în banda centrală, încadrată în benzi cu "zăluța" și ghirlande cu lalele și frunze. La capete, pe lângă cheița de îmbinare "zig-zag". Cromatică: roșu și albastru. | Muzeul Etnografic, Reghin                                           | Cimec    |
|      | Pernă - fund Autor: Nagy Mária                             | Datare: Înc. Sec. XX Material: Bumbac mercerizat, țesut în 2 ițe, broderie manuală în punct de cruciuliță simplă si împletită,croșetat | Fund de pernă de formă dreptunghiulară, tivit manual, încheiată la capete cu dantelă crosetată manual din bumbac mercerizat alb, ornamentat în broderie în punct de cruciulițe simple și împletite - motivul "pomul vieții" cu lalea, varză si cu mere de granantă, dispuse în bandă centrală, încadrată de benzi cu mere de garanată cu clopoței. Lateral "zig-zag" cu frunzulițe. Cromatică: rosu si albastru. | Muzeul Etnografic, Reghin                                           | Cimec    |
|      | Față de pernă Autor: Kiss Zsuzsanna                        | Datare: Sf. Sec. XIX Descoperit: jud. Mureș, Fițcău Material: Bumbac mercerizat, țesut în 2 ițe, ales printre fire, broderie manual în punct de cruciuliță simplă și împletită, tighel, cheiță                                                     | Față de pernă de formă dreptunghiulară, confecțioată din 2,5 foi de pânză țesută în 2 ițe cu vrâste roșii și albastre transversale, încheiată cu cheiță. Capătul tivit cu tighel, încheiat și atașat cu cheiță, ornamentat în broderie cu cruciulițe simple și împletite. Motive florale - buchete cu lalele stilizate ("pomul vieții") așezate simetric de o parte și de alta a unei linii în zig-zag, dispuse în banda centrală, încadrată de benzi în motive geometrice, apoi pomișori. Lateral linii în zig-zag cu frunzulițe. Cromatică: roșu și albastru. | Muzeul Etnografic, Reghin                                           | Cimec    |
|      | Ploscă                                                     | Datare: 1888 Descoperit: jud. Mureș, com. RUȘII-MUNȚI, MAIOREȘTI Dimensiuni: Î: 27 cm; D: 24,5 cm Material: lut; ardere reducătoare; smălțuire | Recipient de formă sferică, ușor turtit, folosit la transportarea băuturii la nuntă. În partea inferioară prezintă niște prelungiri care au rolul unor piciorușe de susținere. Decorul este realizat prin smălțuire, pe o parte smalț galben și albastru, iar pe cealaltă parte motive vegetale realizate cu smalț alb. Are inscripționat anul 1888. | Muzeul Etnografic, Reghin                                           | Cimec    |
|      | Lepedeu săsesc Autor: Schuster, Sussana                    | Datare: Începutul secolului XX Descoperit: jud. Mureș, com. Ideciu de Jos, Ideciu de Sus Material: bumbac; bumbac mercerizat | Lepedeu țesut în două ițe din bumbac, trei foi îmbinate "în cheiță", tivit lateral la mașină; ornament realizat cu bumbac mercerizat dispus în benzi paralele șI întretăiate, formând chenare; broderie manuală în punct de cruciuliță, simplă și împletită. Motive ornamentale: florale - lalele, trandafiri - pomul vieții cu păsări (vrăbii) afrontate, pomișori, steluțe, romburi, pătrate. Inscripție: KATARINA SUSTER, 1911. Cromatică: roșu. | Muzeul Etnografic, Reghin                                           | Cimec    |
|      | Față de pernă                                              | Datare: Sfârșitul secolului XIX Descoperit: jud. Mureș, com. Ideciu de Jos, Ideciu de Sus Material: bumbac; lână | Față de pernă de formă dreptunghiulară, țesută în două ițe, îmbinată manual "în cheiță" și ornamentată cu lână, broderie manuală în punct de cruciuliță împletită. Motive ornamentale: la căpătâi - bandă centrală - romburi, cruci, zig-zag; benzi de încadrare - un șir de cruciulițe împletite; pomișori drepți cu trifoi. Lateral - benzi cu pătrate și X-uri; pomul vieții cu flori, ghindă și frunza stejarului. Cromatică: roșu, verde, mov. | Muzeul Etnografic, Reghin                                           | Cimec    |
|      | Saltea - capăt cusut                                       | Datare: Începutul secolului XX Descoperit: jud. Mureș, com. Ideciu de Jos, Ideciu de Sus Material: bumbac, bumbac mercerizat; țesut în două ițe, broderie manuală în punct de cruciuliță simplă și împletită                                       | Țesătură de bumbac de formă dreptunghiulară îmbinată manual și ornamentată cu bumbac mercerizat. Banda centrală: motiv antropomorf - siluetă feminină; motive geometrice; strugurele. Benzi de încadrare: zig-zag. Pomișori drepți. Cromatică: roșu. | Muzeul Etnografic, Reghin                                           | Cimec    |
|      | Față de pernă săsească Autor: Schuster, Sussana            | Datare: Începutul secolului XX Descoperit: jud. Mureș, com. Ideciu de Jos, Ideciu de Sus Material: bumbac | Față de pernă de formă dreptunghiulară, țesută în două ițe, îmbinată manual și ornamentată cu bumbac, broderie manuală în punct de cruciuliță împletită. Motive ornamentale: la căpătâi - bandă centrală - pomul vieții cu mărul de granată; benzi de încadrare - un șir de cruciulițe împletite; pomișori drepți cu trifoi. Lateral - benzi cu "zăluța"; pomul vieții cu mere de granată. Cromatică: roșu. | Muzeul Etnografic, Reghin                                           | Cimec    |
|      | Față de pernă săsească Autor: Emrich, Maria                | Datare: Sfârșitul secolului XIX Descoperit: jud. Mureș, com. Ideciu de Jos, Ideciu de Sus Material: bumbac; bumbac mercerizat | Față de pernă de formă dreptunghiulară îmbinată manual "în cheiță" și ornamentată cu bumbac mercerizat, țesută în două ițe, broderie manuală în punct de cruciuliță împletită. Motive ornamentale: la căpătâi - bandă centrală - varza în ghirlandă; benzi de încadrare - un șir de cruciulițe împletite; pomișori drepți. Lateral - benzi cu frunze în zig-zag; pomul vieții cu trandafiri. Cromatică: roșu închis. | Muzeul Etnografic, Reghin                                           | Cimec    |
|      | Tischleifer săsesc                                         | Datare: Începutul secolului XX Descoperit: jud. Mureș, com. Ideciu de Jos, Ideciu de Sus Material: pânză | Față de masă de formă dreptunghiulară, tivită ci ajur, aplicație de dantelă croșetată manual "în colțișori" din bumbac. Motive ornamentale: geometrice - romb, unghi, triunghi, "zăluța" și florale dispuse în chenar și în două benzi intersectate; pomișori, floarea de acant. Cromatică: roșu. | Muzeul Etnografic, Reghin                                           | Cimec    |
|      | Lepedeu                                                    | Datare: 1894 Descoperit: jud. Bistrița-Năsăud, com. Lechința, Chiraleș Material: bumbac, cânepă; țesut în două ițe, broderie manuală în punct de cruciuliță simplă și împletită și pășituri                                                        | Lepedeu țesut în două ițe din cânepă, trei foi de pânză de cânepă îmbinate și tivite manual, între care s-a introdus câte o fâșie ornementată în broderie plină - motiv vegetal. Motive ornamentale: floarle dispuse în ghirlande formând chenare mărginite de alte chenare cu motive "zăluța" și "colțișorii"; păuni câte cinci pe fiecare foaie; pomul vieții de tip elenistic (vas cu flori) pe foaia din mijloc. Cromatică: roșu. INSCRIPȚIA: Vergiss mein nicht! Maria Theis bin ich genannt mein Lebt steth in Gottes Hand. 1894 (Nu mă uita! Numele meu este Maria Theis și viața mea este în mâna Domnului. 1894). | Muzeul Etnografic, Reghin                                           | Cimec    |
|      | Față de pernă Autor: Iohrend, Maria                        | Datare: Începutul secolului XX Descoperit: jud. Bistrița-Năsăud, com. Lechința, Chiraleș Material: bumbac, bumbac mercerizat; țesut în două ițe, broderie manuală în punct de cruciuliță simplă și împletită și pășituri                           | Față de pernă de formă dreptunghiulară, țesut în două ițe, îmbinată manual și ornamentată cu bumbac mercerizat, broderie manuală în punct de cruciulițe simple și împletite. Motive ornemantale: la căpătâi - banda centrală - motiv floral; benzi de încadrare - X-uri și zăluța, semicercuri terminate cu cârlige și trei petale. Lateral - benzi cu frunze în ghirlandă încadrate de dinte de lup; benzi cu ruja și creanga (bujori) în ghirlandă. | Muzeul Etnografic, Reghin                                           | Cimec    |
|      | Față de masă săsească Autor: Fleicher, Rosina              | Datare: 1883 Descoperit: jud. Mureș, com. Batoș, Batoș Material: bumbac, cânepă; țesut în două ițe, broderie manuală în punct de cruciuliță simplă și împletită                                                                                    | Două foi de pânză de cânepă îmbinate în cheiță și tivite manual. Motive ornamentale: florale - lalele, vegetale - pomișori, steluțe, romburi, zig-zag (presărate pe toată suprafața în dreptunghiuri, pătrate, romburi). Inscripție dispusă în jurul unui mortiv floral central: Dies ist Deinem segen groper Gott allein gelegenVerfertigt im Jhar 1883 durch Maria Jung den 4-ten Mai. (Aceasta s-a făcut doar cu binecuvântarea ta, Dumnezeule Mare. Finalizată în anul 1883 la 4 mai de Maria Jung). | Muzeul Etnografic, Reghin                                           | Cimec    |
|      | Lepedeu cusut                                              | Datare: A doua jumătate a secolului XIX Descoperit: jud. Mureș, com. Batoș, Batoș Material: cânepă; bumbac | Lepedeu țesut în două ițe din cânepă, 3 foi îmbinate "în cheiță" și tivite manual; între ele două benzi de cusătură cu bumbac roșu în motiv floral realizat în punct de "pășituri". Motive ornamentale: florale și vegetale (pomișori), steluțe, linii în zig-zag, păuni cu coada în evantai, romburi, pătrate; toate aceste motive sunt presărate pe suprafața țesăturii dispuse în pătrate. Cromatică: roșu și albastru. | Muzeul Etnografic, Reghin                                           | Cimec    |
|      | Față de pernă cusută Autor: Fleicher, Rosina               | Datare: Sf.sec. XIX - înc.sec. XX Descoperit: jud. Mureș, com. Batoș, Batoș Material: bumbac; lână | Față de pernă țesută în două ițe de formă dreptunghiulară, îmbinată manual, ornamentată cu lână. Motive ornamentale: la căpătâi: bandă centrală - stele în romburi și triunghiuri; benzi de încadrare - șarpele; pomișori în unghi. Lateral: benzi cu stele; pomul vieții cu flori, ghindă și frunza stejarului. Cromatică: roșu. | Muzeul Etnografic, Reghin                                           | Cimec    |
|      | Față de pernă cusută Autor: Fleicher, Rosina               | Datare: Sf.sec. XIX Descoperit: jud. Mureș, com. Batoș, Batoș Material: bumbac; lână | Față de pernă de formă dreptunghiulară, țesut în două ițe, îmbinată manual șI ornamentată cu lână, broderie manuală în punct de cruciuliță împletită. Motive ornamentale: la căpătâi - bandă centrală - motive geometrice - rombul; benzi de încadrare - triunghiuri; pomișori în unghi; lateral - benzi cu romburi șI unghiuri; pomul vieții cu flori, ghindă, frunza stejarului. Cromatică: roșu. | Muzeul Etnografic, Reghin                                           | Cimec    |
|      | Saltea - fund cusut                                        | Datare: Începutul secolului XX Descoperit: jud. Mureș, com. Batoș, Batoș Material: cânepă, lână; țesută în două ițe, cusut în punct de cruciuliță împletită                                                                                        | Țesătură de cânepă de formă dreptunghiulară îmbinată manual și ornamentată cu lână. Banda centrală: compactă, motive geometrice - romburi cu steluțe, benzi de încadrare: zig-zag, pomișori în unghi - frunze de stejar cu muguri. Cromatica: roșu și albastru. | Muzeul Etnografic, Reghin                                           | Cimec    |
|      | Saltea - fund cusut                                        | Datare: Sf.sec.XIX Descoperit: jud. Mureș, com. Batoș, Batoș Material: cânepă, lână; țesută în două ițe, cusut în punct de cruciuliță simplă și împletită                                                                                          | Țesătură de cânepă de formă dreptunghiulară îmbinată manual și ornamentată cu lână. Banda centrală: creasta cocoșului, benzi de încadrare: romburi, unghiuri, puncte, pomișori în unghi. | Muzeul Etnografic, Reghin                                           | Cimec    |
|      | Lepedeu săsesc                                             | Datare: Prima jumătate a secolului XX Descoperit: jud. Mureș, com. Ideciu de Jos, Ideciu de Sus Material: bumbac, bumbac mercerizat; țesută în două ițe, broderie manuală în punct de cruciuliță simplă și împletită                               | Lepedeu țesut în două ițe din bumbac, trei foi de pânză de bumbac între care s-a intercalat câte o bandă îmbinată cu "cheiță" și ornamentată cu motiv floral; pe marginile laterale aplicație de dantală în colțișori maracți pe margine cu roșu. Motive ornamentale: florale și zoomorfe dispuse pe toată suprafața celor trei foi - pomul vieții cu două păsări afrontate, pomișori, lalele. Inscripție: Alle lieben Engelein mögen deine Wächter sei 1930 SUSANA SUSTER Arbeit mach das Leben süss mach nie zur Last nur der hat be Rümmernis der 154 Arbeit hasst bette und Arbeite (Toți îngerașii dragi vor să fie paznicii tăi SUSANA SUSTER. Munca îți face viața dulce, nu o face o povară. Numai acela are necazuri care urăște munca. Roagă-te și muncește!). | Muzeul Etnografic, Reghin                                           | Cimec    |
|      | Saltea - fund                                              | Datare: Începutul secolului XX Descoperit: jud. Mureș, com. Ideciu de Jos, Ideciu de Sus Material: bumbac, lână; țesută în două ițe, broderie manuală în punct de cruciuliță simplă și împletită                                                   | Țesătură de bumbac de formă dreptunghiulară îmbinată manual "cu cheiță" și ornamentată cu lână la colțuri câte un ciucure. Banda centrală: ghirlandă cu trandafiri.Benzi de încadrare: șir de cruciulițe împletite, pomișori drepți - trifoi. Cromatică - roșu. | Muzeul Etnografic, Reghin                                           | Cimec    |
|      | Lepedeu săsesc Autor: Motz, Maria                          | Datare: Începutul secolului XX Descoperit: jud. Mureș, com. Ideciu de Jos, Ideciu de Sus Material: bumbac; bumbac mercerizat | Lepedeu țesut în două ițe, trei foi de pânză de bumbac îmbinate "în cheiță", tivite manual cu ajur, aplicație de dantelă "bierken"; între cele trei foi, o fâșie de țesătură ornamentată în cusătură pe dos, motiv floral - ghirlandă - mărginit de zig-zag (4 cm). Motive ornamentale: dispuse pe toată suprafața în benzi formând chenare - stele, flori, laleaua, arbore de Cipru, pomul vieții străjuit de două păsări afrontate, pomul vieții cu garoafe și izvor. Inscripție în oglindă: ZT O M AJRAM JMJARE 19 01. Cromatică: roșu. | Muzeul Etnografic, Reghin                                           | Cimec    |
|      | Față de pernă Autor: Scherer, Susana                       | Datare: Începutul secolului XX Descoperit: jud. Mureș, com. Batoș, Dedrad Material: bumbac; lână | Față de pernă de formă dreptunghiulară, țesută în două ițe, tivită și îmbinată prin cusătură manuală. Motive ornamentale: - la căpătâi: bandă continuă cu trandafiri; benzi de încadrare ("zăluța"); pomișori drepți - lalele. Lateral: pomul vieții cu floare de acant. Cromatică: roșu, verde, mov. | Muzeul Etnografic, Reghin                                           | Cimec    |
|      | Foi de fierărie                                            | Datare: 1889 Descoperit: jud. Mureș, com. SOLOVĂSTRU, JABENIȚA Material: piele; lemn; fier; tăbăcire | Pereche de foi de fierărie confecționați din piele, lemn și fier. Piesele erau folosite pentru „împingerea aerului în vatra cu foc” din atelierul fierarului. Piesele sunt executate din lemn căptușit cu piele în partea superioară și mediană, iar în partea inferioară din fier. Ambele piese sunt decorate pe părțile confecționate din piele, fiind prezente motive decorative florale și geometrice. În partea superioară foii au următoarele inscripții: 18 / 89, ceea ce ne oferă și anul confecționării lor: 1889. | Muzeul Etnografic, Reghin                                           | Cimec    |
|      | Corn de praf de pușcă Autor: Dixon, James                  | Datare: sf. sec. XIX Descoperit: jud. Mureș, Reghin Dimensiuni: H: 20,5 cm Material: aramă; turnare | Piesă folosită pentru păstrarea prafului de pușcă pentru armele cu încărcare din față. Prezintă un dop metalic cu supapă la orificiul prin care se scurgea praful de pușcă. Pe ambele părți este decorat, în relief, cu o scoică. Pe părțile laterale prezintă trei inele metalice (un al patrulea inel lipsește) care serveau la atașarea piesei la tolba de vânătoare. Pe dop metalic prezintă următoarea inscripție: James Dixon / & Sons / Shelfield / Improved / Patent. | Muzeul Etnografic, Reghin                                           | Cimec    |
|      | Țiteră Autor: Szente, Peter                                | Datare: 1893 Descoperit: jud. Mureș, com. ALUNIȘ, FIȚCĂU Material: lemn; cioplire; sculptare; incizare | Instrument muzical din lemn cu corzi. La folosirea acestuia se atingeau corzile cu o pană, procedeu asemănător cu cel care se realizează în cazul chitărilor contemporane. Piesa este de formă dreptunghiulară, fiind puțin rotunjită în partea superioară, unde se prindeau corzile. Pe toată suprafața este prevăzută cu orificii care marchează zonele acustice. Decorul este realizat prin tehnica inciziei, iar motivele decorative folosite sunt cele geometrice (linii, X-uri) și cele florale. Piesa prezintă următoarea inscripție: Szente / Peter / 18 / 93, adică numele meșterului care a realizat-o și anul în care s-a realizat piesa. | Muzeul Etnografic, Reghin                                           | Cimec    |
|      | Corn de praf de pușcă                                      | Datare: sf. sec. XIX Descoperit: jud. Mureș, com. BRÂNCOVENEȘTI, IDICEL-PĂDURE Dimensiuni: H: 20,5 cm Material: corn; metal; lemn; incizare | Corn pentru praf de pușcă în forma literei Y, confecționat dintr-un corn de cerb, golit de conținut, completat la extremități cu trei dopuri, din lemn și os. Pe părțile laterale are aplicate două inele metalice care serveau la atașarea cornului la tolba de vânătoare. Decorul este realizat din motive decorative geometrice (linii, puncte, cercuri), motive astrale (rozeta), motivul crucii. | Muzeul Etnografic, Reghin                                           | Cimec    |
|      | Corn de praf de pușcă                                      | Datare: 1/4 sec. XX Descoperit: jud. Bistrița-Năsăud, com. ȘIEUȚ, LUNCA Dimensiuni: H: 14,5 cm Material: os; metal; pirogravat | Corn pentru praf de pușcă în forma literei Y, confecționat din os, golit de conținut. La extremitățile brațelor are două dopuri metalice prinse în cuie. Pe inelul metalic ce întărea al treilea dop sunt prinse alte două inele, tot metalice, care ajutau la atașarea cornului la tolbă. Decorul este realizat prin incizie și pirogravare, cu motive decorative geometrice (puncte, linii, cercuri) și motive astrale, rozete înscrise în cercuri concentrice. | Muzeul Etnografic, Reghin                                           | Cimec    |
|      | Corn de praf de pușcă                                      | Datare: 1864 Descoperit: jud. Mureș, com. RUȘII-MUNȚI, MAIOREȘTI Dimensiuni: H: 16 cm Material: os; metal; incizare | Corn pentru praf de pușcă în forma literei Y, confecționat din os și metal, fiind golit de conținut. La extremități are trei dopuri de os, cel de la orificiul prin care se scurgea praful de pușcă fiind întărit cu un inel de metal, pe acel inel fiind prevăzute două orificii prin care se trecea o sfoară, fiind apoi legat la tolbă. Decorarea piesei s-a făcut prin incizie: motive decorative geometrice (linii, linii întretăiate, cercuri), motive astrale (rozeta), motivul crucii. Pe unul dintre coarne are incizat anul în care a fost realizat: 1864. | Muzeul Etnografic, Reghin                                           | Cimec    |
|      | Corn de praf de pușcă                                      | Datare: 2/2 sec. XIX Descoperit: jud. Mureș, com. RUȘII-MUNȚI, MAIOREȘTI Dimensiuni: H: 17 cm Material: os; incizare | Corn pentru praf de pușcă în forma literei Y, confecționat din os, fiind golit de conținut. La extremități este prevăzut cu trei dopuri de os, sub dopul ce conține orificiul prin care se scurgea praful de pușcă există alte două orificii prin care se trecea un lanț sau o sfoară, fiind apoi legat la tolbă. Decorarea piesei s-a făcut prin incizie: motive decorative geometrice (linii, puncte, cercuri), motive astrale (rozeta). | Muzeul Etnografic, Reghin                                           | Cimec    |
|      | Tablă de breaslă                                           | Datare: 1768 Descoperit: jud. Mureș, Reghin Dimensiuni: H: 18 cm; Grosime: 1,2 cm Material: metal; turnare | Piesă metalică folosită la anunțarea unor evenimente (adunări) ce țineau de activitatea breslei, în acest caz fiind vorba despre breasla olarilor din Reghinul Săsesc. Piesa, de forma unui scut heraldic, are ca decorație pe partea din față o piesă ceramică încadrată de cifrele care formează anul înființării acestei bresle, 1675; pe cealaltă față este reprezentată o roată de olar, încadrată în partea superioară de anul în care a fost realizată piesa, 1768, iar în partea mediană de inițialele J. / F., probabil inițialele starostelui breslei la vremea aceea. | Muzeul Etnografic, Reghin                                           | Cimec    |
|      | Tablă de breaslă                                           | Datare: 1861 Descoperit: jud. Mureș, Reghin Dimensiuni: H: 16,5 cm; Grosime: 1,8 cm Material: metal; turnare | Piesă metalică folosită la anunțarea unor evenimente (adunări) ce priveau activitatea breslei, în acest caz fiind vorba despre breasla dogarilor din Reghinul Săsesc. Piesa, de formă dreptunghiulară, este realizată sub forma unei cutii ce se deschide, fiind prevăzută cu două balamale și un mâner, iar la mijloc are o închizătoare. Pe fața tablei întâlnim simbolurile breslei dogarilor reghineni: horj, ciocan, compas, butoi, singurul simbol care nu s-a păstrat este fierăstrăul, toate simbolurile fiind aplicate pe partea ce se deschide în exterior. Pe partea din spate este gravată următoarea inscripție: 1 TER. / ZUNFT VORSTEHER. / GEORG SCHWAB. / 2T. ZUNFT. VORSTEHE / DANIEL SCHWAB./ ZUNFT NOTAR. / MICHAEL KRAUS. / 1861 | Muzeul Etnografic, Reghin                                           | Cimec    |
|      | Poliță de vase                                             | Datare: 3 noiembrie 1817 Descoperit: jud. Mureș, com. Beica de Jos, Beica de Jos Dimensiuni: înălțime: 16 cm Material: lemn; tăiat; cioplit; horjat; incizat                                                                                       | Piesă de mobilier de dimensiuni reduse, confecționată din lemn. În partea superioară are o tijă de lemn care are rolul de susținere pe perete. În partea inferioară este ornamentată cu flori, dinți de lup, dar și motive astrale (rozeta și stele), motive decorative care apar și pe părțile laterale. În mijlocul spațiului decorat are următoarea inscripție: Noe[mbrie] 3 1817. | Muzeul Etnografic, Reghin                                           | Cimec    |
|      | Masă încrustată Autor: Șagău, Petru                        | Datare: Încep. sec XX Descoperit: jud. Mureș, com. Brâncovenești, Idicel-Pădure Dimensiuni: înălțime: 81 cm Material: lemn de fag; brad (tăblia); tăiat; cioplit; horjat; incizat                                                                  | Piesă de mobilier țărănesc de bucătărie, confecționată din lemn. Prin rabatarea tăbliei de pe corpul mesei se crea un spațiu suplimentar pentru depozitare. Decorul este realizat prin incizie și este completat cu nuamțe de negru, acoperind trei din cele patru fețe ale piesei. Motive decorative: geometrice (linii, linii întretăiate, cercuri concentrice), crucea, rozeta. | Muzeul Etnografic, Reghin                                           | Cimec    |
|      | Săcrin Autor: Șandru, Ioana                                | Datare: A doua jum. a sec. XIX Descoperit: jud. Mureș, com. Brâncovenești, Idicel-Pădure Dimensiuni: înălțime: 76 cm Material: lemn de fag; tăiat; cioplit; horjat; incizat                                                                        | Piesă de mobilier de bucătărie, confecționată din lemn. Prin rabatarea tăbliei de pe corpul mesei se crea un spațiu suplimentar în interiorul mesei, pentru depozitare. De asemenea, sub acest spațiu are și un sertar. Decorul este realizat prin incizie și este completat cu nuanțe de negru, acoperind trei din cele patru fețe ale piesei. Motive decorative: geometrice (linii, linii paralele, cercuri concentrice, triunghiuri), crucea, rozeta. | Muzeul Etnografic, Reghin                                           | Cimec    |
|      | Dulăpior                                                   | Datare: 1864 Descoperit: jud. Mureș, com. Brâncovenești, Idicel Dimensiuni: înălțime: 126 cm Material: lemn; tăiat; cioplit; horjat; incizat | Piesă de mobilier de bucătărie, confecționată din lemn, destinată păstrării vaselor. Dulapul, de formă dreptunghiulară, este prevăzut, pe mijloc, cu o ușiță prinsă în balamale metalice. Piesa prezintă o bogată ornamentație, realizată din motive decorative geometrice (linii, triunghiuri, cercuri), motive florale, pomul vieții (bradul), motivul crucii, motive astrale, cavalerul trac, întreg ansamblul fiind încadrat, în registrul superior, de o cornișă ale cărei elemente centrale sunt două păsări afrontate. Pe tija de sprijinire de lângă perete are incizat anul 1864. | Muzeul Etnografic, Reghin                                           | Cimec    |
|      | Pat săsesc                                                 | Datare: 1895 Descoperit: jud. Mureș, com. Batoș, Dedrad Dimensiuni: înălțime: 102 cm Material: lemn tăiat; tâmplărie, pictat | Piesă de mobilier de formă paralelipipedică, confectionată din lemn. Partea frontală a piesei este prevăzută cu două sertare, care, prin tragere, măresc funcționalitatea patului. Decorul este realizat prin pictare pe partea din față cât și pe cele două părți laterale, cu motive florale încadrate în medalioane dreptunghiulare. Cromatica: roșu, alb, albastru, galben, verde, pe fond maroniu. Pe scândura ce delimitează lada propriu-zisă a patului de cele două sertare este pictat, cu alb, anul 1895. | Muzeul Etnografic, Reghin                                           | Cimec    |
|      | Cămașă cu ciupag                                           | Datare: Sf.sec.XIX - înc.sec.XX Descoperit: jud. Mureș, com. Brâncovenești, Săcalu de Pădure Material: pânză de bumbac, mărgele, dantelă, țesut în 2 ițe, cusut pe dos, broderie plină                                                             | Cămașă încrețită la gât prinsă într-un guler îngust numit "obânzică" cu gura în spate, croită din 3 lați de pânză de bumbac țesută în 2 ițe; câte un lat de pânză se adaugă la spate dând lărgime mânecilor și coboară ca o pană subsoară până la brâu; sunt încheiați cu cheiță; mânecile lungi din câte un lat și jumătate de pânză, încrețită la gât și la manșete cu "lănceți", se termină cu volan amplu "fodori"; poalele atașate la brâu, manual, croite din 2 foi drepte (față, spate) și câte 2 clini laterali trapezoidali, din pânză de bumbac țesută în 2 ițe, încheiați cu cheiță, tivite manual în partea de jos. Decor amplasat pe obânzică - motive geometrice cusute pe dos cu bumbac mercerizat roșu, negru, albastru, portocaliu; la gât în față este cusut pe încreț "ciupagul" numit "ceoț tras", de formă trapezoidală, cu bumbac roșu și două țesături în partea de jos cu bumbac negru, în motive geometrice (raze, romburi, zăluțe); mâneca prezintă un registru decorativ amplasat peate cot "șare scrise peste cot" realizate în broderie plină cu bumbac policrom și mărgele, în motive florale; "lăncețul" care încrețește mâneca în partea de jos este decorat în motive geometrice brodate pe crețuri (romburi, X-uri) cu bumbac roșu; pe fodori "săruțe" în motive florale brodate după desen cu bumbac policrom și mărgele, apoi "orcolaș" în zig-zag făcut cu acul, cu bumbac roșu peste tivtura manuală; fodorii se termină cu dantelă albă de bumbac "cipcă". | Muzeul Etnografic, Reghin                                           | Cimec    |
|      | Catrință Autor: Șandru, Ioana                              | Datare: Înc.sec.XX Descoperit: jud. Mureș, com. Brâncovenești, Săcalu de Pădure Dimensiuni: L.ornament: 25 cm Material: păr | Catrință de formă dreptunghiulară țesută în 4 ițe cu urzeală de lână neagră și băteală de lână albastru închis ("trup vânăt"). La brâu o bandă formată din 4 vărgi (roșu, verde, galben, roșu), tivită manual se leagă cu baieră din fire de lână răsucite și împletite: roșu, verde, albastru, portocaliu. Apoi o vargă formată din vrâste înguste policrome. Pe marginile laterale vrâste din fire de urzeală roșii, verzi, portocalii. La poale câmp ornamental compact realizat din vărgi alese printre fire în motive florale cu lânică policromă pe fond negru, alternând cu vărgi simple roșii și vrâste foarte înguste. Marginile câmpului ornamental sunt festonate simplu cu lânică policromă, culori alternative, apoi aplicație de galon de fir argintiu în "val" și dantelă în colțișori din lânică policromă. | Muzeul Etnografic, Reghin                                           | Cimec    |
|      | Catrință Autor: Haneș, Ioana                               | Datare: Înc.sec.XX. Descoperit: jud. Mureș, com. Brâncovenești, Săcalu de Pădure Dimensiuni: L.ornament: 23 cm Material: lână, lânică, țesut în 4 ițe, galon de fir, ales printre și peste fire, feston, croșetat, paiete                          | Catrință de formă dreptunghiulară, țesută în 4 ițe cu urzeală de lână neagră și băteală de lână albastru închis ("trup vânăt"). La brâu o vargă lată roșie tivită manual, apoi o vargă din fire roșii, vernil, portocaliu, alb, mov. Pe marginile laterale vrâste din fire de urzeală roșii, galbene, verzi. La poale câmp ornamental realizat din vărgi simple roșii alese peste fire "în lătunoi" alternând cu vărgi decorate în motive florale alese printre fire cu lânică policromă și cusută cu paiete. Pe margini galon de fir auriu și feston simplu din lânică policromă, culori alternative, apoi colțișori croșetați în motivul "bob de orez", din același material. | Muzeul Etnografic, Reghin                                           | Cimec    |
|      | Ceapță Autor: Holirca, Raveca                              | Datare: Înc.sec.XX Descoperit: jud. Mureș, com. Lunca, Lunca Material: mătase, panglică, dantelă, ață, nasture | Ceapsă ("ceapță") confecționată manual din pânză de mătase negră, țesută mecanic cu floricele brodate cu mătase, verde, roșie, galbenă, mov. Pe margini paspoal din panglică negră de mătase încrețită de jur împrejur, se încheie sub bărbie cu nasture și cheotoare. | Muzeul Etnografic, Reghin                                           | Cimec    |
|      | Ștergar de cap                                             | Datare: Sfârșitul sec.XIX Descoperit: jud. Mureș, com. Deda, Deda Material: pânză de bumbac; arnici; lânică | Ștergar din bumbac în 2 ițe trupul. Ornament simplu - 6 cm - așezat la 7 cm de unul din capete (tivit manual și cu franjuri de 1 cm din urzeală) format din 3 benzi simple, dințate pe margini și 4 benzi simple (0,2 cm) intercalate. Ornamentul bogat pe celălalt capăt - 16 cm - la 7 cm de capăt (tivit manual cu franjuri de 1,5 cm din urzeală) spațiu prevăzut cu o bandă îngustă - 0,3 cm, roșie, dințată pe margini. Motive geometrizate: linie, punct, dreptunghi; fitomorfe: bradul, floarea. Realizat prin alesătură printre și peste fire. Culori: roșu, alb, galben, albastru închis, verde. | Muzeul Etnografic, Reghin                                           | Cimec    |
|      | Pieptar femeiesc                                           | Datare: Înc.sec.XX Descoperit: jud. Mureș, com. Brâncovenești, Săcalu de Pădure Material: piele; bumbac mercerizat; mătase | Pieptar femeiesc deschis în față, se încheie cu 4 nasturi ("bumbi") și cheutori din piele, fără mâneci, confecționat din blană de miel alb. De jur-împrejur pe margini aplicație de blană de miel neagră (zăgărie), la fel în jurul umerilor, apoi aplicație de irhă albă brodată în motive florale cu mătase colorată dispusă în benzi, în chenar - 2 rânduri, de la care pornesc alte "flori cusute", "rujă" dispuse în ghirlandă (pe față) și ciucuri de mătase roșie, albastră, portocalie ("cănaci"), iar pe spate buchete florale dispuse simetric la gât, poale și în dreptul mânecilor, la fel brodate cu mătase policromă: roșu, portocaliu, albastru, mov, verde închis și deschis. | Muzeul Etnografic, Reghin                                           | Cimec    |
|      | Cămașă femeiască Autor: Rat, Todora                        | Datare: Înc.sec.XX Descoperit: jud. Mureș, com. Lunca, Logig Material: bumbac | Cămașă încrețită la gât, prinsă într-un guler îngust numit "obânzică" cu gura în spate, croită din 3, lați de pânză mestecată (bumbac, cânepă), țesută în 2 ițe, încheiată cu acul; mânecile lungi încrețite la gât prinse în obânzică, croite din 1,5 lați de pânză, cu pană subsoară, cu fodori încrețți în "lănceț"; poalele atașate la brâu, manual, croite din 2 foi drepte (față, spate) și câte 3 clini laterali trapezoidali, încheiate cu acul și tivite manual în partea de jos. Decor amplasat pe obânzică, motive geometrice (romb, zăluță) cusute pe dos cu bumbac negru și roșu; la gât în față ciupagul cusut pe încreț, de formă trapezoidală, în motive geometrice (raze) cu bumbac negru și 2 țesături orizontale în partea de jos cu bumbac roșu, mâneca prezintă "sâre" peste cot, brodate la fir cu bumbac negru și roșu în motiv floral; lații care formează mâneca sunt încheiați cu cheiță din fir de cânepă și bumbac negru pornind de la obânzică până la capătul fodorilor; mâneca încrețită la brățară cu "lănceț" cusut pe încreț cu bumbac negru, motive geometrice, se termină cu fodori decorați pe margine cu "penuțe" (motive florale) cusute cu fir de bumbac negru și roșu, tiviți manual, apoi dantelă neagră țesută macanic. | Muzeul Etnografic, Reghin                                           | Cimec    |
|      | Catrință Autor: Regheni, Samfora                           | Datare: Primul sfert al sec. XX Descoperit: jud. Mureș, com. Lunca, Logig Dimensiuni: L.ornament: 23 cm Material: lână | Catrință dreptunghiulară, țesută în 4 ițe cu urzeală de lână neagră și băteală de lână albastru închis ("trup vânăt"). La brâu tivită manual. Pe marginile laterale vrâste din fire de urzeală roșii, roz, verzi. La poale câmp ornamental realizat din vărgi cusute în "pășituri" în motive florale cu lânică policromă și paiete. Vărgile sunt delimitate de vrâste tricolore (roșu, verde, roz sau ciclamen, verde, roz) peste care s-a aplicat galon de fir și paiete colorate. Marginile câmpului ornamental sunt marcate de același galon, apoi de feston simplu din lânică policromă, culori alternative. Se termină cu franjuri din lânică policromă. | Muzeul Etnografic, Reghin                                           | Cimec    |
|      | Catrință Autor: Demian, Silvia                             | Datare: Înc.sec.XX Descoperit: jud. Mureș, com. Lunca, Logig Dimensiuni: L.ornament: 22 cm Material: lână | Catrință de formă dreptunghiulară, țesută în 4 ițe cu urzeală de lână neagră și băteală din lână albastru închis ("trup vânăt"). La brâu tivită manual. Pe marginile laterale vrâste din fire de urzeală roșii, roz, verzi. La poale câmp ornamental compact realizat din vărgi orizontale cusute "înapoia acului" și în "pășituri", cu lânică policromă (roșu, bordo, ciclamen, verde închis, verde deschis, muștar, maro, bej, galben, roz, portocaliu, mov, albastru deschis, alb) în motive florale. Vărgile sunt delimitate cu galon de fir metalic și paiete albe. Și decorul vărgilor este completat cu paiete albe. Pe marginile câmpului ornamental galon de mărgele și paiete albe, iar pe marginile laterale și galon de ață verde cu fir metlic și feston simplu din lânică colorată. La poale franjuri înnodați din lânică policromă, culori alternative. | Muzeul Etnografic, Reghin                                           | Cimec    |
|      | Ștergar de cap Autor: Regheni, Frăsina                     | Datare: Înc.sec.XX Descoperit: jud. Mureș, com. Lunca, Logig Material: pânză de bumbac; arnici; lânică | Ștergar de bumbac țesut în 2 ițe trupul și în lătunoi (4 ițe) la ornamente. Ornamentul, ordonat în registre, cuprinde motive geometrice: linie, punct, dinți de lup, romb; zoomorfe: coarnele berbecului; solare: steaua. Ornamentul este dreptunghiular neidentic, plasat simetric la capete. Culori: roșu, alb, albastru închis și deschis, galben. | Muzeul Etnografic, Reghin                                           | Cimec    |
|      | Brâu Autor: Holirca, Raveca                                | Datare: Înc.sec.XX Descoperit: jud. Mureș, com. Lunca, Lunca Material: lână | Brâu femeiesc de formă dreptunghiulară, țesută în 4 ițe din lână "bercă". Decor amplasat pe toată suprafața alcătuit din vârste longitudinale roșii, negre, verzi, galbene, mov, bleu. | Muzeul Etnografic, Reghin                                           | Cimec    |
|      | Ceapță Autor: Regheni, Maria                               | Datare: Jum.sec.XX Descoperit: jud. Mureș, com. Lunca, Logig Material: catifea | Ceapsă confecționată manual din catifea neagră; ornamente realizate în broderie plină, motive florale, cu bumbac policrom (roșu, ciclam, roz, maro, verde, vernil, albastru, bleu, galben muștar) dispusă pe calotă în 3 registre delimitate și mărginite de jur împrejur de galon de fir argintiu; capetele care se încheie sub bărbie sunt decorate cu floricele din fir metalic argintiu și paiete cu mărgele albastre. | Muzeul Etnografic, Reghin                                           | Cimec    |
|      | Pieptar femeiesc                                           | Datare: Înc.sec.XX. Descoperit: jud. Mureș, com. Lunca, Logig Material: piele | Pieptar femeiesc confecționat din piele de oaie vopsită în negru, deschis pe umăr și partea laterală stângă, se încheie cu nasturi și cheotori de piele (3 laterali și 1 pe umeri), fără mâneci, ușor evazat în talie și șliț în părți. La gât și mâneci, paspoal din meșină și colțișori. De jur împrejur bucăți aplicate din meșină maro marcate cu șnur roșu cusut cu ață roșie și ștanțate cu "floricele". La poale aplicație de țesătură din lână neagră, imitație astrahan. Decor în motive florale realizat în broderie plină cu mătase policromă: roșu, bordo, verde, muștar, vernil, portocaliu, albastru dispus în buchete - pe piept sub răscroiala gâtului și în partea inferioară, iar între ele două buchete mai mici lateral simetrice; pe spate coroniță și buchet deasupra la gât. | Muzeul Etnografic, Reghin                                           | Cimec    |
|      | Cizme                                                      | Datare: Înc.sec.XX Descoperit: jud. Mureș, com. Lunca, Lunca Dimensiuni: înălțime: 34,5 cm Material: piele | O pereche de cizme croite pe un singur picior "schimbătoare", din piele de vițel, vopsită în negru, cu carâmbul înalt și drept necăptușită, talpă din piele de bovină, toc înalt, cu blacheu și potcoavă. | Muzeul Etnografic, Reghin                                           | Cimec    |
|      | Cămașă femeiască Autor: Rus, Maria                         | Datare: Înc.sec.XX Descoperit: jud. Mureș, com. Lunca, Logig Material: pânză industrială; bumbac | Cămașă încrețită la gât, prinsă într-un guler îngust numit "obânzică", cu gura în spate, croită din 3,5 lați de pânză industrială ("giolgi"), încheiată cu acul, și cu mașina. Mânecile lungi încrețite la gât prinsă în obânzică, croite dintr-un lat de pânză cu fodori încrețiți în "lănceți"; poale atașate la brâu, manual, croite din 2 foi drepte (față, spate) și câte 2 clini laterali trapezoidali, încheiate și tivite cu mașina. Decor amplasat la obânzică, motive fitomorfe ("frunzuțe") brodate peste fir cu bumbac negru și roșu; la gât în față ciupagul cusut pe încreț în motive geometrice (rombul, coarnele berbecului), cu bumbac negru și roșu; mâneca prezintă "șâre" peste cot în motive florale, broderie plină cu bumbac negru și roșu; mâneca încrețită la brățară cu "lânceț" cusut pe încreț cu bumbac negru, motive geometrice (romburi, unghiuri), se termină cu fodori decorați pe margine cu "săruțe" în motive florale realizate în broderie plină cu bumbac negru și roșu, tiviți manal, apoi dantelă albă țesută mecanic. | Muzeul Etnografic, Reghin                                           | Cimec    |
|      | Catrință                                                   | Datare: Înc.sec.XX Descoperit: jud. Mureș, com. Rușii-Munți, Maiorești Dimensiuni: L.ornament: 23,5 cm Material: lână, lânică, fir metalic, țesut în 4 ițe, ales printre fire, feston                                                              | Catrință de formă dreptunghiulară țesută în 4 ițe cu urzeală de lână negră și băteală de lână mov ("trup vânăt"). La brâu o vargă verde tivită manual, apoi o vrâstă cu motiv floral din lânică policromă. Pe margini vrâste din fire de urzeală roșii, galbene, verzi. La poale câmp ornamental alcătuit din vărgi decorate în motive florale alese printre fire "gușate" cu lânică policromă și fir metalic auriu, delimitate de "trăsături" din fir metalic. Pe margini feston în colțișori cu franjuri foarte scurți din lânică policromă. | Muzeul Etnografic, Reghin                                           | Cimec    |
|      | Șurț de păr Autor: Rus, Maria                              | Datare: Înc.sec.XX Descoperit: jud. Mureș Mureș, com. Lunca, Logig Material: lână | Șorț de formă dreptunghiulară, țesut în 3 ițe din lână ("păr") neagră, încrețit în talie cu pliuri drepte prinsă cu baieră împletită din fire răsucite de lână roșie, galbenă, mov, albastru închis; compus din 2 foi prinse între ele cu o cusătură ornamentală cu lânică roșu, roz, verde, vernil. La poale o vargă îngustă cusută peste fire în motiv floral cu lânică policromă, apoi franjuri înnodați din lânică policromă - 3 cm; la 16 cm de la poale o vargă de 2 cm cusută în punct de feston, în motiv floral, cu lânică policromă și paiete și paiete cu mărgele. | Muzeul Etnografic, Reghin                                           | Cimec    |
|      | Ceapță Autor: Furdu, Lucreția                              | Datare: Înc.sec.XX Descoperit: jud. Mureș, com. Lunca, Logig Material: catifea; mătase | Ceapsă ("ceapță") confecționată manual din catifea neagră cu paspoal din pânză neagră industrială încrețită. Ornamente realizate în broderie plină, motive florale cu mătase policromă, paiete și mărgele dispuse pe calotă în 3 registre delimitate de galon de fir argintiu. Pe capetele care se încheie sub bărbie cu copcii, în dreptul urechilor și la gât în spate aplicație de paiete argintii cu mărgele și ciucuri scurți din mătase policromă. | Muzeul Etnografic, Reghin                                           | Cimec    |
|      | Ștergar de cap Autor: Suciu, Lucretia                      | Datare: Înc.sec.XX Descoperit: jud. Mureș, com. Lunca, Logig Material: pânză de bumbac; arnici; lânică | Ștergar de cap, de formă dreptunghiulară țesut din bumbac în 2 ițe. Decor amplasat la capete ales în lătunoi cu bumbac roșu, alb, negru, galben, bleu. La un capăt vărgi dințate pe margini și vrâste simple albe, roșii, negre. La celălalt capăt câmp ornamental compact alcătuit din vărgi decorate cu căsuțe și linii, puncte alternând cu vrâste înguste, alese cu bumbac roșu, alb, galben, bleu și lânică policromă. | Muzeul Etnografic, Reghin                                           | Cimec    |
|      | Brâu Autor: Holirca, Raveca                                | Datare: Înc.sec.XX Descoperit: jud. Mureș, com. Lunca, Lunca Material: lână | Brâu femeiesc de formă dreptunghiulară țesut în 2 ițe din lână "bercă". Decor amplasat pe toată suprafață, alcătuit din vârste longitudinale roșii, verzi, mov, roz. La capete franjuri împletiți în 3 sub formă de coadă. | Muzeul Etnografic, Reghin                                           | Cimec    |
|      | Pieptar femeiesc                                           | Datare: Înc.sec.XX Descoperit: jud. Mureș, com. Lunca, Lunca Material: piele | Pieptar femeiesc confecționat din piele de oaie vopsită negru, înfundat deschis pe umăr și partea laterală stânga, se încheie cu nasturi și cheotori de piele (3 lateral și 1 pe umăr), fără mâneci, ușor evazat în talie și șliț în părți; la gât și mâneci paspoal din meșină maro ștanțat; de jur împrejur bucăți aplicate de piele maro marcate cu șnur roșu cusut cu ață roșie și șatanțat cu "floricele"; la poale colțișori ștanțați, apoi țesătură din lână neagră, imitație astrahan. Decor în motive florale realizat în broderie plină cu mătase răsucită policromă roșu, bordo, verde, muștar, vernil, albastru dispus în buchete - pe piept sub răscroiala gâtului și în partea inferioară; iar între ele lateral simetric 2 buchete mai mici, iar pe spate buchet în coroniță și buchet mic deasupra la gât. | Muzeul Etnografic, Reghin                                           | Cimec    |
|      | Cizme                                                      | Datare: A doua jum.sec.XX Descoperit: jud. Mureș, com. Lunca, Logig Dimensiuni: înălțime: 38 cm Material: piele, de vită | Cizme femeiești confecționate din piele de vită. Cumpărate din piață de la Reghin. Cu toc de 3 cm prevăzute cu câte 2 limbi de piele pe interior pentru a putea fi trase pe picior. | Muzeul Etnografic, Reghin                                           | Cimec    |
|      | Iisus Învățător                                            | Datare: Mijlocul sec. XIX Descoperit: jud. Sibiu, com. Bârghiș, Vecerd Material: glajă, culori tempera, lemn, foiță de aur, încheiat pe cuie de fier; tempera pe sticlă                                                                            | Un personaj, Iisus șezând pe tron, cu mâna stângă binecuvântând, în dreapta ținând o carte deschisă. Tânăr cu plete negre, barbă și mustață, coroana roșie-cărămizie cu margine aurită și sus o cruce neagră subțire. Nimb mare, foiță de aur cu litere chirilice, de o parte și de alta a capului, pe nimb, HO, culoarea neagră. Vestimentația roșie-cărămizie cu falduri și mâneci largi, la gât, foiță de aur, mânecile verzi, pe deasupra patrahir verde cu flori de aur. Cartea deschisă, albă cu liniuțe negre, margine - foiță de aur. În spate, din foiță de aur, marginile tronului legate printr-o arcadă semicirculară. Fondul picturii verzui-albastru. Umbre verzui pe chipul personajului, mâinile frumos conturate. | Muzeul de Istorie, Sighișoara                                       | Cimec    |
|      | Maica Domnului cu Pruncul                                  | Datare: Încep. sec XIX Descoperit: jud. Sibiu, com. Biertan, Richiș Material: glajă, lemn; pictat pe dosul sticlei cu tempera, foiță de aur, înrămat, încheiat cu cuie de fier                                                                     | Fecioara Maria cu Pruncul în brațe, pe brațul stâng. Maria cu aureolă din foiță de aur, maforion cărămiziu și verde oliv cu mâna dreaptă arătând spre Iisus prunc. Iisus, cu plete castanii, aureola din foiță de aur cu litere chirilice de culoare neagră. Veștmânt verde-oliv, înfășurat într-o mantie roșie, cu mâna dreaptă binecuvântează, cu stânga ține un obiect, cu motive spiralate pe el. Fondul picturii - albastru ceruleum cu motive florale - frunze mari roșii cu marginea albă; caractere chirilice; figurile nuanțate, de culoare ocru. | Muzeul de Istorie, Sighișoara                                       | Cimec    |
|      | Ladă                                                       | Datare: 1850 Descoperit: jud. Mureș, Reghin Dimensiuni: Î = 38 cm. Material: lucrat în lemn, în tehnica intarsiei, sculptură | Ladă cu capac drept, de formă paralelipipedică. Ornamentația este realizată în tehnica intarsiei, motivele florale fiind așezate în toate cele patru colțuri ale chenarelor de pe toate fețele lăzii. În interior în partea dreaptă se află trei sertare. În interiorul capacului se află o inscripție în limba germană, scrisă cu majuscule latine de culoare maro închis, cuprinsă într-un chenar dreptunghiular: MICAEL : SCHIFBAIMER / MICAEL : LEONHARDT / SAMUEL : SCHULLER / ZUNFT : VORSTEHER / 1850. | Muzeul Etnografic, Reghin                                           | Cimec    |
|      | Ladă                                                       | Datare: 1840 Descoperit: jud. Mureș, Reghin Dimensiuni: Î = 46 cm. Material: lemn, fier, vopsea, voal; sculptat, forjat, vopsit | Ladă de lemn de formă paralelipipedică, cu patru picioare în formă de semicerc. Pe capac se află un sertar în formă de trunchi de piramidă care se deschidea în partea superioară prin tracțiune orizontală. Este vopsită în culoarea maro închis. Muchiile de la colțul lăzii sunt rotunjite. În interior, în partea dreaptă, sunt două rânduri de sertare suprapuse. Este pictat cu vopsea roșie 1840. Încuietoare simplă, din fier forjat. Are un compartiment secret ce se deschidea după capac, prin partea laterală. | Muzeul Etnografic, Reghin                                           | Cimec    |
|      | Ladă                                                       | Datare: 1861 Descoperit: jud. Mureș, Reghin Dimensiuni: Î = 43 cm. Material: lemn, fier, vopsea; sculptat, forjat, intarsiat | Ladă cu capac bombat, pereții cutiei sub formă de lalea, furniruiți cu lemn de esență tare, ornamentată cu șipci frezate în caneluri de culoare neagră, vopsite, deasupra este un brâu ornamental cu motiv sub formă de aracdă. Feroneria sistemului de închidere este decorată prin stemă aplicată. Capacul lăzii redă forma stilizată a bulbului de lalea, având o proeminență dată de medianele celor patru laturi simetrice. Lada este fixată pe patru picioare înguste, prinse sub șipca ornamentală. Pe fațetă este reprezentată stema breslei tăbăcarilor sub forma unui scut heraldic german. Inscripția : SAM:[UEL] SCULLER: / G:[EORG] MICH:[AEL] LUTSCH / ALT: [ER] GES[ELL] / TR: [AUGOTT] TEUTSCH / NOTAR / 1861. | Muzeul Etnografic, Reghin                                           | Cimec    |
|      | Ladă de zestre                                             | Datare: 1879 Descoperit: jud. Bistrița-Năsăud, com. Șieu, Ardan Dimensiuni: Î = 72,5 cm. Material: lemn de fag; îmbinat în cep, tăiat, cioplit, horjat, incizat                                                                                    | Ladă cu capac, confecționată din lemn de fag, fixată pe patru picioare. Lada, de formă dreptunghiulară, este ornamentată pe partea din față, pe capac și pe părțile laterale. Motivele decorative sunt realizate prin tehnica inciziei, fiind completate cu nuanțe de negru și roșu. Din ornamentație se remarcă motivele decorative geometrice și astrale: linii, cercuri, semicercuri, rozete, spirale. Pe partea laterală dreaptă are incizat anul confecționării: 1879. | Muzeul Etnografic, Reghin                                           | Cimec    |
|      | Catrință                                                   | Datare: Prim.jum.sec.XX Descoperit: jud. Mureș, com. Hodac, Hodac Dimensiuni: L.ornament 20 cm. Material: Lana | Catrință de formă dreptunghiulară, țesută în 4 ițe din lână vopsită bleumarin ("trup vânăt"). Pe marginile laterale are câte 2 vrâste roșii încadrate de vrâste galbene. La brâu o bandă aleasă printre fire cu lână roșie; tivitură manuală. La poale, câmp ornamental compact realizat din benzi în motive geometrice și florale: banda din mijloc brodată manual, motive: ruja, X-uri, unghiuri, încadrată de 2 benzi înguste cu X-uri și romburi. Alte 2 benzi sunt cusute pe dos cu bumbac alb: X-uri, romburi, unghiuri. Urmează alte două benzi înguste brodate manual cu lânică în motive geometrice: linii, X-uri, romburi. Cromatică: roșu, verde închis și deschis, mov, bordo, roz, bej, alb, ciclamen. | Muzeul Etnografic, Reghin                                           | Cimec    |
|      | Catrință                                                   | Datare: Sf.sec. XIX - înc.sec.XX Descoperit: jud. Mureș, com. Hodac, Hodac Dimensiuni: L.ornament 24 cm. Material: Lana | Catrință de formă dreptunghiulară, țesută în 4 ițe din lână vopsită bleumarin ("trup vânăt"). Pe marginile laterale are câte 2 vrâste roșii încadrate de vrâste galbene. La brâu o bandă alesă printre fire cu lână roșie; tivitură manuală. Sub bandă o vrâstă îngustă tricolor: roșu, mov, galben. La poale câmp ornamental compact realizat din benzi altrenativ simetrice alese peste fire și brodate manual în decor geometric: romburi, X-uri, unghiuri, triunghiuri, linii cu bumbac alb și lânică colorată: roșu, alb, verde, galben, mov, roz. Pe marginile câmpului ornamental feston cu lânică în aceleași culori în motive geometrice. | Muzeul Etnografic, Reghin                                           | Cimec    |
|      | Catrință                                                   | Datare: Sf.sec.XIX - înc.secXX Descoperit: jud. Mureș, com. Hodac, Hodac Dimensiuni: L.ornament 21 cm. Material: Lana | Catrință de formă dreptunghiulară, țesută în 4 ițe din lână vopsită bleumarin ("trup vânăt"). Pe marginile laterale câte 2 vrâste roșii și galbene. La brâu bandă aleasă printre fire cu lână bordo, tivitură manuală. Sub bandă o vrâstă tricolor: alb, bordo, verde. La poale câmp ornamental compus din benzi transversale alese cu lână bordo intercalate cu altele cusute pe dos în motive geometrice: X-uri, linii paralele, triunghiuri, valul dublu, rombul cu floarea creață realizate cu lână albă roșie, mov, verde, muștar. Marginile câmpului ornamental sunt festonate simplu cu lână în aceleași culori. | Muzeul Etnografic, Reghin                                           | Cimec    |
|      | Catrință Autor: Frandeș, Rafila                            | Datare: Sf.sec.XIX Descoperit: jud. Mureș, com. Hodac, Hodac Dimensiuni: L. ornament 28 cm. Material: lână, lânică, bumbac; țesut 4 ițe, ales peste fire, cusut, feston                                                                            | Catrință de formă dreptunghiulară, țesută în 4 ițe din lână albastru închis ("trup vânăt"). La brâu o bandă roșie tivită manual, apoi o vârstă din fire roșii și roz. Pe marginile lateral cât 2 vârste din fire din urzeală roșii și galbene. La poale câmp ornamental realizat din vărgi cusute simplu pe dos în motive geometrice: romburi înscrise unul înt-altul, romburi cu raze, grebla - cu bumbac alb pe fond negru, apoi căsuțe, puncte, romburi mici cu lânică colorată în vârste foarte înguste și benzi cusute în cruciulițe cu lânică policromă pe fond roșu, motive vegetale stilizate. Marginile laterale ale câmpului ornamental festonate cu lânică policromă în motive geometrice. | Muzeul Etnografic, Reghin                                           | Cimec    |
|      | Catrință Autor: Frandeș, Nastasia                          | Datare: Sf.sec.XIX Descoperit: jud. Mureș, com. Hodac, Hodac Dimensiuni: L.ornament 23 cm. Material: bumbac | Catrință de formă dreptunghiulară, țesută în 4 ițe din lână albastru închis ("trup vânăt"). La brâu o bandă roșie tivită manual apoi o vrâstă foarte îngustă din fire roșii, galbene, verzi, albe. Pe marginile laterale câte 2 vrâste din fire de urzeală roșii și galbene. La poale câmp ornamental realizat din benzi și vrâste succesive cusute pe dos cu bumbac alb și cusute peste fire cu lânică policromă în motive geometrice: romburi, unghiuri, triunghiuri, X-uri, linii și puncte în diferite combinații. Marginile laterale ale câmpului ornamental sunt festonate cu lânică policromă: roșu, galben, mov închis și deschis, verde, alb și bumbac alb. | Muzeul Etnografic, Reghin                                           | Cimec    |
|      | Catrință Autor: Frandeș, Nastasia                          | Datare: Prim.jum.sec.XX Descoperit: jud. Mureș, com. Hodac, Hodac Dimensiuni: L.ornament 27 cm. Material: lână, lânică, țesut 4 ițe, ales printre fire, ales peste fire, cusut, feston                                                             | Catrință de formă dreptunghiulară țesută în 4 ițe din lână albastru închis ("trup vânăt"). La brâu, tivită manual. Pe marginile laterale câte 2 vrâste din fire de urzeală roșii, galbene, la poale câmp ornamental realizat din vărgi alese printre și peste fire completate cu cusătură în "pășituri", "cruciulițe" și puncte în motive geometrice în multiple combinații realizate cu lânică policromă: roșu, verde, alb, bej, mov, ciclamen, albastru. Marginile câmpului ornamental festonate cu lânică în aceleași culori, alternativ terminate cu colțișori. | Muzeul Etnografic, Reghin                                           | Cimec    |
|      | Catrință Autor: Pui, Raveca                                | Datare: Sf.sec.XIX Descoperit: jud. Mureș, com. Brâncovenești Dimensiuni: L.ornament 22,5 cm. Material: lână, lânică, țesut 4 ițe, ales printre fire, feston                                                                                       | Catrință de formă dreptunghiulară țesută în 4 ițe, cu urzeală de lână neagră și băteală din lână albastru închis ("trup vânăt"). La brâu o vargă muștar tivită manual apoi vrâste din fire roșii, albe, verzi și mov. Pe marginile laterale vrâste din fire din urzeală roșii și galbene. La poale câmp ornamental realizat din vrâste și vărgi alese printre fire cu lânică policromă roșu, negru, verde, ciclamen, alb, mov, albastru, portocaliu, roz, galben - vărgi roșii fără decor alternând cu vărgi în motive florale și geometrice. Marginile câmpului ornamental festonate cu lânică policromă, culori alternative, în colțișori pe marginile laterale și simplu la poale. | Muzeul Etnografic, Reghin                                           | Cimec    |
|      | Catrință Autor: Pui, Raveca                                | Datare: Sf.sec.XIX Descoperit: jud. Mureș, com. Brâncovenești, Idicel Dimensiuni: L.ornament 24 cm. Material: lână, lânică, fir metalic, țesut 4 ițe, ales printre fire feston                                                                     | Catrință de formă dreptunghiulară, țesută în 4 ițe cu urzeală de lână neagră și băteală de lână albastru închis ("trup vânăt"). La brâu 3 vărgi bătute cu lână mov, galben, verde tivită manual. Apoi o vargă din fire roșii, albe, mov, galbene, verzi dispuse alternativ și încadrate de vrâste roșii. Pe marginile laterale vrâste din fire de urzeală roșii, galbene, portocalii, verzi. La poale câmp ornamental realizat în vărgi înguste simple roșii alternând cu altele mai late alese printre fire cu lânică policromă în motive geometrice și florale stilizate. Din loc în loc câte o vrâstă cu fir metalic auriu. Marginile câmpului ornamental festonate simplu cu lânică policromă în culori alternative. | Muzeul Etnografic, Reghin                                           | Cimec    |
|      | Catrință Autor: Suciu, Todora                              | Datare: Sf.sec.XIX Descoperit: jud. Mureș, com. Lunca, Logig Dimensiuni: L.câmp ornamental 21 cm. Material: lânică | Catrință de formă dreptunghiulară, țesută în 4 ițe cu urzeală de lână neagră și băteală de lână albastru închis ("trup vânăt"). La brâu tivită manual, se leagă cu baieră din fire de lână roșii și albe răsucite și împletite. Pe marginile laterale vrâste din fire de urzeală roșii și portocali. La poale, câmp ornamental compact realizat din vărgi și vrâste alese printre fire și peste fire și cusute pe dos cu lânică policromă și bumbac alb completate cu cusătură în motive geometrice: zăluța, rombul, raze, unghiuri, X-uri, căsuțe. Vărgile decorate alternează în vărgi simple portocalii. Marginile câmpului ornamental sunt încadrate de galon de mărgele negre, la fel varga centrală. Marginile sunt festonate simplu cu lânică policromă, culori alternative. La bază sunt ciucuri împletiți. | Muzeul Etnografic, Reghin                                           | Cimec    |
|      | Catrință Autor: Suciu, Lavinia                             | Datare: Sf.sec.XIX Descoperit: jud. Mureș, com. Lunca, Logig Dimensiuni: L.ornament 23 cm. Material: lână | Catrință de formă dreptunghiulară, țesută în 4 ițe cu urzeală de lână neagră și băteală din lână albastru închis ("trup vînăt"). La brâu, tivită manual, se leagă din baieră din fire de lână răsucite și împletite: roșu, alb maro, muștar. Pe marginile laterale vârste din fire de urzeală roșii, portocalii, verzi. La poale, câmp ornamental compact realizat din vărgi alese peste fire și cusute pe dos cu bumbac alb și completate cu lânică policromă (verde, bordo, ciclamen, roz, mov, galben, verzui), fir metalic și mărgele, în motive geometrice: coarnele berbecului, romburi, X-uri, unghiuri, căsuțe. Vărgile roșii care încadrează varga centrală sunt cusute cu paiete. Marginile câmpului ornamental sunt festonate cu lânică policromă în culori alternative; se termină cu franjuri. | Muzeul Etnografic, Reghin                                           | Cimec    |
|      | Catrință Autor: Suciu, Lavinia                             | Datare: Sf.sec.XX Descoperit: jud. Mureș, com. Lunca, Lunca Dimensiuni: L.ornament 28 cm. Material: lână | Catrință de formă dreptunghiulară, țesută în 4 ițe cu urzeală de lână neagră și băteală de lână albastru închis ("trup vânăt"). La brâu, tivită manual. Pe marginile laterale vrâste din fire de urzeală roșii, portocalii, verzi. La poale câmp ornamental compact realizat din vărgi și vrâste alese peste fire, cusute pe dos cu bumbac alb și completate cu cusătură peste fire cu lânică colorată, verde închis, verde deschis, roșu, ciclamen, mov, portocaliu, galben și mărgele colorate, în motive geometrice: romburi, X-uri, unghiuri, pătrate în șah, coarnele berbecului. Vărgile decorate alternează cu vărgi simple roșii fără decor. Varga din mijloc este încadrată de galon verde în "val" și 2 vrâste tricolor: ciclamen, albastru, galben. Marginile câmpului ornamental sunt festonate simplu cu lânică policromă. La poale franjuri din lânică policromă, culori alternative. | Muzeul Etnografic, Reghin                                           | Cimec    |
|      | Catrință Autor: Rat, Todora                                | Datare: Sf.sec.XIX Descoperit: jud. Mureș, com. Lunca, Logig Dimensiuni: L.ornament 21 cm. Material: lână; bumbac | Catrință de formă dreptunghiulară, țesută în 4 ițe cu urzeală de lână neagră și băteală de lână albastru închis ("trup vânăt"). La brâu tivită manual, se leagă cu baieră din fire răsucite și împletite din lână mov albă, roșie, albastru închis. În partea superioară este o vargă din fire de lână roșie, iar la mijloc 3 fire răsucite - mov, ciclamen, albastru. Pe marginile laterale vrâste din fire de urzeală roșii, galbene, verzi. La poale câmp ornamental compact realizat din vărgi și vrâste alese peste fire, cusute pe dos cu bumbac alb și cusute peste fire cu lânică colorată (verde, mov, ciclamen, roșu, muștar, albastru închis) în motive geometrice: romburi, X-uri, unghiuri, puncte. Varga centrală este încadrată de 2 vărgi late roșii. Marginile câmpului ornamental sunt festonate simplu cu lânică în culori alternative. La poale franjuri din lână neagră și roșu, galben, mov - 3 grupuri tricolore. | Muzeul Etnografic, Reghin                                           | Cimec    |
|      | Catrință Autor: Rat, Todora                                | Datare: Sf.sec.XX Descoperit: jud. Mureș, com. Lunca, Logig Dimensiuni: L.ornament 24 cm. Material: lână | Catrință de formă dreptunghiulară, țesută în 4 ițe cu urzeală de lână neagră și băteală din lână albastru închis ("trup vânăt"). La brâu tivită manual, se leagă cu baieră din fire de lână roșii și sure, răsucite și împletite. Pe marginile laterale vrâste din fire din urzeală roșii, portocalii, verzi. La poale câmp ornamental compact realizat din vărgi și vrâste orizontale alese peste fire și printre fire, cusute pe dos cu bumbac alb și lânică policromă (roșu, verde, galben, ciclamen, albastru, mov, bej) în motive geometrice și coarnele berbecului. Vărgile decorate alternează cu vărgi simple alese cu lânică roșie. Varga centrală este încadrată de galon de ață verde și fir metalic auriu. Galonul este aplicat și pe marginile câmpului ornamental festonate. La poale, dantelă neagră croșetată în colțișori din lână. | Muzeul Etnografic, Reghin                                           | Cimec    |
|      | Cătrință cu trup vânăt Autor: Beldean, Domnica             | Datare: Sf.sec.XIX Descoperit: jud. Mureș, com. Lunca, Logig Dimensiuni: L.ornament 19 cm. Material: păr; bumbac | Catrință de formă dreptunghiulară țesută în 4 ițe cu urzeală de lână neagră și băteală de lână albastru închis ("trup vânăt"). La brâu o vargă albastră tivită manual, se leagă cu baieră din fire de lână roșie, galbenă, verde, răsucite și împletite. Pe margile laterale vrâste din fire de urzeală roșii, portocalii, verzi. La poale câmp ornamental compact realizat din vărgi orizontale alese printre și peste fire cu lânică policromă și cusute pe dos cu bumbac alb în motive geometrice: romburi, X-uri, unghiuri, triunghiuri etc. Varga centrală este delimitată cu galon din șnur roz și fir metalic. Cele 2 vărgi simple roșii care o încadrează au câte un rând de paiete. Pe marginile laterale ale câmpului ornamental feston simplu și galon de fir metalic argintiu în "val". Lateral dantelă în colțișori din lânică colorată iar la poale franjuri din lânică policromă. | Muzeul Etnografic, Reghin                                           | Cimec    |
|      | Cătrință cu trup vânăt Autor: Pantea, Gafina               | Datare: Sf.sec.XIX Descoperit: jud. Mureș, com. Brâncovenești, Săcalu de Pădure Dimensiuni: L.ornament 27 cm. Material: păr | Catrință de formă dreptunghiulară țesută în 4 ițe cu urzeală din lână neagră și băteală din lână mov ("trup vânăt"). La brâu tivită manual, apoi 2 vrâste roșie și galbenă. Pe marginile laterale vrâste din fire de urzeală roșii și galbene. La poale câmp ornamental compact realizat din 2 vărgi cusute pe dos cu bumbac alb în motive geometrice și alte vărgi cusute în "pășituri" și "feston" cu lânică policromă în motive geometrice, delimitate de vărgi simple fără decor alese printre fire cu lânică roșie, toate încadrate de 2 vărgi cusute cu motive florale stilizate cu lânică policromă. Pe marginile laterale și la poalele câmpului ornamental feston simplu cu franjuri scurți din lânică policromă, culori alternative. | Muzeul Etnografic, Reghin                                           | Cimec    |
|      | Catrință Autor: Furdu, Lucreția                            | Datare: A doua jum. a .sec. XIX Descoperit: jud. Mureș, com. Lunca, Logig Dimensiuni: L.ornament 20 cm. Material: lână; bumbac | Catrință de formă dreptunghiulară țesută în 4 ițe cu urzeală de lână negră și băteală de lână albastru închis ("trup vânăt"). La brâu tivită manual, apoi o vrâstă din fire roșii, mov, verzi. Pe marginile laterale vrâste din fire de urzeală roșii, portocalii, verzi. La poale câmp ornamental compact realizat din vărgi alese peste fire cu lânică roșie, alternând cu vărgi cusute pe dos cu bumbac alb cu motive geometrice variat combinate (romburi, unghiuri, cârlige, căsuțe, puncte, linii) și completate cu cusătiră în "pășituri" cu lânică policromă. Varga centrală este încadrată de galon de fir auriu și șnur roșu. Marginile laterale sunt festonate cu lânică policromă, iar la poale are franjuri de lână neagră. | Muzeul Etnografic, Reghin                                           | Cimec    |
|      | Cătrință cu trup vânăt Autor: Buta, Cristina               | Datare: A II-a.jum.sec.XIX. Descoperit: jud. Bistrița-Năsăud, com. Teaca, Pinticu Dimensiuni: L.ornament 23 cm. Material: lână | Catrință de formă dreptunghiulară, țesut în 4 ițe cu urzeală de lână neagră și băteală din lână albastru închis ("trup vânăt"). La brâu tivită manual. Pe marginile laterale vrâste din fire de urzeală roșii, portocalii, verzi. La poale câmp ornamental realizat din vărgi simple alese cu lânică roșie alternând cu vărgi decorate cu motive geometrice variate, cusute pe dos cu bumbac alb și completate cu cusătură cu lânică policromă (roșu, galben, albastru, verde, ciclamen). Marginile câmpului ornamental sunt festonate simplu cu lânică policromă, culori alternative. | Muzeul Etnografic, Reghin                                           | Cimec    |
|      | Cătrință cu trup vânăt Autor: Toma, Ana                    | Datare: Sf. sec. XIX Descoperit: jud. Bistrița-Năsăud, com. Teaca, Pinticu Dimensiuni: L.ornament 23 cm. Material: lână | Catrință de formă dreptunghiulară, țesută în 4 ițe cu urzeală de lână neagră și băteală de lână albastru închis ("trup vânăt"). La brâu o vargă mov tivită manual, apoi o vrâstă din fire roșii, portocalii, albastre și verzi. Pe marginile laterale vrâste din fire de urzeală albe, roșii, portocalii, verzi. La poale câmp ornamental realizat din vărgi simple alese peste fire cu lânică roșie alternând cu vărgi cusute pe dos în motive geometrice diverse cu bumbac alb și completate cu cusătură cu lânică policromă. Varga centrală este încadrată de galon de fir auriu și șnur roșu. Marginile laterale sunt festonate simplu cu lânică roșie și bumbac alb. La poale franjuri din lânică policromă și bumbac alb dispuse alternativ. | Muzeul Etnografic, Reghin                                           | Cimec    |
|      | Cătrință cu trup vânăt Autor: Toma, Ana                    | Datare: Sf.sec.XIX Descoperit: jud. Bistrița-Năsăud, com. Teaca, Pinticu Dimensiuni: L.ornament 22 cm. Material: lână | Catrință de formă dreptunghiulară, țesută în 4 ițe cu urzeală de lână neagră și băteală din lână albastru închis ("trup vânăt"). La brâu o vargă roșie tivită manual, apoi o vrâstă din fire roșii, galbene, mov, ciclamen. Pe marginile laterale vrâste din fire de urzeală roșii, portocalii, verzi. La poale câmp ornamental realizat din vărgi simple roșii alternând cu vărgi decorate în motive geometrice variat combinate cusute pe dos cu bumbac alb și completate cu cusătură cu lânică policrom, fir metalic și paiete. Marginile laterale ale câmpului ornamental sunt festonate simplu cu lânică roșie și bumbac alb. La poale franjuri din lânică policromă, culori alternative. | Muzeul Etnografic, Reghin                                           | Cimec    |
|      | Catrință Autor: Barcan, Livia                              | Datare: A doua jum.a.sec.XIX Descoperit: jud. Bistrița-Năsăud, com. Teaca, Pinticu Dimensiuni: L.ornament 22 cm. Material: lână | Catrință de formă dreptunghiulară, țesută în 4 ițe, cu urzeală din lână neagră și băteală de lână albastru închis ("trup vânăt"). Pe marginile laterale vrâste din fire de urzeală roșii, galbene, verzi. La poale câmp ornamental realizat din vărgi simple alese printre fire cu lânică roșie alternând cu vărgi decorate în motive geometrice variat combinate, cusute pe dos cu bumbac alb și completate cu cusătură de lână roșie și ciclamen. Varga centrală este cusută cu motive geometrice cu lânică policromă și bumbac alb și încadrată de galon de mătase și fir metalic, apoi câte un rând de paiete. Marginile laterale sunt festonate simplu cu lânică roșie apoi colțișori croșetați din lânică ciclamen și roz. La poale are franjuri din lânică policromă, culori alternative. | Muzeul Etnografic, Reghin                                           | Cimec    |
|      | Catrință Autor: Cocolaș, Maria                             | Datare: A doua jum.sec.XIX Descoperit: jud. Bistrița-Năsăud, com. Teaca, Pinticu Dimensiuni: L.ornament 23 cm. Material: lână; bumbac | Catrință de formă dreptunghiulară țesută în 4 ițe cu urzeală de lână neagră și băteală de lână albastru închis ("trup vânăt"). La brâu tivită manual, se leagă cu baieră din fire de lână neagră, roșie, albă, răsucite și împletite, apoi o vrâstă din fire roșii, verzi, galbene, mov. Pe marginile laterale vrâste din fire de urzeală roșii portocalii, verzi. La poale câmp ornamental realizat din vărgi simple roșii alternând cu vărgi cusute pe dos cu bumbac alb în motive geometrice și completate cu cusătură cu lânică roșie și ciclamen și fir metalic. 2 vărgi înguste sunt cusute cu mărgele policrome și paiete. Varga centrală este cusută în motive geometrice cu lânică policromă și fir metalic și este încadrată de galon din șnur roz și fir metalic auriu și paiete. Marginile câmpului ornamental sunt festonate cu lânică policromă iar la poale are franjuri. | Muzeul Etnografic, Reghin                                           | Cimec    |
|      | Cătrință cu trup vânăt Autor: Măierean, Maria              | Datare: A doua jum.sec.XIX Descoperit: jud. Bistrița-Năsăud, com. Teaca, Pinticu Dimensiuni: L.ornament 22 Material: lână; bumbac; paiete; mărgele; fir metalic                                                                                    | Catrință de formă dreptunghiulară, țesută în 4 ițe cu urzeală de lână neagră și băteală din lână albastru închis ("trup vânăt"). La brâu tivită manual. Pe marginile laterale vrâste din fire de urzeală roșii, portocalii, verzi, ciclamen peste care s-a cusut un rând de paiete. La poale câmp ornamental realizat din vărgi roșii alese peste fire "în lătunoi" alternând cu vărgi decorate în motive geometrice cusute pe dos cu bumbac alb și completate cu lânică ciclamen, fir metalic și paiete. 2 vrâste mai înguste sunt cusute în pătrate cu lânică policromă, fir metalic și paiete. Varga centrală e cusută cu romburi și unghiuri. Cele 2 vărgi roșii care încadrează varga centrală sunt cusute cu galon de mătase și paiete. Pe lângă varga centrală și pe marginile câmpului ornamental, aplicație de galon de fir și paiete, apoi feston simplu din lânică policromă iar la poale franjuri din lânică policromă. | Muzeul Etnografic, Reghin                                           | Cimec    |
|      | Catrință Autor: Maierean, Maria                            | Datare: A doua jum.sec.XIX Descoperit: jud. Bistrița-Năsăud, com. Teaca, Pinticu Dimensiuni: L.ornament 20 cm. Material: lână | Catrință de formă dreptunghiulară, țesută în 4 ițe cu urzeală de bumbac negru și băteală din lână mov ("trup vânăt"). La brâu tivită manual, apoi o vrâstă din fire roșii, galbene, albastre. Pe marginile laterale vrâste din fire de urzeală roșii, galbene, albastre. La poale câmp ornamental realizat din vărgi roșii alternând cu vărgi decorate în motive geometrice (romburi, X-uri, ochiuri, căsuțe, unghiuri) cusute pe dos cu bumbac alb și completate cu lânică policromă, mărgele și paiete. Varga centrală este cusută pe dos în motive geometrice cu lânică policromă și mărgele. De o parte și de alta a acesteia sunt rânduri de paiete. Marginile laterale ale câmpului ornamental festonate simplu cu lânică roșie, iar la poale are franjuri netăiați din lână policromă. | Muzeul Etnografic, Reghin                                           | Cimec    |
|      | Catrință Autor: Bozog, Lucreția                            | Datare: Sf.sec.XIX Descoperit: jud. Bistrița-Năsăud, com. Teaca, Pinticu Dimensiuni: L.ornament 22 cm. Material: lână | Catrință de formă dreptunghiulară, țesută în 4 ițe cu urzeală de lână neagră și băteală din lână mov ("trup vânăt"). La brâu tivită manual, se leagă cu baieră din fire de lână sură și mov la un capăt, iar la celălalt baieră țesută. Pe marginile laterale vrâste din fire de urzeală roșii, galbene, verzi. La poale câmp ornamental realizat din vărgi roșii țesute "în lătunoi" și cusute cu paiete alternând cu vărgi în motive geometrice cusute pe dos cu bumbac alb și completate cu lânică policromă. Varga centrală este cusută pe dos în motive geometrice cu lânică policromă și încadrată de galon din șnur roșu și fir metalic auriu. Marginile laterale sunt festonate simplu cu lânică roșie, iar la poale are franjuri din lânică policromă. | Muzeul Etnografic, Reghin                                           | Cimec    |
|      | Catrință Autor: Pintea, Maria                              | Datare: Sf.sec.XIX. Descoperit: jud. Bistrița-Năsăud, com. Teaca, Pinticu Dimensiuni: L.ornament 21 cm. Material: lână, lânică, bumbac, țesut în 4 ițe, cusut pe dos, ales peste și printre fire, feston                                           | Catrință de formă dreptunghiulară, țesută în 4 ițe din lînă albastru închis ("trup vânăt"). La brâu tivită maunal. Pe marginile laterale vrâste din fire de urzeală roșii, roz, verzi. La poale câmp ornamental realizat din vărgi simple roșii alese "în lătunoi" alternând cu vărgi cusute pe dos cu bumbac alb și lânică policromă în motive geometrice: romburi, paralelograme, ochișori, căsuțe, X-uri, segmente de dreaptă, puncte și coarnele berbecului. Marginile laterale sunt festonate simplu cu lânică roșie. La poale feston simplu și franjuri netăiați din lână mov. | Muzeul Etnografic, Reghin                                           | Cimec    |
|      | Catrință Autor: Pintea, Maria                              | Datare: Sf.sec.XIX Descoperit: jud. Bistrița-Năsăud, com. Teaca, Pinticu Dimensiuni: L.ornament 19 cm. Material: lână, bumbac, lânică, țesut în 4 ițe, cusut, feston, ales peste fire                                                              | Catrință de formă dreptunghiulară, țesută în 4 ițe cu urzeală de lână neagră și băteală de lână mov ("trup vânăt"). La brâu tivită manual. Pe marginile laterale vrâste din fire de urzeală roșii galbene, bleu. La poale câmp ornamental realizat din vărgi roșii alese peste fire "în lătunoi" alternînd în vărgi decorate în motive geometrice: romburi, romburi cu raze, unghiuri, triunghiuri, M-uri cusute pe dos cu bumbac alb și lânică policromă. Marginile laterale sunt festonate simplu cu lânică roșie. La poale franjuri din lânică policromă, culori alternative. | Muzeul Etnografic, Reghin                                           | Cimec    |
|      | Catrință Autor: Priscorniță, Maria                         | Datare: A doua jum.sec.XIX Descoperit: jud. Bistrița-Năsăud, com. Teaca, Pinticu Dimensiuni: L.ornament 24,5 cm. Material: lână, lânică, bumbac, cusut, țesut în 4 ițe, croșetat, ales peste fire                                                  | Catrință de formă dreptunghiulară, țesută în 4 ițe cu urzeală de lână neagră și băteală de lână albastru închis ("trup vânăt"). La brâu tivită manual. Pe marginile laterale vrâste din fire de urzeală roșii, galbene, verzi. La poale câmp ornamental realizat din vărgi simple roșii alese peste fire "în lătunoi" alternând cu vărgi decorate în motive geometrice variate cusute pe dos cu bumbac alb, mătase și lânică policromă. Pe marginile laterale colțișoti croșetați din lânică policromă, culori alternative. La poale franjuri din lânică policromă. | Muzeul Etnografic, Reghin                                           | Cimec    |
|      | Catrință Autor: Boaru, Victoria                            | Datare: A doua jum..sec.XX. Descoperit: jud. Mureș, com. Gurghiu, Casva Dimensiuni: L.ornament 23,7 cm. Material: lână, lânică, țesut în 4 ițe, bumbac, ales peste fire, cusut peste fire, feston                                                  | Catrință de formă dreptunghiulară, țesută în 4 ițe din lână albastru închis ("trup vânăt"). La brâu tivită manual, se leagă cu baieră din fire de lână roșii, galbene, bej, mov, răsucite și împletite. Pe margini vrâste din fire de urzeală roșii și galbene. La poale câmp ornamental realizat din vărgi și vrâste alese peste fire "în lătunoi" cu lânică roșie și albă altenând cu vărgi decorate în motive geometrice cusute peste fire cu lânică policromă și bumbac alb. Pe margini feston din lânică policromă în culori alternative. | Muzeul Etnografic, Reghin                                           | Cimec    |
|      | Catrință Autor: Boaru, Victoria                            | Datare: A doua jum.a.sec.XIX. Descoperit: jud. Mureș, com. Gurghiu, Cașva Dimensiuni: L.ornament 24,5 cm. Material: lână, lânică, țesut în 4 ițe, ales peste fire, cusut, feston                                                                   | Catrință de formă dreptunghiulară, țesută în 4 ițe din lână albastru închis ("trup vânăt"). La brâu tivită manual, apoi o vrâstă roșie. Pe margini vrâste din fire de urzeală roșii și galbene. La poale câmp ornamental realizat din vărgi simple roșii alese peste fire "în lătunoi" alternând cu vărgi decorate în motive geometrice diverse cusute peste fire cu lânică colorată: roșu, alb, mov, verde, portocaliu. Pe margini feston simplu din lânică policromă, culori alternative. | Muzeul Etnografic, Reghin                                           | Cimec    |
|      | Catrință Autor: Jabenițan, Ioana                           | Datare: A doua jum.sec.XIX. Descoperit: jud. Mureș, com. Brâncovenești, Idicel Pădure Dimensiuni: L. ornament 20 cm. Material: lână, lânică, țesut în 4 ițe, ales peste fire, cusut pe dos, feston                                                 | Catrință de formă dreptunghiulară, țesută în 4 ițe cu urzeală de lână neagră și băteală din lână albastru închis ("trup vânăt"): la brâu tivită manual apoi o vrâstă îngustă roșie. Pe margini vrâste din fire de urzeală roșii și galbene. La poale câmp ornamental realizat din vrâste roșii alese peste fire "în lătunoi" alternând cu vărgi cusute pe dos cu lânică policromă, în motive geometrice: romburi, unghiuri, triunghiuri, căsuțe și coarnele berbecului. Pe margini feston simplu din lânică policromă în culori alternative. | Muzeul Etnografic, Reghin                                           | Cimec    |
|      | Catrință Autor: Chirteș, Rafila                            | Datare: A doua jum.a.sec.XIX Descoperit: jud. Mureș, com. Ibănești, Ibănești Pădure Dimensiuni: L. ornament 22.5 cm. Material: lână, lânică, bumbac, țesut în 4 ițe, cusut, ales peste fire, feston                                                | Catrință de formă dreptunghiulară, țesută în 4 ițe din lână albastru închis. La brâu tivită manual, se leagă cu baieră din lână roșie, apoi o vrâstă din fire roșii, albe, verzi. Pe margini vrâste din fire de urzeală roșii și galbene. La poale câmp ornamental realizat din vărgi delimitate de vrâste înguste alese peste fire cu lânică roșie, verde, mov, albă. Vărgile sunt decorate în motive geometrice: romburi, unghiuri, linii, puncte "căsuțe", "rujucă", "suveicuță" și "coarnele berbecului", cusute pe dos cu bumbac alb și lânică policromă. Pe margini feston simplu din lânică policromă în culori alternative. | Muzeul Etnografic, Reghin                                           | Cimec    |
|      | Catrință Autor: Chirteș, Nastasia                          | Datare: Sf.sec.XIX Descoperit: jud. Mureș, com. Ibănești, Ibănești Pădure Dimensiuni: L. oranment 25 cm. Material: lână | Catrință de formă dreptunghiulară, țesută în 4 ițe din lână albastru închis (trup vânăt). La brâu tivită manual. Pe margini vrâste din fire de urzeală roșii și galbene. La poale câmp ornamental realizat din vărgi alternând cu vrâste, alese peste fire și cusute pe dos în motive geometrice și florale cu lânică policromă. Pe margini și la poale feston simplu din lânică policromă în culori alternative. | Muzeul Etnografic, Reghin                                           | Cimec    |
|      | Catrință Autor: Leucă, Lucreția                            | Datare: Sf.sec.XIX Descoperit: jud. Bistrița-Năsăud, com. Teaca, Pinticu Dimensiuni: L. ornament 24 cm. Material: lână, lânică, bumbac, galon de fir, paiete, țesut în 4 ițe, ales peste fire, cusut, feston                                       | Catrință de formă dreptunghiulară țesută în 4 ițe din lână albastru închis (trup vânăt). La brâu tivită manual, se leagă cu baieră țesută din fire de lână mov cu alb, apoi o vrâstă îngustă din fire roșii și verzi. Pe margini vrâste din fire de urzeală roșii, galbene, verzi. La poale câmp ornamental realizat din vărgi simple roșii alese peste fire alternând cu vărgi decorate în motive geometrice cusute pe dos cu bumbac alb și lânică policromă. Pe vărgile roșii sunt cusute paiete, iar celelalte vărgi sunt delimitate de galon de fir auriu. Pe margini galon de fir argintiu, apoi feston simplu din lânică policromă. La poale franjuri din lânică policromă, culori alternative. | Muzeul Etnografic, Reghin                                           | Cimec    |
|      | Catrință Autor: Jeican, Lucreția                           | Datare: Sf.sec.XIX Descoperit: jud. Bistrița-Năsăud, com. Teaca, Pinticu Dimensiuni: L. ornament 22 cm. Material: lână, lânică, bumbac, galon de fir, țesut în 4 ițe, feston, cusut, paiete, mărgele                                               | Catrință de formă dreptunghiulară țesută în 4 ițe din lână albastru închis. La brâu tivită manual, apoi o vrâstă din fire de lână roșii, portocalii, verzi. Pe margini vrâste din fire de urzeală roșii, portocalii, verzi. La poale câmp ornamental realizat din vrâste roșii alese peste fire "în lătunoi" alternând cu vărgi decorate în motive geometrice cusute pe dos cu bumbac alb și lânică policromă. Varga centrală este încadrată de galon de bumbac roșu și fir metalic auriu. Tot câmpul ornamental este presărat cu paiete. Pe margini feston simplu din lânică policromă și galon de fir argintiu, apoi franjuri din lânică policromă în culori alternative. | Muzeul Etnografic, Reghin                                           | Cimec    |
|      | Catrință Autor: Drăguș, Olimpiada                          | Datare: Sf.sec.XIX. Descoperit: jud. Bistrița-Năsăud, com. Teaca, Pinticu Dimensiuni: L. ornament 20.5 cm. Material: lână; bumbac | Catrință de formă dreptunghiulară, țesută în 4 ițe din lână albastru închis (trup vânăt). La brâu tivită manual. Pe margini vrâste din fire de urzeală roșii, portocalii, verzi. La poale câmp ornamental realizat din vărgi roșii alese peste fire "în lătunoi" alternând cu vărgi decorate în motive geometrice cusute pe dos cu bumbac alb și lânică policromă. Pe margini feston simplu din lânică roșie, iar la poale franjuri scurți din lânică policromă și bumbac alb alternativ. | Muzeul Etnografic, Reghin                                           | Cimec    |
|      | Catrință Autor: Drăguș, Olimpiada                          | Datare: Sf.sec.XIX Descoperit: jud. Bistrița-Năsăud, com. Teaca, Pinticu Dimensiuni: L. ornament 22 cm. Material: lână, lânică, bumbac, țesut în 4 ițe, cusut, ales peste fire, feston                                                             | Catrință de formă dreptunghiulară, țesută în 4 ițe din lână albastru închis ("trup vânăt"). La brâu tivită manual. Pe margini vrâste din fire de urzeală roșii, galbene, verzi. La poale câmp ornamental realizat din vărgi simple roșii alese peste fire "în lătunoi" alternând cu vărgi decorate în motive geometrice cusute pe dos cu bumbac alb și lânică policromă. Pe margini feston simplu din lânică roșie iar la poale franjuri din lânică policromă și bumbac alb alternativ. | Muzeul Etnografic, Reghin                                           | Cimec    |
|      | Catrință Autor: Pântea, Ana                                | Datare: Sf.sec.XIX. Descoperit: jud. Bistrița-Năsăud, com. Teaca, Pinticu Dimensiuni: L. ornament 22 cm. Material: lână, lânică, bumbac, galon de fir, țesut în 4 ițe, cusut, feston, paiete                                                       | Catrință de formă dreptunghiulară, țesută în 4 ițe din lână albastru închis ("trup vânăt"). La brâu tivită manual, se leagă cu baieră din fire de lână roșie, albă, mov răsucite și împletite. Pe margini vrâste din fire de urzeală roșii, portocalii, verzi. La poale, câmp ornamental realizat din vrâste și vărgi roșii alese peste fire "în lătunoi" și cusute cu paiete albe cu mărgele, alternând cu vărgi decorate în motive geometrice cusute pe dos cu bumbac alb și lânică policromă. Varga centrală e încadrată de galon de fir argintiu. Pe margini feston simplu din lânică roșie și galon de fir auriu cu paiete colorate. La poale franjuri din lânică policromă în culori alternative. | Muzeul Etnografic, Reghin                                           | Cimec    |
|      | Catrință Autor: Cocolaș, Maria                             | Datare: Sf.sec.XIX Descoperit: jud. Bistrița-Năsăud, com. Teaca, Pinticu Dimensiuni: L. ornament 21 cm. Material: lână, lânică, bumbac, galon de fir, țesut în 4 ițe, cucut, ales peste fire, paiete, feston                                       | Catrință de formă dreptunghiulară, țesută în 4 ițe cu urzeală de lână neagră și băteală de lână mov ("trup vânăt"). La brâu o vargă roșie tivită manual, apoi o vrâstă din fire ciclamen, roz, verzi, pe margini vrâste din fire de urzeală bordo, galbene, albastre. La poale câmp ornamental realizat din vărgi și vrâste mov alese peste fire alternând cu vărgi decorate în motive geometrice cusute pe dos cu bumbac alb și lânică policromă. Varga centrală este încadrată de galon de fir auriu și câte 2 rânduri de paiete cusute cu mărgele. Pe margini feston simplu din lânică roșie și galon de fir argintiu și apoi franjuri din lânică policromă în culori alternative. | Muzeul Etnografic, Reghin                                           | Cimec    |
|      | Catrință Autor: Șoimușan, Ana                              | Datare: Sf.sec.XIX Descoperit: jud. Bistrița-Năsăud, com. Șieuț, Șieuț Material: lână, lânică, bumbac, țesut în 4 ițe, cusut pe dos, ales peste fire, feston                                                                                       | Catrință de formă dreptunghiulară țesută în 4 ițe cu urzeală de bumbac negru și băteală de lână albastru închis ("trup vânăt"). La brâu o vargă roșie tivită manual, apoi o vrâstă din fire policrome. Pe margini vrâste din fire din urzeală roșii și galbene. La poale câmp ornamental realizat din vărgi roșii alese peste fire "în lătunoi" alternând cu vărgi cusute pe dos cu bumbac alb în motive geometrice. Pe margini feston simplu cu lânică policromă, culori alternative. | Muzeul Etnografic, Reghin                                           | Cimec    |
|      | Catrință Autor: Bucilă, Ana                                | Datare: Sf.sec.XIX Descoperit: jud. Bistrița-Năsăud, com. Șieuț, Șieuț Dimensiuni: L. ornament 30 cm. Material: lână, lânică, bumbac, țesut în 4 ițe, cusut, ales peste fire, feston                                                               | Catrință de formă dreptunghiulară țesută în 4 ițe din lână albastru închis ("trup vânăt"). La brâu o vargă roșie tivită manual, apoi o vrâstă în motive geometrice din fire de lână policromă. Pe margini vrâste din fire de urzeală roșii și galbene. La poale câmp ornamental realizat din vărgi decorate în motive geometrice cusute pe dos cu bumbac alb și lânică policromă alternând cu vărgi roșii alese peste fire "în lătunoi". Pe margini feston simplu cu lânică roșie, iar la poale cu lânică policromă și bumbac alb alternativ. | Muzeul Etnografic, Reghin                                           | Cimec    |
|      | Furcă de tors                                              | Datare: 1/4 sec.XX Descoperit: jud. Mureș, com. Hodac, Hodac Material: lemn | Din punct de vedere morfologic, este o furcă de tip poliedric cu tijă lungă. Este cioplită în lemn, fiind ornamentată cu motive decorative geometrice cum sunt: liniile, zig-zag, dinți de lup, triunghiuri, romburi, cruce, dispuse în mai multe registre. | Muzeul Etnografic, Reghin                                           | Cimec    |
|      | Furcă de tors                                              | Datare: 1/4 sec.XX Descoperit: jud. Mureș, com. Hodac, Hodac Material: lemn | Din punct de vedere morfologic este o furcă de tip poliedric cu tijă lungă. Este cioplită în lemn, fiind ornamentată cu motive decorative geometrice și antropomorfe, întreaga ornamentație fiind dispusă pe mai multe registre. Din ornamentică, amintim următoarele motive decorative: linii, dinți de lup, figuri umane stilizate. | Muzeul Etnografic, Reghin                                           | Cimec    |
|      | Furcă de tors                                              | Datare: A doua jum. a sec.XX Descoperit: jud. Mureș, com. Hodac, Hodac Material: lemn de brad, lucrat de mână; sculptat, incizat | Unealtă de lemn folosită la torsul lânii. Din punct de vedere morfologic este o furcă de tip poliedric cu tijă lungă. Este cioplită în lemn, fiind ornamentată cu motive decorative geometrice. Ornamentația este împărțită în registre, doar trei din cele patru fețe ale furcii fiind decorate. Motivele care apar în ornamentație sunt: linii, linii întretăiate (x), linii în zig-zag, dintele de lup. | Muzeul Etnografic, Reghin                                           | Cimec    |
|      | Furcă de tors                                              | Datare: A doua jum. a sec.XX Descoperit: jud. Mureș, com. Hodac, Hodac Material: lemn de brad, lucrat de mână; sculptat, incizat | | Muzeul Etnografic, Reghin                                           | Cimec    |
|      | Furcă de tors                                              | Datare: 1/4 sec.XX Descoperit: jud. Mureș, com. Hodac, Hodac Material: lemn de fag; sculptat, lucrat de mână, incizat | Din punct de vedere morfologic este o furcă de tip poliedric cu tija lungă. Este cioplită în lemn, fiind ornamentată cu motive geometrice și astrale. Ornamentația este grupată pe registre care apar pe toate cele patru fețe ale furcii. Motivele decorative prezente sunt: liniile simple, zig-zag, pătrat, triunghi, cerc ("ochi"), motivul solar, crucea. Are o inscripție cu numele meșterului: PETRA IOAN. | Muzeul Etnografic, Reghin                                           | Cimec    |
|      | Furcă de tors                                              | Datare: Sf.sec.XIX Descoperit: jud. Mureș, com. Hodac, Hodac Material: lemn, sculptat, incizat | Din punct de vedere morfologic este o furcă de tip poliedric cu tija lungă. Este cioplită în lemn, fiind ornamentată cu motive geometrice împărțite în mai multe registre. Cele mai des întâlnite motive decorative sunt: linii, romburi, triunghiuri, dinți de lup, cercuri concentrice. | Muzeul Etnografic, Reghin                                           | Cimec    |
|      | Furcă de tors Autor: Grama, Dumitru                        | Datare: 1887 Descoperit: jud. Mureș, com. Beica de Jos, Șerbeni Dimensiuni: Lungime talpă: 40 cm. Material: lemn | Din punct de vedere morfologic este o furcă cu tijă poliedrică și talpă. Tija este ornamentată, registrele în care este dispusă ornamentația acoperind în special partea inferioară a tijei. Motive decorative: motive vegetale, motivul crucii, frunze, linii, zig-zag, romburi, triunghiuri, pătrate, cercuri. Pe tijă apare următoarea inscripție: GD 1887. | Muzeul Etnografic, Reghin                                           | Cimec    |
|      | Furcă de tors Autor: Grama, Pavel                          | Datare: 1/4 sec.XX Descoperit: jud. Mureș, com. Beica de Jos, Șerbeni Material: lemn | Din punct de vedere morfologic este o furcă de tip poliedric cu tija lungă. Este cioplită în lemn, fiind decorată cu motive geometrice - linii și romburi - și motive vegetale - frunze. Decorația este realizată pe mai multe registre, acoperind toate cele patru fețe ale furcii. Registrele au ornamentica îmbinată - motive vegetale și geometrice - fiind despărțite de registre mai scurte, decorate cu linii. | Muzeul Etnografic, Reghin                                           | Cimec    |
|      | Furcă de tors Autor: Scridon, Petra                        | Datare: Încep.sec.XX Descoperit: jud. Mureș, com. Beica de Jos, Șerbeni Material: lemn | Din punct de vedere morfologic este o furcă de tip poliedric cu tijă lungă. Este cioplită în lemn, decorația fiind realizată cu ajutorul motivelor ornamentale geometrizante. Toată ornamentația este împărțită în registre, alternând registrul realizat din linii cu cel realizat din motive geometrizante. Motive decorative: linii, zig-zag, frunze, dintele de lup. Decorul este prezent pe toate cele patru fețe ale furcii. Motivele ornamentale sunt completate cu nuanțe de roșu și negru. | Muzeul Etnografic, Reghin                                           | Cimec    |
|      | Furcă de tors Autor: Grama, Vasile                         | Datare: Încep.sec.XX Descoperit: jud. Mureș, com. Chiheru de Jos, Urisiu de Jos Material: lemn | Din punct de vedere morfologic este o furcă de tip poledric cu tijă lungă. Este cioplită în lemn, fiind ornamentată cu motive decorative fitomorfe și geometrice care sunt dispuse pe mai multe registre, alternând cele geometrice cu cele fitomorfe. Cele mai frecvente motive decorative sunt: liniile, frunze, dintele de lup. | Muzeul Etnografic, Reghin                                           | Cimec    |
|      | Furcă de tors Autor: Grama, Vasile                         | Datare: Încep.sec.XX Descoperit: jud. Mureș, com. Chiheru de Jos, Urisiu de Jos Material: lemn | Din punct de vedere morfologic este o furcă de tip poliedric cu tijă lungă. Este cioplită în lemn, decorul fiind realizat prin încrustare și incizare. Ornamentația este realizată cu motive geometrice fitomorfe și astrale, care sunt împărțite în registre care acoperă toate cele patru fețe ale furcii. Principalele motive decorative sunt: linii, triughiuri, dintele de lup, frunze, rozete. | Muzeul Etnografic, Reghin                                           | Cimec    |
|      | Furcă de tors Autor: Grama, Aron                           | Datare: 1914 Descoperit: jud. Mureș, com. Chiheru de Jos, Urisiu de Jos Material: lemn | | Muzeul Etnografic, Reghin                                           | Cimec    |
|      | Furcă de tors Autor: Tofolean, Ioan                        | Datare: Încep.sec.XX Descoperit: jud. Mureș, com. Chiheru de Jos, Urisiu de Jos Material: lemn | Din punct de vedere morfologic este o furcă de tip poliedric cu tija lungă. Este cioplită în lemn, fiind ornamentată cu motive decorative geometrice, vegetale și astrale dispuse pe mai multe registre. Motive decorative întâlnite: linii, dintele de lup, frunze, flori, pomul vieții, rozeta solară. Pe tijă are următoarea inscripție: Tofolean Ion. | Muzeul Etnografic, Reghin                                           | Cimec    |
|      | Furcă de tors Autor: Grama, Gheorghe                       | Datare: Înc.sec.XX Descoperit: jud. Mureș, com. Chiheru de Jos, Urisiu de Jos Material: lemn | Din punct de vedere morfologic este o furcă simplă cu tijă lungă. Este cioplită în lemn, fiind ornamentată cu motive decorative geometrice și vegetale, dispuse pe mai multe registre. Dintre motivele decorative amintim: linii, romburi, triunghiuri, dreptungiuri, frunze, flori, lalea. Pe tijă are următoarea inscripție: KRISTOF BERNAT. | Muzeul Etnografic, Reghin                                           | Cimec    |
|      | Furcă de tors                                              | Datare: 1914 Descoperit: jud. Mureș, com. Ibănești, Ibănești Material: lemn | Din punct de vedere morfologic est eo furcă de tors cu tijă lungă fixată într-o mică talpă. Este cioplită în lemn cu motive ornamentale geometrice și florale. Ornamentație: dintele de lup, zig-zag. Are următoarea inscripție: V 5 - DEZEMB. 1914 / VAZILIE FĂRCAZ / POP VĂRIS. | Muzeul Etnografic, Reghin                                           | Cimec    |
|      | Furcă de tors                                              | Datare: 1920 Descoperit: jud. Mureș, com. Ibănești, Ibănești Material: lemn | Din punct de vedere morfologic este o furcă de tors poliedrică cu tija lungă. Este cioplită în lemn cu motive motive ornamentale, geometrice și florale. Ornamente: dintele de lup, crucea, zig-zag. Are următoarea inscripție: FEIER FLOAREA NĂSCUTĂ - ÎN - ANUL 1920. | Muzeul Etnografic, Reghin                                           | Cimec    |
|      | Sfântul Dimitrie                                           | Datare: 2/2 sec. XIX Descoperit: jud. Sibiu, com. Miercurea Sibiului, Dobârca Dimensiuni: Rama: 32x27,4 cm Material: glajă; lemn; pictat tempera; foiță de aur; înrămat; încheiat în cuie de fier                                                  | Icoana îi reprezintă pe Sfântul Dimitrie, călare, îmbrăcat în costum de cavaler medieval foiță de aur, tânăr cu păr ondulat scurt, pe umeri pelerina în vânt de culoare verde, pantaloni cărămizii, în mâna dreaptă o sabie, în stânga ține harnașamentul calului din foiță de aur; în luptă cu un cavaler cu mustață, înarmat cu o suliță și o coasă. Icoană are două registre - registrul superior foiță de aur, iar registrul de jos reprezentând pământul în culoare verde și maro deschis, în fundal decor arhitectural - Biserica. Cromatica: verde, auriu. Rama frumos decorată în verde și roșu. | Muzeul de Istorie, Sighișoara                                       | Cimec    |
|      | Sfântul Haralambie                                         | Datare: 2/2 sec. XIX Descoperit: jud. Brașov, com. Cața, Paloș Dimensiuni: Rama: 50,5x46 cm Material: pictat pe dosul sticlei; pictat tempera; izvod; foiță de aur; înrămat; încheiat în cuie de fier                                              | În centrul picturii Sfântul Haralambie, în picioare cu nimb de aur, plete și barbă albe, pe cap are mitra episcopală, înveșmântat cu stihar roșu-cărămiziu, cu patrafir aurit cu cruci, cu mâna dreaptă binecuvântează, în stânga are o cruce cu capăt aurit. La picioare - ciuma sub reprezentată antropomorf, cu corpul din foiță de aur, cu puncte negre. Sfântul Haralambie are un decor arhitectural cu linii șerpuitoare și deasupra boltei - motive florale: lalele. Fondul picturii este verde, iar partea de sus este albastră cu steluțe albe. De o parte și de alta este o inscripție cu litere chirilice de culoare neagră. De asemenea de o parte și de alta a Sfântului Haralambie sunt pictate două lalele mari. | Muzeul de Istorie, Sighișoara                                       | Cimec    |
|      | Maica Domnului cu Pruncul - Împărătița                     | Datare: Sf. sec. XVIII - înc. sec. XIX Descoperit: jud. Sibiu Dimensiuni: Rama: 45x38,7 cm Material: glajă; lemn; încheiat în cuie de lemn; înrămat; tempera pe sticlă                                                                             | Icoana este dominată de culorile gri-cenușiu și verde deschis, punctat de albul chipurilor și dungi negre. Maica Domnului cu nimb mare, coroana maforion verde deschis, steluță în creștet și pe umeri pelerină în falduri, ține pe genunchi, pe lisus în picioare, nimb segmentat veșmânt verde deshis cu mâna dreaptă binecuvântează, în stânga ține o carte, speteaza tronului cu motiv de linii negre ce se întretaie. Sus în colțuri doi heruvimi cu aripi verzi. De o parte și de alta a capului Mariei litere negre chirilice. | Muzeul de Istorie, Sighișoara                                       | Cimec    |
|      | Sfântul Arhanghel Mihail Autor: Popp Ioan din Făgăraș      | Datare: Mijl. sec. XIX Descoperit: jud. Sibiu, com. Ațel, Dupuș Dimensiuni: Rama: 45,4x39,7 cm Material: glajă; lemn; pictat tempera; foiță de aur; înrămat; încheiat în cuie de fier                                                              | Pe un fond de nori albi cu puternice contururi negre și roșu-cărămiziu, arhanghelul este în picioare, cu nimb mare din foiță de aur, bucle castanii, aripi mari galben-muștar cu o bogată rețea de dungi negre și roșu-cărămiziu, în costum de cavaler, cămașa la fel cu aripile, o platoșă argintie la piept cu o pafta în formă de floare. Peste umărul drept o pelerină roșie-cărămizie cu dungi negre și albe, pantaloni gri-albastru fumuriu, băgați în cizme de culoare galben-muștar. În mâna dreaptă ține o balanță verde-oliv, iar în cealaltă o sabie din foiță de aur. Icoana pe margine are un decor de perdele, formate din semicercuri roșii-cărămizii, conturate cu negru și dungi albe. Fondul picturii este albastru ceruleum, cu ornamente rozete formate dintr-un punct roșu și restul albe. În partea de sus este inscripția cu litere de culoare roșie în caracter chiliric. De remarcat tratarea chipului cu roz și umbre gri la baza gâtului. | Muzeul de Istorie, Sighișoara                                       | Cimec    |
|      | Sfânta Treime                                              | Datare: 3/4 sec. XIX Descoperit: jud. Brașov, com. Cața, Paloș Material: glajă; lemn; tempera pe sticlă; foiță de aur; înrămat; încheiat în cuie de fier                                                                                           | Trei personaje: în dreapta Dumnezeu Tatăl - un bărbat bătrân, păr și barbă albă, nimb aureolă triunghiulară, foiță de aur cu trei litere negre caracter chirilic, veșmânt ocru cu dungi negre, în mâna stânga ține globul pământesc, iar cu mâna dreaptă ține o coroană de aur, în stânga lisus bărbat tânăr cu plete și barbă castanie, aureolă rotundă aurie cu litere negre chirilice. Cu mâna stângă pe spate ține crucea, foiță de aur, cu dreapta ține coroana deasupra Mariei. Maria tânără cu aureolă foiță de aur, maforion ocru, veșmânt maro, mâinile împreunate la piept. Deasupra personajelor Sfântul Duh simbolizat printr-un porumbel cu aureolă aurie și raze. În colțul drept și stâng, nori albi cu albastru pe margine. Fondul picturii verde-oliv, la mijloc inscripție cu litere chirilice negre. | Muzeul de Istorie, Sighișoara                                       | Cimec    |
|      | Învierea lui Iisus                                         | Datare: 1/2 sec. XIX Descoperit: jud. Sibiu, com. Brădeni, Retiș Material: glajă; lemn; tempera pe sticlă; foiță de aur; înrămat; încheiat în cuie de fier                                                                                         | Trei personaje, în centru lisus ieșind din mormânt, în picioare, tânăr cu plete și barbă negre, nimb auriu cu litere negre, cu mâna stângă binecuvântează, iar în dreapta ține un steag carmin și verde, cu ciucuri galbeni, are un veșmânt în falduri, la brâu verde, pe umeri o manta verde. În dreapta un înger ce ridică piatra de pe mormânt, gri cu margini aurii. Lângă mormânt doi soldați, unul dormind în partea de jos a icoanei, ținând în dreapta o suliță, pe cap coif, veșmânt carmin și verde. În partea stângă alt soldat trezindu-se în fața minunii, cu mâna stângă arată spre lisus în dreapta ținând o suliță, veșmânt asemănător cu al celuilalt soldat. Fondul albastru indigo, inscripție sus cu litere negre și caractere chirilice. Chenarul maro cu motive globulare și în partea de sus o bandă albă. | Muzeul de Istorie, Sighișoara                                       | Cimec    |
|      | Maica Domnului Îndoliată                                   | Datare: 2/2 sec. XIX Descoperit: jud. Brașov, com. Cața, Paloș Dimensiuni: Rama: 45,4x40 cm Material: glajă; lemn; tempera pe sticlă; foiță de aur; înrămat; încheiat în cuie de fier                                                              | Fecioara Maria cu mâinile împreunate, păr castaniu. Maforionul negru, pe margine cu motive populare negre cu foiță de aur. Nimbul sub formă de raze, ocru, alb, galben, negru. Interiorul maforionului albastru cu motive decorative șerpuitoare: albe, negre cu linii ocru. În colțul stâng, jos, lisus răstignit, acoperit cu veșmânt ocru în falduri, păr castaniu, coroana cu spini, fota de aur, nimb foiță de aur, pe nimb litere negre cu caracter chirilic. Crucea cu foiță de aur cu litere negre chirilice. De o parte și de alta a lui lisus motive florale, trandfiri ocru cu frunze verzi cu dungi albe. În spatele crucii elemente de arhitectură probabil o biserică cu acoperiș ocru, fațada albă și patru geamuri. Sus în colțul stâng lehova, bătrân cu păr și barbă albe, nimb triunghiular, pe nimb inscripție cu litere chirilice, veșmânt ocru în falduri cu mâna stânga îndreptată spre Maria. Fondul picturii verde-oliv cu stele alb-ocru. Nuanța umbrelor pe figură alb-gri. | Muzeul de Istorie, Sighișoara                                       | Cimec    |
|      | Sfântul Ilie Prooroc                                       | Datare: 2/2 sec. XIX Descoperit: jud. Brașov, com. Cața, Paloș Dimensiuni: Rama: 44x40 cm Material: glajă; lemn; tempera pe sticlă; foiță de aur; înrămat; încheiat în cuie de fier                                                                | În icoană sunt prezentate patru personaje. Sus pe un fond de nori albi este un înger cu plete castanii, nimb foiță de aur, veșmânt ocru, aripi ocru și galben, ține în mâini o coroniță din foiță de aur. La mijloc înconjurat de un decor de nori albi, gri, trăsura cu llie Prooroc trasă de doi cai ocru înaripați cu foiță de aur, în galop. Trăsura ca și veșmântul lui llie Prooroc este ocru cu margini din foiță de aur, ca și roțile. În trăsură șade llie care are plete și barbă albe, nimb din foiță de aur, iar cu mâna dreaptă ține hamurile din foiță de aur și are picioarele goale. Harnașamentul cailor este tot din foiță de aur. Jos pe fond verde cu flori ocru, Adam ară cu un plug tras de doi boi mari și albi. Plugul este din foiță de aur, Adam are plete castanii, cămașa ocru, veșmânt alb, brâu din foiță de aur. Lângă el, în partea dreaptă a icoanei este Elisei, cu nimb din aur, plete castanii, veșmânt ocru cu alb, brâu din aur cu motive în spirale, ține deasupra capului un obiect neidentificabil din foiță de aur. Fondul picturii este albastru și verde. În partea de sus într-un chenar cu motive în spirală este o inscripție cu litere negre chilirice. | Muzeul de Istorie, Sighișoara                                       | Cimec    |
|      | Tăierea capului Sfântului Ioan Botezătorul                 | Datare: 1/2 sec. XIX Descoperit: jud. Mureș Dimensiuni: Rama: 39x28 cm Material: glajă; lemn; tempera pe sticlă; foiță de aur; înrămat; încheiat în cuie de fier                                                                                   | Icoana are prezentate cinci personaje; în partea de jos pe un fond ocru-alb cu motive simbolice de vegetale cu linii negre este corpul sfântului loan Botezătorul, fără cap, cu mâinile desfăcute. Trupul este înveșmântat în haină de culoare albastră cu dungi albe și bustieră de culoare verde și ocru. În centrul icoanei un apostol ține capul Sfântului loan Botezătorul, care are plete și barbă negre, cu ochii închiși, pe o farfurie verde. Apostolul are plete negre cu nimb din foiță de aur, cămașă verde, veșmânt ocru cu margine din foiță. În partea dreaptă a icoanei este un alt apostol care are mitră pe cap, nimb din foiță de aur, barba neagră, păr alb, veșmânt ocru cu verde pe margine foiță de aur. Lângă el se află o femeie, probabil Maria, cu nimb din foiță de aur, maforion verde, veșmânt ocru cu dungi albe, partea de jos este verde cu motive florale negre. În partea stângă se află un alt apostol cu mitră de culoare ocru, pe cap, cu nimb din foiță de aur, cu păr și mustăți negre îmbrăcat cu cămașă și pantaloni de culoare verde, cu pelerină largă, ocru, încălțat cu cizme negre, în mâna stângă ține o sabie din foiță de aur. În registrul superior, delimitat de o ghirlandă stilizată sunt două capete de îngeri cu nimb din foiță de aur. Fondul picturii este albastru, alb și galben-muștar. Icoana are un chenar cu motive vegetale stilizate de culoare verde și ocru.                                                                  | Muzeul de Istorie, Sighișoara                                       | Cimec    |
|      | Îngroparea                                                 | Datare: 1/2 sec. XIX Descoperit: jud. Mureș, com. Nadeș Dimensiuni: Rama: 38,5x28,3 cm Material: glajă; lemn; tempera pe sticlă; foiță de aur; înrămat; încheiat în cuie de fier                                                                   | Icoana prezintă patru personaje: lisus cu plete negre, barbă, nimb din foiță de aur, întins pe o suprafață de culoare galben-oranj, cu mâinile pe piept, seminud cu o bucată de material de culoare verde-oliv înfășurat în jurul coapselor. Lângă el se află Fecioara Maria, cu aureolă din foiță de aur, maforion verde-oliv, veșmânt roșu-corai, cu dungi albe și negre, cu mâneci verzi, cu palmele depărtate de corp. În dreapta Mariei, losif cu aureolă din foiță de aur, cu plete negre, veșmânt de culoare roșu-corai, cu mâinile pe piept încrucișate. În stânga se află Nicodim cu plete negre, cu nimb cu foiță din aur, cu veșmânt roșu-corai, mâneci verzi cu o mână pe piept. În registrul inferior al icoanei este pictat un dreptunghi cu dungi de culoare corai cu rol de catafalc. În registrul superior în spatele personajelor este o cruce mare de culoare cărămizie. Compoziția este încadrată de două flori mari conturate cu alb, având petalele maro deschis. Fondul picturii este maro-galben-portocaliu și foiță de aur. De-o parte și de alta crucii este o inscripție în slavonă cu litere de culoare neagră. | Muzeul de Istorie, Sighișoara                                       | Cimec    |
|      | Botezul Domnului                                           | Datare: 1/2 sec. XIX Dimensiuni: Rama: 30,6x23,8 cm Material: glajă; lemn; tempera pe sticlă; foiță de aur; înrămat; încheiat în cuie de fier | Icoana prezintă trei personaje - lisus, Sfântul loan Botezătorul și îngerul. În partea dreaptă a icoanei, Sfântul loan Botezătorul în picioare, plete castanii și barbă, aureola foiță de aur, pelerina ocru cu manșete verzi la mâneci. Mâna dreaptă o are deasupra capului lui lisus, în cea stângă ține o cruce mică neagră. Stă pe o piatră pe marginea râului. În centru lisus tânăr cu plete și barbă castanie, în picioare în apele râului, aureolă aurie, seminud, acoperit cu veșmânt verde-oliv, mâinile încrucișate pe piept. Pe aureolă litere negre caracter chirilic HWO. În partea stângă în genunchi îngerul, tânăr cu plete castanii, cu aureolă foiță de aur, aripi mari verzi, veșmânt ocru, mâneci verzi. Ține în mâini ștergarul alb-gri cu dungi negre. Deasupra într-un decor de nori, Sfântul Duh sub formă de porumbel, verde-oliv. Fondul picturii albastru, al compoziției galben, albastru de Prusia și alb-gri. Compoziția încadrată de un chenar maro deschis cu motive vegetale în formă de funie răsucită albă. Inscripția cu litere negre, caractere chirilice. Perspectivă liniară. | Muzeul de Istorie, Sighișoara                                       | Cimec    |
|      | Sfântul Ilie Prooroc                                       | Datare: 1/2 sec. XIX Descoperit: jud. Sibiu, com. Iacobeni Dimensiuni: Rama: 30x25,5 cm Material: glajă; lemn; tempera pe sticlă; foiță de aur; înrămat; încheiat în cuie de fier                                                                  | Icoana îi reprezintă pe Sfântul llie Prooroc într-o trăsură trasă de doi cai în galop. Are plete și barbă neagră, nimb din foiță de aur. Cu mâna stângă ține hamul cu ciucure din foiță de aur. Veșmântul este de culoare ocru pal, la gât foiță de aur, mâneci largi (la mâneca stângă se vede manșeta de culoare verde).Trăsura cu spatele și fața verde are două roți, una mai mare, cea din stânga cu verde pe margine și în mijloc cu ocru, și una mai mică, cea din dreapta. Între roți este foiță de aur ce reprezintă partea de jos a trăsurii. Caii sunt de culoare ocru cu harnașament negru, peste ei o suprafață verde cu dungi negre. În registrul inferior al compoziției este decorat cu un strat de nori de formă globulară de culoare gri-alb, conturați cu negru. Fondul compoziției este galben-portocaliu încadrat de un chenar de culoare galben pal în formă de funie răsucită. Partea inferioară a picturii este delimitată în dreapta și stânga de o succesiune de linii de aceeași culoare ca și chenarul, care pornesc dintr-un semicerc verde. | Muzeul de Istorie, Sighișoara                                       | Cimec    |
|      | Sfânta Paraschiva                                          | Datare: 1/2 sec. XIX Descoperit: jud. Sibiu, com. Copșa Mică Dimensiuni: Rama: 26,5x22 cm Material: glajă; lemn; tempera pe sticlă; foiță de aur; înrămat; încheiat în cuie de fier                                                                | Sfânta Paraschiva tânără cu plete negre, nimb auriu, coroană pe cap, formată din trei părți; una ocru, două verzi - guler, foiță de aur, veșmânt verde-oliv partea de sus, partea de jos alb cu dungi gri negre, galbene, ocru, mâneci verzi cu volane galbene. Pe umeri pelerină ocru în falduri. De o parte și de alta a personajului motive de frunze verzi cu ocru, sus pe o bandă albă litere negre, caracter chirilic. Fondul picturii două culori galben și albastru ceruleum. | Muzeul de Istorie, Sighișoara                                       | Cimec    |
|      | Sfinții Constantin și Elena                                | Datare: 2/2 sec. XIX Descoperit: jud. Mureș, com. Mihăileni, Metis Dimensiuni: Rama: 29,7x24,5 cm Material: glajă; lemn; tempera pe sticlă; foiță de aur; înrămat; încheiat în cuie de fier                                                        | Două personaje: Împărații Constantin și Elena. În partea dreaptă a icoanei împărăteasa Elena cu mâna dreaptă pe cruce și cu stânga la piept. Pe cap coroană ocru și verde, aureolă foiță de aur și maforion verde-oliv. Pe umeri pelerină ocru. În partea stângă împăratul Constantin cu mâna stângă ținând crucea și cu cea dreaptă la piept. Pe cap coroană ocru-verde aureolă foiță de aur - plete negre. Veșmânt verde-oliv cu dungi albe, pe umeri pelerină ocru. La mijloc crucea aurită pe un soclu de piatră alb. De o parte și de alta a crucii inscripția cu litere negre, caractere chirilice. Compoziția este încadrată de un chenar semicircular roșu închis cu motive în spirală albe. Fondul compoziției albastru închis la mijloc roșu închis. | Muzeul de Istorie, Sighișoara                                       | Cimec    |
|      | Fecioara cu Pruncul                                        | Datare: 1/2 sec. XIX Descoperit: jud. Mureș, com. Mihăileni, Metis Dimensiuni: Rama: 27,3x22,5 cm Material: glajă; lemn; tempera pe sticlă; foiță de aur; înrămat; încheiat în cuie de fier                                                        | Fecioara Maria cu nimb foiță de aur, pe nimb motive florale ocru, alb, verde, așezate pe o spirală neagră. Maria în maforion ocru, interior verde, mâneci verzi, la gât foiță de aur, rochia albastră, vopsea greu vizibilă. Pe brațul stâng ține pe lisus copil, plete negre nimb foiță de aur și pe nimb litere chirilice HWO. Cu mâna dreaptă Maria arată spre pruncul lisus. lisus desculț, cu mâna dreaptă binecuvântează, îmbrăcat în veșmânt galben cu margine ocru. Personajele au ca fond foiță de aur pe care sunt litere negre caracter chirilic. Fondul picturii ocru, de jur împrejur cu motive vegetale albe în formă de funie răsucită. | Muzeul de Istorie, Sighișoara                                       | Cimec    |
|      | Înălțarea lui Iisus                                        | Datare: Mijl. sec. XIX Descoperit: jud. Sibiu Material: glajă; lemn; tempera pe sticlă; foiță de aur; înrămat; încheiat în cuie de fier | Icoana are șapte personaje. În centru Maria cu mâinile la piept și palmele în față, are aureolă din foiță de aur, maforion și rochie verde, iar pelerina este de culoare ocru. În registrul superior sunt doi îngeri cu aripi mari de culoare verde, haina scurtă ocru, pantaloni verzi, cu aureolă din foiță de aur, cel din dreapta Mariei arată cu degetul în sus la lisus care se înalță spre cer. În partea dreaptă a icoanei alți sfinți, apostoli, unul îngenunchiat cu mâna stângă arătând în sus, veșmânt ocru, aureolă din foiță de aur, în spatele lui un alt apostol cu păr alb și barbă albă, aureolă din foiță de aur cu privirea îndreptată spre cer. În spatele lui se văd doar nimburile celorlalți apostoli. În stânga icoanei un apostol îngenunchiat cu degetul de la mâna stângă arată spre cer, iar cealaltă o are departe de corp. Aureola este aurie ca și veșmântul. În spatele lui se află un alt apostol cu aureola aurie, plete și barbă albă, veșmânt ocru și auriu cu privirea la îngerul care arată cu degetul spre cer de unde lisus binecuvântează. | Muzeul de Istorie, Sighișoara                                       | Cimec    |
|      | Adam și Eva - Pomul Raiului                                | Datare: Sf. sec. XVIII - înc. sec. XIX Dimensiuni: Rama: 27,2x21,5 cm Material: glajă; lemn; tempera pe sticlă; foiță de aur; înrămat; încheiat în cuie de fier                                                                                    | Pomul Raiului este cu trunchi de culoare ocru, frunze verzi și ocru și mere roșii ocru. Pe trunchi se urcă șarpele de culoare verde. În partea dreaptă se află Eva, cu plete lungi negre, seminud, cu veșmânt verde cu dungi negre. Eva are mâna dreaptă ridicată spre pom. Adam se află în partea stângă, are plete lungi negre, seminud, cu veșmânt verde cu dungi negre. Pe partea Evei într-un cerc este Luna, iar pe partea lui Adam este Soarele cu nimb din foiță de aur. Compoziția este cuprinsă într-un semicerc delimitat de o linie neagră. Fondul compoziției este în două culori: la pom fond foiță de aur, iar în partea de jos a pomului albastru ceruleum - culoare căzută parțial. De la semicerc, în partea dreaptă sus și respectiv stânga două motive vegetale - frunze verde-oliv cu dungi negre. Fondul picturii este ocru. | Muzeul de Istorie, Sighișoara                                       | Cimec    |
|      | Iisus cu vița de vie                                       | Datare: Mijl. sec. XIX Descoperit: jud. Sibiu Dimensiuni: Rama: 32,2x27,3 cm Material: glajă; lemn; tempera pe sticlă; foiță de aur; înrămat; încheiat în cuie de fier                                                                             | Icoana cu un singur personaj, lisus șezând pe o bancă fond albastru ceruleum, partea de jos albastru închis, verde închis. Tânăr cu plete castanii și barbă, nimb cu foiță de aur, seminud, veșmânt în falduri prins într-o fundă la spate de culoare roșie corai. Corpul frumos tratat alb cu umbre gri, mâinile strâng un ciorchine de strugure cu boabe de foiță de aur deasupra unui potir mare din aur cu suport aur și roșu. Din coasta lui lisus în partea stângă a icoanei crește viță-de-vie cu frunze mari verde deschis și ciorchine foiță de aur; vița se încolăcește pe o cruce mare din spatele personajului, de culoare roșu corai. Sus vârful crucii de forma unui papirus desfăcut. Pe fondul alb literele negre: I.H.B.I. De o parte și de alta a crucii inscripție cu litere negre cu caracter chirilic: Isus. Compoziția are un chenar foiță de aur cu dungi maro. Fondul compoziției - foiță de aur. De remarcat tratarea chipului ușor încruntat-concentrat, cu umbre roz și maro deasupra pleoapelor. | Muzeul de Istorie, Sighișoara                                       | Cimec    |
|      | Arhanghelii Mihail și Gavril                               | Datare: Sf. sec. XIX Descoperit: jud. Sibiu, com. Brateiu Dimensiuni: Rama: 46x41 cm Material: lemn; pictat pe dosul sticlei; pictat tempera; foiță de aur; înrămat; încheiat în cuie de fier                                                      | Două personaje: în dreapta icoanei arhanghelul Gavril, tânăr cu plete castanii, nimb foiță de aur, aripi mari albastru cu galben și dungi albe. Veșmântul auriu cu margine galbenă, fustă și mâneci albastru cu dungi albe, pantaloni roz-mov introduși în cizme verzi cu margine galbenă, cu mâna dreaptă sprijină globul pământesc, iar cu stânga ține o sabie aurită. Arhanghelul Mihail, tânăr, aureolă aurie, plete castanii, aripi mari albastre cu galben și linii roșii, veșmânt albastru cu dungi albe, margine galbenă cu dungi negre, pe umeri pelerină mare ocru cu dungi negre, cu mâna stângă ține globul pământesc, iar în dreapta ține o crenguță cu frunze din foiță de aur. Globul pământesc de culoare mov-roz-foiță de aur și cruce-foiță de aur acoperită cu o față de masă albastră cu dungi ocru și cercuri ocru, în partea de sus, într-un decor de nori albi-albaștri, într-un triunghi cu margine ocru un ochi. În colțurile de sus trandafiri ocru, sub ei inscripție cu litere negre caractere chirilice. Fondul picturii verde. | Muzeul de Istorie, Sighișoara                                       | Cimec    |
|      | Buna Vestire                                               | Datare: Sf. sec. XVIII - înc. sec. XIX Descoperit: jud. Sibiu Dimensiuni: Rama: 30,8x25,5 cm Material: glajă; lemn; tempera pe sticlă; foiță de aur; înrămat; încheiat în cuie de fier                                                             | Icoana prezintă două personaje: în partea dreaptă a icoanei Maria cu nimb foiță de aur, cu maforion cărămiziu, rochie albastră, cu mâinile pe piept; în partea stângă este îngerul care îi vestește că vor avea un prunc, cu nimb din foiță de aur pelerină verde pe umeri, veșmânt ocru și aripi mari pe spate. În colțul stâng din partea de sus un porumbel în zbor, iar în partea de sus dreapta arhitectură - clădire cu coloană, fereastră boltită. Între cele două personaje o inscripție cu caractere chirilice de culoare neagră și o carte deschisă pe o masă. Registrul inferior: pavimentul desenat în formă de carouri de culoare ocru, muștar, cărămiziu, delimitate prin linii negre. | Muzeul de Istorie, Sighișoara                                       | Cimec    |
|      | Tăierea împrejur                                           | Datare: Înc. sec. XIX Descoperit: jud. Mureș, com. Lupșa Dimensiuni: Rama: 27,5x22,4 cm Material: glajă; lemn; tempera pe sticlă; foiță de aur; înrămat; încheiat în cuie de fier                                                                  | Trei personaje și lisus mic, cu plete negre și nimb de aur, așezat pe un pat înalt cu picioare verzi-oliv, o parte gri cu alb, partea de jos maro siena arsă. În partea dreaptă a icoanei marele preot cu mâna dreaptă îndreptată spre lisus, în stânga ține un cuțit foiță de aur, operează circumciziunea, poartă bonetă specifică cu două coarne, veșmânt lung în falduri, cărămiziu. De partea cealaltă a mesei un sfânt cu nimb de aur, veșmânt cărămiziu, cu dreapta îndreptată spre lisus, lângă el Maria cu nimb de aur, capul acoperit cu maforion cărămiziu, verde rochia verde-cărămiziu. În colțul superior stâng draperie albă. Icoana are chenar cu motive de funie răsucită ce înconjoară scena ca un arc de triumf. Compoziția are în partea de sus culoarea verde-oliv cu inscripția de culoare neagră cu caractere chirilice. Fondul picturii este albastru. | Muzeul de Istorie, Sighișoara                                       | Cimec    |
|      | Nașterea lui Iisus                                         | Datare: Înc. sec. XIX Descoperit: jud. Sibiu, com. Iacobeni, Noiștat Dimensiuni: Rama: 28,2x25,5 cm Material: lemn; pictat pe dosul sticlei; pictat tempera; foiță de aur; înrămat; încheiat în cuie de fier                                       | Icoana prezintă trei personaje: lisus prunc, Fecioara Maria și unul dintre magi. lisus prunc cu nimb de aur, înfășat cu veșmânt ocru verde pe fond auriu, așezat într-un leagăn învelit cu un cearceaf alb, al cărui capăt îi ține Maria cu mâna dreaptă. Fecioara Maria, nimb foiță de aur, veșmânt ocru, mâneci verzi, partea de jos maro deschis, brâu de aur, se uită la pruncul lisus. Magul în picioare, nimb de aur, veșmânt maro și ocru, mâneci verzi, mâna stânga ținută pe piept în semn de adorație. Sus foiță de aur la nimb și steluță. Personajele sunt pe un fond albastru având în colțuri motive florale stilizate de culoare neagră. Compoziția are sus o bandă albă cu o inscripție cu litere caractere chirilice. Deasupra Mariei inscripție cu caractere chirilice. Colțul din dreapta jos spart. | Muzeul de Istorie, Sighișoara                                       | Cimec    |
|      | Plângerea (Coborârea de pe cruce)                          | Datare: Înc. sec. XIX Descoperit: jud. Mureș, com. Apold, Daia Dimensiuni: Rama: 26,5x23 cm Material: glajă; lemn; tempera pe sticlă; foiță de aur; înrămat; încheiat în cuie de fier                                                              | Icoana prezintă patru personaje. Partea de jos a icoanei prezintă pe lisus culcat pe un fond alb-gri, seminud, acoperit cu veșmânt în falduri, verde-oliv cu dungi negre și ocru, nimb dublu din foiță de aur. Lângă el Sfânta Maria, Sfânta Magdalena și Sfântul loan cu nimb din foiță de aur, capul acoperit, veșmântul și mânecile verde-oliv cu motive ocru, funie răsucită. Pe umeri pelerină bogată în falduri ocru. Mâinile încrucișate. Sfânta Magdalena cu nimb de aur, cu capul acoperit cu veșmânt verde-oliv, pelerină ocru, mâna dreaptă deasupra pelerinei. Sfântul loan, tânăr cu plete, nimb foiță de aur, pelerină ocru, mâna stângă deasupra pelerinei. În spatele personajelor crucea cu două bare oliv. Fondul picturii verde-oliv având o porțiune în spatele crucii albastru închis. Pictura are un chenar cu forme geometrice: semicercuri albe. Inscripție cu litere negre de o parte și de alta a crucii, cu caractere chirilice. | Muzeul de Istorie, Sighișoara                                       | Cimec    |
|      | Sfântul Dumitru Autor: Moga, Savu                          | Datare: 1865 Descoperit: jud. Brașov, com. Ghimbav Dimensiuni: Rama: 42,5x33,2 cm Material: glajă; lemn; pictat pe dosul sticlei; pictat tempera; foiță de aur; izvod; înrămat; încheiat în cuie de fier                                           | Sfântul Dimitrie, tânăr cu păr ondulat scurt, castaniu, nimb de aur. Este călare, îmbrăcat în costum de cavaler medieval, veșmânt verde-oliv cu motive ocru, partea de jos a veșmântului verde, culoarea căzută. Pe umeri pelerină în vânt, roșie. În picioare ciorapi verde-oliv deschis, piciorul drept în scăriță, foiță de aur. În mâna dreaptă suliță cu vârf aurit, cu stânga ține frâul calului aurit. Calul roșu cu coama bogată și picioarele din față ușor ridicate. Harnașamentul din foiță de aur, șeaua albastră pe margine foiță de aur. Între picioarele calului, jos diavolul (?) sub chip de cavaler cu sabie în mâna dreaptă și suliță în mâna stângă. Pelerină roșie, veșmânt de zale aurii, în picioare ciorapi verzi și cizme negre. Fondul picturii albastru ceruleum cu un chenar auriu. Are înscris anul 1865 cu litere negre. Jos inscripție și semnătură cu alb, litere chirilice, sus inscripție cu litere albe caractere chirilico-slavone. | Muzeul de Istorie, Sighișoara                                       | Cimec    |
|      | Buna Vestire                                               | Datare: Mijl. sec. XIX Descoperit: jud. Sibiu, com. Porumbacu de Jos Dimensiuni: Rama: 49,1x44,5 cm Material: glajă; lemn; pictat pe dosul sticlei; pictat tempera; foiță de aur; înrămat; încheiat în cuie de fier                                | Icoana cuprinde două personaje despărțite de o masă, pe care este inscripția, pe fond alb cu litere negre chirilice. Deasupra inscripției, o floare, probabil crin, simbolul nevinovăției. În partea dreaptă a icoanei în genunchi Fecioara Maria, nimb de aur, maforion roșu, cu dungi albe, veșmânt verde închis, în stânga îngerul pe un fond de nori, cu picioarele goale nimb și aripi aurite, veșmânt roșu cu dungi albe, în mâna dreaptă o floare, stânga ridicată. De sus, dintr-un oval aurit, Duhul Sfânt, reprezentat de un porumbel alb, trimite din cioc raze de aur asupra capului Mariei. Fondul picturii este albastru ceruleum cu steluțe albe, negre și roșii. Decor de nori albi-gri de o parte și de alta a porumbelului. | Muzeul de Istorie, Sighișoara                                       | Cimec    |
|      | Maica Domnului Împărătița Autor: Moga, Savu                | Datare: Mijl. sec. XIX Descoperit: jud. Sibiu, com. Porumbacu de Jos Dimensiuni: Rama: 78x48,4 cm Material: glajă; lemn; pictat pe dosul sticlei; pictat tempera; izvod; foiță de aur; înrămat; încheiat în cuie de fier                           | Maria cu lisus în brațe pe tron. Maforion cărămiziu cu margine aurită cu motive florale, rochia albastru închis, culoarea descompusă, cu marginea aurită. Nimb mare, coroana minuțios lucrată, ține în mâna dreaptă într-o atitudine rigidă o floare, pe brațul drept pe lisus; acesta ține globul în mâna dreaptă cu stânga binecuvântând, nimb de aur, coroană pe cap, veșmânt de aur în falduri, picioarele goale. Tronul de aur bogat ornamentat, speteaza având un decor de floricele legate între ele prin linii negre. Marginile tronului se termină cu capete de heruvimi, pe un decor de floare. Sus în colțuri într-un chenar auriu pe un fond alb litere negre caracter chirilic. | Muzeul de Istorie, Sighișoara                                       | Cimec    |
|      | Maria, Sfântul Nicolae, Sfântul Gheorghe, Sfântul Dimitrie | Datare: 3/4 sec. XIX Descoperit: jud. Sibiu, com. Brateiu Dimensiuni: Rama: 72,5x62,5 cm Material: glajă; lemn; pictat pe dosul sticlei; pictat tempera; foiță de aur; înrămat; încheiat în cuie de fier                                           | Icoana cuprinde patru scene: Maica Domnului cu pruncul, Sfântul Nicolae, Sfântul Gheorghe, Sfântul Dimitrie, imagini despărțite de un chenar, verde-oliv și puncte maro, predomină culoarea albastru de Prusia, verde-oliv, roșu-cărămiziu, foiță de aur la nimburi, motive florale - ruje și steluțe albe, roșii. Inscripții cu litere negre, caractere chirilice. | Muzeul de Istorie, Sighișoara                                       | Cimec    |
|      | Corn de praf de pușcă                                      | Datare: A doua jum.a sec.XIX Dimensiuni: H: 15 cm. Material: corn; tăiat; curățat; pirogravat; lustruit | Formă bifurcată, dopuri la capete, decor geometrizant dispus pe o față și în părțile laterale, pe capac, motiv central de mari dimensiuni: rozeta înscrisă în cercuri concentrice; motiv secundar: coroana dispusă la cele trei capete; motive complementare: zig-zag, cercuri mici concentrice cu centuri marcate, dispuse liniar, în cruce simplă, în cruce în X. | Muzeul Județean Mureș. Secția de Etnografie și Artă Populară, Târgu | Cimec    |
|      | Corn de praf de pușcă                                      | Datare: A doua jum.a sec.XIX Dimensiuni: H: 15 cm. Material: corn; metal; tăiat; șlefuit; pirogravat; lustruit | Formă bifurcată, decor geometrizant, dispus pe o față și în părțile laterale, motive simbolice: rozeta înscrisă în cercuri concentrice cu raze; motiv complementar pe brațele cornului: coroana; motive secundare: șiruri de trunghiuri dispuse pe o bandă verticală. Alte motive dispuse pe dopurile de os: rozete simple cu 5 ramuri, înscrise în cerc, dinții de lup, zig-zag. Culoarea naturală a osului. | Muzeul Județean Mureș. Secția de Etnografie și Artă Populară, Târgu | Cimec    |
|      | Corn de praf de pușcă                                      | Datare: A doua jum.a sec.XIX Dimensiuni: Înălțime: 15 cm. Material: corn; metal; tăiat; golit; șlefuit; pirogravat; înnegrit; lustruit | Corn de cerb cu două ramificații tăiate la capete, acoperite cu dopuri de metal, formă bifurcată, decor pe o față și în părțile laterale, motiv principal liber desenat, de factură barocă: vârtejul, alte motive pe ramurile trifurcației: hora, motive geometrice: șiruri de semicercuri, linii oblice grupate, dispuse pe benzile laterale, zig-zagul dispus orizontal, dedesubt șiruri de volute mari, simetrice, culoarea naturală a osului. | Muzeul Județean Mureș. Secția de Etnografie și Artă Populară, Târgu | Cimec    |
|      | Corn de praf de pușcă                                      | Datare: A doua jum.a sec.XIX Dimensiuni: Înălțime: 11 cm. Material: corn; metal; pirogravat; lustruit | Corn cu două ramificații, golit de miez, tăiat la capete, șlefuit, incizat, prevăzut cu două dopuri din os la capetele ramificațiilor, cu dop de metal la orificiul principal, două inele din metal pentru atașarea la tolbă, decor pe o față și în părțile laterale, motive simbolice, antropomorfe și geometrice. Motiv central: rozeta simplă cu 8 raze înscrisă în 6 cercuri concentrice. Pe cele două ramificații apare la capete un cap încornorat. Motive secundare în părțile laterale: zig-zag, cercuri simple, mici, cu centrul marcat, dispuse pe o bandă lată. Pe dopurile de os apare omul stilizat geometric și zig-zagul. | Muzeul Județean Mureș. Secția de Etnografie și Artă Populară, Târgu | Cimec    |
|      | Corn de praf de pușcă                                      | Datare: A doua jum.a sec.XIX Dimensiuni: H: 14 cm. Material: corn; metal; tăiat, curățat; pirogravat; lustruit | Formă bifurcată, ținte de cositor în formă de floare, decor dispus pe o față a cornului și în părțile laterale, decor geometrizant, motive simbolice: rozetă cu 12 raze, coroană; motive geometrice: linii cercuri, simple cu centrul marcat, cercuri concentrice, semicercuri; motive antropomorfe: hora. | Muzeul Județean Mureș. Secția de Etnografie și Artă Populară, Târgu | Cimec    |
|      | Corn de praf de pușcă                                      | Datare: A doua jum.a sec.XIX Dimensiuni: H: 20 cm. Material: corn, tăiat, curățat; pirogravat; lustruit | Formă bifurcată, decor geometrizant dispus pe o față și pe capac, motive geometrice: cercuri concentrice, triunghiuri, semicercuri, zig-zag, alte motive: vârtejul; culoarea naturală. | Muzeul Județean Mureș. Secția de Etnografie și Artă Populară, Târgu | Cimec    |
|      | Corn de praf de pușcă                                      | Datare: A doua jum.a sec.XIX Descoperit: jud. Covasna Dimensiuni: H: 20 cm. Material: corn, lemn, tăiat, curățat; pirogravat; lustruit | Corn, formă bifurcată, cu dopuri de lemn la capete, decor geometrizant și liber desenat, dispus pe o față și în părțile laterale, motive simbolice: rozeta cu 8 ramuri, crucea; motive geometrice: cercuri, hașuri, cerc cu centrul marcat, cercuri concentrice; motive florale liber desenate; motiv central: rozeta și crucea înscrise în cercuri concentrice cu raze; culori naturale. | Muzeul Județean Mureș. Secția de Etnografie și Artă Populară, Târgu | Cimec    |
|      | Corn de praf de pușcă                                      | Datare: Încep.sec.XVIII Descoperit: jud. Covasna, com. Vârghiș Dimensiuni: H: 26 cm. Material: corn, tăiat, curățit, pirogravat; lustruit | Formă bifurcată, decor liber desenat dispus pe o față și în părțile laterale, motive geometrice, motiv central: floare deschisă cu 6 petale, înscrisă în cercuri concentrice; motive secundare: laleaua deschisă cu tulpină și frunze; motive complementare: hașuri dispuse la capete și cercuri mici concentrice. | Muzeul Județean Mureș. Secția de Etnografie și Artă Populară, Târgu | Cimec    |
|      | Corn de praf de pușcă                                      | Datare: A doua jum. a sec.XIX Descoperit: jud. Mureș, com. Sângeorgiu de Pădure Dimensiuni: H: 16 cm. Material: corn, tăiat, curățit, pirogravat, lustruit                                                                                         | Formă bifurcată, decor liber desenat, naturalist, motive simbolice, vegetale, geometrice. Motiv central: rozeta stângaci desenată, înscrisă în cerc; motive secundare: laleaua deschisă cu tulpină și frunze, în părțile laterale: vrejuri cu frunze și boboci pe două registre; la capete motive complementare: triunghiuri isoscele, motivul "horei"; culoarea naturală a cornului. | Muzeul Județean Mureș. Secția de Etnografie și Artă Populară, Târgu | Cimec    |
|      | Corn de praf de pușcă                                      | Datare: A doua jum. a sec.XIX Descoperit: jud. Mureș, com. Sângeorgiu de Pădure Dimensiuni: Înălțime: 16 cm. Material: corn, lemn, tăiat, șlefuit, pirogravat, lustruit                                                                            | Corn de cerb, formă bifurcată, golit de conținut, capetele înfundate cu dopuri de lemn, decorat pe o față și în părțile laterale, decor liber desenat, motive vegetale, antropomorfe, zoomorfe, geometrice. Motiv central: pomul vieții încadrat de doi șerpi afrontați și două motive antropomorfe. În părțile laterale apare o creangă, frânghia, bradul, benzi cu triunghiuri isoscele hașurate. Culoarea naturală a cornului. | Muzeul Județean Mureș. Secția de Etnografie și Artă Populară, Târgu | Cimec    |
|      | Icoană                                                     | Datare: A doua jum. a sec.XIX Descoperit: jud. Mureș, Târgu Mureș Material: sticlă, tempera pe sticlă, înrămat, lemn | Așezat pe un tron baroc împodobit cu volute și solzi, Sf. Nicolae înveșmântat în stihar cu nuanțe de roz și vârste negre, la genunchi și mâneci albastru ultramarin cu dungi albe, la mijlocul genunchilor două pete galbene cu dungi portocalii. Are omoforul verde cu cruci aurii. Fața sfântului este rotundă, barba scurtă, cârlionțată, puțin căruntă ca și părul. Desenul este în linie neagră, groasă, iar spațiul liber este acoperit cu ruji multicolore și grătar desenat cu albastru pe alb marcat cu puncte roșii. Are mitră roșie cu tiv auriu și decor floral. Sf. Vasile și Ioan sunt înveșmântați în ținută de mare arhiereu cu stihar siena. | Muzeul Județean Mureș. Secția de Etnografie și Artă Populară, Târgu | Cimec    |
|      | Icoană                                                     | Datare: Sf.sec.XIX Descoperit: jud. Mureș, Târgu Mureș Material: Sticlă industrială, pigment tempera, lemn, foiță de aur, pictat cu pensula manual pe dosul sticlei                                                                                | Compoziție piramidală, în partea superioară Dumnezeu Tatăl în ovă cu nimb triunghiular, în stânga soarele, în dreapta luna, în registrul mijlociu îngeri, în planul inferior șase sfinți și sfinte alături de Maica Domnului înveșmântată în maforion albastru ultramarin, cei doi sfinți îl țin pe Iisus pe giulgiu. Gura de rai este mărginită de două benzi albastre. Pământul în benzi albe și galbene, în dungi încrucișate roșii. În partea superioară o cruce aurie face legătura între Iisus și Dumnezeu, Duhul Sfânt coboară asupra mormântului. Desenul este în linie continuă, uniformă. | Muzeul Județean Mureș. Secția de Etnografie și Artă Populară, Târgu | Cimec    |
|      | Cană de lut                                                | Datare: sf. sec. XIX Descoperit: jud. MUREȘ, com. LUNCA, LOGIG Material: argilă; lut; smalț; coloranți; tehnici de olărie; pictat; ardere oxidantă                                                                                                 | Vas cu corp piriform, gura rotundă, gât înalt, toartă laterală simplă curbă de la gât la diametrul maxim. Decor realizat pe două registre orizontale separate între ele cu linii circulare. Motive vegetale stilizate realizate cu pensula, cu albastru cobalt pe un fond alb. | Muzeul Etnografic „Anton Badea”, Reghin                             | Cimec    |
|      | Cană de lut                                                | Datare: sf. sec. XIX Descoperit: jud. MUREȘ, com. LUNCA, LOGIG Material: argilă; lut; smalț; coloranți; tehnici de olărie; pictat; ardere oxidantă                                                                                                 | Vas cu corp piriform, gura rotundă, gât înalt, toartă laterală simplă curbă de la gât la diametrul maxim. Decor realizat pe trei registre orizontale separate între ele cu linii circulare. Motive fitomorfe stilizate realizate cu pensula, cu albastru cobalt pe un fond alb. | Muzeul Etnografic „Anton Badea”, Reghin                             | Cimec    |
|      | Cană de lut                                                | Datare: sf. sec. XIX Descoperit: jud. MUREȘ, com. LUNCA, LOGIG Material: argilă; lut; smalț; coloranți; tehnici de olărie; pictat; ardere oxidantă                                                                                                 | Vas cu corp piriform, gura rotundă, gât înalt, toartă laterală simplă curbă de la gât la diametrul maxim. Decor realizat pe trei registre orizontale separate între ele cu linii circulare. Motive fitomorfe stilizate realizate cu pensula, cu albastru cobalt pe un fond alb. | Muzeul Etnografic „Anton Badea”, Reghin                             | Cimec    |
|      | Cană de lut                                                | Datare: sf. sec. XIX Descoperit: jud. MUREȘ, com. LUNCA, LOGIG Material: argilă; lut; smalț; coloranți; tehnici de olărie; pictat; ardere oxidantă                                                                                                 | Vas cu corp piriform, gura rotundă, gât înalt, toartă laterală simplă curbă de la gât la diametrul maxim. Decor realizat pe două registre orizontale separate între ele cu linii circulare. Motive fitomorfe stilizate realizate cu pensula, cu albastru cobalt pe un fond alb. | Muzeul Etnografic „Anton Badea”, Reghin                             | Cimec    |
|      | Cană de lut                                                | Datare: sf. sec. XIX Descoperit: jud. MUREȘ, com. LUNCA, LOGIG Material: argilă; lut; smalț; coloranți; tehnici de olărie; pictat; ardere oxidantă                                                                                                 | Vas cu corp piriform, gura rotundă, gât înalt, toartă laterală simplă curbă de la gât la diametrul maxim. Decor realizat pe două registre orizontale separate între ele cu linii circulare. Motive fitomorfe stilizate realizate cu pensula, cu albastru cobalt pe un fond alb. | Muzeul Etnografic „Anton Badea”, Reghin                             | Cimec    |
|      | Cană de lut                                                | Datare: sf. sec. XIX Descoperit: jud. MUREȘ, com. LUNCA, LOGIG Material: argilă; lut; smalț; coloranți; tehnici de olărie; pictat; ardere oxidantă                                                                                                 | Vas cu corp piriform, gura rotundă, gât înalt, toartă laterală simplă curbă de la gât la diametrul maxim. Decor realizat pe trei registre orizontale separate între ele cu linii circulare. Motive fitomorfe stilizate realizate cu pensula, cu albastru cobalt pe un fond alb. | Muzeul Etnografic „Anton Badea”, Reghin                             | Cimec    |
|      | Cană de lut                                                | Datare: sf. sec. XIX Descoperit: jud. MUREȘ, com. LUNCA, LOGIG Material: argilă; lut; smalț; coloranți; tehnici de olărie; pictat; ardere oxidantă                                                                                                 | Vas cu corp piriform, gura rotundă, gât înalt, toartă laterală simplă curbă de la gât la diametrul maxim. Decor realizat pe două registre orizontale separate între ele cu linii circulare. Motive fitomorfe stilizate realizate cu pensula, cu albastru cobalt pe un fond alb. | Muzeul Etnografic „Anton Badea”, Reghin                             | Cimec    |
|      | Cană de lut                                                | Datare: sf. sec. XIX Descoperit: jud. MUREȘ, com. LUNCA, LOGIG Material: argilă; lut; smalț; coloranți; tehnici de olărie; pictat; ardere oxidantă                                                                                                 | Vas cu corp piriform, gura rotundă, gât înalt, toartă laterală simplă curbă de la gât la diametrul maxim. Decor realizat pe trei registre orizontale separate între ele cu linii circulare. Motive fitomorfe și florale stilizate, linie șerpuitoare, realizate cu pensula, cu albastru cobalt pe un fond alb. | Muzeul Etnografic „Anton Badea”, Reghin                             | Cimec    |
|      | Cană de lut                                                | Datare: sf. sec. XIX Descoperit: jud. MUREȘ, com. LUNCA, LOGIG Material: lut; smalț; coloranți; tehnici de olărie; pictat; ardere oxidantă | Vas cu corp piriform, gura rotundă, gât înalt, toartă laterală simplă curbă de la gât la diametrul maxim. Decor realizat pe două registre orizontale separate între ele cu linii circulare. Motive fitomorfe stilizate, linii ondulate verticale, realizate cu pensula, cu albastru cobalt pe un fond alb. | Muzeul Etnografic „Anton Badea”, Reghin                             | Cimec    |
|      | Cană de lut                                                | Datare: sf. sec. XIX Descoperit: jud. MUREȘ, com. LUNCA, LOGIG Material: argilă; lut; smalț; coloranți; tehnici de olărie; pictat; ardere oxidantă                                                                                                 | Vas cu corp piriform, gura rotundă, gât înalt, toartă laterală simplă curbă de la gât la diametrul maxim. Decor realizat pe două registre orizontale separate între ele cu linii circulare. Motive fitomorfe stilizate, realizate cu pensula, cu albastru cobalt pe un fond alb. | Muzeul Etnografic „Anton Badea”, Reghin                             | Cimec    |
|      | Cană de lut                                                | Datare: sf. sec. XIX Descoperit: jud. MUREȘ, com. LUNCA, LOGIG Material: argilă; lut; smalț; coloranți; tehnici de olărie; pictat; ardere oxidantă                                                                                                 | Vas cu corp piriform, gura rotundă, gât înalt, toartă laterală simplă curbă de la gât la diametrul maxim. Decor realizat pe două registre orizontale separate între ele cu linii circulare. Motive fitomorfe stilizate, realizate cu pensula, cu albastru cobalt pe un fond alb. | Muzeul Etnografic „Anton Badea”, Reghin                             | Cimec    |
|      | Cană de lut                                                | Datare: sf. sec. XIX Descoperit: jud. MUREȘ, com. LUNCA, LOGIG Material: argilă; lut; smalț; coloranți; tehnici de olărie; pictat; ardere oxidantă                                                                                                 | Vas cu corp piriform, gura rotundă, gât înalt, toartă laterală simplă curbă de la gât la diametrul maxim. Decor realizat pe două registre orizontale separate între ele cu linii circulare. Motive fitomorfe stilizate, realizate cu pensula, cu albastru cobalt pe un fond alb. | Muzeul Etnografic „Anton Badea”, Reghin                             | Cimec    |
|      | Cană de lut                                                | Datare: sf. sec. XIX Descoperit: jud. MUREȘ, com. LUNCA, LOGIG Material: argilă; lut; smalț; coloranți; tehnici de olărie; pictat; ardere oxidantă                                                                                                 | Vas cu corp piriform, gura rotundă, gât înalt, toartă laterală simplă curbă de la gât la diametrul maxim. Decor realizat pe două registre orizontale separate între ele cu linii circulare. Motive fitomorfe și florale stilizate, realizate cu pensula, cu albastru cobalt pe un fond alb. | Muzeul Etnografic „Anton Badea”, Reghin                             | Cimec    |
|      | Cană de lut                                                | Datare: sf. sec. XIX Descoperit: jud. MUREȘ, com. LUNCA, LOGIG Material: argilă; lut; smalț; coloranți; tehnici de olărie; pictat; ardere oxidantă                                                                                                 | Vas cu corp piriform, gura rotundă, gât înalt, toartă laterală simplă curbă de la gât la diametrul maxim. Decor realizat pe două registre orizontale separate între ele cu linii circulare. Motive fitomorfe stilizate, realizate cu pensula, cu albastru cobalt pe un fond alb. | Muzeul Etnografic „Anton Badea”, Reghin                             | Cimec    |
|      | Cană de lut                                                | Datare: sf. sec. XIX Descoperit: jud. MUREȘ, com. LUNCA, LOGIG Material: argilă; lut; smalț; coloranți; tehnici de olărie; pictat; ardere oxidantă                                                                                                 | Vas cu corp piriform, gura rotundă, gât înalt, toartă laterală simplă curbă de la gât la diametrul maxim. Decor realizat pe două registre orizontale separate între ele cu linii circulare. Motive fitomorfe stilizate, realizate cu pensula, cu albastru cobalt pe un fond alb. | Muzeul Etnografic „Anton Badea”, Reghin                             | Cimec    |
|      | Cană de lut                                                | Datare: sf. sec. XIX Descoperit: jud. MUREȘ, com. LUNCA, LOGIG Material: argilă; lut; smalț; coloranți; tehnici de olărie; pictat; ardere oxidantă                                                                                                 | Vas cu corp piriform, gura rotundă, gât înalt, toartă laterală simplă curbă de la gât la diametrul maxim. Decor realizat pe două registre orizontale separate între ele cu linii circulare. Motive fitomorfe stilizate, realizate cu pensula, cu albastru cobalt pe un fond alb. | Muzeul Etnografic „Anton Badea”, Reghin                             | Cimec    |
|      | Cană de lut                                                | Datare: sf. sec. XIX Descoperit: jud. MUREȘ, com. LUNCA, LOGIG Material: lut; smalț; coloranți; tehnici de olărie; pictat; ardere oxidantă | Vas cu corp piriform, gura rotundă, gât înalt, toartă laterală simplă curbă de la gât la diametrul maxim. Decor realizat pe trei registre orizontale separate între ele cu linii circulare. Motive fitomorfe și geometrice: punctulețe, linii șerpuitoare stilizate, realizate cu pensula, cu albastru cobalt pe un fond alb. | Muzeul Etnografic „Anton Badea”, Reghin                             | Cimec    |
|      | Cană de lut                                                | Datare: sf. sec. XIX Descoperit: jud. MUREȘ, com. LUNCA, LOGIG Material: lut; smalț; coloranți; tehnici de olărie; pictat; ardere oxidantă | Vas cu corp piriform, gura rotundă, gât înalt, toartă laterală simplă curbă de la gât la diametrul maxim. Decor realizat pe două registre orizontale separate între ele cu linii circulare. Motive fitomorfe stilizate, realizate cu pensula, cu albastru cobalt pe un fond alb. | Muzeul Etnografic „Anton Badea”, Reghin                             | Cimec    |
|      | Cană de lut                                                | Datare: sf. sec. XIX Descoperit: jud. MUREȘ, com. LUNCA, LOGIG Material: argilă; lut; smalț; coloranți; tehnici de olărie; pictat; ardere oxidantă                                                                                                 | Vas cu corp piriform, gura rotundă, gât înalt, toartă laterală simplă curbă de la gât la diametrul maxim. Decor realizat pe trei registre orizontale separate între ele cu linii circulare. Motive fitomorfe stilizate, realizate cu pensula, cu albastru cobalt pe un fond alb. | Muzeul Etnografic „Anton Badea”, Reghin                             | Cimec    |
|      | Cană de lut                                                | Datare: sf. sec. XIX Descoperit: jud. MUREȘ, com. LUNCA, LOGIG Material: argilă; lut; smalț; coloranți; tehnici de olărie; pictat; ardere oxidantă                                                                                                 | Vas cu corp piriform, gura rotundă, gât înalt, toartă laterală simplă curbă de la gât la diametrul maxim. Decor realizat pe două registre orizontale separate între ele cu linii circulare. Motive fitomorfe stilizate și linii șerpuitoare, realizate cu pensula, cu albastru cobalt pe un fond alb. | Muzeul Etnografic „Anton Badea”, Reghin                             | Cimec    |
|      | Cană de lut                                                | Datare: sf. sec. XIX Descoperit: jud. MUREȘ, com. LUNCA, LOGIG Material: argilă; lut; smalț; coloranți; tehnici de olărie; pictat; ardere oxidantă                                                                                                 | Vas cu corp piriform, gura rotundă, gât înalt, toartă laterală simplă curbă de la gât la diametrul maxim. Decor realizat pe trei registre orizontale separate între ele cu linii circulare. Motive fitomorfe stilizate, realizate cu pensula, cu albastru cobalt pe un fond alb. | Muzeul Etnografic „Anton Badea”, Reghin                             | Cimec    |
|      | Cană de lut                                                | Datare: sf. sec. XIX Descoperit: jud. MUREȘ, com. LUNCA, LOGIG Material: argilă; lut; smalț; coloranți; tehnici de olărie; pictat; ardere oxidantă                                                                                                 | Vas cu corp piriform, gura rotundă, gât înalt, toartă laterală simplă curbă de la gât la diametrul maxim. Decor realizat pe două registre orizontale separate între ele cu linii circulare. Motive fitomorfe stilizate, realizate cu pensula, cu albastru cobalt pe un fond alb. | Muzeul Etnografic „Anton Badea”, Reghin                             | Cimec    |
|      | Cană de lut                                                | Datare: sf. sec. XIX Descoperit: jud. MUREȘ, com. LUNCA, LOGIG Material: argilă; lut; smalț; coloranți; tehnici de olărie; pictat; ardere oxidantă                                                                                                 | Vas cu corp piriform, gura rotundă, gât înalt, toartă laterală simplă curbă de la gât la diametrul maxim. Decor realizat pe trei registre orizontale separate între ele cu linii circulare. Motive vegetale stilizate, realizate cu pensula, cu albastru cobalt pe un fond alb. | Muzeul Etnografic „Anton Badea”, Reghin                             | Cimec    |
|      | Cană de lut                                                | Datare: sf. sec. XIX Descoperit: jud. MUREȘ, com. LUNCA, LOGIG Material: argilă; lut; smalț; coloranți; tehnici de olărie; pictat; ardere oxidantă                                                                                                 | Vas cu corp piriform, gura rotundă, gât înalt, toartă laterală simplă curbă de la gât la diametrul maxim. Decor realizat pe trei registre orizontale separate între ele cu linii circulare. Motive vegetale stilizate, realizate cu pensula, cu albastru cobalt pe un fond alb. | Muzeul Etnografic „Anton Badea”, Reghin                             | Cimec    |
|      | Cană de lut                                                | Datare: sf. sec. XIX Descoperit: jud. MUREȘ, com. LUNCA, LOGIG Material: argilă; lut; smalț; coloranți; tehnici de olărie; pictat; ardere oxidantă                                                                                                 | Vas cu corp piriform, gura rotundă, gât înalt, toartă laterală simplă curbă de la gât la diametrul maxim. Decor realizat pe două registre orizontale separate între ele cu linii circulare. Corpul vasului la rândul său este împărțit pe mai multe casete separate între ele de linii verticale drepte și ondulate. Motive fitomorfe stilizate, realizate cu pensula, cu albastru cobalt pe un fond alb. | Muzeul Etnografic „Anton Badea”, Reghin                             | Cimec    |

## Fond
| Foto | Informații generale                                                       | Detalii tehnice | Descriere | Deținător                                                           | Legături |
| ---- | ------------------------------------------------------------------------- | --- | --- | ------------------------------------------------------------------- | -------- |
|      | Blid                                                                      | Datare: a doua jumătate a sec XX Descoperit: jud. MUREȘ, com. Chiheru de Jos, Urisiu de Sus Material: lut, smalț, vopsea, roata olarului, ardere oxidantă | Blid de lut smălțuit pe interior și exterior, cu buza îngustă, pictată. Decor fitomorf și floral stilizat dispus pe centrul și buza vasului. Tot în centrul obiectului este trecută datarea acestuia (1960). Cromatica: decor realizat din nuanțe de verde, maro, albastru pe un fond alb. | Muzeul Etnografic, Reghin                                           | Cimec    |
|      | Blid Autor: Suciu Vasile                                                  | Datare: a doua jumătate a sec. XX Descoperit: jud. MUREȘ, com. Chiheru de Jos, Urisiu de Sus Material: lut, smalț, vopsea, roata olarului, ardere oxidantă | Vas de lut smălțuit în interior și exterior cu buza îngustă, pictată. Decor floral și vegetal stilizat dispus pe două registre pe centrul și buza vasului. Decorul din interiorul vasului este alcătuită dintr-un buchet de flori în mijlocul căruia este trecută datarea vasului (1956). Decorul de pe buza vasului cuprinde motive florale și vegetale ce se repetă de trei ori. Cromatica: decor realizat din nuanțe de verde, albastru, maro pe un fond alb. | Muzeul Etnografic, Reghin                                           | Cimec    |
|      | Cană de lut                                                               | Datare: sfârșitul sec XIX Descoperit: jud. MUREȘ, com. LUNCA, LOGIG Material: lut; smalț; coloranți; tehnici de olărie; pictat; ardere oxidantă | Canceu cu corp piriform, gura rotundă, toartă laterală simplă, curbă de la gât la diametrul maxim. Decor organizat pe registre orizontale separate între ele cu linii circulare. Motive florale și fitomorfe stilizate realizate cu pensula, cu albastru, verde, maro pe un fond alb. | Muzeul Etnografic, Reghin                                           | Cimec    |
|      | Zdrobitoare de sâmburi cu ciocane                                         | Datare: înc. sec. XX Descoperit: jud. Bistrița-Năsăud, com. ȘIEUȚ, SEBIȘ Dimensiuni: Î: 200 cm Material: lemn; cioplit | Pivă cu săgeți pentru decorticarea și zdrobirea semințelor, este acționată manual prin intermediul a două roți și al axului cu pene. Piva este conpusă dintr-un butuc cu cavități (oale) în care „bat” succesiv săgețile. | Muzeul Etnografic, Reghin                                           | Cimec    |
|      | Teasc de ulei Autor: Gliga, Dumitru                                       | Datare: cca. 1880 Descoperit: jud. Mureș, com. IBĂNEȘTI, IBĂNEȘTI Dimensiuni: Î: 80 cm Material: lemn de stejar; cioplire | Instalație de tip teasc pentru zdrobit semințele în vederea obținerii uleiului, prevăzut cu pene verticale și ciocane de lemn. Oala este scobită direct într-un trunchi de copac. | Muzeul Etnografic, Reghin                                           | Cimec    |
|      | Teasc de ulei                                                             | Datare: înc. sec. XX Descoperit: jud. Harghita, com. SUBCETATE, SUBCETATE Dimensiuni: Î: 110 cm Material: lemn; cioplire | Instalație de tehnică populară de tip teasc, din lemn, utilizată pentru zdrobirea semințelor în vederea obținerii uleiului, prevăzută cu pene orizontale. Este prevăzut cu o grindă orizontală fixată între doi stâlpi orizontali. Oala este scobită direct într-un trunchi de copac. | Muzeul Etnografic, Reghin                                           | Cimec    |
|      | Teasc de struguri                                                         | Datare: sf. sec. XX Descoperit: jud. Bistrița-Năsăud, com. ȘIEU, ARDAN Dimensiuni: Î: 220 cm Material: lemn de păr; lemn de stejar; cioplire | Teasc cu două șuruburi de lemn, utilizat la zdrobirea strugurilor. Masa, ca și șuruburile sunt confecționate din lemn. Prezintă bârne de lemn pentru susținerea șuruburilor. Șuruburile sunt prevăzute cu „lemne”, care ajutau la presatul strugurilor. | Muzeul Etnografic, Reghin                                           | Cimec    |
|      | Pieptar femeiesc                                                          | Datare: înc. sec. XX Descoperit: jud. Mureș, com. HODAC, HODAC Dimensiuni: lărgime poale: 83 cm Material: blană; catifea; șinor metalic; bumbac mercerizat; lânică; nasturi piele; tătăcit; vopsit; cusut; broderie plină; aplicații                                                                     | Pieptar femeiesc, deschis în față, se încheie cu trei nasturi și cheutori de piele, fără mâneci, scurt în talie, confecționat din blană de oaie. Pe față aplicații de catifea neagră ornamentată cu broderie plină, motive florale, pomul vieții în vază, două păsări afrontate, cu bumbac mercerizat și lânică policromă: maro-roșcat, albastru, mov, aplicații de piele, șnur metalic auriu, șiret negru, zăgăre neagră (uzată). | Muzeul Etnografic, Reghin                                           | Cimec    |
|      | Pieptar bărbătesc                                                         | Datare: sf.sec. XX Descoperit: jud. Mureș, com. HODAC, HODAC Material: blană; piele; mătase; nasturi piele; tăbăcit; vopsit; croit; cusut; ștanțare, aplicații, broderie plină | Pieptar bărbătesc înfundat, se încheie subsoara stângă cu trei nasturi și cheutori de piele, cu gura în față, care se încheie cu un nasture și cheotoare de piele, fără mâneci, ușor evazat în talie, cu șliț și părți confecționat din blană de oaie și piele vopsită neagră. De jur-împrejur paspoal de piele, pe margini aplicații de piele, ștanțată, cusută cu bumbac roșu. La poale, la gât și pe lângă gură aplicații de blană de oaie neagră. În dreptul taliei două buzunare din piel aplicată. Sub gură aplicație de piele și decor floral, broderie plină cu mătase neagră și puțină verde și albastră. Deasupra buzunarelor, decor vegetal, la fel brodat cu mătase neagră și muștar. Pe spate, „pene” câte trei frunze dispuse la gât, în dreptul răscroielii mânecilor, iar jos o floare cu mătase neagră și roșie. | Muzeul Etnografic, Reghin                                           | Cimec    |
|      | Pieptar femeiesc                                                          | Datare: încep..sec. XX Descoperit: jud. Mureș, com. CHIHERU DE JOS, URISIU DE JOS Dimensiuni: lărgime poale: 91 cm Material: blană; piele; lânică; șinor metalic; tăbăcit; broderie plină; aplicații; ștanțat; cusut, lână                                                                               | Pieptar femeiesc deschis în față, scurtă până în talie, se încheie cu patru nasturi (doi lipsă) și cheutori de piele, fără mâneci, confecționat din blană de oaie tăbăcită. Pe față aplicație de pânză neagră, ornamentată pe toată suprafața cu broderie plină, cu lânică policromă: roșu: galben; albastru: verde; roz. Motive ornamentale florale: pe spate pomul vieții în vază cu două păsări afrontate. Aplicații de piele roșie, ștanțată în colțișori și șnur metalic auriu. De jur-împrejur pe margine aplicație de „zăgăre” - neagră (uzată). | Muzeul Etnografic, Reghin                                           | Cimec    |
|      | Pieptar femeiesc Autor: Grama, Areta                                      | Datare: încep..sec. XX Descoperit: jud. Mureș, com. BEICA DE JOS, Șerbeni Dimensiuni: lărgime poale: 100 cm Material: blană, piele, lână, bumbac mercerizat, tăbăcit, argăsit, croit, cusut, broderie plină, aplicații, ștanțare, țesut, pânză de bumbac, catifea                                        | Pieptar femeiesc, se încheie pe umărul și subsoara stângă cu nasturi (doi lipsă) și cheutori de piele, fără mâneci; puternic răscroit la umeri și la gât, ușor evazat în talie, cu șliț în părți; de jur-împrejur paspoale de piele neagră și aplicație de catifea neagră; la poale aplicații de țesătură din lână, imitațe astrahan negru, decor floral dispus în „pene”, broderie plină cu bumbac mercerizat negru și puțin roșu, albastru, galben, bej, vernil. | Muzeul Etnografic, Reghin                                           | Cimec    |
|      | Pieptar femeiesc                                                          | Datare: încep..sec. XX Descoperit: jud. Mureș, com. LUNCA, LUNCA Material: blană; piele; mătase; catifea; lână; nasturi de piele; tăbăcit; vopsit; croit; cusut; cusut; ștanțare; broderie plină | Pieptar femeiesc înfundat, se încheie pe umărul și subsoara stângă cu nasturi și cheutori de piele, fără mâneci, puternic răscroit la umeri și la gât, ușor evazat în talie și șliț în părți; confecționat din blană de oaie, piele vopsită maro. De jur-împrejur paspoal de piele, apoi blană aplicată din catifea neagră, piele ștanțată. La poale imitație din astrahan țesută din lână neagră; decor floral-buchete, coroniță, ghirlande, broderie plină cu maătase neagră, albastră, galbenă, mov, roșie, muștar. | Muzeul Etnografic, Reghin                                           | Cimec    |
|      | Pieptar femeiesc Autor: Suceavă, Ioan                                     | Datare: prima jum. a sec. XX Descoperit: jud. Mureș, com. IBĂNEȘTI, IBĂNEȘTI Material: blană, piele, mătase, catifea, lănă, tăbăcit, vopsit, croit, cusut, ștanțare, broderie plină | Pieptar femeiesc înfundat, se încheie pe umărul și subsoara stângă cu nasturi și cheutori de piele, fără mâneci, puternic răscroit la umeri și la gât, ușor evazat în talie și șliț în părți; confecționat din blană de oaie, piele vopsită maro. De jur-împrejur paspoal din piele, apoi aplicație în bandă de catifea neagră. Peste umeri și în părțile laterale aplicație de piele verde ștanțată pe margini, cusută cu mătase albastră. La poale imitație de astrahan, țesută din mătase neagră; decor floral - buchete, broderie plină cu mătase neagră, roșie, verde, albastră. | Muzeul Etnografic, Reghin                                           | Cimec    |
|      | Pieptar femeiesc                                                          | Datare: încep. sec. XX Descoperit: jud. Mureș, com. IBĂNEȘTI, IBĂNEȘTI-PĂDURE Dimensiuni: lărgime poale: 76 cm Material: blană, piele, pânză, șiret, vopsit, croit, cusut, broderie plină, aplicații, nasturi                                                                                            | Pieptar femeiesc, deschis în față, se încheie cu patru nasturi (doi lipsă) și cheutori de piele (două lipsă), fără mâneci, scurt până în talie, confecționat din blană de oaie. Pe față aplicație de pânză neagră ornamentată cu broderie plină cu lânică policromă: roșu, verde, galben, mov, muștar, albastru; motive florale, pomul vieții, aplicații de piele roșie, șiret negru și catifea neagră de jur-împrejur. | Muzeul Etnografic, Reghin                                           | Cimec    |
|      | Pieptar femeiesc Autor: Șeulean, Elena                                    | Datare: încep. sec. XX Descoperit: jud. Mureș, com. SUSENI, SUSENI Material: blană, piele, mătase, bumbac, lână, nasturi piele, tăbăcit, vopsit, croit, cusut, ștanțare, broderie plină | Pieptar femeiesc înfundat, se încheie pe umărul și subsoara stângă cu nasturi și cheutori de piele, fără mâneci, puternici răscroit la umeri și la gât, ușor evazat în talie și șliț în părți; confecționat din blană de oaie, piele vopsită neagră. De jur-împrejur paspoal de piele și colțișori ștanțați, apoi aplicație de piele ștanțată, cusută cu bumbac roșu; la poale astrahan țesută din lână neagră; decor floral - buchete, broderie plină cu măatse neagră și puțin roz, albastră. | Muzeul Etnografic, Reghin                                           | Cimec    |
|      | Pieptar femeiesc Autor: Sântean, Victoria                                 | Datare: a II-a jum.a sec. XX Descoperit: jud. Mureș, com. BĂLA, BĂLA Dimensiuni: lărgime poale: 118,5 cm Material: blană, piele, mătase, lână, nasturi piele, tăbăcit, croit, cusut, ștanțare, broderie plină, aplicații                                                                                 | Pieptar femeiesc deschis în față, se încheie cu trei nasturi și cheutori de piele, fără mâneci, confecționat din piele de miel albă. De jur-împrejur aplicație de blană de miel albă - „zăgăre”. Pe lângă această aplicație de piele albă ștanțată în colțișori, brodată în zig-zag cu mătase maro. În față două buzunare aplicate, în dreptul taliei cu colțișori de piele albă ștanțată în partea superioară, apoi aplicație de blană alabă, broderie plină în motiv floral cu mătase maro și albastră cusute pe margini cu ață, mătase albastră și bleu. Decor floral, broderie plină cu mătase policromă: maro închis și deschis, bej, albastru închis și deschis, verde, muștar, galben, dispus în bandă lată și apoi mai îngustă de jur-împrejur pe margini. | Muzeul Etnografic, Reghin                                           | Cimec    |
|      | Pieptar bărbătesc                                                         | Datare: a II-a jum.a sec. XX Descoperit: jud. Mureș, com. BRÂNCOVENEȘTI, IDICEL-PĂDURE Dimensiuni: lărgime poale: 125 cm Material: blană, piele, mătase, nasturi de piele, tăbăcit, croit, cusut, aplicații, ștanțare, broderie plină                                                                    | Pieptar bărbătesc deschis în față, se încheie cu trei nasturi și cheutori de piele, fără mâneci; confecționat din blană de miel albă, aplicație de „zăgăre” neagră de jur-împrejur (blană de miel); apoi colțișori ștanțați din piele albă brodați în zig-zag cu mătase maro. Decor floral, broderie plină pe irhă albă, cu mătase policromă; maro închis și deschis, bej, albastru închis și deschis, verde închis și deschis, mov, galben, cărămiziu dispus în bandă de jur-împrejur și la încheieturile de la subrațuri. Pe față câte două buchete florale pe fiecare parte; pe spate buchețele sus la gât și în dreptul mânecilor. | Muzeul Etnografic, Reghin                                           | Cimec    |
|      | Bâtă ciobănească Autor: Fărcaș, Dumitru                                   | Datare: 1953 Descoperit: jud. Mureș, com. Hodac, Hodac Material: Lemn | Piesă din lemn, utilizată de către ciobani, de formă poliedrică prevăzută cu o măciucă în partea superioară, cu decorul realizat prin incizie, dispus pe mai multe registre. Motivele decorative utilizate sunt următoarele: motive geometrice (linii, linii întretăiate, romburi), dinți de lup, motive vegetale (frunze), motivul crucii, pomul vieții. Cromatica - prezintă culoarea naturală a lemnului. Obiectul prezintă următoarea inscripție: "FĂRCAȘ DUMITRU DIN ANUL 1935" și o altă inscripție ce datează piesa în anul 1953. | Muzeul Etnografic, Reghin                                           | Cimec    |
|      | Bâtă ciobănească Autor: Pop, Dumitru                                      | Datare: 1933 Descoperit: jud. Mureș, com. Hodac, Hodac Material: Lemn, sticlă, tăiere, cioplire, incizare | Piesă din lemn, utilizată de către ciobani, de formă poliedrică, prevăzută cu o măciucă în partea superioară, cu decor realizat prin incizie și inserții cu sticlă de culoare verde și transparentă, dispus pe mai multe registre. Motivele decorative utilizate sunt următoarele: motive geometrice (linii, linii întretăiate, romburi, cercuri), dinți de lup, motive vegetale și florale, pomul vieții, motivul crucii, steaua, peștele. Cromatica - prezintă culoarea naturală a lemnului și culoarea verde în cazul inserțiilor cu sticlă. Piesa prezintă următoarea inscripție: "POP FLOAREA NĂSCUTĂ ÎN ANUL 1933". | Muzeul Etnografic, Reghin                                           | Cimec    |
|      | Botiță Autor: Feier, Ioan                                                 | Datare: Începutul secolului al XX-lea Descoperit: jud. Mureș, com. Hodac, Hodac Material: Lemn, vopsea, tăiere, cioplire, incizare, vopsire | Piesă din lemn, folosită de chemători (cei care mergeau din casă în casă pentru a invita oamenii la nuntă), de formă poliedrică, prevăzută cu o măciucă în partea superioară, având decorul realizat prin incizie și vopsire, dispus pe mai multe registre. Motivele decorative utilizate sunt următoarele: motive geometrice (linii, linii întretăiate, romburi), dinți de lup, motive vegetale (frunze). Cromatica - prezintă culoarea naturală a lemnului plus culorile roșu și verde pe partea de sub măciucă. Piesa prezintă următoarea inscripție: "F[EIER] I[OAN]", probabil numele meșterului care a realizat piesa. | Muzeul Etnografic, Reghin                                           | Cimec    |
|      | Bâtă Autor: Fărcaș, Ion                                                   | Datare: 1910 Descoperit: jud. Mureș, com. Hodac, Hodac Material: Lemn, metal, tăiere, cioplire, incizare | Piesă din lemn, utilizată de către ciobani, de formă poliedrică, prevăzută cu o măciucă în partea superioară, având decorul realizat prin incizie și inserții de metal, dispus pe mai multe registre. Motivele decorative utilizate sunt următoarele: motive geometrice (linii, linii întretăiate, romburi), dinți de lup, pomul vieții, crucea, steaua. Cromatica - prezintă culoarea naturală a lemnului. Piesa prezintă și o inscripție care conține numele meșterului care a realizat-o: "FĂRCAȘ ION". | Muzeul Etnografic, Reghin                                           | Cimec    |
|      | Bâtă Autor: Fărcaș, Zarică                                                | Datare: 1927 Descoperit: jud. Mureș, com. Hodac, Hodac Material: Lemn, tăiere, cioplire, incizare | Piesă din lemn, utilizată de către ciobani, de formă poliedrică, prevăzută cu o măciucă în partea superioară, având decorul realizat prin incizie și dispus pe mai multe registre. Motivele decorative utilizate sunt următoarele: motive geometrice (linii, romburi, cercuri), dinți de lup, păsări, crucea. Cromatica - prezintă culoarea naturală a lemnului. Piesa prezintă o inscripție cu numele autorului: "FĂRCAȘ ZARICĂ NĂSCUT LUNA X ANUL 1850", iar o a doua inscripție datează piesa: "ÎN 1927". | Muzeul Etnografic, Reghin                                           | Cimec    |
|      | Bâtă Autor: D.G.                                                          | Datare: Începutul secolului XX Descoperit: jud. Mureș, com. Hodac, Hodac Material: Lemn, tăiere, cioplire, incizare | Piesă din lemn, utilizată de către ciobani, de formă poliedrică, prevăzută cu o măciucă în partea superioară, având decorul realizat prin incizie și dispus pe mai multe registre. Motivele decorative utilizate sunt următoarele: motive geometrice (linii, linii întretăiate, romburi), dinți de lup, motive vegetale (frunze). Cromatică - prezintă culoarea naturală a lemnului. Sub măciucă prezintă o inscripție sub forma a două inițiale: "D.G.", posibil inițialele numelui meșterului. | Muzeul Etnografic, Reghin                                           | Cimec    |
|      | Bâtă                                                                      | Datare: Începutul secolului XX Descoperit: jud. Mureș, com. Hodac, Hodac Material: Lemn, tăiere, cioplire, incizare | Piesă din lemn utilizată de către ciobani, de formă poliedrică, prevăzută cu o măciucă în partea superioară, având decorul realizat prin incizie și dispus pe mai multe registre. Motivele decorative utilizate sunt următoarele: motive geometrice (linii, linii întretăiate, semicercuri), dinți de lup, pomul vieții. Cromatica - prezintă culoarea naturală a lemnului. | Muzeul Etnografic, Reghin                                           | Cimec    |
|      | Bâtă ciobănească                                                          | Datare: Începutul secolului XX Descoperit: jud. Mureș, com. Hodac, Hodac Material: Lemn, tăiere, cioplire, incizare | Piesă din lemn, folosită de către ciobani, de formă poliedrică, prevăzută cu o măciucă în partea superioară, cu decorul realizat prin incizie și dispus pe mai multe registre. Motivele decorative utilizate sunt următoarele: motive geometrice (linii, linii întretăiate, romburi), dinți de lup, motive florale, motive astrale (rozete), păsări, pomul vieții, scene erotice. Cromatica - prezintă culoarea naturală a lemnului. Prezintă un "P." incizat. | Muzeul Etnografic, Reghin                                           | Cimec    |
|      | Bâtă de chemător Autor: Moldovan, Dumitru                                 | Datare: 1 martie 1948 Descoperit: jud. Mureș, com. Beica de Jos, Șerbeni Material: lemn | Piesă din lemn, folosită de chemători (cei care mergeau din casă în casă pentru a invita oamenii la nuntă), de formă poliedrică, prevăzută cu o măciucă în partea superioară, având decorul realizat prin incizie, dispus pe mai multe registre. Motivele decorative utilizate sunt următoarele: motive geometrice (linii, linii întretăiate, romburi), dinți de lup, motive vegetale (frunze), motive astrale (rozete), crucea, pomul vieții. Cromatica - prezintă culoarea naturală a lemnului. Piesa prezintă două inscripții, prima ne oferă numele meșterului care a realizat-o: "MOLDOVAN DUMITRU", iar ce-a de-a doua inscripție ne oferă data la care a fost realizată piesa: "1 III 1948". | Muzeul Etnografic, Reghin                                           | Cimec    |
|      | Bâtă de chemător Autor: Moldovan, Ioan                                    | Datare: 1948 Descoperit: jud. Mureș, com. Beica de Jos, Șerbeni Material: lemn | Piesă din lemn, folosită de către chemători (cei care mergeau din casă în casă pentru a invita oamenii la nuntă), de formă poliedrică, prevăzută cu o măciucă în partea superioară, având decorul realizat prin incizie, dispus pe mai multe registre. Motivele decorative utilizate sunt următoarele: motive geometrice (linii, pătrate, romburi), dinți de lup, motive florale și vegetale (frunze), rozeta, steaua, figuri antropomorfe. Cromatica - prezintă culoarea naturală a lemnului. Piesa prezintă următoarea inscripție: "MOLDOVAN IOAN; 1942/1948", oferindu-ne atât numele meșterului care a realizat-o, cât și anul în care aceasta a fost realizată. | Muzeul Etnografic, Reghin                                           | Cimec    |
|      | Bâtă Autor: Pop, Gheorghe                                                 | Datare: 1910 Descoperit: jud. Mureș, com. Chiheru de Jos, Urisiu de Sus Material: lemn | Piesă din lemn, folosită de către chemători (cei care mergeau din casă în casă pentru a invita oamenii la nuntă), de formă poliedrică, prevăzută cu o măciucă în partea superioară, având decorul realizat prin incizie, dispus pe mai multe registre. Motivele decorative utilizate sunt următoarele: motive geometrice (linii, romburi), dinți de lup, motive vegetale (frunze). Cromatica - prezintă culoarea naturală a lemnului. | Muzeul Etnografic, Reghin                                           | Cimec    |
|      | Bâtă ciobănească                                                          | Datare: 1960 Descoperit: jud. Mureș, com. Gurghiu, Orșova Material: Lemn, tăiere, cioplire, incizare | Piesă din lemn folosită de către ciobani, de formă poliedrică, prevăzută cu o măciucă în partea superioară, cu decorul realizat prin incizie și dispus pe mai multe registre. Motivele decorative utilizate sunt următoarele: motive geometrice (linii, linii întretăiate, romburi), dinți de lup, motive vegetale (frunze), crucea. Cromatica - prezintă culoarea naturală a lemnului. Piesa prezintă următoarea însemnare, care și datează piesa: "D. Z.; 1940-1960". | Muzeul Etnografic, Reghin                                           | Cimec    |
|      | Bâtă ciobănească                                                          | Datare: Începutul secolului XX Descoperit: jud. Mureș, com. Ibănești, Ibănești-Pădure Material: Lemn, tăiere, cioplire, icizare | Piesă din lemn, folosită de către ciobani, de formă poliedrică, prevăzută cu o măciucă în partea superioară, cu decorul realizat prin incizie și dispus pe mai multe registre. Motivele decorative utilizate sunt următoarele: motive geometrice (linii, linii întretăiate), dinți de lup, motive florale. Cromatica - prezintă culoarea naturală a lemnului. Piesa prezintă și o inscripție incizată sub forma următoarelor inițiale: "T. N.". | Muzeul Etnografic, Reghin                                           | Cimec    |
|      | Bâtă ciobănească Autor: Tălmăcian, Mihăilă                                | Datare: Începutul secolului XX Descoperit: jud. Bistrița-Năsăud, com. Șieuț, Ruștior Material: Lemn, tăiere, cioplire, incizare | Piesă din lemn, folosită de către ciobani, de formă poliedrică, prevăzută cu o măciucă în partea superioară, cu decorul realizat prin tehnica incizării și dispus pe mai multe registre. Motivele decorative utilizate sunt următoarele: motive geometrice (linii, linii întretăiate, triunghiuri, romburi), dinți de lup, motive vegetale (frunze), pomul vieții, crucea. Cromatica - prezintă culoarea naturală a lemnului. Piesa prezintă și o inscripție care îl identifică pe meșterul care a creat-o: "TĂLMĂCIAN MIHĂILĂ". | Muzeul Etnografic, Reghin                                           | Cimec    |
|      | Bâtă                                                                      | Datare: Începutul secolului XX Descoperit: jud. Mureș, com. Ibănești, Ibănești Material: Lemn, tăiere, cioplire, incizare | Piesă din lemn, folosită de către chemători (cei care mergeau din casă în casă pentru a invita oamenii la nuntă), de formă poliedrică, prevăzută cu o măciucă în partea superioară, având decorul realizat prin tehnica incizării și dispus pe mai multe registre. Motivele decorative utilizate sunt următoarele: motive geometrice (linii, romburi), dinți de lup, motive vegetale (frunze). Cromatica - prezintă culoarea naturală a lemnului. | Muzeul Etnografic, Reghin                                           | Cimec    |
|      | Bâtă ciobănească Autor: Dobrian, Ioan                                     | Datare: 1942 Descoperit: jud. Mureș, com. Reghin, Reghin Material: lemn | Piesă din lemn, folosită de către ciobani, de formă poliedrică, prevăzută cu o măciucă în partea superioară, având decorul realizat prin tehnica inciziei și dispus pe mai multe registre. Motivele decorative utilizate sunt următoarele: motive geometrice (linii), motive vegetale (frunze), motive florale, pomul vieții, crucea, dinți de lup. Cromatica - prezintă culoarea naturală a lemnului. Piesa prezintă și o inscripție incizată care ne oferă numele meșterulului care a realizat-o, precum și anul realizării acesteia: "DE DOBRIAN IUĂN 1942". | Muzeul Etnografic, Reghin                                           | Cimec    |
|      | Ploscă                                                                    | Datare: sf. sec. XX Descoperit: jud. Mureș, com. HODAC, TOACA Dimensiuni: Î: 23,5 cm; D: 16,5 cm Material: lemn; cioplire; strunjire | Recipient de formă sferică, ușor turtit, folosit la transportarea băuturii la nunți. În partea inferioară prezintă niște prelungiri care au rolul unor piciorușe de susținere. În partea superioară, sub dop, este perforat pentru a se putea prinde mânerul. Decorul este realizat din motive geometrice, cercuri concentrice, și este prezent pe ambele părți laterale ale piesei. Cromatica: culoarea naturală a lemnului. | Muzeul Etnografic, Reghin                                           | Cimec    |
|      | Ploscă                                                                    | Datare: sf. sec. XX Descoperit: jud. Mureș, com. VĂTAVA, VĂTAVA Dimensiuni: Î: 39,5 cm; D: 25 cm Material: lemn; piele; cioplire; strunjire | Recipient de formă sferică, de dimensiune ușor exagerată, turtit, folosit la transportarea băuturii la nuntă. În partea inferioară prezintă niște prelungiri care au rolul unor piciorușe de susținere. În partea superioară piesa este perforată având prins un mâner de chingi din piele. Între cele două orificii perforate este incizată litera S culcată. Decorul este realizat din motive geometrice, cercuri concentrice, și este prezent pe ambele părți laterale. Piesa prezintă următoarea inscripție: M. T., probabil inițialele meșterului care a realizat-o. Cromatica: culoarea naturală a lemnului. | Muzeul Etnografic, Reghin                                           | Cimec    |
|      | Ploscă                                                                    | Datare: înc. sec. XX Descoperit: jud. Mureș, com. IBĂNEȘTI, IBĂNEȘTI-PĂDURE Dimensiuni: Î: 25,5 cm; D: 15,5 cm Material: lemn; cioplire; strunjire | Recipient de formă sferică, ușor turtit, folosit la transportarea băuturii la nuntă. În partea inferioară prezintă niște prelungiri care au rolul unor piciorușe de susținere. În partea superioară, sub dop, este perforat pentru a se putea prinde mânerul. Decorul este realizat din motive geometrice, cercuri concentrice, și este prezent pe ambele părți laterale. Cromatica: culoarea naturală a lemnului. | Muzeul Etnografic, Reghin                                           | Cimec    |
|      | Ploscă                                                                    | Datare: înc. sec. XX Descoperit: jud. Mureș, com. VĂTAVA, VĂTAVA Dimensiuni: Î: 27 cm; D: 15,5 cm Material: lemn; cioplire; strunjire | Recipient de formă sferică, ușor turtit, folosit la transportarea băuturii la nunți. În partea inferioară prezintă niște prelungiri care au rolul unor piciorușe de susținere. În partea superioară, sub dop, este perforat pentru a se putea prinde mânerul. Decorul este realizat din motive geometrice, cercuri concentrice, și este prezent pe ambele părți laterale și linii pe gât. Cromatica: culoarea naturală a lemnului. | Muzeul Etnografic, Reghin                                           | Cimec    |
|      | Ploscă pictată                                                            | Datare: sf. sec. XIX Descoperit: jud. Mureș, com. BATOȘ, BATOȘ Dimensiuni: Î: 30 cm; D: 18 cm Material: lemn; cioplire; strunjire | Recipient de formă sferică, ușor turtit, folosit la transportarea băuturii la nuntă. În partea inferioară prezintă niște prelungiri care au rolul unor piciorușe de susținere. În partea superioară, sub dop, este perforat pentru a se putea prinde mânerul. Decorul este realizat prin incizare - motive geometrice, cercuri concentrice și prin pictare - motive florale, fiind prezent pe întreaga suprafață a piesei. Cromatică: roșu, galben, verde, albastru, maro, negru. | Muzeul Etnografic, Reghin                                           | Cimec    |
|      | Ploscă                                                                    | Datare: înc. sec. XX Descoperit: jud. Mureș, com. HODAC, HODAC Dimensiuni: Î: 28 cm; D: 16,5 cm Material: lemn; cioplire; strunjire | Recipient de formă sferică, ușor turtit, folosit la transportarea băuturii la nuntă. În partea inferioară prezintă niște prelungiri care au rolul unor piciorușe de susținere. În partea superioară, sub dop, este perforat pentru a se putea prinde mânerul. Decorul este realizat din motive geometrice, cercuri concentrice, și este prezent pe ambele părți laterale. Cromatica: culoarea naturală a lemnului. | Muzeul Etnografic, Reghin                                           | Cimec    |
|      | Ploscă                                                                    | Datare: sf. sec. XIX Descoperit: jud. Bistrița-Năsăud, com. MONOR, GLEDIN Dimensiuni: Î: 30 cm; D: 18 cm Material: lemn; sârmă; cioplire; strunjire | Recipient de formă sferică, ușor turtit, folosit la transportarea băuturii la nuntă. În partea inferioară prezintă niște prelungiri care au rolul unor piciorușe de susținere. În partea superioară, sub dop, este perforat pentru a se putea prinde mânerul. Decorul este realizat din motive geometrice, cercuri concentrice, și este prezent pe ambele părți laterale. Pe toată suprafața are prinsă o plasă din sârmă împletită. Cromatica: culoarea naturală a lemnului. | Muzeul Etnografic, Reghin                                           | Cimec    |
|      | Ploscă pictată                                                            | Datare: înc. sec. XX Descoperit: jud. Bistrița-Năsăud, com. LECHINȚA, CHIRALEȘ Dimensiuni: Î: 33 cm; D: 19 cm Material: lemn; piele; cioplire; strunjire | Recipient de formă sferică, ușor turtit, folosit la transportarea băuturii la nunți. În partea inferioară prezintă niște prelungiri care au rolul unor piciorușe de susținere. În partea superioară, sub dop, este perforat, prin cele două orificii fiind prins mânerul de piele. Decorul este realizat din motive geometrice, cercuri concentrice, și motive florale, realizate prin pictare. Cromatica: roșu, galben, verde, albastru, maro, negru. | Muzeul Etnografic, Reghin                                           | Cimec    |
|      | Ploscă                                                                    | Datare: înc. sec. XX Descoperit: jud. Bistrița-Năsăud, com. LECHINȚA, CHIRALEȘ Dimensiuni: Î: 23,5 cm; D: 17,5 cm Material: lut; ardere oxidantă; smălțuire | Recipient în formă de colac, cu un gol în mijloc, folosit la transportarea băuturii la nunți. Prezintă patru piciorușe de susținere și patru tortițe, din care două lipsesc. Este smălțuită cu alb, cu pete de smalț galben și verde, prezente pe toată suprafața. | Muzeul Etnografic, Reghin                                           | Cimec    |
|      | Ploscă                                                                    | Datare: 2/2 sec. XIX Descoperit: jud. Mureș, com. BRÂNCOVENEȘTI, IDICEL-PĂDURE Dimensiuni: Î: 25 cm; D: 18 cm Material: lemn; cioplire; strunjire | Recipient de formă sferică, ușor turtit, folosit la transportarea băuturii la nunți. În partea inferioară prezintă niște prelungiri care au rolul unor piciorușe de susținere. În partea superioară, sub dop, este perforat pentru a se putea prinde mânerul. Decorul este realizat din motive geometrice, cercuri concentrice, și este prezent pe ambele părți laterale. Cromatica: culoarea naturală a lemnului. | Muzeul Etnografic, Reghin                                           | Cimec    |
|      | Ploscă                                                                    | Datare: înc. sec. XX Descoperit: jud. Mureș, com. GURGHIU, CAȘVA Dimensiuni: Î: 30 cm; D: 21,5 cm Material: lemn; piele; cioplire; strunjire | Recipient de formă sferică, ușor turtit, folosit la transportarea băuturii la nuntă. În partea inferioară prezintă niște prelungiri care au rolul unor piciorușe de susținere. În partea superioară, sub dop, este perforat pentru a putea fi prins mânerul de piele. Decorul este realizat din motive geometrice, cercuri concentrice, și este prezent pe ambele părți laterale. Cromatica: culoarea naturală a lemnului. Pe gât are incizată următoarea inscripție: 2 L[ITRI], capacitatea recipientului. | Muzeul Etnografic, Reghin                                           | Cimec    |
|      | Ploscă                                                                    | Datare: înc. sec. XX Descoperit: jud. Mureș, com. IBĂNEȘTI, IBĂNEȘTI-PĂDURE Dimensiuni: Î: 38 cm; D: 25,5 cm Material: lemn; cioplire; strunjire | Recipient de formă sferică, de dimensiune ușor exagerată, ușor turtit, folosit la transportarea băuturii la nuntă. În partea inferioară prezintă niște prelungiri care au rolul unor piciorușe de susținere. În partea superioară, sub dop, este perforat pentru a se putea prinde mânerul. Decorul este realizat din motive geometrice, cercuri concentrice, și este prezent pe ambele părți laterale. Cromatica: culoarea naturală a lemnului. | Muzeul Etnografic, Reghin                                           | Cimec    |
|      | Ploscă                                                                    | Datare: înc. sec. XX Descoperit: jud. Mureș, com. IBĂNEȘTI, IBĂNEȘTI-PĂDURE Dimensiuni: Î: 23,5 cm; D: 16,5 cm Material: lemn; cioplire; strunjire | Recipient de formă sferică, ușor turtit, folosit la transportarea băuturii la nuntă. În partea inferioară prezintă niște prelungiri care au rolul unor piciorușe de susținere. În partea superioară, sub dop, este perforat pentru a se putea prinde mânerul. Decorul este realizat din motive geometrice, cercuri concentrice, și este prezent pe ambele părți laterale. Cromatica: culoarea naturală a lemnului. | Muzeul Etnografic, Reghin                                           | Cimec    |
|      | Ploscă                                                                    | Datare: înc. sec. XX Descoperit: jud. Mureș, com. VĂTAVA, VĂTAVA Dimensiuni: Î: 28 cm; D: 17 cm Material: lemn; cioplire; strunjire | Recipient de formă sferică, ușor turtit, folosit la transportarea băuturii la nuntă. În partea inferioară prezintă niște prelungiri care au rolul unor piciorușe de susținere. În partea superioară, sub dop, este perforat pentru a se putea prinde mânerul. Decorul este realizat din motive geometrice, cercuri concentrice, și este prezent pe ambele părți laterale. Cromatica: culoarea naturală a lemnului. | Muzeul Etnografic, Reghin                                           | Cimec    |
|      | Ploscă                                                                    | Datare: înc. sec. XX Descoperit: jud. Mureș, com. ALUNIȘ, FIȚCĂU Dimensiuni: Î: 29 cm; D: 17 cm Material: lemn; cioplire; strunjire | Recipient de formă sferică, ușor turtit, folosit la transportarea băuturii la nuntă. În partea inferioară prezintă niște prelungiri care au rolul unor piciorușe de susținere. În partea superioară, sub dop, este perforat pentru a se putea prinde mânerul. Decorul este realizat din motive geometrice, cercuri concentrice, și este prezent pe ambele părți laterale. Cromatica: culoarea naturală a lemnului. | Muzeul Etnografic, Reghin                                           | Cimec    |
|      | Ploscă                                                                    | Datare: înc. sec. XX Descoperit: jud. Mureș, REGHIN Dimensiuni: Î: 31,5 cm; D: 19 cm Material: lemn; cioplire; strunjire | Recipient de formă sferică, ușor turtit, folosit la transportarea băuturii la nuntă. În partea inferioară prezintă niște prelungiri care au rolul unor piciorușe de susținere. În partea superioară, sub dop, este perforat pentru a se putea prinde mânerul. Decorul este realizat din motive geometrice, cercuri concentrice, și este prezent pe ambele părți laterale. Cromatica: culoarea naturală a lemnului. | Muzeul Etnografic, Reghin                                           | Cimec    |
|      | Ploscă                                                                    | Datare: 1860 Descoperit: jud. Mureș, com. VĂTAVA, RÂPA DE JOS Dimensiuni: Î: 23 cm; D: 17,5 cm Material: lemn; cioplire; strunjire | Recipient de formă sferică, ușor turtit, folosit la transportarea băuturii la nuntă. În partea inferioară prezintă niște prelungiri care au rolul unor piciorușe de susținere. În partea superioară, sub dop, este perforat pentru a se putea prinde mânerul. Decorul este realizat din motive geometrice, cercuri concentrice, și este prezent pe ambele părți laterale. Se pot observa urmele unei plase de sârmă ce a fost aplicată pe obiect. Pe ambele părți laterale are incizat anul în care a fost realizată: 1860. Cromatica: culoarea naturală a lemnului. | Muzeul Etnografic, Reghin                                           | Cimec    |
|      | Corn de praf de pușcă                                                     | Datare: sf. sec. al XIX-lea Descoperit: jud. Mureș, com. Deda, Deda Dimensiuni: Î: 15,5 cm Material: corn, metal; incizare | Corn pentru praf de pușcă, de forma literei Y, golit de conținut, iar la extremități completat cu dopuri, cel de la orificiul principal fiind întărit cu metal. Pe părțile laterale are fixate două inele metalice care foloseau la atașarea cornului la tolbă. Deorul este realizat din motive geometrice (linii, puncte, cercuri, cercuri concentrice), motive astrale (rozeta), pe cele două brațe are câte o coroană susținută de cercuri concentrice. Deasupra punctului de bifurcare al brațelor are incizate inițialele M.I., probabil inițialele meșterului care a realizat piesa. | Muzeul Etnografic, Reghin                                           | Cimec    |
|      | Țiteră                                                                    | Datare: sf. sec. al XIX-lea Descoperit: jud. Mureș, com. Aluniș, Fițcău Material: lemn; cioplire, traforare | Instrument muzical din lemn cu corzi. La folosirea acesteia se atingeau corzile cu o pană, procedeu asemănător cu cel care se realizează în cazul chitărilor contemporane. Piesa este de formă dreptunghiulară, în partea inferioară fiind bombată. Piesa este prevăzută cu câteva orificii, realizate prin traforare, marcând zonele acustice de rezonanță. În același timp, aceste orificii îndeplinesc și rolul de decor, prin dispunerea lor pe suprafața piesei. Motivele decorative folosite sunt cele geometrice - cercuri - și motivul crucii (5 cercuri dispuse în forma unei cruci). | Muzeul Etnografic, Reghin                                           | Cimec    |
|      | Cămașă cu ciupag                                                          | Datare: Sf.sec.XIX-înc.sec.XX Descoperit: jud. Mureș, com. Brâncovenești, Săcalu de Pădure Material: bumbac, dantelă, țesut în 2 ițe, încheiat cu acul, încheiat cu mașina, cheiță, brodat pe crețuri, broderie plină                                                                                    | Cămașă încrețită la gât, prinsă într-un guler îngust numit "obânzică", cu gura în spate, croită din 3,5 lați de pânză de bumbac țesută în 2 ițe, încheiată cu acul și cu cheița, mânecile lungi încrețite la gât prinse în obânzică, croite dintr-un lat și jumătate de pânză, cu volan amplu ("fodori") încrețiți în "lănceț". Poalele atașate manual la brâu, croite din 2 foi drepte (față, spate) și câte 2 clini laterali trapezoidali, încheiate cu cheiță și tivite cu cusătură tighel în partea de jos. Decor amplasat la obânzică, motive geometrice cusute pe dos cu bumbac roșu, albastru, galben, bleu, roz. La gât în față ciupagul trapezoidal cusut pe încreț în motive geometrice (romb, zăluță) cu bumbac roșu, iar în partea de jos o bandă cu motivul "șarpele" cusut cu bumbac roșu, negru, galben, verde; mâneca prezintă "șâre" peste cot, în motive florale, broderie plină cu bumbac policrom; pe lângă cusătura de îmbinare a laților de la obânzică până la capătul fodorilor sunt cusute "frunzuțe" cu bumbac roșu și negru; mâneca încrețită la brățară cu "lânceți" cusut pe încreț cu bumbac roșu în motive geometrice; se termină cu fodori decorați pe margine cu "șăruțe" brodate plin în motive florale cu bumbac policrom, tiviți cu mașina, cu orcolaș în zig-zag cusut cu bumbac galben, apoi dantelă albă țesută mecanic. | Muzeul Etnografic, Reghin                                           | Cimec    |
|      | Catrință Autor: Cengher, Maria                                            | Datare: Înc.sec.XX. Descoperit: jud. Mureș, com. Brâncovenești, Săcalu de Pădure Dimensiuni: L. Ornament: 23 cm Material: lână, lânică, țesut în 4 ițe, ales printre fire și peste fire, feston, înnodat                                                                                                 | Catrință de formă dreptunghiulară, țesută în 4 ițe cu urzeală de lână neagră și băteală de lână albastru închis ("trup vânăt"). La brâu o vargă roșie tivită manual, apoi o vrâstă din fire de lânică policromă. Pe margini vrâste din fire de urzeală roșii și galbene. La poale câmp ornamental realizat din vărgi simple roșii alese peste fire "în lătunoi" altrnând cu vărgi decorate în motive florale alese peste fire cu lânică policromă. Pe margini feston simplu și franjuri înnodați din lânică policromă, culori alternative. | Muzeul Etnografic, Reghin                                           | Cimec    |
|      | Catrință Autor: Cengher, Anisia                                           | Datare: Înc.sec.XX Descoperit: jud. Mureș, com. Brâncovenești, Săcalu de Pădure Dimensiuni: L.ornament: 21 cm Material: lână, lânică, galon de fir, țesut în 4 ițe, ales peste fire, feston | Catrință de formă dreptunghiulară țesută în 4 ițe din lână albastru închis. La brâu o vargă roșie și 3 vrâste (galben, verde, roșu), tivită manual, se leagă cu baieră din fire de lână, apoi o vrâstă din fire albe, roșii, verzi care încadrează alesătură în motiv geometric, liniar în diverse culori alternativ. Pe margini vrâste din fire de urzeală galbene, roșii, verzi. La poale câmp ornamental realizat din vrâste roșii alese peste fire "în lătunoi" alternând cu vărgi decorate în motive florale alese în "gușături" cu lânică policromă pe fond galben și negru. Câmpul ornamental e încadrat de galon de fir argintiu și feston simplu cu franjuri foarte scurți din lânică policromă în culori alternative. | Muzeul Etnografic, Reghin                                           | Cimec    |
|      | Ceapță Autor: Bompa, Fira                                                 | Datare: A II.jum.a sec.XX Descoperit: jud. Mureș, com. Suseni, Luieriu Material: pânză indusatrială, lâniță, paiete, mărgele, cusut manual, galon de fir, broderie plină | Ceapță confecționată din pânză neagră industrială. Ornamente realizate în broderie plină cu lâniță policromă (roșu, broderie, roz ciclamen, gaben, albastru în 3 nuanțe, verde în 3 nuanțe), motive florale, 3 registre delimitate de aplicații de galon de fir argintiu, paiete și mărgele. | Muzeul Etnografic, Reghin                                           | Cimec    |
|      | Ștergar de cap                                                            | Datare: Sf.sec.XIX - înc.sec XX Descoperit: jud. Mureș, com. Brâncovenești, Săcalu de Pădure Material: pânză de bumbac; arnici | Trupul ștergarului - pânză simplă în două ițe. Ornamentul plasat la 3-5 cm de capete. Un ornament mai bogat lat de 10 cm format din alăturare sintetică de benzi aproximativ egale și puțin mai bogată banda centrală, cu o culoare în plus. Benzile sunt alcătuite din vrâste de diferite dimensiuni, cu linii și linii întrerupte. Spre exterior sunt tot mai înguste. Ornamentul este lucrat în lătunoi. Culori: roșu, alb, albastru închis. Capetele ștergarului nu sunt tivite, se termină cu fire scurte (1 cm) din urzeală. Ornamentul simplu de 3,5 cm este format din 5 benzi roșii, simetrice și descrescând spre exterior cu un fir negru central. | Muzeul Etnografic, Reghin                                           | Cimec    |
|      | Pieptar femeiesc                                                          | Datare: A II.jum.sec.XIX Descoperit: jud. Mureș, com. Brâncovenești, Săcalu de Pădure Material: blană, piele, mătase | Pieptar femeiesc deschis în față, se încheie cu 3 nasturi și cheotori de piele, fără mâneci, confecționat din piele de oaie albă tăbăcită. De jur împrejur pe margini aplicație de blană de miel neagră ("zăgări"), apoi irhă albă brodată în motive vegetale (frunze) și geometrice - valul, spirala, cu mătase roșie, verde, portocalie dispuse în benzi în chenar - 2 rânduri, de la care pornesc "flori" în broderie plină cu mătase policromă: roșie, portocalie, mov, albastră, verde; pe spate câte o "peană" (motive florale), una la gât și albă în partea inferioară, simetric; peste motivele brodate din loc în loc ciucuri ("cănaci") din mătase policromă. | Muzeul Etnografic, Reghin                                           | Cimec    |
|      | Cizme                                                                     | Datare: Înc.sec.XX Descoperit: jud. Mureș, com. Brâncovenești, Luieriu Dimensiuni: î.: 31 cm Material: piele vită, ață, ciue lemn, croit, cusut, tras pe calapod | O pereche de cizme croite pe un singur picior ("umblătoare"), din piele de vită vopsită în roșu, cu carâmbul înalt și drept, necăptușite. Pe călcâi ornamente florale cusute la mașină cu ață galbenă. Talpă din piele de bovină, toc înalt de 2 cm. În interior cu curele din piele pentru tras piciorul. | Muzeul Etnografic, Reghin                                           | Cimec    |
|      | Cămașă cu ciupag Autor: Lica, Maria                                       | Datare: Înc.sec.XX Descoperit: jud. Mureș, com. Brâncovenești, Idicel Material: in; bumbac | Cămașă încrețită la gât prinsă într-un guler îngust numit "obânzică" cu gura în spate, croită din 3,5 lați de pânză de bumbac alb, țesută în 2 ițe încheiați manual cu acul; mânecile lungi încrețite, la gât croite din 1,5 lați de pânză, cu "fodori" încrețiți în "lănceți"; poalele atașate la brâu, manual croite din 2 foi drepte (față, spate) și câte 21 clini laterali trapezoidali din pânză mestecată (cânepă și bumbac) țesută în 2 ițe, încheiate cu cheiță, tivite manual. Decor amplasat pe "obânzică" - motive geometrice cusute pe dos cu bumbac roșu; roșu și negru în motive geometrice (romburi concentrice, romburi cu raze, zăluțe); mâneca prezintă un registru decorativ amplasat peste cot "șâre" în motive geometrice realizate în broderie plină și perforată cu bumbac roșu și alb. Din gât și până la obânzică pornește un rând vertical cusut pe fir cu motive geometrice, cu bumbac roșu și galben, mâneca se termină cu "lânceț" cusut pe încreț cu bumbac roșu în motive geometrice, apoi volanul amplu, "fodorii" tiviți manual, decorați cu "șăruțe" cusute pe fir cu bumbac roșu, apoi "orcolaș" în zig-zag pe tivitură; fodori se termină cu dantelă albă, țesută mecanic "cipcă". | Muzeul Etnografic, Reghin                                           | Cimec    |
|      | Catrință                                                                  | Datare: Înc.sec.XX Descoperit: jud. Mureș, com. Brâncovenești, Idicel Pădure Dimensiuni: L.ornament: 27 cm Material: lână, lânică, țesut în 4 ițe, ales peste fire, feston, bumbac | Catrință de formă dreptunghiulară, țesută în 4 ițe cu urzeală de bumbac negru și băteală de lână mov ("trup vânăt"). La brâu o vargă negră tivită manual, apoi o vrâstă din fire policrome. Pe margini vrâste din fire de urzeală roșii, galbene, verzi. La poale câmp ornamental realizat din vărgi delimitate de vrâste foarte înguste alese peste fire cu linii și căsuțe. Vărgile sunt decorate în motive geometrice și vegetale stilizate alese peste fire "în lătunoi" cu lânică policromă. Pe margini cusătură tip feston în colțișori, apoi feston simplu și în motive geometrice cu lânică policromă în culori alternative. | Muzeul Etnografic, Reghin                                           | Cimec    |
|      | Șurț                                                                      | Datare: Înc.sec.XX Descoperit: jud. Mureș, com. Brâncovenești, Idicel-Sat Material: mătase; păr | Șorț de formă dreptunghiulară confecționat dintr-o foaie de pânză neagră de bumbac, țesută mecanic cu alesături în motive florale cu mătase bej și albastră. La poale tivit manual, în talie încrețit prinsă într-un cordon din același material, cusut la mașină. | Muzeul Etnografic, Reghin                                           | Cimec    |
|      | Năframă cu ciucuri                                                        | Datare: Înc.sec.XX Descoperit: jud. Mureș, com. Brâncovenești, Idicel Material: păr | Năframă de formă dreptunghiulară, confecționată din mătase ("mătase înfundată" - cu 2 fețe), țesută mecanic cu alesătură peste fire cu mătase neagră și muștar cu motive florale pe toată suprafață cu bordură neagră pe o față și muștar pe cealaltă, de jur împrejur tivită, pe margini ciucuri înnodați din mătase muștar. | Muzeul Etnografic, Reghin                                           | Cimec    |
|      | Cămașă femeiască                                                          | Descoperit: jud. Mureș, com. Hodac, Hodac Material: Panza | Cămașă încrețită la gât prinsă într-un guler îngust numit "obânzică" cu gura în spate croită din 4 lați de pânză albă industrială "giolgi" încheiați cu mașina de cusut; mânecile lungi încrețite la gât prinse în obânzică, croite din 1,5 lați de pânză, cu "pană" subsoară, cu fodori încrețiți în "lănceți", poalele atașate la brâu, manual croite din pânză de bumbac țesută în 2 ițe cu o foaie dreaptă în față și 5 clini trapezoidali în sapte și lteral, încheiate cu cheiță și tivite manual în partea de jos. Decor amplasat pe obânzică, motive geometrice cusute pe dos cu bumbac roșu, albastru, alb; ciupagul de formă trapezoidală, cusut în motive geometrice cu bumbac roșu, mâneca prezintă "șâre" peste cot, în motive geometrice, realizate în broderie peste fir și broderie perforată cu bumbac roșu și alb; pe mijlocul mânecii de la obânzică vertical dantelă albă țesută mecanic prinsă cu cheiță roșie, mâneca încrețită în partea de jos cu "lănceț" cusut pe încreț cu bumbac roșu, motive geometrice (romburi), se termină cu "fodori" decorați cu "penuțe" cusute peste fir și în cruciulițe cu bumbac roșu, apoi "orcolaș" în zig-zag peste tivitură cu bumbac roșu; fodorii se termină cu dantelă croșetată manual din bumbac alb.                                                                                           | Muzeul Etnografic, Reghin                                           | Cimec    |
|      | Catrință Autor: Frandeș, Rafila                                           | Datare: Înc.sec.XX Descoperit: jud. Mureș, com. Hodac Dimensiuni: L.ornament: 27,5 cm Material: lână, lânică, țesut 5 ițe, ales printre fire, feston, croșetat | Catrință de formă dreptunghiulară, țesută în 5 ițe din lână mov ("trup vânăt"). La brâu o bandă roșie tivită manual. Pe marginile laterale câte 2 vrâste înguste din fire din urzeală roșii și galbene. La poale câmp ornamental realizat din 3 benzi delimitate de vrâste și 2 benzi mai înguste alese printre fire în motive florale și vegetale cu lânică policromă. Roșu, verde închis și deschis, albastru, mov, ciclamen, galben, alb, portocaliu. Marginile câmpului ornamental festonate în motiv geometric cu lânică policromă și dantelă în colțișori realizată manual din lânică în aceleași culori. | Muzeul Etnografic, Reghin                                           | Cimec    |
|      | Șorț femeiesc                                                             | Datare: Prima.jum.sec.XX Descoperit: jud. Mureș, com. Hodac, Hodac Material: mătase, satin, broderie plină, tivit, croșetat | Șorț de formă dreptunghiulară, compus din 2 foi de satin negru, încheiate cu chiță cu mătase muștar; tivită cu mașina și cusută la brâu și la poale, ornamentat cu 2 buchete mari în motive florale și "pene" mici, realizate în broderie plină cu mătase policromă; la poale colțișori croșetați din mătase muștar. | Muzeul Etnografic, Reghin                                           | Cimec    |
|      | Pieptar femeiesc                                                          | Descoperit: jud. Mureș, com. Hodac, Hodac Material: Piele | Pieptar femeiesc deschis în față, puternic răscroit la umeri și la gât, scurt până la talie, fără mâneci, confecționat din piele de miel vopsită în negru; pe margine de jur împrejur, la gât și mâneci aplicație de meșină roșie și colțișori ștanțați; la deschizătura din față aplicate 2 fâșii de blană neagră de astrahan, apoi găitan negru în spirale care se prelungește în 4 cheotori (nasturii lipsesc); pe lângă cele 2 benzi de blană neagră sunt aplicați cât 4 nasturi din piele roșie de la care pornesc ciucuri din lânică policromă; ornamente florale pe toată suprafața în broderie plină cu lânică policromă - roșu, galben, albastru, mov, verde, alb - vas cu flori și păsări "pomul vieții" - dispus în față cu prelungire pe spate și central, pe spate, delimitate de 2 fâșii de meșină roșie cusută pe margini cu meșină albă. | Muzeul Etnografic, Reghin                                           | Cimec    |
|      | Ceapță                                                                    | Datare: Înc.sec.XX Descoperit: jud. Mureș, com. Hodac, Hodac Material: Panza | Ceapță confecționată din catifea neagră, se încheie sub bărbie cu nasture și cheutoare. Ornamentată cu galon de bumbac maro cu fir metalic de jur împrejur pe margini și cu dantelă neagră încrețită pe lângă față. | Muzeul Etnografic, Reghin                                           | Cimec    |
|      | Ștergar de cap                                                            | Datare: Jumătatea sec. XIX Descoperit: jud. Mureș, com. Hodac, Hodac Material: Material textil; bumbac; arnici; pânză | Ștergar de bumbac țesut în 2 ițe. Ornament de 3 cm la 1 cm de la capete format din banda centrală de 1 cm cu motiv geometric - tabla de șah cu margini dințate șI cu două fire, linii drepte albastru pe fondul roșu al benzii. La 1 cm simetric față de banda centrală este câte un fir în zig-zag, linie val. Culori: roșu, albastru, alb. Capete netivite cu franjuri - 2 cm din urzeală. | Muzeul Etnografic, Reghin                                           | Cimec    |
|      | Brâu Autor: Pop, Nastasie                                                 | Datare: Prima jum.sec.XX Descoperit: jud. Mureș, com. Hodac, Hodac Material: lânică, țesut în 4 ițe, țesut în lătunoi | Brâu femeiesc de formă dreptunghiulară țesut în 4 ițe, în lătunoi, din lânică neagră, bleu, mov, albă. Decor amplasat pe toată suprafața alcătuit din vrâste longitudinale negru, mov, bleu și 3 linii punctate albe. La capete franjuri din urzeală. | Muzeul Etnografic, Reghin                                           | Cimec    |
|      | Opinci femeiești                                                          | Descoperit: jud. Mureș, com. Hodac, Hodac Material: Piele | Opinci femeiești confecționate din piele de vițel, de culoare mov, cusute cu fâșie îngustă de piele, se leagă cu ață din păr de capră neagră | Muzeul Etnografic, Reghin                                           | Cimec    |
|      | Nojițe                                                                    | Descoperit: jud. Mureș, com. Hodac, Hodac Material: Par de capra | Ațe pentru legat opincile din fire de păr de capră negru, răsucite și împletite în două. | Muzeul Etnografic, Reghin                                           | Cimec    |
|      | Obiele pentru opinci femeiești                                            | Datare: Înc.sec.XX. Descoperit: jud. Mureș, com. Hodac, Hodac Material: Stofa | O pereche de obiele de formă dreptunghiulară, din pănură albă, în partea de sus sunt surfilate simplu cu lână neagră. | Muzeul Etnografic, Reghin                                           | Cimec    |
|      | Cămașă cu ciupag                                                          | Datare: Înc.sec.XX Descoperit: jud. Mureș, com. Hodac, Hodac Material: pânză industrială, pânză de bumbac, dantelă, țesut în 2 ițe, încheiat cu acul, cusut pe dos, brodat pe crețuri, în cercuri | Cămașă încrețită, la gât prinsă într-un guler îngust numit "obânzică" cu gura în spate, croită din 3 lați de pânză albă industrială "giolgi" încheiați cu acul, mânecile lungi încrețite la gât, prinse în obânzică, croite dintr-un lat de pânză încheiate cu cheiță, cu fodori încrețiți în "lănceț"; poalele atașate la brâu manual, croite din pânză de bumbac țesută în 2 ițe, cu 2 foi drepte (față, spate) cu 3 clini laterali în partea stângă și 2 clini în partea dreaptă închiate cu cheiță din bumbac alb, tivite cu tighel în partea de jos. Decor amplasat pe obânzică, motiv geometric (zig-zag) cusut pe dos cu bumbac mercerizat albastru și verde; ciupagul de formă trapezoidală, cusut cu motive geometrice - romburi, cruciulițe, romburi cu raze, zăluțe - cu bumbac mercerizat negru; mâneca prezintă "șâre" peste cot cu motive geometrice cusute cu cruciulițe cu bumbac negru, bleu albastru, muștar, este încrețită în partea de jos cu "lănceț" cusut cu bumbac negru în zig-zig, se termină cu volan ("fodori") prevăzut cu dantelă albă țesută mecanic. | Muzeul Etnografic, Reghin                                           | Cimec    |
|      | Catrință Autor: Frandeș, Rafila                                           | Datare: Prim.jum.sec.XX Descoperit: jud. Mureș, com. Hodac Dimensiuni: lungime ornament: 27,5 cm Material: lână, lânică, galon de mătase, fir metalic, paiete, țesut 4 ițe, cusut, feston, croșetat | Catrință de formă dreptunghiulară țesută în 4 ițe din lână mov ("trup vânăt"). La brâu o bandă negră tivită manual. Pe marginile laterale vrâste din fire din urzeală roșii și galbene. La poale câmp ornamental pe fond roșu țesut în 2 ițe, motiv floral compact realizat din galon de mătase policromă, fir metalic și paiete cusut. Marginile câmpului ornamental festonate în motive geometrice cu lânică policromă, în culori alternative: roșu, bordo, albastru, verde, galben, ciclamen și aplicație de dantelă croșetată manual din lânică policromă. | Muzeul Etnografic, Reghin                                           | Cimec    |
|      | Șorț femeiesc                                                             | Datare: Înc.sec.XX Descoperit: jud. Mureș, com. Hodac, Hodac Material: pânză, mătase, galon de fir, paiete, cusătură, tivit, lănțișor | Șort de formă dreptunghiulară, confecționat din pânză neagră industrială, tivit cu mașina la poale și pe marginile laterale. Decor amplasat pe toată suprafața - 2 "pene" mari (buchete florale) de la care pornesc spre brâu cele 2 ghirlande și "pene" mai mici, cusut în punct de lănțișor cu mătase policromă; la poale aplicație de galon de fir argintiu în zig-zag, iar de o parte și de alta a acestuia paiete cu mărgele. | Muzeul Etnografic, Reghin                                           | Cimec    |
|      | Pieptar femeiesc Autor: Pop, Nastasie                                     | Datare: Prima jum.sec.XX Descoperit: jud. Mureș, com. Hodac, Hodac Material: pănură, catifea, mărgele,galon de fir, cusut, țesut în 2 ițe | Pieptar femeiesc, înfundat, deschis pe umăr și partea laterală stângă, se încheie cu nasturi și cheotori (4 lateral și 1 pe umăr), fără mâneci, drept în talie, cu șliț în partea dreaptă, confecționat din pănură albă, iar pe față aplicație de catifea neagră ("barșon"); la gât paspoal din catifea verde și roșie, la mâneci bleumarin, lateral catifea verde, iar la poale 3 benzi aplicate din catifea verde, roșie, bleumarin, continuate cu țesătură de lână neagră, imitație de astrahan; de jur împrejur pe margini aplicație de galon de fir argintiu în zig-zag. Decor cusut cu mărgele policrome, motiv floral în coroniță, dispus central pe piept și spate. | Muzeul Etnografic, Reghin                                           | Cimec    |
|      | Ceapță Autor: Moldovan, Cătălina                                          | Datare: Înc.sec.XX Descoperit: jud. Mureș, com. Beica de Jos, Șerbeni Material: mătase | Ceapsă confecționată din materie industrială neagră de bumbac cu flori alese cu mătase policromă. Calota este delimitată în 3 registre prin aplicație de panglică neagră; pe lângă tâmple aplicație de galon de mărgele și paiete, un șir de mărgele negre, iar pe paspoal paiete și mărgele policrome; pe lângă față dantelă neagră încrețită. | Muzeul Etnografic, Reghin                                           | Cimec    |
|      | Ștergar de cap                                                            | Datare: Sf. sec.XIX - înc.sec.XX Descoperit: jud. Mureș MU, com. Gurghiu, Cașva Material: pânză de bumbac; arnici | Ștergar de îmbrobodit țesut în 2 ițe din bumbac alb cu franjuri de urzeală la capete. Ornament cu motive geometrice alese peste fire cu bumbac roșu, dispus în vergi la capetele ștergarului. | Muzeul Etnografic, Reghin                                           | Cimec    |
|      | Brâu Autor: Pop, Nastasie                                                 | Datare: Prima jum.sec.XX Descoperit: jud. Mureș, com. Hodac, Hodac Material: lânică, fir metalic, țesut în 4 ițe, în lătunoi | Brâu femeiesc de formă dreptunghiulară, țesut în 4 ițe, în lătunoi din lânică policromă - albastru bordo, galben, roșu, portocaliu, mov și fir metalic auriu. Decor amplasat pe toată suprafața alcătuit din vârste longitudinale în culori alternative - lânică policromă. La capete franjuri din urzeală. | Muzeul Etnografic, Reghin                                           | Cimec    |
|      | Ghete cu tureac înalt                                                     | Datare: Înc.sec.XX Descoperit: jud. Mureș, com. Hodac, Hodac Dimensiuni: înălțime: 18 cm Material: piele, capse, șiret, pânză, cuie, croit, cusut la mașină, lemn tras pe calapod | O pereche de ghete croite din piele de bovină, căptușite cu pânză albă, cu tureacul înalt din piele de porc vopsite în negru, cu talpă din piele de bovină, toc înalt. Se încheie în față cu câte 9 capse metalice pe o parte și 9 pe cealaltă și se leagă cu șiret negru peste o limbă din piele de porc. | Muzeul Etnografic, Reghin                                           | Cimec    |
|      | Cămașă cu ciupag Autor: Nastasia lui Vasile                               | Datare: Înc.sec.XX Descoperit: jud. Mureș, com. Ibănești, Ibănești Material: bumbac, pânză de bumbac, dantelă, țesut în 2 ițe, încheiat cu acul, cusut pe dos, brodat | Cămașă încrețită la gât, prinsă într-un guler îngust, numit "obânzică", cu gura în spate croită din 4 lați de pânză de bumbac țesută în 2 ițe, încheiată cu acul. Mânecile lungi încrețite la gât prinse în obânzică, croite din 1,5 lați de pânză, cu pană subsoară, cu fodori încrețiți în "lănceți". Poalele atașate la brâu, manual, croite din 2 foi drepte (față, spate) și câte 2 clini laterali, trapezoidali, încheiate cu acul și tivite manual în partea de jos. Decor amplasat pe obânzică, motive geometrice cusute pe dos cu bumbac mercerizat roșu, negru, galben, verde. Ciupagul de formă trapezoidală, cusut în motive grometrice cu bumbac roșu. Mâneca prezintă "șâre" peste cot, în motive geometrice, brodat la fir cu bumbac negru, roșu, albastru, galben. Pe mijlocul mânecii de la obânzică în jos sunt cusute floricele cu bumbac negru. Mâneca încrețită în partea de jos la brățară cu "lănceț" cusut pe încreț cu bumbac negru motive geometrice, se termină cu fodori decorați pe margine cu "penuțe" cusute la fir cu bumbac negru și roșu, apoi "orcolaș" în zig-zag peste tivitură, cu bumbac roșu; fodorii se termină cu dantelă în colțișori croșetată manual din bumbac alb. | Muzeul Etnografic, Reghin                                           | Cimec    |
|      | Catrință Autor: Chirteș, Maria                                            | Datare: Sf.sec.XIX Descoperit: jud. Mureș, com. Gurghiu, Ibănești-Sat Dimensiuni: L. ornament: 23 cm Material: lână, lânică, țesut în 4 ițe, bumbac, galon de fir, cusut, broderie, feston, ales peste fire                                                                                              | Catrință de formă dreptunghiulară, țesută în 4 ițe din lână albastru închis ("trup vânăt"). La brâu o vargă lată roșie tivită manual, se leagă cu baieră din fire de lână roșie, portocalie, verde, răsucite și împletite, apoi o vrâstă îngustă din fire roșii, verzi, albe. Pe margini vrâste din fire de urzeală roșii și portocalii. La poale câmp ornamental realizate din vrâste roșii alese peste fire "în lătunoi" alternând cu vărgi cusute pe dos cu bumbac alb în motive geometrice și vărgi brodate, cusute (feston și înapoia acului) în motive florale, geometrice și coarnele berbecului. Vărgile sunt delimitate de galon de fir argintiu. Pe margini feston simplu din lânică policromă în culori alternative. | Muzeul Etnografic, Reghin                                           | Cimec    |
|      | Șurț cu două pene Autor: Fărcaș, Veronica                                 | Datare: Înc.sec.XX Descoperit: jud. Mureș Mureș, com. Hodac, Hodac Hodac Material: mătase, barșon, broderie plină, feston | Șorț de formă dreptunghiulară confecționat din catifea neagră, tivit manual la brâu și la poale, ornamentat pe toată suprafața cu buchete florale în vază ("pomul vieții") înconjurat de ghirlande în motive florale și "pene" realizate în broderie plină cu mătase policromă; la poale cu mătase muștar. | Muzeul Etnografic, Reghin                                           | Cimec    |
|      | Pieptar femeiesc Autor: Filon                                             | Datare: Prima jum.sec.XX Descoperit: jud. Mureș, com. Ibănești, Ibănești-Pădure Material: piele de miel, blană, mătase, ață, tăbăcit, vopsit, croit, broderie plină | Pieptar femeiesc, înfundat, deschis pe umăr și partea laterală stânga, se încheie cu nasturi și cheotori din piele (3 lateral și 1 pe umăr), fără mâneci, puternic răscroit la umeri, în talie ușor evazat și șliț în părți, confecționată din piele de oaie, vopsită maro, la gât, mâneci și lateral paspoal din meșină maro; la gât, umeri și poale aplicație de catifea neagră ("barșon"). Lateral și pe umeri aplicație de meșină neagră, ștanțată cu floricele și marcată cu șnur mov cusut cu ață roșie; la poale aplicație de țesătură de mătase neagră, imitație astrahan. Decor brodat cu mătase neagră, roșie, albastră, maro, mov, bordo, roz, portocalie, verde - motiv central dispus pe piept în buchet mare, apoi 2 flori mici simetrice în lateral, iar în partea de jos 2 benzi florale; în spate coroniță în motiv floral cu floarea deasupra. | Muzeul Etnografic, Reghin                                           | Cimec    |
|      | Ceapță                                                                    | Datare: Înc.sec.XX Descoperit: jud. Mureș, com. Ibănești, Ibănești-Pădure Material: pânză indusatrială, mătase, galon de fir, dantelă, panglică, nasture, broderie plină | Ceapsă ("ceapță") confecționată la mașina de cusut, se încheie sub bărbie cu nasture și cheotoare, de la care atârnă o panglică de mătase neagră, decorată cu motive florale brodate plin cu mătase policromă. Calota din pânză industrială de bumbac negru brodată cu motive florale (lăcrămioare) cu mătase roșu, negru, maro, galben, verde, delimitată în 3 registre prin panglică neagră de bumbac. Pe margini de jur împrejur, aplicație de galon de fir argintiu cu paiete policrome; în față dantelă neagră încrețită. | Muzeul Etnografic, Reghin                                           | Cimec    |
|      | Ștergar de cap                                                            | Datare: Jumătatea sec. XIX Descoperit: jud. Mureș M MUREȘ, com. Hodac, Hodac Dimensiuni: 2 cm franjuri Material: bumbac; arnici; pânză | Ștergar de bumbac țesut în 2 ițe. Ornament de 3 cm amplasat la capătul ștergarului, este format din banda centrală compactă cu aspect de tablă de șah cu margini dințate, iar la 1 cm pe ambele părți câte o linie șerpuită în zig-zag, linie-val. Culori: roșu, alb. Capete netivite terminate cu franjuri scurți din urzeală - 2 cm. | Muzeul Etnografic, Reghin                                           | Cimec    |
|      | Brâu Autor: Gliga, Floarea                                                | Descoperit: jud. Mureș, com. Ibănești, Ibănești Material: lână, țesut în 2 ițe, vrâste | Brâu femeiesc de formă dreptunghiulară, țesut în 2 ițe din lână. Decor amplasat pe toată suprafața, alcătuit din vârste longitudinale roșii, mov, verzi, galbene și negre. | Muzeul Etnografic, Reghin                                           | Cimec    |
|      | Bocanci                                                                   | Datare: A II.jum sec.XX Descoperit: jud. Mureș, com. Ibănești, Ibănești-Pădure Dimensiuni: înălțime: 16,5 cm Material: piele, ață, cuie, lemn, șiret, croit, cusut la mașină, tras pe calapod | O pereche de ghete din piele de bovină, căptușite cu piele, cu tureacul înalt, vopsite în negru, cu talpa din piele de bovină, toc înalt de 3 cm. Se încheie în față cu câte 8 capse metalice pe o parte și pe cealaltă și se leagă cu șiret negru peste o limbă de piele. | Muzeul Etnografic, Reghin                                           | Cimec    |
|      | Cămașă femeiască                                                          | Datare: A II.jum.sec.XIX Descoperit: jud. Mureș, com. Suseni, Luieriu Material: pânză de bumbac, cânepă, dantelă, țesută în 2 ițe, broderie plină, cheiță | Cămașă încrețită la gât prinsă într-un guler îngust numit "obânzică", cu gura în spate din 3 lați de pânză albă de bumbac țesută în 2 ițe; încheiați cu cheiță din bumbac roșu. Mânecile lungi încrețite la gât prinse în obânzică, croită dintr-un lat de pânză încheiată cu cheiță de bumbac negru, cu volan ("fodori") încrețit în "lănceț". Poale atașate la brâu, manual, croite din pânză de bumbac țesută în 2 ițe, cu 2 foi drepte (față, spate), cu câte 2 clini laterali, încheiate manual cu acul, tivite cu tighel în partea de jos. Decor amplasat pe obânzică, motiv geometric "coloana", cusut pe dos cu bumbac roșu și negru; ciupagul de formă trapezoidală cusut în motive geometrice - romburi - cu bumbac roșu și o vargă cu zăluțe cusute cu bumbac negru, roșu, galben, verde în partea de jos. Mâneca prezintă "șâre" peste cot în motive florale, broderie plină cu bumbac roșu; "lăncețul" cusut peste crețuri în motive geometrice cu cu bumbac roșu. "Fodorii" au pe margine "șâre" în motiv floral, broderie plină cu bumbac roșu, pe tivitură un șir în zig-zag, apoi dantelă albă de bumbac tivită manual. | Muzeul Etnografic, Reghin                                           | Cimec    |
|      | Catrință Autor: Blaga, Zamfira                                            | Datare: Sf.sec.XIX Descoperit: jud. Mureș, com. Fărăgău, Fărăgău Dimensiuni: L. ornament: 44.5 cm Material: lână, lânică, galon de fir, paiete, țesut în 4 ițe, ales peste fire | Catrință de formă dreptunghiulară, țesută în 4 ițe din lână neagră (trup vânăt). La brâu tivită manual, apoi o vrâstă îngustă din fire roșii și verzi. Pe margini vrâste din fire de urzeală roșii și portocalii. La poale câmp ornamental realizat din vărgi roșii alese peste fire "în lătunoi" alternând cu vărgi decorate în motive geometrice alese peste fire cu lânică policromă. Printre aceste vărgi este câte o vrâstă foarte îngustă din fir metalic peste care s-au cusut paiete cu mărgele. Pe margini galon de fir iar la poale franjuri negrii. | Muzeul Etnografic, Reghin                                           | Cimec    |
|      | Șorț femeiesc Autor: Rat, Todora                                          | Datare: Înc.sec.XX Descoperit: jud. Maramureș, com. Lunca, Logig Material: lână, lânică, țesut în ițișoare; tiugă | Șorț de formă dreptunghiulară, țesut în ițișoare de lână ("păr") neagră, încrețit în talie în pliuri mari prins într-o baieră din fire de lână răsucite și împletite (alb, negru, roșu, bej) cu care se leagă în spate, compus din 2 foi de țesătură încheiată cu acul. La poale și pe marginile laterale vrâste bătute cu lânică roșie, portocalie, verde; în partea de jos tivită manual și franjuri scurți (2 cm) din lână neagră. Decor în contextură ("romburi"). | Muzeul Etnografic, Reghin                                           | Cimec    |
|      | Brâu Autor: Holirca, Raveca                                               | Datare: Înc.sec.XX Descoperit: jud. Mureș, com. Lunca, Lunca Material: lână; strămătură | Brâu femeiesc de formă dreptunghiulară, țesută în lătunoi în 4 ițe din lână policromă - vrâste longitudinale roșii, galbene, verzi, mov, albe. | Muzeul Etnografic, Reghin                                           | Cimec    |
|      | Năframă cu ciucuri                                                        | Datare: Înc.sec.XX Descoperit: jud. Bistrița-Năsăud, com. Silivașu de Cîmpie, Silivașu de Cîmpie Material: mătase; păr | Năframă de formă pătrată confecționată din mătase ("mătase înfundată" - cu 2 fețe) țesută mecanic, neagră pe o față și albastră pe cealaltă. De jur împrejur un chenar în bandă, motiv floral - trandafir (9 cm) cu mătase neagră pe fața albastră și mătase albastră pe fața neagră. Pe margini ciucuri împletiți (triunghiuri) și înnodați din mătase neagră. | Muzeul Etnografic, Reghin                                           | Cimec    |
|      | Pieptar femeiesc                                                          | Datare: Înc.sec.XX Descoperit: jud. Mureș, com. Lunca, Lunca Material: piele; mătase | Pieptar femeiesc confecționată din piele de oaie vopsită neagră, înfundat, deschis pe umăr și partea laterală stânga; se încheie cu nasturi din cheotori din piele (3 laterali și 1 pe umăr) fără mâneci, puternic răscroit la umeri, în talie ușor evazat și și șliț în părți. La gât, la mâneci și lateral paspoal din meșină maro și colțișori ștanțați. De jur împrejur fâșii de meșină maro ștanțată cu floricele și marcată cu șnur portocaliu cusut cu ață roșie; la poale aplicație de țesătură de lână neagră, imitație astrahan. Decor brodat cu mătase policromă - roșu, bordo, albastru, maro, verde, muștar, galben. Pe piept motivul central dispus sub răscroiala gâtului un buchet brodat policrom, apoi alt buchet în partea inferioară, iar între ele de o parte și de alta, simetric 2 buchete mai mici; pe spate deasupra un buchet mic, apoi un buchet prelungit spre gât în coroniță. | Muzeul Etnografic, Reghin                                           | Cimec    |
|      | Cizme                                                                     | Datare: Înc.sec.XX Descoperit: jud. Mureș, com. Fărăgău, Poarta Dimensiuni: înălțime: 42 cm Material: piele, ață, cuie lemn, croit, cusut la mașină, tras pe calapod | O pereche de cizme femeiești, croite pe un singur picior ("umblătoare"), din piele de vită vopsită în roșu cu carâmbul înalt, necăptușită; pe călcâi ornamente florale - 3 buchete - cusute la mașină cu ață albă, talpă din piele de bovină cu blacheu pe vârf, toc înalt de 3 cm cu potcoavă; în interior au 2 curele din piele pentru tras piciorul. | Muzeul Etnografic, Reghin                                           | Cimec    |
|      | Cămașă cu ciupag Autor: Haja, Serafina                                    | Datare: Sf.sec.XIX Descoperit: jud. Mureș, com. Deda, Pietriș Material: bumbac, dantelă, țesut în 2 ițe, încheiuat cu acul, cu mașina, brodat pe crețuri, broderie plină | Cămașă încrețită la gât, prinsă într-un guler îngust numit, "obânzică", cu gura în spate, croită din 3,5 lați de pânză de bumbac țesută în 2 ițe, încheiată cu acul; mânecile lungi încrețite la gât, prinse în obânzică, croite din 2 lați de pânză, cu volan amplu "fodori" încrețiți în "lânceți"; poalele atașate la brâu, manual, croite din 2 foi drepte (față, spate) și câte 2 clini laterali trapezoidali; încheiate și tivite cu mașina. Decor amplasat pe obânzică, motive geometrice cusute în punct de cruciuliță cu bumbac roșu și negru, la gât în față ciupagul tropezoidal cusut pe încreț în motive geometrice (rombul, coarnele berbecului), cu bumbac roșu și 2 grupe de "țesături" cu bumbac negru, mâneca prezintă "șâre" peste cot în motive florale, broderie plină cu bumbac roșu - la îmbinarea celor 2 lați de pânză (cusătură tip tighel) - iar de o parte și alta "puiuți" cusuți peste fir cu bumbac cu fir roșu, alb, negru, motive geometrice (zăluța), se termină cu fodori decorați pe margine cu "săruțe" cusute la fir cu bumbac roșu, tiviți manual, apoi dantelă albă țesută mecanic prinsă în cheiță cu bumbac roșu. | Muzeul Etnografic, Reghin                                           | Cimec    |
|      | Catrință                                                                  | Datare: Sf.sec.XIX Descoperit: jud. Mureș, com. Deda, Deda Dimensiuni: L. ornament: 20,5 cm Material: lână, lânică, fir metalic, țesut în 4 ițe, ales peste și printre fire, feston | Catrință de formă dreptunghiulară țesută în 4 ițe cu urzeală de lână neagră și băteală de lână albastru închis ("trup vânăt"). La brâu o vargă roșie tivită manual. Se leagă cu baieră din fire policrome răsucite și împletite, apoi o vargă îngustă din fire policrome. Pe margini vrâste din fire de urzeală roșii și galbene. La poale câmp ornamental realizat din vrâste roșii alese peste fire "în lătunoi" alternând cu vrâste și vărgi decorate în motive geometrice alese printre fire cu lânică policromă. Vărgile și vrâstele sunt delimitate de "trăsături" cu fir metalic auriu. Pe margini feston simplu din lânică policromă în culori alternative. | Muzeul Etnografic, Reghin                                           | Cimec    |
|      | Catrință Autor: Pășcan, Maria                                             | Datare: Sf.sec.XIX Descoperit: jud. Mureș, com. Deda, Deda Dimensiuni: L.ornament: 25 cm Material: lână | Catrință de formă dreptunghiulară, țesută în 4 ițe cu urzeală din lână neagră și băteală de lână albastru închis ("trup vânăt"). La brâu vargă roșie tivită manual, apoi o vrâstă îngustă din fire roșii, verzi, galbene. Pe marginile laterale vrâste din fire din urzeală roșii și galbene. La poale trup ornamental compact realizat din registre decorative orizontale alese printre fire cu lânică policromă în motive geometrice: romburi, căsuțe, unghiuri, triunghiuri, linii, puncte, coarnele berbecului, "floarea creață". Motivele de bază (romburi, coarnele berbecului, floarea creață) sunt marcate pe margini cu cusătură "tighel" cu lânică sau fir lamé. Marginile câmpului ornamental sunt festonate în motive geometrice cu lânică policromă: roșu, galben, verde, mov, alb. | Muzeul Etnografic, Reghin                                           | Cimec    |
|      | Ștergar de cap Autor: Sorlea, Anisia                                      | Datare: A doua jumătate a sec.XIX Descoperit: jud. Mureș, com. Vătava, Vătava Material: pânză de bumbac; arnici; lânică | Ștergar din bumbac țesut în 2 ițe pe trup și în 4 ițe și lătunoi la ornament. Ornament simplu - 9 cm format din succesiuni de benzi înguste și mai late alăturate, simetric așezat la 7 cm de capătul tivit manual să nu se destrame, cu resturi de urzeală. Ornamentul bogat - 18 cm la 7 cm de capătul tivit cu alb și roșu și franjuri tot alb-roșu de 1,5 cm. La 2 cm de capăt o bandă îngustă de 0,5 cm cu triunghiuri pe laturi. Ornamentul format din registre florale - trei mari și două mai mici, despărțite de benzi cu motive geometrizate. Motivele realizate prin alesătură printre și peste fire. Culori: roșu, alb, bej, gri, albastru. | Muzeul Etnografic, Reghin                                           | Cimec    |
|      | Pieptar femeiesc                                                          | Datare: Prima jum.sec.XX Descoperit: jud. Mureș, com. Deda, Pietriș Vale Material: blană de miel, piele, mătase, tăbăcit, croit, cusut, broderie plină, ștanțare | Pieptar femeisc deschis în față, se încheie cu 3 nasturi ("bumbi") și cheotori din piele, fără mâneci, confecționat din blană de miel albă. De jur împrejur pe margini aplicație de blană de miel albă ("zăgărie"), la fel în jurul umerilor apar aplicații de irhă albă brodată în motive florale cu mătase policromă: maro înhis și deschis, bej, verde închis și deschis, albastru, bleu dispuse în bandă în chenar. Între banda brodată și zagăr sunt colțișori șatnțați din irhă albă; în partea stângă în față, în dreptul taliei buzunar aplicat, la fel ornamentat cu broderie, zagăr și colțișori stanțați. | Muzeul Etnografic, Reghin                                           | Cimec    |
|      | Pantofi femeiești                                                         | Datare: A doua jum.sec.XX Descoperit: jud. Mureș, com. Deda, Pietriș Vale Dimensiuni: Î: 10 cm Material: piele de vițel, cuie, ață, cataramă, șiret, cusut la mașină, ștanțat, tras la calapod | O pereche de pantofi croiți din piele de vițel vopsită în negru, cu toc înalt (4 cm); se încheie cu o baretă peste capută și cu cataramă metalică prinsă cu șiret. În partea din față o limbă ștanțată cu găurile pe care trece bareta, pe lângă limbă partea aplicată din față sunt ștanțate frunzulițe și găuri. | Muzeul Etnografic, Reghin                                           | Cimec    |
|      | Cămașă femeiască Autor: Damian, Ioana                                     | Datare: Sf.sec.XIX Descoperit: jud. Mureș, com. Deda, Pietriș Material: pânză de bumbac | Cămașă încrețită la gât, prinsă într-un guler îngust "obânzică", cu gura în spate, croită din 3,5 lați de pânză de bumbac țesută în 2 ițe, încheiată cu cheiță; mânecile lungi încrețite la gât prinsă în obânzică, croite din 1,5 lați de pânză, cu volan amplu ("fodori") încrețiți în "lănceți"; poalele atașate manual la brâu croite cu 2 foi drepte (față, spate) și câte 2 clini laterali trapezoidali, încheiată cu cusătură tighel, tivite manual. Decor amplasat pe obânzică, motive geometrice cusute cu cruciulițe cu bumbac roșu și negu; la gât în față ciupagul trapezoidal cusut pe încreț în motive geometrice (romburi) cu bumbac roșu, iar în partea de jos o bandă îngustă cu motivul "șarpele" cusut peste fire cu bumbac negru, alb, galben; mâneca prezintă "șâre" peste cot în motive florale, broderie plină tip feston cu bumbac roșu și mărgele policrome; pe mijlocul mânecii dantelă albă țesută mecanic prinsă cu cheiță roșu, alb, negru; mânecă încrețită la brățară cu "lănceț" cusut pe încreț cu bumbac roșu, motive geometrice; se termină cu fodori decorați pe margine cu "săruțe" brodate plin tip feston în motive florale cu bumbac roșu și mărgele policrome, tiviți manual, apoi dantelă albă țesută mecanic. | Muzeul Etnografic, Reghin                                           | Cimec    |
|      | Catrință Autor: Bendris, Nastasia                                         | Datare: Prima jum.sec.XX Descoperit: jud. Mureș, com. Deda, Pietriș Dimensiuni: L.ornament: 23 cm Material: lână | Catrință de formă dreptunghiulară țesută în 4 ițe cu urzeală de lână neagră și băteală de lână mov ("trup vânăt"). La brâu o vargă galbenă tivită manual, se leagă cu baieră din fire de lână răsucite (roșu, negru, portocaliu). Sub varga galbenă este o vrâstă bătută cu fire roșii, albe, mov. Pe marginile laterale sunt vrâste din fire de urzeală roșii și galbene. La poale câmp ornamental realizat din 5 vărgi despărțite de vrâste de fond negre. Cele 5 vărgi sunt alese printre fire în motive florale și vegetale stilizate, cu lânică colorată: roșu, verde, mov, alb, galben, albastru, ciclamen. Vărgile sunt încadrate de vrâste alese peste fire în motive geometrice: puncte, căsuțe, linii. Marginile laterale ale câmpului ornamental sunt festonate simplu cu lânică colorată, culori alternative. | Muzeul Etnografic, Reghin                                           | Cimec    |
|      | Catrință Autor: Damian, Rafila                                            | Datare: Prima jum.sec.XX Descoperit: jud. Mureș, com. Deda, Pietriș Dimensiuni: L.ornament: 30 cm Material: lână | Catrință de formă dreptunghiulară, țesută în 4 ițe din lână neagră ("trup vînăt"). La brâu o vargă roșie tivită manual, apoi o vrâstă din fire roșii, albe, mov, ciclamen. Pe marginile laterale vrâste din fire de urzeală roșii și galbene. La poale câmp ornamental realizat din 5 vărgi despărțite de vrâste de fond negre. Cele 5 vărgi sunt alese printre fire în motive florale cu lânică policromă pe fond negru și încadrate de vrâste de fire colorate. Marginile câmpului ornamental festonate în colțișori cu lânică colorată în culori alternative (aceleași ca la decorul vărgilor): roșu, roz, mov, verde, albastru, alb, galben, bordo, maro, ciclamen. | Muzeul Etnografic, Reghin                                           | Cimec    |
|      | Ștergar de cap Autor: Sorlea, Anisia                                      | Datare: Sf.sec.XIX Descoperit: jud. Mureș, com. Vătava, Vătava Material: pânză de bumbac; arnici; lânică | Ștergar din bumbac țesut în 2 ițe pe trup și în 4 ițe și lătunoi la ornament. Ornamentul simplu - 5,5 cm la 7 cm de la capătul tivit manual fără franjuri; format din 3 benzi de 1,2 cm simple sau dințate cu x-uri și linii. Ornamentul bogat - 15 cm la 7 cm de capăt care este tivit manual cu fir galben și are franjuri de 1 cm din urzeală. La 2,5 cm de la capăt o bandă de 1,2 cm cu dințișori pe ambele laturi și dreptunghi la interior. Ornamentul format din registre florale de 5 cm și 2 cm despărțite de benzi înguste cu x-uri și linii. Culori: roșu, negru, bej, alb, galben. | Muzeul Etnografic, Reghin                                           | Cimec    |
|      | Suman femeiesc Autor: Hăjoaiei, Safina                                    | Datare: Înc.sec.XX Descoperit: jud. Mureș, com. Deda, Pietriș Dimensiuni: grosime: 54 cm Material: pănură, lână, croit, cusut, țesut în 4 ițe | Suman femeiesc confecționat manual din pănură maro, deschis în față, guler îngust drept, mâneci lungi; spatele dintr-o foaie de țesătură în 4 ițe (pănură), în față câte o jumătate de foaie la care câte 2 clini care dau lărgime; mâneca dintr-un lat, cu pavă subsoară; ornamentat cu sărad negru (șnur negru împletit din fire de lână răsucită) pe margini de jur împrejur, la cusăturile de îmbinare, la guler, la mâneci în partea inferioară; la piept până în talie nasturi ornamentali (bumbi) din sărad cu ciucuri foarte scurți, la vârf din lână policromă. | Muzeul Etnografic, Reghin                                           | Cimec    |
|      | Cizme                                                                     | Datare: A doua jum.sec.XX Descoperit: jud. Mureș, com. Deda, Pietriș Dimensiuni: î.: 33 cm Material: piele de vițel, cuie de lemn, croit, cusut la mașină | O pereche de cizme croite din piele de vițel vopsită în negru, cu carâmbul înalt, drept și tare (tureac tare), căptușite; talpa din piele de bovină, toc înalt (3 cm). | Muzeul Etnografic, Reghin                                           | Cimec    |
|      | Scăunel cu spătar                                                         | Datare: Încep. sec. XX Descoperit: jud. Mureș, com. Gurghiu, Orșova Dimensiuni: Î: 35 cm; Î spătar: 45 cm; lățime spătar: 26 cm Material: lemn; tăiat; horjat; cioplit; incizat | Piesă de mobilier de mici dimensiuni, realizată din lemn. Piesa este compusă din blat, spătar și patru picioare, fixate în blatul de formă dreptunghiulară. Spătarul, reprezentând o formă antropomorfă stilizată prezintă un decor incizat realizat prin motive geometrice, cercuri care, dispuse împreună, formează semnul crucii, și motive astrale, rozeta fiind prezentă pe ambele părți ale spătarului. | Muzeul Etnografic, Reghin                                           | Cimec    |
|      | Scaun                                                                     | Datare: Încep. sec. XX Descoperit: jud. Mureș, com. Chiheru de Jos, Urisiu de Jos Dimensiuni: Î: 35 cm; Î spătar: 50 cm; lățime spătar: 22 cm Material: lemn; tăiat; horjat; cioplit | Piesă de mobilier de mici dimensiuni realizată din lemn. Este compus din blat, spătar și patru picioare, fixate în blatul de formă dreptunghiulară, care este ușor rotunjit. Spătarul este singura parte a piesei care este decorată, având o formă antropomorfă stilizată. | Muzeul Etnografic, Reghin                                           | Cimec    |
|      | Cuier Autor: Maloș, Dumitru                                               | Datare: Sf. sec. XIX Descoperit: jud. Mureș, com. Chiheru de Jos, Urisiu de Sus Dimensiuni: Î: 16 cm Material: lemn; tăiat; cioplit; incizat | Piesa este confecționată dintr-o scândură de lemn pe care sunt fixate 11 cuie folosite la etalarea canceelor. Piesa este decorată cu motive geometrice, linii paralele si motive astrale, stele. | Muzeul Etnografic, Reghin                                           | Cimec    |
|      | Masă-sacrin Autor: Grama, Gheorghe                                        | Datare: Sf. sec. XIX Descoperit: jud. Mureș, com. Chiheru de Jos, Urisiu de Sus Dimensiuni: Î: 75 cm Material: lemn; tăiat; cioplit; incizat; horjat | Piesă de mobilier de bucătărie confecționată din lemn. Prin rabatarea tăbliei se creează un spațiu în interiorul lăzii, care folosea la depozitare. Decorul este realizat prin incizii, acoperind trei din fețele piesei. Motivele decorative folosite sunt geometrice (cercuri concentrice, linii, pătrate), motivul crucii. | Muzeul Etnografic, Reghin                                           | Cimec    |
|      | Cuier Autor: Grama, Gheorghe                                              | Datare: Încep. sec. XX Descoperit: jud. Mureș, com. Chiheru de Jos, Urisiu de Sus Dimensiuni: Î: 18,5 cm Material: lemn; tăiat; cioplit | Piesă de mobilier de formă dreptunghiulară confecționată din lemn, folosită la etalarea canceelor. Piesa este prevăzută cu 9 cuie, în care se agață canceele. Piesa este decorată cu motive geometrice, linii si cercuri. | Muzeul Etnografic, Reghin                                           | Cimec    |
|      | Canapei Autor: Morar, Ion                                                 | Datare: 1930 Descoperit: jud. Mureș, com. Lunca, Lunca Dimensiuni: Î: 90 cm Material: lemn, tăiat, pictat | Piesă de mobilier cu spătar și capac, confecționată din lemn și decor realizat prin pictare. Decorul este realizat din mai multe registre plasate în partea frontală și pe capac, cu motive decorative florale. Pe capete și pe spătar piesa este decorată tot prin registre plasate în partea frontală și pe capac, cu motive decorative florale. Pe capete și pe spătar piesa este decorată tot prin pictare cu registre florale. Cromatica: roșu, albastru, verde, galben, portocaliu și alb. Pe spătar, încadrând o friză florală, este pictat, cu alb, anul 1930. | Muzeul Etnografic, Reghin                                           | Cimec    |
|      | Cuier de blide                                                            | Datare: 1909 Descoperit: jud. Mureș, com. Vătava, Râpa de Jos Dimensiuni: Î: 31 cm Material: lemn, tăiat, pictat, cioplit | Piesă confecționată din două scânduri de lemn, una mai lată și cea de-a doua mai îngustă, prinse între ele prin alte 5 bucăți de lemn. Pe partea mai lată sunt fixate 23 de cuie de lemn ce folosesc la etalarea pieselor de ceramică, alte două cuie lipsesc. Piesa este decorată prin pictare, prezentând motive florale și geometrice (linii, puncte, triunghiuri). Cromatică: galben, albastru, roșu, alb, verde și portocaliu. În mijloc, într-un cartuș, este pictat cu vopsea albă anul 1909. | Muzeul Etnografic, Reghin                                           | Cimec    |
|      | Cuier de lemn pictat                                                      | Datare: 1909 Descoperit: jud. Mureș, com. Vătava, Râpa de Jos Dimensiuni: Î: 17 cm Material: lemn; tăiat; cioplit; pictat | Piesă confecționată dintr-o scândură de lemn, de formă dreptunghiulară, având fixate pe ea 10 de cuie de lemn ce folosesc la etalarea pieselor de ceramică. Piesa este decorată prin pictare cu motive geometrice (linii, puncte, triunghiuri) și motive florale. Cromatică: albastru, roșu, alb, galben, verde închis. La cele două captete, pictate cu vopsea albă, sunt cifrele 19 (în partea dreaptă) și 09 (în partea stângă), reprezentând anul în care a fost realizată piesa - 1909. | Muzeul Etnografic, Reghin                                           | Cimec    |
|      | Cuier de cancee                                                           | Datare: 1909 Descoperit: jud. Mureș, com. Vătava, Râpa de Jos Dimensiuni: Î: 29 cm Material: lemn; tăiat; cioplit; pictat | Piesă confecționată din două scânduri de lemn, de lungimi egale, una mai lată și cea de-a doua mai îngustă, susținută de alte patru bucăți de lemn. Pe partea mai lată sunt fixate 22 de cuie de lemn, un al 23-lea lipsind, ce folosesc la etalarea pieselor de ceramică. Piesa este decorată prin pictare, prezentând motive florale și geometrice (linii, puncte, triunghiuri), toate redate în nuanțe de roșu, albastru, galben, verde închis. Într-un dreptunghi, pictat cu vopsea albă, este scris anul 1909. | Muzeul Etnografic, Reghin                                           | Cimec    |
|      | Cuier de blide                                                            | Datare: 1896 Descoperit: jud. Mureș, com. Brâncovenești, Idicel-Pădure Dimensiuni: Î: 17 cm Material: lemn, tăiat, pictat | Piesă confecționată dintr-o scândură de lemn, de formă dreptunghiulară folosită la etalarea pieselor de ceramică. Piesa este prevăzută cu 17 orificii pentru fixarea cuielor în care atârnau canceele. Piesa este decorată, prin pictare, cu motive florale și geometrice redate prin diferite culori: roșu, alb, galben, verde. La cele două extremități, vopsit cu alb, se află următoarele cifre: 18 (în partea dreaptă) și 96 (în partea stângă), reprezentând anul în care a fost realizată piesa, 1896. | Muzeul Etnografic, Reghin                                           | Cimec    |
|      | Canapea                                                                   | Datare: 1921 Descoperit: jud. Mureș, com. Batoș, Dedrad Dimensiuni: Î: 84 cm Material: lemn, tăiat, pictat | Piesă de mobilier confecționată din lemn, sub forma unei lăzi de mari dimensiuni cu capac, și decorată prin pictare. Decorul este realizat din motive florale și apare pe întreaga suprafața obiectului. Cromatică: alb, roșu, verde, albastru, galben, maro. Pe partea din față are pictat, cu alb, următoarele inițiale: MS, prosibil inițialele meșterului care a realizat piesa sau a fostului proprietar Michael Scher. Pe capac are pictat, cu aceeași culoare albă, anul 1921. | Muzeul Etnografic, Reghin                                           | Cimec    |
|      | Cuier de lemn sculptat                                                    | Datare: 1865 Descoperit: jud. Mureș, com. Ibănești, Ibănești-Pădure Dimensiuni: Î: 14,5 cm Material: lemn, tăiat, cioplit, incizat | Piesă de mobilier confecționată dintr-o scândură de lemn, prevăzută cu 10 cuie de lemn, folosite la etalarea canceelor. Piesa este decorată prin incizie, cu motive decorative geometrice (linii, linii curbe, triunghiuri), motivul crucii, pomul vieții. În partea centrală, încadrat de linii curbe, este incizat anul 1865. | Muzeul Etnografic, Reghin                                           | Cimec    |
|      | Scaun Autor: Antal, Ioan                                                  | Datare: Încep. sec. XX Descoperit: jud. Harghita, Toplița Dimensiuni: Î: 80 cm Material: lemn, tăiat, cioplit | Piesă de mobilier de mici dimensiuni, din lemn, formată din blat, spătar și patru picioare fixate în blat. Blatul de formă dreptunghiulară este ușor rotunjit în partea din față. Spătarul prezintă o formă antropomorfă stilizată. | Muzeul Etnografic, Reghin                                           | Cimec    |
|      | Ladă de zestre                                                            | Datare: A doua jum.a sec.XIX Descoperit: jud. Bistrița-Năsăud, com. Șieu, Ardan Dimensiuni: Î: 80 cm. Material: lemn de fag, îmbinat în cep, tăiat, cioplit, incizat, horjat | Ladă cu capac, confecționată din lemn de fag, fixată pe patru picioare. Lada, de formă dreptunghiulară, este ornamentată pe partea din față, pe capac și pe părțile laterale. Motivele decorative sunt realizate prin incizii, completate cu nuanțe de negru. Se remarcă motivele decorative geometrice și cele astrale: linii, cercuri, semicercuri, triunghiuri, X-uri, rozete înscrise în cercuri concentrice. | Muzeul Etnografic, Reghin                                           | Cimec    |
|      | Ladă de zestre                                                            | Datare: Prima jum. a sec. XIX Descoperit: jud. Bistrița-Năsăud, com. Șieuț, Ruștior Dimensiuni: Î: 77,5 cm. Material: lemn de fag, îmbinat în cep, tăiat, cioplit, horjat, incizat | Ladă cu capac confecționată din lemn de fag, fixată pe patru picioare. Lada, de formă dreptungiulară, este ornamentată pe partea din față, pe capac și pe părțile laterale. Motivele decorative sunt realizate prin incizii, completate cu nuanțe de negru. Ornamentația este realizată prin motive geometrice și motive astrale: linii, pătrate, cercuri, rozete înscrise în cercuri concentrice. | Muzeul Etnografic, Reghin                                           | Cimec    |
|      | Ladă de zestre                                                            | Datare: A doua jum. a sec. XIX Descoperit: jud. Bistrița-Năsăud, com. Șieuț, Sebiș Dimensiuni: Î: 81 cm. Material: lemn de fag, îmbinat în cep, tăiat, cioplit, horjat, incizat | Ladă cu capac confecționată din lemn de fag, fixată pe patru picioare. Lada, de formă dreptungiulară, este ornamentată pe partea din față, pe capac și pe părțile laterale. Motivele decorative sunt realizate prin incizii, completate cu nuanțe de roșu și negru. Ornamentația este realizată prin motive geometrice și motive astrale: linii, linii paralele, pătrate, cercuri, semicercuri și motive astrale: rozete înscrise în cercuri concentrice. | Muzeul Etnografic, Reghin                                           | Cimec    |
|      | Ladă de zestre                                                            | Datare: A doua jum. a sec. XIX Descoperit: jud. Mureș, com. Brâncovenești, Idicel-Pădure Dimensiuni: Î: 70 cm. Material: lemn de fag, cep, tăiat, cioplit, incizat | Ladă cu capac confecționată din lemn de fag, fixată pe patru picioare. Lada, de formă dreptungiulară, este ornamentată pe partea din față, pe capac și pe părțile laterale. Motivele decorative sunt realizate prin incizii și vopsite în negru, se împart în motive geometrice: linii, cercuri, dinți de lup, rombul, motive astrale, rozete și motivul crucii. | Muzeul Etnografic, Reghin                                           | Cimec    |
|      | Ladă de zestre                                                            | Datare: A doua jum. a sec. XIX Descoperit: jud. Mureș, com. Brâncovenești, Idicel-Pădure Dimensiuni: Î: 62 cm. Material: lemn de fag, cep, tăiat, cioplit, horjat, incizat | Ladă cu capac confecționată din lemn de fag, fixată pe patru picioare. Lada, de formă dreptungiulară, este ornamentată pe partea din față, pe capac și pe părțile laterale. Motivele decorative sunt realizate prin tehnica inciziei, din întregul ansamblu ornamental desprinzându-se motivele decorative geometrice și astrale, respectiv linii, dinți de lup, triunghiuri, cercuri, semicercuri, rozete. | Muzeul Etnografic, Reghin                                           | Cimec    |
|      | Ladă de zestre                                                            | Datare: Prima jum. a sec. XIX Descoperit: jud. Mureș, com. Brâncovenești, Idicel-Pădure Dimensiuni: Î: 68 cm. Material: lemn de fag, cep, tăiat, cioplit, incizat, îmbinat în cep, horjat | Ladă cu capac confecționată din lemn de fag, fixată pe patru picioare. Lada, de formă dreptungiulară, este ornamentată pe partea din față, pe capac și pe părțile laterale. Motivele decorative sunt realiazte prin incizii, remarcându-se motivele geometrice și cele astrale: linii, romburi, cercuri, rozete, motivul crucii. | Muzeul Etnografic, Reghin                                           | Cimec    |
|      | Ladă de zestre                                                            | Datare: A doua jum. a sec. XIX Descoperit: jud. Mureș, com. Vătava, Râpa de Jos Dimensiuni: Î: 77 cm. Material: lemn de fag, cep, tăiat, cioplit, horjat, incizat, îmbinat "în vințălaș" | Ladă cu capac confecționată din lemn de fag, fixată pe patru picioare. Lada, de formă dreptungiulară, este ornamentată pe partea din față, pe capac și pe părțile laterale. Motivele decorative sunt realizate prin tehnica inciziei, completate prin vopsirea în culoarea neagră. Se remarcă motivele decorative geometrice și cele astrale: linii, linii curbe, X-uri, cercuri, semicercuri, triunghiuri, rozete înscrise în cercuri concentrice. | Muzeul Etnografic, Reghin                                           | Cimec    |
|      | Ladă de zestre                                                            | Datare: A doua jum. a sec. XIX Descoperit: jud. Bistrița-Năsăud, com. Șieuț, Ruștior Dimensiuni: Î: 75 cm. Material: lemn de fag, îmbinare în cep, tăiat, cioplit, horjat, incizat | Ladă cu capac confecționată din lemn de fag, fixată pe patru picioare. Lada, de formă dreptungiulară, este ornamentată pe partea din față, pe capac și pe părțile laterale. Motivele decorative sunt realizate prin tehnica inciziei, fiind completate cu nuanțe de negru și roșu. Se remarcă motivele geometrice - linii, cercuri, semicercuri - și motivele astrale - rozete înscrise în cercuri concentrice, motivul crucii. | Muzeul Etnografic, Reghin                                           | Cimec    |
|      | Ladă de zestre                                                            | Datare: Prima jum. a sec. XIX Descoperit: jud. Bistrița-Năsăud, com. Șieuț, Ruștior Dimensiuni: Î: 70 cm. Material: lemn de fag, îmbinare în cep, tăiat, cioplit, horjat, incizat | Ladă cu capac confecționată din lemn de fag, fixată pe patru picioare. Lada, de formă dreptungiulară, este ornamentată pe partea din față, pe capac și pe părțile laterale. Motivele decorative sunt realizate prin incizii, completate cu nuanțe de negru și roșu. Apar motive geometrice - linii, linii paralele - și motive decorative astrale - rozete înscrise în cercuri concentrice. | Muzeul Etnografic, Reghin                                           | Cimec    |
|      | Maica Domnului îndurerată                                                 | Datare: A doua jum.sec.XIX Descoperit: jud. Mureș, Târgu Mureș Dimensiuni: La ramă : 6 Material: sticlă, tempera pe sticlă, pictat manual pe dosul sticlei, pictat cu pensula, desen cu tuș negru,foiță de aur la aureole și tivuri, ramă de lemn îmbinată cu pană, dosul din lemn prins în cuie de fier | Fond albastru închis înstelat cu alb. În prim plan, în partea stângă Maica Domnului plângând, înveșmântată cu maforion negru tivit cu auriu având pe frunte și pe umeri flori aurii, tunică albă cu umbre albastre, ovalul feței rotunjit, nas puțin cârn, gura mică, ochi migdalați, mari, mâinile împreunate în chip de rugăciune, în jurul capului o aureolă striată în partea superioară. În stânga și în dreapta grupuri de doi și trei îngeri cu aripi tricolore. Isus răstignit pe fundalul unui oraș cu turnuri, alături soarele și luna, multe ruji și romburi striate. Pictură pe pată plată cu linie neagră, groasă, uniformă. | Muzeul Județean Mureș. Secția de Etnografie și Artă Populară, Târgu | Cimec    |
|      | Icoană                                                                    | Datare: Sf.sec.XIX Descoperit: jud. Mureș, Târgu Mureș Material: sticlă, tempera pe sticlă, pictat cu pensula, înrămat | Așezat pe un tron baroc împodobit cu volute spiralate, flori și solzi, Sf. Nicolae înveșmântat în roșu-portocaliu cu vârste negre și albastre, are veșminte de arhiereu, omofor verde și alb cu cruci aurii și portocalii, ține în stânga Evanghelia, cu dreapta binecuvântează, are fața oval rotunjit cu barba scurtă cârlionțată, la fel și părul, mitra tivită cu auriu este roșie cu flori galbene. Sfinții Ioan și Vasile au ținută de arhiereu. Desenul în linie neagră, groasă, spațiul liber acoperit de ruji și triunghiuri striate cu grătare albe. Desenul în linie groasă și uniformă și umplerea spațiului cu flori având "horror vacui". | Muzeul Județean Mureș. Secția de Etnografie și Artă Populară, Târgu | Cimec    |
|      | Masa raiului                                                              | Datare: Sf.sec.XIX Descoperit: jud. Mureș, Târgu Mureș Material: Sticlă industrială, pigment tempera, foiță de aur, lemn, cuie, emulsie de ou, tuș, izvod, pictură pe dosul sticlei cu pensula, în tehnica tempera cu emulsie de ou, încheiat în cuie de fier                                            | Icoana este compusă pe verticală și împărțită în romburi verticale prin benzi aurii desenate cu negru, la intersecția benzilor, flori galbene cu mijlocul albastru. În rombul din stânga sus Isus înveșmântat în veșminte roșu-portocaliu binecuvântează cu mâna stângă, în rombul din dreapta Maica Domnului cu Isus copil. Maica Domnului are maforion roșu, iar fiul stihar verde-rom, în stânga jos Sf. Neculai cu stihar albastru și felon roșu, peste felon epitrahil verde cu cruci albe. În dreapta jos Cuvioasa Paraschiva cu veșminte roșii-portocalii și coroană aurie, în rombul din mijloc o floare roșie pe fond alb-albastru, încoronată cu cruce aurie. Desen cu tuș negru, în linie groasă continuă ochii, nasul, gura desenate cu o singură linie, ochii un punct. | Muzeul Județean Mureș. Secția de Etnografie și Artă Populară, Târgu | Cimec    |
|      | Icoană                                                                    | Datare: Sf.sec.XIX Descoperit: jud. Mureș, Târgu Mureș Material: glajă; lemn; tempera; foiță de aur; tuș; izvod; cuie de metal; pictat cu pensula; tempera pe sticlă; înrămat | Chenar alb cu rugi roșii și frunze verzi, chenar auriu cu funie și la interior și semicercuri aurii. În prim plan, o masă semicirculară cu Iisus și 12 apostoli, pe fața de masă legume, fructe, tacâmuri albastre. Iuda în partea dreaptă a mesei în față, cu stânga ridică cupa și cu dreapta primește punga cu arginți. Apostolii au fețe ovale, plete castanii sau cărunte, tunici colorate în culori pure în pată plată roșu-portocaliu, albastru, verde, galben cu dungi albe. Desenul în linie uniformă, ochi rezolvați ca și nasul, sprâncenele și genele cu o singură linie de umbră gri sub sprâncene. Totul pe fundal de case cu țigle roșii sub o arcadă aurie luminată. | Muzeul Județean Mureș. Secția de Etnografie și Artă Populară, Târgu | Cimec    |
|      | Sfinții Împărați Constantin și Elena cu Sfântul Vasile și Sfântul Nicolae | Datare: Sf.sec.XIX Descoperit: jud. Mureș, Târgu Mureș Material: sticlă, tempera, foiță de aur, lemn, pictat pe dosul sticlei, pictat manual cu pensula în tempera cu ou, încheiat în pană și cuie de fier                                                                                               | Cer cobalt înstelat cu albastru la mijloc, sus draperie roșu-portocaliu strânsă la mijloc, sub ea Soarele și Luna sub formă umană, în dreapta și stânga două grupuri de îngeri cu fețele ovale și aripi triunghiulare multicolore, în centru cruce aurie și semicercuri negre, trilobată pe fondul câmpului galben verde și roșu învârstat, în nori albi împăratul Constantin ține crucea. Are fața ovală, barba castanie, ascuțită, păr castaniu lung pe umeri, cu stânga ține crucea răstignirii, cu dreapta pe umăr, sceptrul sub formă de cruce. Are mantie albă învrâstată cu albastru, verde și negru, haină ocru cu dungi verticale albe și negre ondulate bordată cu galben, la poale și pe mijloc vertical. Alături Sf. Vasile ține cu dreapta Evanghelia și cu stânga binecuvântează. Are tunica albastră cobalt și epitrahil verde cu stele și cruci. Sf. Elena are tunică albastră ceruleum și mantie portocalie bordată cu galben ca împăratul Constantin, fața ovală, desen și umbre la sprânceană. Sf. Nicolae are tunica portocalie și epitrahil verde cu cruci negre în stânga ține Evanghelia galbenă ca la icoana 4756 și 4757. | Muzeul Județean Mureș. Secția de Etnografie și Artă Populară, Târgu | Cimec    |
|      | Sfântul Nicolae                                                           | Datare: A doua jum.sec.XIX Descoperit: jud. Mureș, Târgu Mureș Dimensiuni: La ramă: 6 Material: sticlă industrială, coloranți tempera, foiță de aur, lemn de brad, înrămat, tuș, izvod, pictat pe dosul sticlei, pictat cu pensula, în culori tempera, fixare cu emulsie de ou, încheiat în cuie         | Sf. Nicolae are bustul înveșmântat în ținută de mare arhiereu cu stihar albastru cu dungi galbene verticale și felon portocaliu tivit cu auriu. Pe deasupra poartă marele omofor verde cu cruci roșii și crucea de episcop, în stânga ține Evanghelia, cu dreapta binecuvântează. Are capul rotund, barba scurtă, rotundă, cârlionțată, grizonată, păr scurt, rotund, ondulat, mitra tivită cu aur, aureolă cu foiță de aur. În colțul din stânga sus, Isus oferă sfântului Evanghelia, iar în colțul drept Maica Domnului oferă marele omofor. Isus înveșmântat în stihar gri cu mantie portocalie. Maria cu stihar gri și maforion portocaliu. Ambii în nori albi. În registrul inferior cele trei fete ajutate de sfânt și părintele lor bătrân care se roagă. Fond albastru cobalt, desen în tuș negru, linie groasă, uniformă, umbre gri sub sprâncene. | Muzeul Județean Mureș. Secția de Etnografie și Artă Populară, Târgu | Cimec    |
|      | Sfântul Gheorghe                                                          | Datare: Sf.sec.XIX Descoperit: jud. Mureș, Târgu Mureș Material: Sticlă industrială, coloranți tempera, foiță de aur, lemn, tuș, izvod, pictat cu pensula pe dosul sticlei în culori tempera cu ou, înrămat, încheiat în cuie                                                                            | Pe fundalul unui cer albastru ultramarin înstelat cu alb și roșu Sf. Gheorghe călărește un cal alb modelat cu gri, cambrat și având capul prezentat și din profil și din față. Sfântul este tânăr cu păr castaniu lăsat pe umeri, fața rotundă, ține sulița cu ambele mâini și o înfinge în gura balaurului. Sfântul are cizme aurii, haină scurtă, albastră, dungată cu alb, armură cu solzi, pe mâna stângă și pe deasupra mantia roșie portocalie învolburată de vânt, îngerul coboară din nori aducându-i coroana, iar domnița așteaptă la ușa casei. Un lanț auriu se întinde de la domniță la balaur. Balaurul are solzi multicolori și limbi roșii sub formă de săgeată. Terenul este desenat în linie neagră uniformă peste pete plate. Desen simplificat în linie rigidă. | Muzeul Județean Mureș. Secția de Etnografie și Artă Populară, Târgu | Cimec    |
|      | Sfinții Împărați Constantin și Elena                                      | Datare: Sf.sec.XIX Descoperit: jud. Mureș, Târgu Mureș Dimensiuni: La ramă: 5,5 Material: sticlă industrială, coloranți tempera, foiță de aur, lemn, tuș, izvod, pictat pe dosul sticlei cu pensula în culori tempera, fixare cu emulsie de ou, încheiat în cuie                                         | Fond verde crom cu ruji roșii, teren vălurit și învrâstat cu alb, verde și roșu în dungi ondulate și grătare roșii pe fond galben, doi îngeri cu fețe ovale, aripi galbene cu portocaliu în stânga și dreapta sus. În centru o cruce cu foiță traversată de o fulgerare roșie, în stânga și în dreapta Constantin și Elena, cu fața rotundă, păr lung, castaniu, coroană aurie, nimb, foiță, tunică albastră cu blicuri albe, haină galbenă cu dungi verticale, roșii, epitrahil auriu cu cruci negre și mantie lungă portocalie. Constantin are fața lunguiață, părul lung căzut pe umeri, barba rotundă, mustața împărțită în două, sprâncenele și ochii și nasul desenați cu o linie egală ca grosime, gura cu două linii, mâinile mici. Constantin are tunică scurtă, galbenă cu vâstre portocalii și mantie roșie portocalie desenată cu negru, epitrahil auriu cu cruci negre și în mâna stângă un sceptru în picioare cizme terminate în partea superioară ca niște cnemide cu forme albăstrii. Icoana este pictată după același tipar cu 4784. | Muzeul Județean Mureș. Secția de Etnografie și Artă Populară, Târgu | Cimec    |
|      | Adormirea Maicii Domnului                                                 | Datare: Sf.sec.XIX Descoperit: jud. Mureș, Târgu Mureș Dimensiuni: La ramă: 5,5 Material: sticlă industrială, coloranți tempera, foiță de aur, lemn, tuș, izvod, pictat pe dosul sticlei, manual, cu pensula, în culori tempera cu emulsie de ou, înrămat, încheiat în cuie                              | Maica Domnului înveșmântată cu maforion albastru cu lumini și mantie portocalie peste un stihar verde crom cu blicuri albe este culcată cu mâinile pe piept pe un catafalc acoperit cu o țesătură cu dungi oblice, verzi, albastre, galbene și tivit cu porotcaliu. Apostolii în două grupuri stau la capul și la picioarele Maicii Domnului sub formă de copil înfășat cu scutece verzi. Culorile folosite: portocaliu, verde-crom, galben-crom, roz pentru fețe și mâini, totul pe un fond albastru închis cu stele albe. | Muzeul Județean Mureș. Secția de Etnografie și Artă Populară, Târgu | Cimec    |
|      | Sfinții Împărați Constantin și Elena cu Sfântul Vasile și Sfântul Nicolae | Datare: Sf.sec.XIX Descoperit: jud. Mureș, Târgu Mureș Dimensiuni: La ramă: 5,5 Material: sticlă, tempera, foiță de aur, lemn, cuie, tuș, izvod, pictură cu pensula pe dosul sticlei, culori tempera, fixare cu emulsie de ou, încheiat cu pană și cuie de fier                                          | Fond albastru cobalt cu stele albe și roșii, în colțuri sus draperii roșii și verzi, în centru sus Dumnezeu Tatăl și Isus în ovă galbenă înveșmântați în portocaliu desenați cu negru. În centru o cruce aurie cu flori, în stânga împărăteasa Elena cu coroană roșie, păr castaniu, față ovală, tunică albastră bordată cu foiță aurie și mantie portocalie pe umeri. Ține în mâna dreaptă frunze aurii. Constantin are coroană aurie, tunică albă bordată cu auriu, mantie roșie portocalie, cu stânga ține pe umăr un sceptru auriu. Câmpul este învârstat cu alb, verde, galben și are copaci stilizați, verzi, ghimpi roșii sub formă de frunză. Desenul feței este simplu, în linie. Ochii, sprâncenele, nasul o linie, gura două linii desenate în peniță, iar restul desenului desenat cu pensula subțire în linie modulată. | Muzeul Județean Mureș. Secția de Etnografie și Artă Populară, Târgu | Cimec    |
|      | Sfântul Gheorghe                                                          | Datare: Sf.sec.XIX Descoperit: jud. Mureș, Târgu Mureș Dimensiuni: La ramă: 6 Material: sticlă industrială?, coloranți tempera, foiță de aur, lemn, cuie, tuș, izvod: pictat pe dosul sticlei, cu pensula, în tempera cu emulsie de ou, înrămat                                                          | Sf. Gheorghe pe cal alb cambrat asemenea celor de lemn modelat prin umbrire cu gri, capul desenat asemeni lui Picasso și din față și din profil. Sfântul înfinge sulița cu ambele mâini în gura dragonului cu solzi de bronz și aripi portocalii. Sfântul este înveșmântat cu armură romană și cizme aurii, pe deasupra poartă o mantie învolburată de culoare roșu portocaliu. Sfântul are fața oval rotunjit, ocru-roz, cu părul lung castaniu, ochii, nasul și sprâncenele desenate cu o singură linie uniformă, neagră. Fața umbrită cu gri, mâinile desenate primitiv. Domnița privește din fața porții și se minunează de fapta sfântului. Cerul este albastru cobalt, iar pământul este desenat în pete galbene, verzi și roșii străbătut de linii negre, albe și portocalii. | Muzeul Județean Mureș. Secția de Etnografie și Artă Populară, Târgu | Cimec    |
|      | Iisus cu vița de vie                                                      | Datare: Sf.sec.XIX Descoperit: jud. Mureș, Târgu Mureș Dimensiuni: La ramă: 6 Material: sticlă industrială, coloranți tempera, foiță de aur, lemn, cuie, tuș, izvod, pictat manual cu pensula ăn tempera cu ou, înrămat                                                                                  | Așezat pe o ladă de zestre împodobită cu trei ruji portocalii, bordată cu capac auriu Isus stoarce struguri într-o cupă. Are fața de un oval alungit, părul castaniu, lung, despărțit în două, căzut pe umeri, barba de un oval ascuțit, împărțită în două, ochii mari, sprâncene ușor ascuțite, nas lung, ascuțit, mustața "pe oală", desen simplificat în linie groasă uniformă. Corpul, mâinile și picioarele au culoarea ocru-roz umbrit cu maro. Dinapoia lui Isus este desenată o cruce aurie pe care se încolăcește o viță de vie cu struguri. Inscripția este pe dos. | Muzeul Județean Mureș. Secția de Etnografie și Artă Populară, Târgu | Cimec    |
|      | Iisus cu vița de vie                                                      | Datare: Sf.sec.XIX Descoperit: jud. Mureș, Târgu Mureș Dimensiuni: La ramă: 5,5 Material: sticlă industrială, coloranți tempera, foiță de aur, lemn, cuie, tuș, izvod: pictat pe dosul sticlei cu pensula în tempera cu emulsie de ou                                                                    | Isus așezat pe o ladă împodobită cu ruji portocalii stoarce struguri într-o cupă aurie. Are fața oval alungit, părul castaniu lung, desfăcut în două, cade pe umeri, barba oval ascuțit, împărțită în două, ochi mari, sprâncene ușor arcuite, nas lung, ascuțit, mustața împărțită în două. Desen simplificat în linie groasă uniformă, corpul, mâinile și picioarele au culoarea ocru-roz umbrit cu maro. Din spatele lui Isus iese o viță de vie care crește încolăcită pe o cruce aurie, ciorchinii sunt portocalii, galbeni și alb-albăstrui. | Muzeul Județean Mureș. Secția de Etnografie și Artă Populară, Târgu | Cimec    |
|      | Sfinții Împărați Constantin și Elena                                      | Datare: Sf.sec.XIX Descoperit: jud. Mureș, Târgu Mureș Dimensiuni: La ramă: 6 Material: sticlă industrială, coloranți tempera, foiță de aur, lemn, cuie de metal, tuș, izvod, pictat manual cu pensula în tempera cu ou, înrămat                                                                         | Fond albastru-ceruziu cu alb și roșu, draperie roșie la colțurile superioare, sub ea îngeri cu aripi gri cu galben și portocaliu și fețe rotunde, pe un câmp învârstat împăratul Constantin și împărăteasa Elena, în veșminte roșii-portocalii desenate cu negru, au epitrahile și omofoare aurii cu cruci negre. Tunica scurtă a împăratului este galbenă învârstată cu portocaliu, la genunchi are cnemide verzi cu alb sub formă de frunze. Tunica Elenei este verde învârstată cu alb, fața rotundă, părul castaniu, sprâncenele ușor arcuite, ochii și nasul desenate cu o singură linie, umbrire cu gri. Constantin are fața prelungă, păr lung castaniu și barbă dreptunghiulară, castanie. Desen în tuș negru, probabil cu pană sau peniță, ușor modulat. | Muzeul Județean Mureș. Secția de Etnografie și Artă Populară, Târgu | Cimec    |
|      | Iisus cu vița de vie                                                      | Datare: Sf.sec.XIX Descoperit: jud. Mureș, Târgu Mureș Dimensiuni: La ramă: 5,5 Material: sticlă industrială, pigment tempera, foiță de aur, lemn, cuie, tuș, izvod: pictură pe dosul sticlei cu pensula, în tempera cu ou, înrămat, izvod                                                               | Isus este așezat pe o ladă de zestre ornată cu trei ruji portocalii, stoarce struguri într-o cupă aurie, are fața oval alungită, părul castaniu lung cade pe umeri desfăcut în două, barba oval ascuțit, împărțită în două, ochi mari, sprâncene ușor arcuite, nas lung ascuțit, mustața lungă împărțită în două, desen simplificat în linie groasă, uniformă, corpul, capul, mâinile și picioarele pictate în culoarea ocru-roz fildeșiu umbrit cu maro. Dinapoia sfântului iese o viță de vie care crește încolăcită pe o cruce aurie. Ciorchinii sunt portocalii, galbeni, albaștri și foarte mari, înscrisul pe cruce și nimb este pe dos. | Muzeul Județean Mureș. Secția de Etnografie și Artă Populară, Târgu | Cimec    |
|      | Sfântul Nicolae                                                           | Datare: Sf.sec.XIX Descoperit: jud. Mureș, Târgu Mureș Dimensiuni: La ramă: 5 Material: sticlă industrială, coloranți tempera, foiță de aur, lemn, cuie, tuș, izvod,pictat manual cu pensula în tempera cu ou, înrămat                                                                                   | Sf. Nicolae este reprezentat în picioare, cu dreapta binecuvântează, în stânga ține Evanghelia. Este înveșmântat în stihar albastru deschis cu dungi roșii și negre. Pe deasupra poartă o tunică roșie portocalie cu ape roșii și un epitrahil albastru cu cruci negre, fața ovală, barba scurtă, căruntă. Părul lung, cărunt, cade pe umeri, ochii blânzi, nasul lung, ascuțit, fața și mâinile ocru-fildeșiu desenate cu pensula. În stânga și în dreapta sus Isus și Maica Domnului, prezentați bust în nor, aduc sfântului Evanghelia și marele omofor. În stânga jos o arcadă de cetate un bătrân se roagă, în dreapta la mijloc trei fete privesc spre sfânt. Dreapta jos este ornată cu benzi de pătrate și X-uri. | Muzeul Județean Mureș. Secția de Etnografie și Artă Populară, Târgu | Cimec    |
|      | Podoabă bărbătească de sărbătoare                                         | Datare: Sf. Sec. XIX Dimensiuni: diametru disc: 3 - 5 cm Material: alamă, turnat, găurit, lustruit, incizat | Prâsnele de formă circulară cu 4 orificii pentru înșirarea pe fâșii de piele, cu decor ștanțat și incizat. | Muzeul Județean Mureș. Secția de Etnografie și Artă Populară, Târgu | Cimec    |
|      | Podoabă bărbătească de sărbătoare                                         | Datare: Sf.sec.XIX Dimensiuni: diametru disc: 3 - 5 cm Material: alamă, turnat, găurit, lustruit, incizat | Prâsnele de formă circulară, cu 4 orificii pentru înșirare pe fâșii de piele, decor ștanțat și incizat. | Muzeul Județean Mureș. Secția de Etnografie și Artă Populară, Târgu | Cimec    |
|      | Podoabă bărbătească de sărbătoare                                         | Datare: Sf. Sec. XIX Dimensiuni: diametru disc: 3 - 5 cm Material: alamă, turnat, găurit, lustruit, incizat | Prâsnele de formă circulară, cu 4 orificii pentru înșirare pe fâșii de piele, decor ștanțat și incizat. | Muzeul Județean Mureș. Secția de Etnografie și Artă Populară, Târgu | Cimec    |
|      | Podoabă bărbătească de sărbătoare                                         | Datare: Sf. Sec. XIX Dimensiuni: diametru disc: 3 -5 cm Material: alamă, turnat, găurit, lustruit, incizat | Prâsnelele de formă circulară, cu 4 orificii pentru înșirare pe fâșii de piele, decor ștanțat și incizat. | Muzeul Județean Mureș. Secția de Etnografie și Artă Populară, Târgu | Cimec    |
|      | Podoabă bărbătească de sărbătoare                                         | Datare: Sf. Sec XIX Dimensiuni: diametru discuri: 3 - 5 cm Material: alamă, turnat, găurit, lustruit, incizat | Șirul de prâsnele de formă circulară, cu câte 4 orificii pentru înșirare pe fâșii de piele, decor ștanțat și incizat. | Muzeul Județean Mureș. Secția de Etnografie și Artă Populară, Târgu | Cimec    |
|      | Podoabă bărbătească de sărbătoare                                         | Datare: Sf.sec. XIX Dimensiuni: Diametru discuri: 3-5 cm Material: alama, turnat, găurit, lustruit, incizat | Șir de prâsnele de formă circulară, cu câte 4 orificii pentru înșirare pe fâșii de piele, decor ștanțat și incizat. | Muzeul Județean Mureș. Secția de Etnografie și Artă Populară, Târgu | Cimec    |
|      | Podoabă bărbătească de sărbătoare                                         | Datare: Sf.sec.XIX Dimensiuni: Diametru disc: 3 - 5 Material: alamă; turnat, găurit, lustruit, incizat | Formă circulară, cu 4 orificii pentru înșirare pe fâșii de piele. | Muzeul Județean Mureș. Secția de Etnografie și Artă Populară, Târgu | Cimec    |
|      | Podoabă bărbătească de sărbătoare                                         | Datare: Sf.sec.XIX Material: alamă; turnat; lustruit: incizat: ștanțat: | Formă de cruce sau romboidală cu decor incizat sau ștanțat de motive geometrice: cercuri concentrice, linie, zig-zag, romb. | Muzeul Județean Mureș. Secția de Etnografie și Artă Populară, Târgu | Cimec    |
|      | Podoabă bărbătească de sărbătoare                                         | Datare: Încep.sec.XIX Dimensiuni: Diametru disc: 3 - 5 Material: alamă; turnat, găurit, lustruit, incizat | Formă circulară cu 4 orificii pentru înșirare pe fâșii de piele, decor ștanțat și incizat. | Muzeul Județean Mureș. Secția de Etnografie și Artă Populară, Târgu | Cimec    |
|      | Podoabă bărbătească de sărbătoare                                         | Datare: Sf. Sec. XIX Dimensiuni: diametru disc: 3 - 5 cm Material: alamă, turnat, găurit, lustruit, incizat | Formă circulară cu 4 orificii pentru înșirare pe fâșii de piele, decor ștanțat și incizat. | Muzeul Județean Mureș. Secția de Etnografie și Artă Populară, Târgu | Cimec    |
|      | Podoabă bărbătească de sărbătoare                                         | Datare: Sf.sec.XIX Dimensiuni: Diametru disc: 3 - 5 Material: alamă; turnat, găurit, lustruit, incizat | Formă circulară cu 4 orificii pentru înșirarea pe fâșii de piele, decor ștanțat și incizat. | Muzeul Județean Mureș. Secția de Etnografie și Artă Populară, Târgu | Cimec    |
|      | Podoabă bărbătească de sărbătoare                                         | Datare: Sf. Sec. XIX Dimensiuni: diametru disc: 3-5 cm Material: alamă, turnat, găurit, lustruit, incizat | Prâsnelele de formă circulară au 4 orificii pentru înșirarea pe fâșii de piele, sunt decorate și ștanțate. | Muzeul Județean Mureș. Secția de Etnografie și Artă Populară, Târgu | Cimec    |
|      | Podoabă bărbătească de sărbătoare                                         | Datare: Sf. Sec. XIX Dimensiuni: diametru disc: 3 -5 cm Material: alamă, turnat, găurit, lustruit, incizat | Formă circulară cu 4 orificii pentru înșirarea pe fâșii de piele, decor ștanțat și incizat. | Muzeul Județean Mureș. Secția de Etnografie și Artă Populară, Târgu | Cimec    |
|      | Podoabă bărbătească de sărbătoare                                         | Datare: Sf.sec. XIX Dimensiuni: diametru disc: 3-5 cm Material: alamă, turnat, găurit, lustruit, incizat | Prâsnelele de formă circulară cu câte 4 orificii pentru înșirarea pe fâșii de piele, decor ștanțat și incizat. | Muzeul Județean Mureș. Secția de Etnografie și Artă Populară, Târgu | Cimec    |
|      | Podoabă bărbătească de sărbătoare                                         | Datare: Sf.sec.XIX Dimensiuni: Diametru disc: 3 - 5 Material: alamă;turnat;găurit, lustruit, incizat | Formă circulară cu 4 orificii pentru înșirare pe fâșii din piele, decor ștanțat și incizat. | Muzeul Județean Mureș. Secția de Etnografie și Artă Populară, Târgu | Cimec    |
|      | Podoabă bărbătească de sărbătoare                                         | Datare: Af. Sec. XIX Dimensiuni: diametru disc: 3 -5 cm Material: alamă, turnat, găurit, incizat, lustruit | Prâsnelele de formă circulară au câte 4 orificii pentru înșirare pe fâșii de piele, cu decor ștanțat și incizat. | Muzeul Județean Mureș. Secția de Etnografie și Artă Populară, Târgu | Cimec    |
|      | Podoabă bărbătească de sărbătoare                                         | Datare: Sf. Sec. XIX Descoperit: jud. Mureș, Târgu Mureș Dimensiuni: diametru disc: 3 - 5 cm Material: alamă, turnat, găurit, lustruit, incizat | Formă circulară cu 4 orificii pentru înșirarea pe fâșii de piele, cu decor ștanțat și incizat. | Muzeul Județean Mureș. Secția de Etnografie și Artă Populară, Târgu | Cimec    |
|      | Podoabă bărbătească de sărbătoare                                         | Datare: Sf.sec.XIX Descoperit: jud. Mureș, Târgu-Mureș Dimensiuni: Diametru disc: 3 - 5 Material: alamă; turnat, găurit, lustruit, incizat | Formă circulară cu 4 orificii pentru înșirare pe fâșii de piele; decor ștanțat și incizat. | Muzeul Județean Mureș. Secția de Etnografie și Artă Populară, Târgu | Cimec    |
|      | Podoabă bărbătească de sărbătoare                                         | Datare: Sf. Sec. XIX Dimensiuni: diametru disc: 3 - 5 cm Material: alamă, turnat, găurit, lustruit, incizat | Prâsnelele de formă circulară au câte 4 orificii pentru înșirare pe fâșii de piele, cu decor ștanțat și incizat. | Muzeul Județean Mureș. Secția de Etnografie și Artă Populară, Târgu | Cimec    |
|      | Podoabă bărbătească de sărbătoare                                         | Datare: Sf. Sec. XIX Descoperit: jud. Mureș, Târgu Mureș Dimensiuni: diametru disc: 3 - 5 cm Material: alamă, turnat, găurit, lustruit, incizat | Formă circulară cu 4 orificii pentru înșirare pe fâșii de piele, decor ștanțat și incizat. | Muzeul Județean Mureș. Secția de Etnografie și Artă Populară, Târgu | Cimec    |
|      | Podoabă bărbătească de sărbătoare                                         | Datare: Sf. Sec. XIX Descoperit: jud. Mureș, Târgu Mureș Dimensiuni: diametru disc: 3 - 5 cm Material: alamă, turnat, găurit, lustruit, incizat | Prâsnelele de formă circulară au câte 4 orificii pentru înșirare pe fâșii de piele, decor ștanțat și incizat. | Muzeul Județean Mureș. Secția de Etnografie și Artă Populară, Târgu | Cimec    |
|      | Cergă                                                                     | Datare: Prima jum.sec.XX Descoperit: jud. Mureș, Vătava Material: lână la băteală; cânepă la urzeală; țesut în 4 ițe; ales printre fire; trei foi; încheiat cu acul; nevâltorit; tivit | Țol de formă dreptunghiulară, alcătuit din trei foi încheiate cu acul, decor geometrizant, dispus pe chenare, compoziție închisă, chenar, motive geometrice, cruce simplă, cruce în x. Cromatica: alb, gri, galben, roșu, albastru închis, portocaliu, verde, albastru deschis, culorile naturale ale lânii (alb, brun) alături de coloranți chimici. | Muzeul Județean Mureș. Secția de Etnografie și Artă Populară, Târgu | Cimec    |
|      | Față de masă                                                              | Datare: Prima jum.sec.XX Descoperit: jud. Mureș, Valea Largă Material: lână; țesut în patru ițe; ales peste fire; doi lați încheiați prin cheiță festonată | Față de masă, formă dreptunghiulară, alcătuită din două foi ("lați") de țesătură prinși cu cheiță festonată din bumbac negru, franjuri simpli pe toate laturile, decor geometrizant, ordonat în registre, motive geometrice alese printre fire: vârste simple de lățimi diferite, romburi concentrice în trepte, motiv scheomorf: zăluța închisă orizontală dispusă pe pe registre mai înguste de culoare mov. Cromatica: roșu la fond; roz, galben, mov, portocaliu, negru la motive pe fond verde și negru la registre. | Muzeul Județean Mureș. Secția de Etnografie și Artă Populară, Târgu | Cimec    |
|      | Covor                                                                     | Datare: Prima jum.sec.XX Descoperit: jud. Mureș, Boiu Material: păr de capră; urzit în patru ițe; năvădit; dantelă pe margine; încheiat cu acul la mijloc | Cuvertură de formă dreptunghiulară alcătuită din 3 "lați" de țesătură însăilați cu acul, cu franjuri împletiți pe trei laturi, prinși cu verigi de metal pe două laturi, dantelă croșetată pe a patra latură. Decor geometrizant amplasat pe toată suprafața, compoziție deschisă, motive geometrice propriu-zise: romb, carouri, vârste. Cromatica: roșu, verde, mov, crem. | Muzeul Județean Mureș. Secția de Etnografie și Artă Populară, Târgu | Cimec    |
|      | Covor                                                                     | Datare: Prima jum.sec.XX Descoperit: jud. Mureș, Șoimuș Material: lână la băteală și urzeală; ales cu mâna; ales printre fire | Covor de pat de formă dreptunghiulară alcătuit din două foi de țesătură, cu franjuri simpli, policromi, pe margini, decor geometrizant, compoziție închisă, chenar și câmp central, trei registre la cele două capete. Motiv principal: romburi zimțate concentrice și motive secundare: romburi mici zimțate pe 4 laturi, motive complementare: 4 romburi concentrice dispuse la colțuri. Cromatica la chenar: roșu; la motivele principale: roșu, albastru, galben, verde pe fond verde; la motivele secundare: mov, la cele complemetare roșu, albastru. | Muzeul Județean Mureș. Secția de Etnografie și Artă Populară, Târgu | Cimec    |
|      | Covor                                                                     | Datare: Prima jum.sec.XX Descoperit: jud. Mureș, com. Saschiz, Mihai Viteazu Material: lână; țesut în patru ițe; ales peste fire; cheiță festonată | Față de masă de formă dreptunghiulară, alcătuită din două foi de țesătură încheiate prin cheiță festonată, cu franjuri pe 3 laturi, decor geometrizant, amplasat pe toată suprafața, ordonat în registre. Registre asimetrice, motive geometrice, vârste simple, punctate, zimțate, romburi simple, cruce în X, rozetă. Fond negru, alternanță cromatică, verde, alb, portocaliu, mov la motive. | Muzeul Județean Mureș. Secția de Etnografie și Artă Populară, Târgu | Cimec    |
|      | Covor                                                                     | Datare: Sf.sec.XIX - încep.sec.XX Descoperit: jud. Mureș, com. Deda, Deda Material: lână; țesut; în două ițe; motive alese peste fire; cusut la mașină | Covor de pat de formă dreptunghiulară, alcătuit din două foi de țesătură încheiate la mașină. Decor geometrizant, ordonat în registre de diverse lățimi, amplasat pe toată suprafața covorului. Motive geometrice: vârste simple, punctate, cruce în x; motive florale, flori. Fond negru, la motive roșu, galben, alb, repetiție de motive pe același registru, alternanță de motive de la un registru la altul. | Muzeul Județean Mureș. Secția de Etnografie și Artă Populară, Târgu | Cimec    |
|      | Covor                                                                     | Datare: Încep.sec.XX Descoperit: jud. Mureș, com. Ibănești, Ibănești Material: lână; țesut; ales cu mâna; ales cu tăieturi; ales legat; ales peste fire; încheiat cu acul | Covor de pat alcătuit din două foi de țesătură încheiate cu acul. Decor geometrizant, amplasat pe toată suprafața, ordonat în registre asimetrice grupate câte trei. Compoziție deschisă, motive geometrice, romburi, vârste simple, punctate, X-uri, linie frântă. Cromatica: roșu la fond, galben, mov închis, alb, verde deschis la motive. | Muzeul Județean Mureș. Secția de Etnografie și Artă Populară, Târgu | Cimec    |
|      | Covor                                                                     | Datare: Prima jumătate a sec.XX Descoperit: jud. Mureș, com. Hodac, Hodac Material: lână la băteală, bumbac la urzeală, ales printre fire, ales cu mâna, încheiat cu acul | Cuvertură de formă dreptunghiulară alcătuită din două foi ("lați") de țesătură; cu decor geometrizant amplasat pe toată suprafața covorului, ordonat în registre, cu motive geometrice și zoomorfe dispuse alternativ. Motive principale: romburi zimțate concentrice, coarnele berbecului, cruce. Motive secundare: vârste în zig-zag, triunghiuri, vârste simple, punctate, zimțate. Alternanță cromatică. Cromatica: negru, albastru, galben, verde, vișiniu, roșu, roz, portocaliu, albastru deschis, albastru închis. | Muzeul Județean Mureș. Secția de Etnografie și Artă Populară, Târgu | Cimec    |
|      | Covor                                                                     | Datare: Încep.sec.XX Descoperit: jud. Mureș, Bistra Mureșului Material: lână la băteală, bumbac la urzeală, țesut în 2 ițe, motive alese peste și printre fire, cheiță încrucișată | Covor de pat de formă dreptunghiulară, alcătuit din două foi de țesătură ("doi lați") încheiați prin cheiță încrucișată. Decor geometrizant dispus pe toată suprafața, ordonat în registre asimetrice, grupări de câte 3 registre. Motive geometrice: romburi simple, puncte, vârste punctate, zig-zag, alternanță decorativă, cromatică: fond negru, galben, cafeniu deschis la motive. | Muzeul Județean Mureș. Secția de Etnografie și Artă Populară, Târgu | Cimec    |
|      | Covor                                                                     | Datare: Încep.sec.XX Descoperit: jud. Mureș, Jabenița Material: lână la urzeală și băteală, urzit în două ițe, ales printre fire, ales peste fire la motivele decorative, încheiat | Cuvertură de lână de formă dreptunghiulară alcătuită din două foi de țesătură cu decor geometrizant, ordonat în registre asimetrice amplasate pe toată suprafața covorului. Compoziție deschisă. Motive geometrice, scheomorfe; vârste simple, punctate, zimțate; zăluța, cruce în x. Cromatica: roșu, alb, galben, negru, verde, albastru, alternanță cromatică pe același registru. | Muzeul Județean Mureș. Secția de Etnografie și Artă Populară, Târgu | Cimec    |
|      | Covor                                                                     | Datare: Încep.sec.XX Descoperit: jud. Mureș, Lueriu Material: lână la băteală, bumbac la urzeală, țesut, ales peste fire | Covor de pat de formă dreptunghiulară alcătuit din două foi de țesătură. Decor geometrizant și liber desenat, ordonat în registre, dispus pe toată suprafața covorului. Motive geometrice, romb cu laturile prelungite, unghi, motive fitomorfe, flori cu 3 petale grupate câte două, val liber desenat, cale ocolită cu flori, alternanță cromatică, fond negru, portocaliu, verde, albastru, vișiniu, mov, roșu la motive. | Muzeul Județean Mureș. Secția de Etnografie și Artă Populară, Târgu | Cimec    |
|      | Păretar                                                                   | Datare: Încep.sec.XX Descoperit: jud. Mureș, com. Vătava Material: lână la băteală, bumbac la urzeală, ales peste fire, capetele tivite | Păretar de formă dreptunghiulară, alcătuit dintr-o singură foaie de țesătură. Compoziție deschisă, decor geometrizant, dispus în table, carouri, amplasat pe toată suprafața. Motive geometrice: vârste longitudinale și transversale grupate câte trei se întretaie perpendicular alcătuind carouri în care sunt înscrise motive florale geometrizate (flori cu 8 petale) și cruce în x. Pe fond negru vârste roșii, galbene, verzi, mov, alternanță cromatică la motivele florale: verde, alb, galben deschis. Alternanță decorativă. | Muzeul Județean Mureș. Secția de Etnografie și Artă Populară, Târgu | Cimec    |
|      | Păretar                                                                   | Datare: Încep.sec.XX Descoperit: jud. Mureș, com. Hodac, Hodac Material: lână la urzeală și băteală, ales cu mâna, ales peste fire, ales printre fire | Păretar de formă dreptunghiulară, alcătuit dintr-o singură foaie de țesătură. Compoziție deschisă, decor geometrizant, dispus pe toată suprafața covorului, ordonat în registre, motive geometrice, alternanță decorativă, alternanță de formă: romb cu cruce în x, romb și cruce simplă, dreaptă, alte motive: vârste simple, punctate, triunghiuri, alternanță de culoare, fond roșu, negru, galben, alb, mov deschis, crem la motive. | Muzeul Județean Mureș. Secția de Etnografie și Artă Populară, Târgu | Cimec    |
|      | Păretar                                                                   | Datare: Încep.sec.XX Descoperit: jud. Mureș, com. Hodac Material: lână la băteală și urzeală, țesut, ales peste fire, ales cu mâna | Păretar de formă dreptunghiulară, alcătuit dintr-o singură foaie de țesătură. Compoziție deschisă, decor geometrizant, ordonat în registre grupate câte trei, dispus pe toată suprafața. Motive geometrice: vârste simple, zimțate, romb simplu cu centrul marcat, cruce în x, motive scheomorfe: zăluța. Repetiție de motive. Cromatică: roșu, vișiniu, galben, crem, mov, verde. | Muzeul Județean Mureș. Secția de Etnografie și Artă Populară, Târgu | Cimec    |
|      | Păretar                                                                   | Datare: Sf.sec.XIX-încep.sec.XX Descoperit: jud. Mureș, com. Hodac Material: lână la băteală, cânepă la urzeală, țesut în 2 ițe, ales pe fire | Păretar de formă dreptunghiulară, alcătuit dintr-o singură foaie de țesătură. Decor geometrizant dispus în registre amplasate pe toată suprafața, registre de diverse lățimi, registrele mai late alternând cu cele mai înguste. Motive florale și geometrice: pe registrele late - flori, romb cu laturile prelungite; pe registrele înguste - dispuse alternativ - cruce în X și motivul scheomorf al "zăluței" sau "cârligul ciobanului", motiv simbolic: "prescura" (x-ul dublat) repetat. Alte motive geometrice: unghiuri. Registrele sunt delimitate de vârste policrome, simple, grupate câte trei. Alternanță cromatică. | Muzeul Județean Mureș. Secția de Etnografie și Artă Populară, Târgu | Cimec    |
|      | Catrință Autor: Drăgan, Ioana                                             | Datare: înc. sec. XX Descoperit: jud. Bistrița-Năsăud, com. MONOR, MONOR Dimensiuni: L ornament: 24 cm Material: lână; lânică; țesut în 4 ițe; ales printre fire; feston; dantelă | Catrință de formă dreptunghiulară, țesută în 4 ițe cu urzeală de lână neagră și băteală de lână bleumarin („trup vânăt”). Pe marginile laterale vrâste roșii, galbene, verzi. La poale câmp ornamental mărginit de dantelă în colțișori croșetată manual din lânică și feston simplu din lânică policromă. Decorul realizat din benzi roșii alese printre fire alternând cu benzi alese în „lătunoi” în motive florale cu lânică policromă: roșu, alb, mov, albastru, ciclamen, verde, bej, gri etc. | Muzeul Etnografic, Reghin                                           | Cimec    |
|      | Catrință Autor: Drăgan, Ioana                                             | Descoperit: jud. Bistrița-Năsăud, com. MONOR, MONOR Material: lână; lânică; țesut în 4 ițe; ales printre fire; feston | Catrință de formă dreptunghiulară, țesută în 4 ițe cu urzeală de lână neagră și băteală de lână mov („trup vânăt”). La brâu două benzi, roșie și neagră, alese printre fire; se leagă cu baieră răsucită și împletită din lână. Pe marginile laterale vrâste roșii, albastre, roz. La poale câmp ornamental realizat din benzi alese printre în motive florale cu lânică policromă pe fond negru: roșu, bordo, negru, mov, albastru, galben, portocaliu, ciclamen, verde, muștar. La bază feston cu lânică policromă. | Muzeul Etnografic, Reghin                                           | Cimec    |
|      | Catrință Autor: Drăgan, Măriuca                                           | Descoperit: jud. Bistrița-Năsăud, com. MONOR, MONOR Dimensiuni: L ornament: 21,5 cm Material: lână; țesut în 4 ițe; ales printre fire; cusut; feston | Catrință de formă dreptunghiulară, țesută în 4 ițe cu urzeală de lână neagră și băteală de lână albastru închis („trup vânăt”). La brâu o bandă roșie, una neagră, apoi o vârstă din trei fire roz și bej; tivită manual. Pe marginile laterale vrâste din fire roșii, verzi, portocalii. La poale câmp ornamental realizat din benzi alese printre în motive florale alternând cu benzi simple fără decor din lână bordo. Pe cele patru benzi late motivul „fluturele”. Câmpul ornamental este festonat pe margine cu lânică policromă. La bază ciucuri de lână neagră, albastră, mov. | Muzeul Etnografic, Reghin                                           | Cimec    |
|      | Catrință Autor: Trif, Maria                                               | Descoperit: jud. Bistrița-Năsăud, com. MONOR, MONOR Dimensiuni: L ornament: 23 cm Material: lână; lânică; țesut în 4 ițe; ales printre fire; croșetat; feston | Catrință de formă dreptunghiulară, țesută în 4 ițe cu urzeală de lână neagră și băteală de lână albastru închis („trup vânăt”). La brâu o bandă verde tivită manual. Pe marginile laterale vrâste din fire roșii, galbene, albastre. La poale câmp ornamental realizat din benzi alese printre în motive florale alternând cu benzi simple fără decor din lână roșie. Marginile câmpului ornamental festonate cu lânică colorată și dantelă în colțișori din lânică în toate culorile folosite și la decor: roșu, verde închis și deschis, bordo, albastru, mov, roz, alb, ciclamen, bej, negru. | Muzeul Etnografic, Reghin                                           | Cimec    |
|      | Catrință Autor: Feier, Maria                                              | Datare: 1880 Descoperit: jud. Mureș, com. HODAC, HODAC Dimensiuni: L ornament: 27 cm Material: lână; lânică; țesut în 4 ițe; cusut; croșetat | Catrință de formă dreptunghiulară, cu trupul țesut în 4 ițe din lână albastru închis, iar fondul câmpului ornamental șesut în 2 ițe din lână neagră („trup vânăt”). La brâu o bandă roșie tivită manual. Pe marginile laterale câte 2 vrâste din fire de urzeală roșii și galbene peste care în cusătură ațește (în „dupci”) cu lânică policromă, motiv vegetal stilizat, realizând un chenar. La poale câmp ornamental compact cusut ațește (în „dupci” având un aspect buclat) un motiv floral cu lânică policromă: roșu, bordo, ciclamen, roz, alb, albastru, mov, bleumarin, verde. Câmpul ornamental mărginit de dantelă aplicată, realizată din lână policromă. | Muzeul Etnografic, Reghin                                           | Cimec    |
|      | Catrință Autor: Frandeș, Rafila                                           | Datare: 1900 Descoperit: jud. Mureș, com. HODAC, HODAC Dimensiuni: L ornament: 27 cm Material: lână; lânică; galon de fir; țesut în 4 ițe; cusut; înnodat | Catrință de formă dreptunghiulară, țesută în 4 ițe cu urzeală de lână neagră și băteală de lână albastru închis („trup vânăt”). La brâu tivită manual. Pe marginile laterale câte 2 vrâste înguste din fire de urzeală roșii și galbene. La poale câmp ornamental realizat în cusătură în punct de cruciuliță, compact, pe fond negru un motiv floral cu lânică policromă: negru, roșu, roz, albastru, mov, ciclamen, bordo, alb, verde închis și deschis. Pe margini aplicație de galon de fir argintiu cu paiete, apoi ciucuri înnodați din lână policromă, culori dispuse alternativ. | Muzeul Etnografic, Reghin                                           | Cimec    |
|      | Catrință Autor: Matei, Carolina                                           | Datare: 1907 Descoperit: jud. Mureș, com. CHIHERU DE JOS, CHIHERU DE JOS Dimensiuni: L ornament: 23 cm Material: lână; bumbac; lânică; galon de fir; paiete; țesut în 4 ițe; cusut; feston | Catrință de formă dreptunghiulară, țesută în 4 ițe cu urzeală de bumbac negru și băteală din lână mov („trup vânăt”). La brâu tivită manual, apoi o vrâstă aleasă printre fire cu lânică roșie și alternativ romburi înscrise cu lânică colorată galben cu mov, alb cu mov, verde cu ciclamen, albastru cu alb. Pe marginile laterale vrâste din urzeală din fire roșii și galbene, iar între ele fire roșii și albe băgate cu acul. La poale câmp ornamental realizat prin alesătură printre fire, ordonat în registre de vărgi în motiv floral delimitate de vrâste alese, cusute în cruciulițe sau aplicație de galon de ață și de fir. | Muzeul Etnografic, Reghin                                           | Cimec    |
|      | Catrință Autor: Truta, Sanfira                                            | Datare: 1898 Descoperit: jud. Mureș, com. CHIHERU DE JOS, CHIHERU DE JOS Dimensiuni: L ornament: 21 cm Material: lână; lânică; galon de fir; galon de ață; paiete; țesut în 4 ițe; ales printre fire; feston                                                                                             | Catrință de formă dreptunghiulară, țesută în 4 ițe cu urzeală de lână albastră și băteală din lână mov („trup vânăt”). La brâu tivită manual. Pe marginile laterale vrâste din urzeală din fire roșii și galbene. La poale câmp ornamental, decor compact, realizat prin alesătură printre fire, ordonat în registre de vărgi în motive florale, cu lânică policromă (roșu, alb, mov, verde, portocaliu) delimitate de galon de fir auriu și bumbac tricolor roșu, galben, albastru. Pe marginile câmpului ornamental aplicație de galon din fir argintiu în „val”. Tot câmpul ornamental este presărat cu paiete. | Muzeul Etnografic, Reghin                                           | Cimec    |
|      | Catrință Autor: Catarig, Rafila                                           | Datare: 1900 Descoperit: jud. Mureș, com. CHIHERU DE JOS, CHIHERU DE JOS Dimensiuni: L ornament: 19 cm Material: lână; lânică; țesut în 4 ițe; cusut; feston | Catrință de formă dreptunghiulară, țesută în 4 ițe cu urzeală de lână neagră și băteală din lână mov („trup vânăt”). La brâu tivită manual, apoi o vrâstă îngustă bătută cu fire roșii și verzi. Pe marginile laterale vrâste din urzeală din fire roșii și galbene. La poale câmp ornamental, decor compact, realizat din registre de vărgi în motive florale și geometrice cusute (înapoia acului, feston, gura păpușii și peste fire, „împunturi” sau „pășituri”) cu lânică policromă: roșu, alb, mov, verde, portocaliu, galben. Marginile laterale ale câmpului ornamental sunt festonate simplu cu lânică colorată, în culori dispuse alternativ. | Muzeul Etnografic, Reghin                                           | Cimec    |
|      | Catrință Autor: Pășcan, Maria                                             | Datare: 1893 Descoperit: jud. Mureș, com. DEDA, DEDA Dimensiuni: L ornament: 25 cm Material: lână; lânică; fir metalic; țesut în 4 ițe; ales printre fire; cusut; feston | Catrință de formă dreptunghiulară, țesută în 4 ițe cu urzeală de lână neagră și băteală din lână albastru închis („trup vânăt”). La brâu vargă roșie tivită manual, apoi o vrâstă îngustă din fire roșii, verzi, galbene. Pe marginile laterale vrâste din urzeală din fire roșii și galbene. La poale câmp ornamental compact, realizat din registre decorative orizontale alese printre fire cu lânică policromă în motive geometrice: romburi, căsuțe, unghiuri, triunghiuri, linii, puncte, coarnele berbecului „floarea creață”. Motivele de bază sunt marcate pe margini cu cusătură „tighel” cu lânică sau fir lame. | Muzeul Etnografic, Reghin                                           | Cimec    |
|      | Catrință Autor: Pui, Raveca                                               | Datare: 1918 Descoperit: jud. Mureș, com. BRÂNCOVENEȘTI, IDICEL Dimensiuni: L ornament: 26,5 cm Material: lână; lânică; țesut în 4 ițe; ales printre fire; feston | Catrință de formă dreptunghiulară, țesută în 4 ițe cu urzeală de lână neagră și băteală din lână albastru închis („trup vânăt”). La brâu vargă roșie tivită manual, apoi o vrâstă din fire roșii, albe, ciclamen. Pe marginile laterale vrâste din urzeală din fire roșii și galbene. La poale câmp ornamental compact, realizat din registre de vărgi orizontale alese printre fire („gușături”) în motive florale și geometrice alternând cu vrâste roșii. Decorul este realizat cu lânică policromă: roșu, alb, albastru, verde, galben, bej, ciclamen, mov, negru. Marginile câmpului ornamental sunt festonate simplu cu lânică policromă, în culori alternative. | Muzeul Etnografic, Reghin                                           | Cimec    |
|      | Catrință Autor: Pui, Raveca                                               | Datare: 1918 Descoperit: jud. Mureș, com. BRÂNCOVENEȘTI, BRÂNCOVENEȘTI Dimensiuni: L ornament: 26 cm Material: lână; lânică; galon de fir; țesut în 4 ițe; ales printre fire; feston | Catrință de formă dreptunghiulară, țesută în 4 ițe cu urzeală de lână neagră și băteală din lână mov („trup vânăt”). La brâu vargă roșie tivită manual, apoi o vrâstă din fire roșii, verzi, galbene. Pe marginile laterale vrâste din urzeală din fire roșii și galbene. La poale câmp ornamental compact, realizat din registre de vărgi orizontale alese printre fire („gușături”) în motive florale, încadrate de vrâste cu puncte și căsuțe și aplicație de galon de fir metalic argintiu „în val”, cu lânică policromă: roșu, alb, albastru, verde închis și deschis, bordo, bej, ciclamen, mov, negru. De jur împrejurul câmpului ornamental feston simplu din lânică policromă. | Muzeul Etnografic, Reghin                                           | Cimec    |
|      | Catrință Autor: Demian, Silvia                                            | Datare: 1916 Descoperit: jud. Mureș, com. LUNCA, LOGIG Dimensiuni: L ornament: 24 cm Material: lână; lânică; galon de fir; mărgele; paiete; țesut în 4 ițe; cusut; înnodat | Catrință de formă dreptunghiulară, țesută în 4 ițe cu urzeală de lână neagră și băteală din lână mov („trup vânăt”). La brâu tivită manual, apoi o vrâstă din fire roșii, verzi, ciclamen. Pe marginile laterale vrâste din urzeală din fire roșii, roz, verzi. La poale câmp ornamental compact, realizat din vărgi cusute în „pășituri” în motive florale, cu lânică policromă: roșu, albastru deschis, verde închis și deschis, bordo, bej, ciclamen, roz, mov, maro, galben, portocaliu, muștar și paiete presărate prin cusătură. Vărgile sunt delimitate cu galon din paiete și mărgele albe. Marginile câmpului ornamental sunt marcate cu galon de fir auriu și franjuri înnodați. | Muzeul Etnografic, Reghin                                           | Cimec    |
|      | Catrință Autor: Zeic, Paraschiva                                          | Datare: 1916 Descoperit: jud. Mureș, com. BRÂNCOVENEȘTI, SĂCALU DE PĂDURE Dimensiuni: L ornament: 24 cm Material: lână; lânică; galon de fir; mărgele; paiete; țesut în 4 ițe; cusut; înnodat | Catrință de formă dreptunghiulară, țesută în 4 ițe cu urzeală de lână neagră și băteală din lână albastru închis („trup vânăt”). La brâu vărgi și vrâste, tivită manual, apoi o vargă din fire policrome. Pe marginile laterale vrâste din urzeală din fire roșii, galbene, verzi. La poale câmp ornamental compact, realizat din vărgi simple alese printre fire cu lânică roșie alternând cu vărgi negre decorate cu cusătură „înapoia acului” și în „pășituri” cu lânică policromă în motive florale. Cele trei vergi centrale decorate sunt marcate de vrâste albastre cu puncte albe. Marginile câmpului ornamental sunt festonate cu lânică policromă și aplicație de galon de fir în „val”. | Muzeul Etnografic, Reghin                                           | Cimec    |
|      | Catrință Autor: Pantea, Gafina                                            | Datare: 1920 Descoperit: jud. Mureș, com. BRÂNCOVENEȘTI, SĂCALU DE PĂDURE Dimensiuni: L ornament: 25 cm Material: lână; lânică; paiete; galon de fir; țesut în 4 ițe; cusut; înnodat; ales printre fire; feston                                                                                          | Catrință de formă dreptunghiulară, țesută în 4 ițe cu urzeală de lână neagră și băteală din lână mov („trup vânăt”). La brâu o vargă lată din vrâste roșii, galbene și verzi, tivită manual. Se leagă cu baieră din fire de lână roșii și galbene răsucite și împletite. Urmează o vargă din vrâste roșii, verzi și roz care încadrează un motiv geometric ales cu lânică policromă. Pe marginile laterale vrâste din urzeală din fire roșii, roz, verzi. La poale câmp ornamental compact, realizat din vărgi decorate, delimitate de vrâste înguste. Vărgile sunt decorate pe fond negru în alesătură printre fire cu lânică policromă în motiv floral. | Muzeul Etnografic, Reghin                                           | Cimec    |
|      | Catrință Autor: Ripean, Palaghia                                          | Datare: 1/2 sec. XX Descoperit: jud. Mureș, com. LUNCA, LOGIG Dimensiuni: L ornament: 19 cm Material: lână; lânică; bumbac; țesut în 4 ițe; ales printre fire; feston | Catrință de formă dreptunghiulară, țesută în 4 ițe cu urzeală de bumbac negru și băteală din lână albastru închis („trup vânăt”). La brâu este adăugată o bucată din altă catrință, tivită și încheiată manual. Pe marginile laterale vrâste din fire de urzeală roșii și albastre. La poale câmp ornamental compact, realizat din vărgi roșii și vrâste înguste alese printre fire în motive geometrice cu lânică policromă: verde, mov, alb, portocaliu, albastru închis și deschis, bordo, roz. Marginile laterale ale câmpului ornamental sunt festonate simplu cu lânică roșie, iar la poale are franjuri netăiați din lânică maro. | Muzeul Etnografic, Reghin                                           | Cimec    |
|      | Catrință Autor: Moldovan, Nastasia                                        | Datare: 1895 Descoperit: jud. Mureș, com. RUȘII-MUNȚI, MORĂRENI Dimensiuni: L ornament: 24 cm Material: lână; lânică; bumbac; galon de fir; paiete; țesut în 4 ițe; ales printre fire; feston | Catrință de formă dreptunghiulară, țesută în 4 ițe cu urzeală de bumbac negru și băteală din lână mov („trup vânăt”). La brâu este tivită manual, apoi o vrâstă îngustă în motive geometrice aleasă cu lânică policromă. Pe marginile laterale vrâste din fire de urzeală bordo și galbene, aplicație de dantelă portocalie, industrială și galon de fir argintiu cusut în „val”. La poale câmp ornamental realizat din vrâste și vărgi decorate în motive florale alese printre fire („gușături”) cu lânică policromă, completate cu paiete. Pe marginile laterale ale câmpului ornamental și la poale feston simplu și franjuri scurți cu lânică policromă, culori alternative. | Muzeul Etnografic, Reghin                                           | Cimec    |
|      | Catrință Autor: Buta, Cristina                                            | Datare: 1853 Descoperit: jud. Bistrița-Năsăud, com. TEACA, PINTICU Dimensiuni: L ornament: 22,5 cm Material: lână; lânică; bumbac; țesut în 4 ițe; ales printre fire; ales peste fire; cusut; feston | Catrință de formă dreptunghiulară, țesută în 4 ițe cu urzeală și băteală de lână albastru închis („trup vânăt”). La brâu tivită manual. Pe marginile laterale vrâste din fire de urzeală roșii, portocalii și verzi. La poale câmp ornamental realizat din vărgi simple alese cu lânică roșie alternând cu vărgi decorate cu motive geometrice cusute pe dos cu bumbac alb. Varga centrală este completată cu motive geometrice cusute cu lânică policromă. Marginile laterale ale câmpului ornamental sunt festonate simplu cu lânică roșie. La poale franjuri din lână albastru închis. | Muzeul Etnografic, Reghin                                           | Cimec    |
|      | Catrință Autor: Bărcan, Livia                                             | Datare: 1918 Descoperit: jud. Bistrița-Năsăud, com. TEACA, TEACA Dimensiuni: L ornament: 20 cm Material: lână; lânică; bumbac; galon de fir; țesut în 4 ițe; ales printre fire; ales peste fire; cusut; feston                                                                                           | Catrință de formă dreptunghiulară, țesută în 4 ițe cu urzeală de lână „păr” neagră și băteală de lână mov („trup vânăt”). La brâu tivită manual. Pe marginile laterale vrâste din fire de urzeală roșii, galbene și albastre. La poale câmp ornamental compact, realizat din vărgi roșii alese printre fire, alternând cu vărgi decorate cu motive geometrice variat combinate, cusute pe dos cu bumbac alb și completate cu cusătură cu lânică roșie, mov, ciclamen. Varga centrală are motive geometrice cusute în „pășituri” cu lânică policromă și bumbac alb și este încadrată de galon de fir auriu și șnur roz. Marginile laterale ale câmpului ornamental sunt festonate. La poale franjuri din lână policromă. | Muzeul Etnografic, Reghin                                           | Cimec    |
|      | Catrință Autor: Buta, Cristina                                            | Datare: 1851 Descoperit: jud. Bistrița-Năsăud, com. TEACA, PINTICU Dimensiuni: L ornament: 20 cm Material: lână; lânică; bumbac; țesut în 4 ițe; ales printre fire; feston | Catrință de formă dreptunghiulară, țesută în 4 ițe cu urzeală bumbac negru și băteală de lână albastru închis („trup vânăt”). La brâu tivită manual. Se leagă cu baieră din fire de lână roșii și maro răsucite și împletite. Pe marginile laterale vrâste din fire de urzeală roșii, galbene, bleu. La poale câmp ornamental realizat din cinci vărgi alese printre fire în motive geometrice (zăluța, furca, paralelogramul) despărțite de vărgi de fond. Marginile laterale sunt festonate cu bumbac negru. La poale sunt franjuri netăiați din lână policromă. | Muzeul Etnografic, Reghin                                           | Cimec    |
|      | Catrință Autor: Maierean, Maria                                           | Datare: 1900 Descoperit: jud. Bistrița-Năsăud, com. TEACA, PINTICU Dimensiuni: L ornament: 24 cm Material: lână; bumbac; galon de fir; paiete; țesut în 4 ițe; cusut; feston | Catrință de formă dreptunghiulară, țesută în 4 ițe cu urzeală de bumbac negru și băteală de lână mov („trup vânăt”). La brâu o vargă neagră tivită manual. Pe marginile laterale vrâste din fire de urzeală roșii, albe, verzi peste care sunt cusute paiete grupate „în floricele”. La poale câmp ornamental realizat din vărgi pe fond bordo, țesut în 2 ițe, decorate cu motive florale cusute „pe scrisoare” cu lânică policromă și paiete. Vărgile sunt delimitate cu galon de mătase cu fir metalic și paiete. Pe marginile laterale ale câmpului ornamental aplicație de galon de fir cu paiete, apoi feston simplu din lânică policromă. La poale franjuri din lânică policromă. | Muzeul Etnografic, Reghin                                           | Cimec    |
|      | Catrință Autor: Bozog, Lucreția                                           | Datare: 1881 Descoperit: jud. Bistrița-Năsăud, com. TEACA, PINTICU Dimensiuni: L ornament: 21 cm Material: lână; lânică; bumbac; paiete; țesut în 4 ițe; cusut pe dos; ales peste fire; feston; croșetat                                                                                                 | Catrință de formă dreptunghiulară, țesută în 4 ițe cu urzeală și băteală de lână albastru închis („trup vânăt”). La brâu o vargă mov tivită manual, apoi o vrâstă din fire roșii, verzi, mov, portocalii. Pe marginile laterale vrâste din fire de urzeală roșii, portocalii, verzi. La poale câmp ornamental realizat din vărgi roșii țesute „în lătunoi”, alternând cu vărgi decorate cu motive geometrice cusute pe dos cu bumbac alb și lânică roșie și ciclamen. Varga centrală precum și alte două vărgi înguste sunt cusute în motive geometrice cu lânică policromă. Marginile laterale ale câmpului ornamental sunt festonate simplu din lânică roșie, apoi este aplicată dantelă. | Muzeul Etnografic, Reghin                                           | Cimec    |
|      | Catrință Autor: Bozog, Lucreția                                           | Datare: 1881 Descoperit: jud. Bistrița-Năsăud, com. TEACA, PINTICU Dimensiuni: L ornament: 24 cm Material: lână; lânică; bumbac; paiete; țesut în 4 ițe; cusut pe dos; croșetat | Catrință de formă dreptunghiulară, țesută în 4 ițe cu urzeală de lână neagră și băteală de lână albastru închis („trup vânăt”). La brâu tivită manual, se leagă cu baieră din fire de lână albă, sură, muștar răsucite și împletite. Pe marginile laterale vrâste din fire de urzeală roșii, portocalii, verzi. La poale câmp ornamental realizat din vărgi roșii simple țesute „în lătunoi”, alternând cu vărgi decorate cu motive geometrice cusute pe dos cu bumbac alb și completate cu lânică policromă. Varga centrală este încadrată de galon de fir și șnur roșu iar de o parte și de alta câte un rând de segmente drepte din lânică policromă. | Muzeul Etnografic, Reghin                                           | Cimec    |
|      | Catrință Autor: Pintea, Maria                                             | Datare: 1876 Descoperit: jud. Bistrița-Năsăud, com. TEACA, PINTICU Dimensiuni: L ornament: 19 cm Material: lână; lânică; bumbac; țesut în 4 ițe; ales peste fire; cusut; feston | Catrință de formă dreptunghiulară, țesută în 4 ițe cu urzeală de lână neagră și băteală de lână albastru închis („trup vânăt”). La brâu tivită manual. Pe marginile laterale vrâste din fire de urzeală roșii, galbene, bleu. La poale câmp ornamental realizat din vărgi roșii simple alese peste fire „în lătunoi”, alternând cu vărgi decorate în motive geometrice (romburi, romburi cu raze unghiuri, triunghiuri) cusute pe dos cu bumbac alb și completate cu lânică policromă. Marginile laterale ale câmpului ornamental sunt festonate simplu din lânică roșie. La poale franjuri din lânică policromă. | Muzeul Etnografic, Reghin                                           | Cimec    |
|      | Catrință                                                                  | Datare: 1910 Descoperit: jud. Mureș, com. GURGHIU, CAȘVA Dimensiuni: L ornament: 26 cm Material: lână; lânică; țesut în 4 ițe; ales peste fire; cusut; feston | Catrință de formă dreptunghiulară, țesută în 4 ițe cu urzeală de lână neagră și băteală de lână albastru închis („trup vânăt”). La brâu o vargă roșie tivită manual, apoi o vrâstă din fire roșii, albe, verzi, galbene. Pe marginile laterale vrâste din fire de urzeală roșii și galbene. La poale câmp ornamental realizat din vărgi roșii simple alese peste fire „în lătunoi”, alternând cu vărgi decorate în motive florale cusute „în cruciulițe” cu lânică policromă. Pe margini feston în motive geometrice, cu colțișori din lânică policromă. | Muzeul Etnografic, Reghin                                           | Cimec    |
|      | Catrință                                                                  | Datare: înc. sec. XX Descoperit: jud. Mureș, com. GURGHIU, CAȘVA Material: lână; lânică; țesut în 4 ițe; ales peste fire | Material pentru patru catrințe de formă dreptunghiulară, țesut în 4 ițe cu urzeală de lână neagră și băteală de lână albastru închis („trup vânăt”). Pe margini vrâste din fire de urzeală roșii, galbene, verzi. La capetele fiecărei catrințe sunt vărgi orizontale ce urmau să fie decorate, alese peste fire „în lătunoi” cu lânică roșie, verde, bordo, galbenă alternând cu vrâste înguste alese peste fire în „boboloci” și „trescuri” cu lânică verde și galbenă. | Muzeul Etnografic, Reghin                                           | Cimec    |
|      | Catrință Autor: Simon, Maria                                              | Datare: 1900 Descoperit: jud. Mureș, com. GURGHIU, CAȘVA Dimensiuni: L ornament: 30 cm Material: lână; lânică; țesut în 4 ițe; ales peste fire; feston | Catrință de formă dreptunghiulară, țesută în 4 ițe cu urzeală de lână neagră și băteală de lână albastru închis („trup vânăt”). La brâu tivită manual. Pe marginile laterale vrâste din fire de urzeală roșii și albe. La poale câmp ornamental realizat prin alesătură peste fire „în lătunoi”, pe fond negru cu motive florale și patru păsări, cu lânică policromă. Pe margini feston în motive geometrice cu franjuri scurți, din lânică policromă, culori alternative. | Muzeul Etnografic, Reghin                                           | Cimec    |
|      | Catrință Autor: Morar, Maria                                              | Datare: 1920 Descoperit: jud. Mureș, com. GURGHIU, CAȘVA Dimensiuni: L ornament: 23 cm Material: lână; lânică; galon de fir; mărgele; paiete; țesut în 4 ițe; cusut; ales peste fire; feston; croșetat                                                                                                   | Catrință de formă dreptunghiulară, țesută în 4 ițe cu urzeală de lână neagră și băteală de lână mov („trup vânăt”). La brâu tivită manual. Pe marginile laterale vrâste din fire de urzeală roșii și portocalii - la mijloc două fire de lânică roșie cusute „înaintea acului” formând un șir de linioare întrerupte. La poale câmp ornamental ales peste fire „în lătunoi” cu lânică roșie și albă peste care în cusătură „înapoia acului”, „feston”, „lănțișor”, „peste fire” motive florale cu lânică policromă. Vărgile sunt delimitate și încadrate de galon de fir auriu cu paiete. Pe margini feston și dantelă din lânică policromă, iar la poale feston în motive geometrice și franjuri. | Muzeul Etnografic, Reghin                                           | Cimec    |
|      | Catrință Autor: Morar, Maria                                              | Datare: 1920 Descoperit: jud. Mureș, com. GURGHIU, CAȘVA Dimensiuni: L ornament: 37,5 cm Material: lână; lânică; galon de fir; paiete; țesut în 4 ițe; ales peste fire; feston | Catrință de formă dreptunghiulară, țesută în 4 ițe cu urzeală de lână albastru închis și băteală de lână mov („trup vânăt”). La brâu tivită manual. Pe marginile laterale vrâste din fire de urzeală roșii și galbene peste care s-a aplicat galon de fir argintiu și paiete. La poale câmp ornamental realizat din vărgi alese peste fire „în lătunoi” cu motive florale cu lânică policromă. Vărgile sunt delimitate și încadrate de galon de fir argintiu. Tot câmpul ornamental este presărat cu paiete cusute cu mărgele. Pe margini feston cu colțișori din lânică policromă, în culori alternative. | Muzeul Etnografic, Reghin                                           | Cimec    |
|      | Catrință Autor: Murar, Teodora                                            | Datare: 1905 Descoperit: jud. Mureș, com. GURGHIU, CAȘVA Dimensiuni: L ornament: 22 cm Material: lână; lânică; galon de fir; paiete; mărgele; țesut în 4 ițe; broderie; feston; croșetat | Catrință de formă dreptunghiulară, țesută în 4 ițe cu urzeală de lână neagră și băteală de lână albastru închis („trup vânăt”). La brâu o vargă roșie tivită manual. Pe marginile laterale vrâste din fire de urzeală roșii și galbene peste care s-a aplicat galon de fir auriu. La poale câmp ornamental, broderie cu lânică policromă, în motiv floral (ruja și creanga). Pe toată suprafața paiete cusute cu mărgele colorate. Pe margini feston în motive geometrice și dantelă cu colțișori din lânică policromă. | Muzeul Etnografic, Reghin                                           | Cimec    |
|      | Catrință Autor: Murar, Teodora                                            | Datare: 1910 Descoperit: jud. Mureș, com. GURGHIU, CAȘVA Dimensiuni: L ornament: 28 cm Material: lână; lânică; țesut în 4 ițe; ales peste fire; feston | Catrință de formă dreptunghiulară, țesută în 4 ițe cu urzeală de lână neagră și băteală de lână mov („trup vânăt”). La brâu o vargă neagră tivită manual. Pe marginile laterale vrâste din fire de urzeală bordo și galbene. La poale câmp ornamental realizat prin alesătură peste fire „în lătunoi”, motive florale (trandafiri cu muguri și frunze și viorele) pe fond negru cu lânică policromă. Pe margini feston în motive geometrice cu lânică policromă în culori alternative. | Muzeul Etnografic, Reghin                                           | Cimec    |
|      | Catrință Autor: Jabenițan, Ioana                                          | Datare: 1910 Descoperit: jud. Mureș, com. BRÂNCOVENEȘTI, IDICEL-PĂDURE Dimensiuni: L ornament: 32 cm Material: lână; lânică; paiete; galon de fir; țesut în 4 ițe; broderie; feston | Catrință de formă dreptunghiulară, țesută în 4 ițe din lână albastru închis („trup vânăt”). La brâu vargă formată din patru vrâste (roșu, galben, verde, roșu) tivită manual, apoi o vrâstă din fire de lână policromă. Pe marginile laterale vrâste din fire de urzeală roșii, galbene și verzi. La poale câmp ornamental realizat din vărgi în motive florale brodate cu lânică policromă și delimitate de galon de fir și presărate cu paiete cusute cu mărgele. Pe marginile trupului aplicație de galon de fir argintiu. Pe marginile câmpului ornamental și la poale feston din lânică policromă, în culori alternative. | Muzeul Etnografic, Reghin                                           | Cimec    |
|      | Catrință Autor: Jabenițan, Ioana                                          | Datare: 1915 Descoperit: jud. Mureș, com. BRÂNCOVENEȘTI, IDICEL-PĂDURE Dimensiuni: L ornament: 29,5 cm Material: lână; lânică; paiete; țesut în 4 ițe; ales peste fire; feston | Catrință de formă dreptunghiulară, țesută în 4 ițe cu urzeală de lână neagră și băteală din lână albastru închis („trup vânăt”). La brâu o vargă roșie tivită manual, apoi o vrâstă din fire policrome. Pe marginile laterale vrâste din fire de urzeală roșii, galbene și verzi. La poale câmp ornamental realizat din vărgi delimitate de vrâste foarte înguste alese peste fire „în lătunoi” cu lânică policromă. Vărgile sunt decorate în motive florale alese peste fire cu lânică policromă și paiete. Pe margini feston în motive geometrice cu franjuri foarte scurți din lânică policromă, în culori alternative. | Muzeul Etnografic, Reghin                                           | Cimec    |
|      | Catrință Autor: Jabenițan, Ioana                                          | Datare: 1915 Descoperit: jud. Mureș, com. BRÂNCOVENEȘTI, IDICEL-PĂDURE Dimensiuni: L ornament: 24 cm Material: lână; lânică; bumbac; țesut în 4 ițe; ales peste fire; feston | Catrință de formă dreptunghiulară, țesută în 4 ițe cu urzeală de bumbac negru și băteală din lână albastru închis („trup vânăt”). La brâu tivită manual, apoi o vrâstă din lânică policromă. Pe marginile laterale vrâste din fire de urzeală roșii și galbene. La poale câmp ornamental realizat din vărgi decorate în motive florale pe fond gri, verde, mov cu lânică policromă, alese peste fire alternând cu vrâste roșii alese peste fire „în lătunoi”. Pe margini feston în motive geometrice din lânică policromă, în culori alternative. | Muzeul Etnografic, Reghin                                           | Cimec    |
|      | Catrință Autor: Pop, Marișca                                              | Datare: 1890 Descoperit: jud. Mureș, com. GURGHIU, CAȘVA Dimensiuni: L ornament: 21 cm Material: lână; lânică; țesut în 4 ițe; cusut pe dos; feston; broderie | Catrință de formă dreptunghiulară, țesută în 4 ițe cu urzeală de lână neagră și băteală din lână albastru închis („trup vânăt”). La brâu tivită manual, se leagă cu baieră din fire de lână roșie, bordo, verde, galbenă, răsucite și împletite. Pe marginile laterale vrâste din fire de urzeală roșii și galbene. La poale câmp ornamental realizat din vărgi cusute pe dos și broderie plină, cusătură tip feston și înapoia acului, în motive geometrice și florale cu lânică policromă. Pe margini feston simplu cu lânică policromă, în culori alternative. | Muzeul Etnografic, Reghin                                           | Cimec    |
|      | Catrință Autor: Pop, Marișca                                              | Datare: 1890 Descoperit: jud. Mureș, com. GURGHIU, CAȘVA Dimensiuni: L ornament: 21 cm Material: lână; lânică; țesut în 4 ițe; ales peste fire; cusut; feston | Catrință de formă dreptunghiulară, țesută în 4 ițe cu urzeală de lână neagră și băteală din lână albastru închis („trup vânăt”). La brâu tivită manual. Pe marginile laterale vrâste din fire de urzeală roșii și galbene. La poale câmp ornamental realizat din vrâste înguste roșii alese peste fire „în lătunoi” alternând cu vărgi cusute în cruciulițe, motiv floral stilizat cu lânică policromă. Pe margini feston simplu din lânică policromă, în culori alternative. | Muzeul Etnografic, Reghin                                           | Cimec    |
|      | Catrință Autor: Nuțiu, Maria                                              | Datare: 1915 Descoperit: jud. Mureș, com. GURGHIU, CAȘVA Dimensiuni: L ornament: 24 cm Material: lână; lânică; bumbac; țesut în 4 ițe; cusut; feston; croșetat | Catrință de formă dreptunghiulară, țesută în 4 ițe cu urzeală de lână neagră și băteală din lână albastru închis („trup vânăt”). La brâu tivită manual. Pe marginile laterale vrâste din fire de urzeală roșii și galbene. La poale câmp ornamental realizat din vărgi cusute pe dos cu bumbac alb în motive geometrice și vărgi cusute peste fire în motiv floral cu lânică policromă. Pe margini feston în motive geometrice apoi colțișori croșetați din lânică policromă, în culori alternative. | Muzeul Etnografic, Reghin                                           | Cimec    |
|      | Catrință Autor: Oltean, Maria                                             | Datare: 1914 Descoperit: jud. Mureș, com. IBĂNEȘTI, IBĂNEȘTI-PĂDURE Dimensiuni: L ornament: 25,5 cm Material: lână; lânică; țesut în 4 ițe; ales peste fire | Catrință de formă dreptunghiulară, țesută în 4 ițe cu urzeală de lână neagră și băteală de lână albastru închis („trup vânăt”). La brâu o vargă roșie tivită manual. Pe marginile laterale vrâste din fire de urzeală roșii și galbene. La poale câmp ornamental realizat din vrâste înguste alternând cu vărgi alese peste fire „în lătunoi” în motive florale cu lânică policromă. La poale tivită manual. | Muzeul Etnografic, Reghin                                           | Cimec    |
|      | Catrință Autor: Suceava, Floarea                                          | Datare: 1900 Descoperit: jud. Mureș, com. IBĂNEȘTI, IBĂNEȘTI-PĂDURE Dimensiuni: L ornament: 20,5 cm Material: lână; lânică; țesut în 4 ițe; ales peste fire; cusut; broderie; feston | Catrință de formă dreptunghiulară, țesută în 4 ițe din lână albastru închis („trup vânăt”). La brâu o vargă roșie tivită manual, apoi o vrâstă din fire roșii, albe, verzi, galbene. Pe marginile laterale vrâste din fire de urzeală roșii și galbene. La poale câmp ornamental realizat din vrâste roșii alese peste fire „în lătunoi” alternând cu vărgi cusute pe dos și broderie plină, cusătură tip feston și înapoia acului în motive florale și geometrice cu lânică policromă. Pe margini feston simplu din lânică policromă, în culori alternative. | Muzeul Etnografic, Reghin                                           | Cimec    |
|      | Catrință Autor: Danciu, Ioana                                             | Datare: 1895 Descoperit: jud. Mureș, com. BRÂNCOVENEȘTI, IDICEL-PĂDURE Dimensiuni: L ornament: 26 cm Material: lână; lânică; țesut în 4 ițe; ales peste fire; feston | Catrință de formă dreptunghiulară, țesută în 4 ițe cu urzeală de lână neagră și băteală de lână albastru închis („trup vânăt”). La brâu o vargă îngustă bej tivită manual, apoi o vrâstă din fire roșii, albe, verzi. Pe marginile laterale vrâste din fire de urzeală roșii și galbene. La poale câmp ornamental realizat din vărgi decorate în motive florale alese peste fire „în lătunoi” cu lânică policromă delimitate de vrâste roșii alese peste fire. Pe margini feston în motive geometrice din lânică policromă, în culori alternative. | Muzeul Etnografic, Reghin                                           | Cimec    |
|      | Catrință Autor: Covrig, Dochia                                            | Datare: 1910 Descoperit: jud. Mureș, com. BRÂNCOVENEȘTI, IDICEL-PĂDURE Dimensiuni: L ornament: 24 cm Material: lână; lânică; țesut în 4 ițe; ales peste fire; feston | Catrință de formă dreptunghiulară, țesută în 4 ițe cu urzeală de lână neagră și băteală de lână albastru închis („trup vânăt”). La brâu o vargă mov la care s-a adăugat o bucată țesută cu roșu și negru, tivită manual, apoi o vrâstă din fire roșii, verzi, roz, albastre. Pe marginile laterale vrâste din fire de urzeală roșii și galbene. La poale câmp ornamental realizat din vărgi în motive florale alese peste fire cu lânică policromă alternând cu vrâste roșii alese peste fire. Pe margini feston simplu din lânică policromă, în culori alternative. | Muzeul Etnografic, Reghin                                           | Cimec    |
|      | Catrință Autor: Chirteș, Rafila                                           | Datare: 1920 Descoperit: jud. Mureș, com. IBĂNEȘTI, IBĂNEȘTI-PĂDURE Dimensiuni: L ornament: 23 cm Material: lână; lânică; țesut în 4 ițe; cusut; feston | Catrință de formă dreptunghiulară, țesută în 4 ițe cu urzeală de lână neagră și băteală de lână albastru închis („trup vânăt”). La brâu tivită manual, se leagă cu o baieră de lână din fire divers colorate și împletite. Pe marginile laterale vrâste din fire de urzeală roșii și roz. La poale câmp ornamental, fond negru, țesut „în lătunoi” și decorat în motive florale (strugurei și rujă), cusute peste fire „în pășituri” cu lânică policromă. Pe margini și la poale feston în motive geometrice cu „căpistrătură” în colțișori din lânică policromă, în culori alternative. | Muzeul Etnografic, Reghin                                           | Cimec    |
|      | Catrință                                                                  | Datare: 1900 Descoperit: jud. Mureș, com. BRÂNCOVENEȘTI, IDICEL-PĂDURE Dimensiuni: L ornament: 28 cm Material: lână; lânică; bumbac; țesut în 4 ițe; ales peste fire; feston | Catrință de formă dreptunghiulară, țesută în 4 ițe cu urzeală de bumbac negru și băteală de lână mov („trup vânăt”). La brâu tivită manual, se leagă cu o baieră din stofă bleumarin, apoi o vrâstă îngustă din fire de lână roșii și galbene cu motive geometrice alese cu lânică policromă. Pe marginile laterale vrâste din fire de urzeală roșii și galbene. La poale câmp ornamental realizat din vărgi în motive florale stilizate alese peste fire cu lânică policromă alternând cu vrâste înguste diferit colorate. Pe margini feston în motive geometrice cu franjuri foarte scurți din lânică policromă, în culori alternative. | Muzeul Etnografic, Reghin                                           | Cimec    |
|      | Catrință                                                                  | Datare: 1900 Descoperit: jud. Mureș, com. BRÂNCOVENEȘTI, IDICEL-PĂDURE Dimensiuni: L ornament: 25,5 cm Material: lână; lânică; bumbac; țesut în 4 ițe; ales peste fire; feston | Catrință de formă dreptunghiulară, țesută în 4 ițe cu urzeală de bumbac negru și băteală de lână albastru închis („trup vânăt”). La brâu o vargă roșie tivită manual, apoi o vrâstă din fire de lânică policromă. Pe marginile laterale vrâste din fire de urzeală roșii, galbene, albastre. La poale câmp ornamental realizat din vărgi delimitate de vrâste roșii alese peste fire „în lătunoi”, vărgile sunt decorate cu motive florale stilizate alese peste fire cu lânică policromă. Pe margini și la poale feston în motive geometrice cu lânică policromă, în culori alternative. | Muzeul Etnografic, Reghin                                           | Cimec    |
|      | Catrință Autor: Chirteș, Nastasia                                         | Datare: 1925 Descoperit: jud. Mureș, com. IBĂNEȘTI, IBĂNEȘTI-PĂDURE Dimensiuni: L ornament: 27 cm Material: lână; lânică; bumbac; țesut în 4 ițe; cusut; feston | Catrință de formă dreptunghiulară, țesută în 4 ițe cu urzeală de bumbac negru și băteală de lână mov („trup vânăt”). La brâu tivită manual. Pe marginile laterale vrâste din fire de urzeală roșii și portocalii. La poale câmp ornamental realizat din două vărgi cusute pe dos cu bumbac alb în motive geometrice variat combinate și romburi marcate cu lânică policromă și încadrate de vrâste foarte înguste alese peste fire cu linii și „căsuțe” cu lânică albastră și ciclamen. La mijloc o vargă lată cusută în cruciulițe cu lânică policromă pe fond negru în motive florale. Alte vărgi sunt cusute cu „puișori”. Pe margini și la poale feston în motive geometrice cu lânică policromă, în culori alternative. | Muzeul Etnografic, Reghin                                           | Cimec    |
|      | Catrință Autor: Marian, Nastasia                                          | Datare: 1875 Descoperit: jud. Mureș, com. FĂRĂGĂU, POARTA Dimensiuni: L ornament: 25 cm Material: lână; lânică; stofă; mătase; mărgele; paiete; galon de fir; țesut în 4 ițe; cusut; broderie; croșetat                                                                                                  | Catrință de formă dreptunghiulară, țesută în 4 ițe din lână albastru închis („trup vânăt”). La brâu tivită manual, se leagă cu baieră din fire de lână policrome răsucite și împletite. Pe marginile laterale vrâste din fire de urzeală roșii, portocalii, verzi. La poale câmp ornamental realizat pe stofă industrială aplicată cu mașina de cusut, decor floral „buchete” în broderie plină cu mătase policromă, mărgele și paiete. Câmpul ornamental este încadrat cu galon de fir cu paiete și dantelă în colțișori din lânică policromă. La poale sunt ciucuri cu dantelă din lânică policromă. | Muzeul Etnografic, Reghin                                           | Cimec    |
|      | Catrință Autor: Pop, Ana                                                  | Datare: 1910 Descoperit: jud. Bistrița-Năsăud, com. TEACA, PINTICU Dimensiuni: L ornament: 23,5 cm Material: lână; lânică; bumbac; țesut în 4 ițe; ales peste fire; cusut; feston | Catrință de formă dreptunghiulară, țesută în 4 ițe cu urzeală de lână neagră și băteală din lână albastru închis („trup vânăt”). La brâu tivită manual. Pe marginile laterale vrâste din fire de urzeală bordo, galbene, bleu. La poale câmp ornamental realizat din vrâste simple roșii, albe și verzi alese peste fire „în lătunoi”, alternând cu vărgi decorate în motive geometrice cusute pe dos cu bumbac alb și lânică policromă. Pe margini feston simplu din lânică roșie, iar la poale franjuri din lânică policromă, în culori alternative. | Muzeul Etnografic, Reghin                                           | Cimec    |
|      | Catrință Autor: Archiudean, Maria                                         | Datare: 1889 Descoperit: jud. Bistrița-Năsăud, com. ȘIEUȚ, ȘIEUȚ Dimensiuni: L ornament: 24 cm Material: lână; lânică; țesut în 4 ițe; ales peste fire; feston | Catrință de formă dreptunghiulară, țesută în 4 ițe din lână albastru închis („trup vânăt”). La brâu o vargă bordo tivită manual, apoi o vrâstă îngustă din fire policrome. Pe marginile laterale vrâste din fire de urzeală roșii și galbene. La poale câmp ornamental realizat din vărgi roșii alese peste fire „în lătunoi” alternând cu vărgi decorate în motive florale „muguri și frunze” cu lânică policromă alese printre fire „gușate”. Pe margini feston simplu cu franjuri foarte scurți netăiați din lânică policromă, în culori alternative. | Muzeul Etnografic, Reghin                                           | Cimec    |
|      | Catrință Autor: Șoimușan, Ana                                             | Datare: înc. sec. XX Descoperit: jud. Bistrița-Năsăud, com. ȘIEUȚ, ȘIEUȚ Dimensiuni: L ornament: 26 cm Material: lână; lânică; țesut în 4 ițe; ales printre fire; feston | Catrință de formă dreptunghiulară, țesută în 4 ițe din lână albastru închis („trup vânăt”). La brâu o vargă mov tivită manual, se leagă cu baieră, apoi o vrâstă îngustă din fire ciclamen și verzi. Pe marginile laterale vrâste din fire de urzeală roșii și galbene. La poale câmp ornamental realizat din vărgi decorate în motive florale alese printre fire „gușate” cu lânică policromă pe fond alb și negru alternând cu spații libere din fondul țesăturii în 4 ițe. Pe margini feston simplu cu franjuri netăiați din lânică neagră. | Muzeul Etnografic, Reghin                                           | Cimec    |
|      | Catrință Autor: Frandeș, Vârvara                                          | Datare: 1920 Descoperit: jud. Mureș, com. HODAC, HODAC Dimensiuni: L ornament: 26 cm Material: lână; lânică; țesut în 4 ițe; cusut; feston | Catrință de formă dreptunghiulară, țesută în 4 ițe cu urzeală de bumbac negru și băteală de lână albastru închis („trup vânăt”). La brâu tivită manual, se leagă cu baieră de lână verde și muștar împletită în 4. Pe marginile laterale vrâste din fire de urzeală roșii și galbene. La poale câmp ornamental realizat din vărgi cusute „în pășituri”, motive florale și vița de vie cu struguri cu lânică policromă. Pe margini feston simplu din lânică policromă, în culori alternative. | Muzeul Etnografic, Reghin                                           | Cimec    |
|      | Catrință Autor: Mărginean, Maria                                          | Datare: 1880 Descoperit: jud. Mureș, com. GURGHIU, CAȘVA Dimensiuni: L ornament: 26 cm Material: lână; lânică; paiete; galon de fir; țesut în 4 ițe; ales printre fire; feston; croșetat | Catrință de formă dreptunghiulară, țesută în 4 ițe din lână mov („trup vânăt”). La brâu tivită manual. Pe marginile laterale vrâste din fire de urzeală roșii și portocalii. La poale câmp ornamental în motive florale alese printre fire „gușate” cu lânică policromă și paiete cu mărgele. Pe margini galon de fir, feston în motive geometrice și colțișori croșetați din lânică policromă, în culori alternative. | Muzeul Etnografic, Reghin                                           | Cimec    |
|      | Catrință Autor: Mărginean, Maria                                          | Datare: 1880 Descoperit: jud. Mureș, com. GURGHIU, CAȘVA Dimensiuni: L ornament: 31 cm Material: lână; lânică; paiete; mărgele; țesut în 4 ițe; ales printre fire; feston; croșetat | Catrință de formă dreptunghiulară, țesută în 4 ițe din lână mov („trup vânăt”). La brâu tivită manual. Pe marginile laterale vrâste din fire de urzeală roșii și portocalii. La poale câmp ornamental în motive florale (trandafiri) alese printre fire „gușate” pe fond negru cu lânică policromă și paiete cu mărgele. Pe margini feston în motive geometrice și colțișori croșetați din lânică policromă, în culori alternative. | Muzeul Etnografic, Reghin                                           | Cimec    |
|      | Catrință Autor: Mărginean, Maria                                          | Datare: 1880 Descoperit: jud. Mureș, com. GURGHIU, CAȘVA Dimensiuni: L ornament: 27 cm Material: lână; lânică; galon de bumbac; țesut în 4 ițe; cusut; feston; croșetat | Catrință de formă dreptunghiulară, țesută în 4 ițe din lână neagră („trup vânăt”). La brâu tivită manual. Pe marginile laterale galon de bumbac negru. La poale câmp ornamental pe fond negru țesut în 2 ițe motive florale (albăstrele și muguri) cusute peste fire cu lânică policromă. Pe margini feston simplu și colțișori croșetați din lânică policromă, în culori alternative. | Muzeul Etnografic, Reghin                                           | Cimec    |
|      | Catrință Autor: Gherbeneș, Elisabeta                                      | Datare: 1940 Descoperit: jud. Mureș, com. VĂTAVA, VĂTAVA Dimensiuni: L ornament: 21,5 cm Material: lână; lânică; paiete; galon de fir; țesut în 4 ițe; cusut; feston; croșetat | Catrință de formă dreptunghiulară, țesută în 4 ițe cu urzeală de lână neagră și băteală de lână mov („trup vânăt”). La brâu o vargă neagră tivită manual. Pe marginile laterale vrâste din fire de urzeală galbene și mov. La poale câmp ornamental realizat din benzi în motive florale cusută în punct de cruciulițe cu lânică policromă și aplicație de paiete cu mărgele. Pe margini galon de fir metalic, feston din lânică policromă, apoi dantelă în colțișori din lânică policromă, în culori alternative. | Muzeul Etnografic, Reghin                                           | Cimec    |
|      | Catrință Autor: Furdui, Ioana                                             | Datare: înc. sec. XX Descoperit: jud. Bistrița-Năsăud, com. MONOR, MONOR Dimensiuni: L ornament: 24 cm Material: lână; lânică; țesut în 4 ițe; broderie; dantelă; feston | Catrință de formă dreptunghiulară, țesută în 4 ițe cu urzeală de lână neagră și băteală de lână mov („trup vânăt”). La brâu o bandă lată neagră tivită manual. Pe marginile laterale vrâste din fire de urzeală roșii, galbene, verzi. La poale câmp ornamental pe fond negru realizat din benzi brodate manual cu lânică albastru deschis, albastru închis, bordo, maro, verde, muștar, roșu, roz – câte două benzi în motive geometrice încadrând la mijloc o bandă în motiv floral și vegetal. Marginile câmpului ornamental festonate în colțișori. La bază dantelă din lână cu ciucuri din lână în aceleași culori ca și la decor. | Muzeul Etnografic, Reghin                                           | Cimec    |
|      | Catrință Autor: Trif, Maria                                               | Datare: înc. sec. XX Descoperit: jud. Bistrița-Năsăud, com. MONOR, MONOR Dimensiuni: L ornament: 23 cm Material: lână; lânică; țesut în 4 ițe; ales printre fire; feston; croșetat; înnodat | Catrință de formă dreptunghiulară, țesută în 4 ițe cu urzeală de lână neagră și băteală din lână albastru închis („trup vânăt”). La brâu o bandă mov tivită manual, apoi o vrâstă aleasă în motiv geometric linear cu lânică policromă. Pe marginile laterale vrâste din fire de urzeală roșii, galbene, verzi. La poale câmp ornamental realizat din benzi alese printre fire în motiv floral pe fond negru cu lânică policromă alternând cu benzi simple fără decor alese cu lânică roșie. Marginile câmpului ornamental festonate în motiv geometric cu lânică policromă și dantelă în colțișori. La bază ciucuri înnodați din lânică policromă: roșu, verde, alb, albastru. | Muzeul Etnografic, Reghin                                           | Cimec    |
|      | Catrință Autor: Trif, Maria                                               | Datare: înc. sec. XX Descoperit: jud. Bistrița-Năsăud, com. MONOR, MONOR Dimensiuni: L ornament: 22 cm Material: lână; lânică; țesut în 4 ițe; ales printre fire; feston | Catrință de formă dreptunghiulară, țesută în 4 ițe din lână neagră („trup vânăt”). La brâu o bandă din trei vrâste, două roșii și una verde tivită manual, se leagă cu baieră răsucită și împletită din fire de lână roșie, galbenă, verde. Urmează o vrâstă din fire roșii, albastre, mov. Pe marginile laterale vrâste din fire de urzeală roșii, galbene, albastre. La poale câmp ornamental realizat din vărgi alese printre fire cu lânică policromă în motiv vegetal și floral, alternând cu benzi simple fără decor roșii. Marginile câmpului ornamental festonate în motiv geometric cu lânică policromă: roșu, verde, muștar, alb, albastru, bej, ciclamen, mov. | Muzeul Etnografic, Reghin                                           | Cimec    |
|      | Catrință Autor: Trif, Maria                                               | Datare: 1/2 sec. XX Descoperit: jud. Bistrița-Năsăud, com. MONOR, MONOR Dimensiuni: L ornament: 24 cm Material: lână; lânică; țesut în 4 ițe; ales printre fire; feston; croșetat | Catrință de formă dreptunghiulară, țesută în 4 ițe cu urzeală de lână neagră și băteală de lână mov („trup vânăt”). La brâu o bandă roșie tivită manual. Pe marginile laterale vrâste din fire de urzeală roșii, galbene, verzi. La poale câmp ornamental realizat din benzi alese printre fire cu lânică policromă în motiv floral cu benzi simple fără decor roșii. Marginile câmpului ornamental festonate simplu cu lânică policromă: mov, verde închis și deschis, albastru închis și deschis, muștar, roz, ciclamen, alb, bej, bordo, roșu (culori folosite și la decor). La bază dantelă croșetată în rozete din lână albastru închis și deschis. | Muzeul Etnografic, Reghin                                           | Cimec    |
|      | Catrință Autor: Trif, Maria                                               | Datare: înc. sec. XX Descoperit: jud. Bistrița-Năsăud, com. MONOR, MONOR Dimensiuni: L ornament: 25 cm Material: lână; lânică; țesut în 4 ițe; ales printre fire; feston; înnodat | Catrință de formă dreptunghiulară, țesută în 4 ițe cu urzeală de lână neagră și băteală din lână mov („trup vânăt”). La brâu tivită manual, se leagă cu baieră din fire de lână roșie, maro, albastru, verde răsucite și împletite. Pe marginile laterale vrâste din fire de urzeală roșii, galbene, albastre. La poale câmp ornamental realizat din cinci benzi alese printre fire în motiv floral cu lânică policromă: nuanțe de verde, bordo, ciclamen, roz, albastru, mov, galben, maro. Marginile câmpului ornamental festonate în colțișori cu lânică policromă. La bază franjuri înnodați din lânică din aceleași culori. | Muzeul Etnografic, Reghin                                           | Cimec    |
|      | Catrință Autor: Todea, Rafila                                             | Datare: înc. sec. XX Descoperit: jud. Bistrița-Năsăud, com. MONOR, MONOR Dimensiuni: L ornament: 19 cm Material: lână; bumbac; mătase; mărgele; țesut în 4 ițe; brodat; croșetat | Catrință de formă dreptunghiulară, țesută în 4 ițe cu urzeală de bumbac negru și băteală de lână mov („trup vânăt”). La brâu tivită la mașina de cusut, se leagă cu baieră din fire de lână maro, albastră, galbenă, albă răsucite și împletite. Pe marginile laterale aplicație de dantelă industrială. La poale câmp ornamental realizat din trei benzi brodate cu mătase (verde, muștar, maro, albastru, mov, galben, portocaliu, roșu, bordo, roz) în motiv floral bordate de galon de mărgele negre - trei șiruri. Se termină cu dantelă croșetată manual din bumbac negru și cănaci din lână neagră, mov, lila. | Muzeul Etnografic, Reghin                                           | Cimec    |
|      | Catrință Autor: Todea, Rafila                                             | Datare: 1/4 sec. XX Descoperit: jud. Bistrița-Năsăud, com. MONOR, MONOR Dimensiuni: L ornament: 21 cm Material: lână; bumbac; mătase; mărgele; țesut în 4 ițe; brodat; croșetat | Catrință de formă dreptunghiulară, țesută în 4 ițe cu urzeală de lână albastru închis și băteală de lână neagră („trup vânăt”). La brâu tivită manual, se leagă cu baieră din fire de lână verde, roșie, galbenă, mov răsucite și împletite. Pe marginile laterale vrâste alese printre fire cu lână roșie, galbenă, verde. La poale câmp ornamental realizat din benzi brodate manual cu lânică policromă în motiv floral - una mai lată la mijloc și câte două mai înguste de o parte și de alta. Marginile câmpului ornamental festonate cu lânică policromă. La poale se termină cu ciucuri înnodați. | Muzeul Etnografic, Reghin                                           | Cimec    |
|      | Catrință Autor: Frandeș, Nastasia                                         | Datare: înc. sec. XX Descoperit: jud. Mureș, com. HODAC, HODAC Dimensiuni: L ornament: 23 cm Material: lână; lânică; țesut în 4 ițe; ales peste fire; ales printre fire; cusut; feston | Catrință de formă dreptunghiulară, țesută în 4 ițe din lână mov („trup vânăt”). La brâu tivită manual, apoi o bandă cusută „înapoia acului” și „gura păpușii”, motiv floral cu lânică roșie, verde, galbenă, mov, albă. Pe marginile laterale vrâste din fire de urzeală roșii și galbene. La poale câmp ornamental realizat din benzi alese printre fire și peste fire în motive geometrice și altele cusute în „lănțișor” și punct de feston, în motive florale cu lânică policromă: roșu, verde închis și deschis, albastru, portocaliu, alb, mov. Marginile câmpului ornamental festonate în motiv geometric cu lânică în aceleași culori. | Muzeul Etnografic, Reghin                                           | Cimec    |
|      | Catrință Autor: Pui, Raveca                                               | Datare: 1/4 sec. XX Descoperit: jud. Mureș, com. BRÂNCOVENEȘTI, IDICEL Dimensiuni: L ornament: 21 cm Material: lână; lânică; țesut în 4 ițe; ales printre fire; feston | Catrință de formă dreptunghiulară, țesută în 4 ițe cu urzeală de lână neagră și băteală din lână albastru închis („trup vânăt”). La brâu o vrâstă roșie tivită manual, apoi o vrâstă îngustă din fire roșii, verzi, albe, mov, albastre. Pe marginile laterale vrâste din fire de urzeală roșii, verzi, albe. La poale câmp ornamental realizat din vărgi și vrâste alese printre fire în motive florale stilizate și geometrice (linii, puncte, căsuțe) alternând cu vrâste simple înguste fără decor din lânică policromă: roșu, alb, negru, verde, galben, mov, albastru, bordo, muștar. Marginile câmpului ornamental festonate în motiv geometric cu lânică policromă, în culori alternative. | Muzeul Etnografic, Reghin                                           | Cimec    |
|      | Catrință Autor: Pui, Raveca                                               | Datare: 1/2 sec. XX Descoperit: jud. Mureș, com. BRÂNCOVENEȘTI, IDICEL Material: lână; lânică; galon de fir; catifea; țesut în 4 ițe; ales printre fire; cusut; feston; croșetat | Catrință de formă dreptunghiulară, țesută în 4 ițe din lână mov („trup vânăt”). La brâu o bandă din două vrâste roșii încadrând una galbenă, tivită manual, apoi o vrâstă aleasă printre fire în motive geometrice cu lânică policromă: roșu, alb, albastru, roz, verde, bej, ciclamen. Pe marginile laterale vrâste din fire de urzeală roșii, galbene, albastre festonate în colțișori cu lânică în culori alternative. La poale câmp ornamental realizat pe catifea neagră în cusătură în motive florale cu lânică policromă dispus în trei benzi transversale delimitate și încadrate de galon de fir argintiu. Pe margini feston în motiv geometric cu lânică policromă, în culori alternative. | Muzeul Etnografic, Reghin                                           | Cimec    |
|      | Catrință Autor: Pui, Raveca                                               | Datare: 1/2 sec. XX Descoperit: jud. Mureș, com. BRÂNCOVENEȘTI, IDICEL Dimensiuni: L ornament: 26 cm Material: lână; lânică; țesut în 4 ițe; ales printre fire; feston | Catrință de formă dreptunghiulară, țesută în 4 ițe cu urzeală de lână neagră și băteală de lână albastru închis („trup vânăt”). La brâu o bandă roșie tivită manual, apoi o vrâstă din fire roșii, galbene, albastre. Pe marginile laterale vrâste din fire de urzeală roșii și galbene. La poale câmp ornamental realizat din benzi alese printre fire fără decor și altele cu motive florale și geometrice cu lânică policromă: roșu, negru, alb, verde, galben, mov, ciclamen, albastru închis. Marginile câmpului ornamental festonate simplu și în colțișori cu lânică policromă, în culori alternative. | Muzeul Etnografic, Reghin                                           | Cimec    |
|      | Catrință Autor: Man, Rafila                                               | Datare: 1/2 sec. XX Descoperit: jud. Mureș, com. HODAC, HODAC Dimensiuni: L ornament: 27 cm Material: lână; lânică; fir metalic; paiete; țesut în 5 ițe; ales printre fire; cusut; feston | Catrință de formă dreptunghiulară, țesută în 5 ițe în „năvăditură” cu romburi înscrise, din lână mov („trup vânăt”). La brâu o vargă roșie tivită manual, apoi o vargă cusută „înapoia acului” și „gura păpușii”, în motiv floral cu lânică policromă: roșie, verde, galbenă, mov, albă, ciclamen. Pe marginile laterale vrâste din fire de urzeală roșii și galbene. La poale câmp ornamental realizat din alesătură printre fire ordonat în registre de vărgi late - una la mijloc în motive geometrice, celelalte patru în motive florale. Varga din mijloc este încadrată într-un chenar din fir metalic. Pe toată suprafața decorului sunt presărate paiete. Marginile câmpului ornamental sunt festonate, franjuri cu lânică policromă. | Muzeul Etnografic, Reghin                                           | Cimec    |
|      | Catrință Autor: Regheni, Samfora                                          | Datare: 1/4 sec. XX Descoperit: jud. Mureș, com. LUNCA, LOGIG Dimensiuni: L ornament: 25 cm Material: lână; lânică; galon de fir; paiete; țesut în 4 ițe; cusut; feston; croșetat; înnodat | Catrință de formă dreptunghiulară, țesută în 4 ițe cu urzeală de lână neagră și băteală de lână albastru închis („trup vânăt”). La brâu o bucată din altă catrință adăugată. Pe cusătura de îmbinare o vargă cusută în motiv floral cu lânică policromă. Pe marginile laterale vrâste din fire de urzeală roșii, galbene, verzi. La poale câmp ornamental compact realizat din vărgi delimitate și încadrate de galon de fircu paiete. Vărgile sunt decorate cu cusătură în „pășituri” în motiv floral cu lânică policromă și paiete pe toată suprafața. Marginile câmpului ornamental sunt festonate simplu cu lânică muștar. | Muzeul Etnografic, Reghin                                           | Cimec    |
|      | Catrință Autor: Regheni, Samfora                                          | Datare: 1/4 sec. XX Descoperit: jud. Mureș, com. LUNCA, LOGIG Dimensiuni: L ornament: 23,5 cm Material: lână; lânică; galon de fir; paiete; bumbac; țesut în 4 ițe; ales peste fire; ales printre fire; cusut; feston                                                                                    | Catrință de formă dreptunghiulară, țesută în 4 ițe cu urzeală de lână neagră și băteală de lână albastru închis („trup vânăt”). La brâu tivită manual. Pe marginile laterale vrâste din fire de urzeală roșii, portocalii, albastre, verzi. La poale câmp ornamental compact realizat din vărgi și vrâste alese printre fire și peste fire alternând cu vărgi decorate în motive geometrice cusute pe dos cu bumbac alb și completate cu cusătură în „pășituri” cu lânică policromă. Varga centrală este încadrată de galon de mătase cu mărgele. Tot câmpul ornamental este presărat cu paiete albe. Pe marginile câmpului ornamental galon de fir în „val”, apoi feston simplu din lânică policromă, în culori alternative. | Muzeul Etnografic, Reghin                                           | Cimec    |
|      | Catrință Autor: German, Maria                                             | Datare: sf. sec. XIX Descoperit: jud. Mureș, com. VĂTAVA, VĂTAVA Dimensiuni: L ornament: 26,5 cm Material: lână; țesut în 4 ițe; ales peste fire; feston; croșetat | Catrință de formă dreptunghiulară, țesută în 4 ițe din lână neagră („trup vânăt”). La brâu se leagă cu baieră de lână, tivită manual. Pe marginile laterale vrâste din fire de urzeală bordo și portocalii. La poale câmp ornamental realizat din vărgi orizontale în motive florale și vegetale alese peste fire „în lătunoi” pe fond negru cu lână policromă. Marginile laterale și la poale feston cu lână policromă și dantelă în colțișori din lână neagră. | Muzeul Etnografic, Reghin                                           | Cimec    |
|      | Catrință Autor: Mircea, Maria                                             | Datare: 1/2 sec. XX Descoperit: jud. Mureș, com. VĂTAVA, VĂTAVA Dimensiuni: L ornament: 29 cm Material: lână; țesut în 4 ițe; cusut; feston | Catrință de formă dreptunghiulară, țesută în 4 ițe din lână neagră („trup vânăt”). La brâu o vargă formată din trei vrâste (mov, galben, albastru) tivită manual. Pe marginile laterale vrâste din fire de urzeală roșii, galbene, verzi. La poale câmp ornamental realizat din vărgi cusute „în pășituri” în motive florale cu lână policromă, alternând cu spații libere din fondul țesut în 4 ițe. Marginile laterale sunt festonate cu lână neagră și policromă alternativ, iar la poale are franjuri din lână policromă. | Muzeul Etnografic, Reghin                                           | Cimec    |
|      | Catrință Autor: Soriea, Anisia                                            | Datare: 1/2 sec. XX Descoperit: jud. Mureș, com. VĂTAVA, VĂTAVA Dimensiuni: L ornament: 28 cm Material: lână; lânică; țesut în 4 ițe; ales peste fire; ales printre fire; cusut; feston | Catrință de formă dreptunghiulară, țesută în 4 ițe cu urzeală de lână neagră și băteală de lână mov („trup vânăt”). La brâu tivită manual, se leagă cu o baieră din fire de lână (roșu, verde, vernil) răsucite și împletite. Pe marginile laterale vrâste din fire de urzeală roșii, galbene, verzi. La poale câmp ornamental realizat din vărgi roșii alese peste fire „în lătunoi” alternând cu vărgi decorate în motive florale alese printre fire în „gușături”, iar altele cusute ațește („în dupci”) cu lânică policromă. Marginile laterale sunt festonate dublu cu lânică policromă, în culori alternative. | Muzeul Etnografic, Reghin                                           | Cimec    |
|      | Catrință Autor: Cengher, Ioana                                            | Datare: 1/2 sec. XX Descoperit: jud. Mureș, com. BRÂNCOVENEȘTI, SĂCALU DE PĂDURE Dimensiuni: L ornament: 24 cm Material: lână; lânică; bumbac; arnici; mărgele; galon de fir; paiete; țesut în 4 ițe; ales peste fire; cusut; feston                                                                     | Catrință de formă dreptunghiulară, țesută în 4 ițe din lână neagră („trup vânăt”). La brâu tivită manual, apoi o vrâstă neagră cusută la distanțe egale cu frunze cu lânică policromă. Pe marginile laterale feston în colțișori cu lânică neagră. La poale câmp ornamental realizat din vărgi negre alese peste fire „în lătunoi” cu lânică peste care s-au cusut mărgele lungi aurii în zigzag, alternând cu vărgi decorate în motive florale cusute cu arnici și mărgele policrome. Pe marginile laterale și la poale galon de fir cu paiete și cănaci netăiați din lânică policromă, aceștia fiind prinși de un șnur cu bride croșetat cu lânică ciclamen. | Muzeul Etnografic, Reghin                                           | Cimec    |
|      | Catrință Autor: Haneș, Ioana                                              | Datare: 1910 Descoperit: jud. Mureș, com. BRÂNCOVENEȘTI, SĂCALU DE PĂDURE Dimensiuni: L ornament: 23 cm Material: lână; lânică; țesut în 4 ițe; ales printre fire; ales peste fire; feston | Catrință de formă dreptunghiulară, țesută în 4 ițe cu urzeală de lână neagră și băteală din lână albastru închis („trup vânăt”). La brâu o vargă roșie tivită manual, apoi o vrâstă îngustă din fire policrome. La poale câmp ornamental realizat din grupe de vrâste înguste cu lânică policromă alternând cu vărgi decorate în motive florale alese printre fire cu lânică policromă. Marginile laterale sunt festonate simplu cu lânică policromă, în culori alternative. | Muzeul Etnografic, Reghin                                           | Cimec    |
|      | Catrință Autor: Suciu, Ana                                                | Datare: 1890 Descoperit: jud. Mureș, com. CHIHERU DE JOS, URISIU DE SUS Dimensiuni: L ornament: 23 cm Material: lână; lânică; bumbac; țesut în 2 ițe; ales printre fire; cusut; feston | Catrință de formă dreptunghiulară, țesută în 2 ițe cu urzeală de bumbac negru și băteală de lână neagră („trup vânăt”). La brâu și părțile laterale sunt tivite manual. La poale câmp ornamental decorat cu vărgi simple roșii alese printre fire cu lânică alternând cu vărgi decorate în motive florale cusute cu lânică policromă - „înapoia acului”, „feston”, „lănțișor”, „gura păpușii”, „pășituri”. Marginile câmpului ornamental sunt festonate cu colțișori din lânică policromă. | Muzeul Etnografic, Reghin                                           | Cimec    |
|      | Catrință Autor: Șular, Maria                                              | Datare: 1900 Descoperit: jud. Mureș, com. VĂTAVA, RÂPA DE JOS Dimensiuni: L ornament: 23 cm Material: lână; lânică; bumbac; țesut în 4 ițe; ales peste fire; feston | Catrință de formă dreptunghiulară, țesută în 4 ițe din lână neagră („trup vânăt”). La brâu tivită manual. Pe marginile laterale vrâste din fire de urzeală roșii, galbene, verzi. La poale câmp ornamental realizat din vărgi decorate în motive florale stilizate alese peste fire „în lătunoi” pe fond negru cu lână și lânică policromă și bumbac alb, alternând cu vărgi nedecorate din fondul negru al țesăturii în 4 ițe. Pe marginile laterale feston simplu cu lânică policromă, în culori alternative. | Muzeul Etnografic, Reghin                                           | Cimec    |
|      | Catrință Autor: Șular, Maria                                              | Datare: 1920 Descoperit: jud. Mureș, com. VĂTAVA, RÂPA DE JOS Dimensiuni: L ornament: 27 cm Material: lână; lânică; bumbac; țesut în 4 ițe; ales peste fire; feston; croșetat | Catrință de formă dreptunghiulară, țesută în 4 ițe din lână neagră („trup vânăt”). La brâu o vargă verde tivită manual, se leagă cu baieră din fire de lână verde, albastră, galbenă, ciclamen răsucite și împletite. Pe marginile laterale vrâste din fire de urzeală roșii, galbene, verzi. La poale câmp ornamental alcătuit din vărgi delimitate de fondul negru al țesăturii. Vărgile sunt decorate cu motive florale stilizate alese peste fire „în lătunoi” pe fond negru cu lână și lânică policromă. Marginile laterale sunt festonate simplu cu lânică policromă, iar la poale are dantelă în colțișori din bumbac negru. | Muzeul Etnografic, Reghin                                           | Cimec    |
|      | Catrință Autor: Șular, Maria                                              | Datare: 1920 Descoperit: jud. Mureș, com. VĂTAVA, RÂPA DE JOS Dimensiuni: L ornament: 29 cm Material: lână; lânică; țesut în 4 ițe; ales peste fire; feston | Catrință de formă dreptunghiulară, țesută în 4 ițe din lână neagră („trup vânăt”). La brâu o vargă mov tivită manual. Pe margini vrâste din fire de urzeală roșii, portocalii, verzi. La poale câmp ornamental, pe fondul negru al țesăturii sunt vărgi decorate cu motive florale stilizate alese peste fire „în lătunoi” pe fond negru cu lânică policromă. Marginile sunt festonate cu lânică policromă, iar la poale ciucuri din lânică policromă, în culori alternative. | Muzeul Etnografic, Reghin                                           | Cimec    |
|      | Catrință Autor: Covrig, Maria                                             | Datare: înc. sec. XX Descoperit: jud. Mureș, com. VĂTAVA, RÂPA DE JOS Dimensiuni: L ornament: 27 cm Material: lână; lânică; mătase; arnici; galon de fir; țesut în 4 ițe; broderie; feston | Catrință de formă dreptunghiulară, țesută în 4 ițe cu urzeală de lână neagră și băteală din lână albastru închis („trup vânăt”). La brâu o vargă verde tivită manual. Pe margini vrâste din fire de urzeală roșii, galbene, albastre. La poale câmp ornamental, pe fondul negru al țesăturii, vărgi decorate cu motive florale brodate manual cu mătase neagră și arnici policrom. Vraga centrală e încadrată de galon de mătase muștar. Pe margini feston din lânică policromă, iar la poale ciucuri din lânică neagră, kaki, verde, albastră. | Muzeul Etnografic, Reghin                                           | Cimec    |
|      | Catrință Autor: Crăciun, Maria                                            | Datare: sf. sec. XIX Descoperit: jud. Mureș, com. SUSENI, LUIERIU Dimensiuni: L ornament: 21,5 cm Material: lână; lânică; țesut în 4 ițe; ales peste fire; cusut; feston; croșetat | Catrință de formă dreptunghiulară, țesută în 4 ițe cu urzeală de lână neagră și băteală din lână albastru închis („trup vânăt”). La brâu o vargă roșie tivită manual, se leagă cu baieră din fire de lână neagră și albă, apoi o vrâstă din fire de lână policromă. Pe marginile laterale vrâste din fire de urzeală roșii, albe, bleu. La poale câmp ornamental realizat din vărgi simple roșii alese peste fire „în lătunoi” alternând cu vărgi decorate în motive florale stilizate alese peste fire cu lânică policromă. Deasupra este un rând de frunze cusute cu lânică policromă. Pe margini feston simplu și dantelă din lânică policromă, în culori alternative. | Muzeul Etnografic, Reghin                                           | Cimec    |
|      | Catrință Autor: Moldovan, Măriuța                                         | Datare: 1/4 sec. XX Descoperit: jud. Mureș, com. BRÂNCOVENEȘTI, IDICEL-PĂDURE Dimensiuni: L ornament: 22,3 cm Material: lână; lânică; țesut în 4 ițe; ales peste fire; feston | Catrință de formă dreptunghiulară, țesută în 4 ițe cu urzeală de lână neagră și băteală din lână albastru închis („trup vânăt”). La brâu o vargă mov tivită manual, apoi o vrâstă îngustă din fire de lânică policromă. Pe margini vrâste din fire de urzeală roșii, galbene, verzi. La poale câmp ornamental realizat din vărgi simple roșii alese peste fire „în lătunoi” alternând cu vărgi decorate în motive florale stilizate alese peste fire cu lânică policromă. Vărgile decorate sunt încadrate de vrâste înguste. Marginile sunt festonate simplu cu lânică policromă, iar la poale feston în motive geometrice. | Muzeul Etnografic, Reghin                                           | Cimec    |
|      | Catrință Autor: Moldovan, Măriuța                                         | Datare: 1/4 sec. XX Descoperit: jud. Mureș, com. BRÂNCOVENEȘTI, IDICEL-PĂDURE Dimensiuni: L ornament: 24 cm Material: lână; lânică; țesut în 4 ițe; ales peste fire | Catrință de formă dreptunghiulară, țesută în 4 ițe cu urzeală de lână neagră și băteală din lână albastru închis („trup vânăt”). La brâu o vargă roșie tivită manual. Pe margini vrâste din fire de urzeală roșii, roz, verzi. La poale câmp ornamental realizat din vărgi simple roșii alese peste fire „în lătunoi” alternând cu vărgi înguste în motive geometrice și vărgi mai late în motive florale stilizate alese peste fire cu lânică policromă. La poale tivită manual. | Muzeul Etnografic, Reghin                                           | Cimec    |
|      | Catrință                                                                  | Datare: 1/4 sec. XX Descoperit: jud. Mureș, com. BRÂNCOVENEȘTI, IDICEL-PĂDURE Dimensiuni: L ornament: 23 cm Material: lână; lânică; țesut în 4 ițe; ales peste fire; feston | Catrință de formă dreptunghiulară, țesută în 4 ițe cu urzeală de lână neagră și băteală din lână mov („trup vânăt”). La brâu o vargă muștar tivită manual, apoi o vrâstă din fire policrome. Pe margini vrâste din fire de urzeală roșii, galbene, verzi. La poale câmp ornamental realizat din vărgi simple roșii alese peste fire „în lătunoi” alternând cu vărgi decorate în motive florale stilizate alese peste fire cu lânică policromă. La poale tivită manual. | Muzeul Etnografic, Reghin                                           | Cimec    |
|      | Catrință Autor: Moldovan, Măriuța                                         | Datare: 1/4 sec. XX Descoperit: jud. Mureș, com. BRÂNCOVENEȘTI, IDICEL-PĂDURE Dimensiuni: L ornament: 27,5 cm Material: lână; lânică; galon de fir; paiete; țesut în 4 ițe; ales peste fire; ales printre fire; feston                                                                                   | Catrință de formă dreptunghiulară, țesută în 4 ițe cu urzeală de lână neagră și băteală din lână albastru închis („trup vânăt”). La brâu o vargă verde tivită manual, apoi vrâste din fire de lână policromă. La poale câmp ornamental realizat din vărgi decorate în motive florale alese printre fire cu lânică policromă, delimitate și încadrate de galon de fir. Varga centrală decorată cu motive geometrice (M-uri). Pe margini feston în motive geometrice din lânică policromă și franjuri scurți. | Muzeul Etnografic, Reghin                                           | Cimec    |
|      | Catrință Autor: Pop, Ioana                                                | Datare: 1/2 sec. XX Descoperit: jud. Mureș, com. BRÂNCOVENEȘTI, IDICEL-PĂDURE Dimensiuni: L ornament: 29 cm Material: lână; lânică; galon de fir; paiete; țesut în 4 ițe; ales peste fire; cusut; feston; împletit                                                                                       | Catrință de formă dreptunghiulară, țesută în 4 ițe din lână neagră („trup vânăt”). La brâu tivită manual, se leagă cu baieră din fire de lână roșie, albă, portocalie răsucite și împletite, apoi o vrâstă din fire roșii, albastre, ciclamen, galben. Pe margini vrâste din fire de urzeală roșii, galbene, bleu. Pe lângă acestea cusătură în cruciulițe cu lânică policromă. La poale câmp ornamental realizat din vărgi în motive florale stilizate alese peste fire cu lânică policromă. Vărgile sunt delimitate și încadrate de galon de fir argintiu și paiete. Tot câmpul ornamental este presărat cu paiete. Pe margini feston în motive geometrice și franjuri foarte scurți din lânică policromă. | Muzeul Etnografic, Reghin                                           | Cimec    |
|      | Catrință Autor: Câmpean, Irina                                            | Datare: sf. sec. XIX - înc. sec. XX Descoperit: jud. Mureș, com. BRÂNCOVENEȘTI, SĂCALU DE PĂDURE Dimensiuni: L ornament: 23,5 cm Material: lână; lânică; țesut în 4 ițe; ales peste fire; feston; croșetat                                                                                               | Catrință de formă dreptunghiulară, țesută în 4 ițe din lână albastru închis. La brâu o vargă roșie lată cu vrâste galbene și verzi tivită manual, apoi o vrâstă din fire de lânică policromă. Pe margini vrâste din fire de urzeală roșii, verzi, galbene. La poale câmp ornamental realizat din vărgi delimitate de vrâste înguste policrome, decorate în motive florale și vița de vie cu strugure, în alesătură peste fire „gușături” cu lânică policromă. Pe margini feston simplu și dantelă în colțișori din lânică policromă, în culori alternative. | Muzeul Etnografic, Reghin                                           | Cimec    |
|      | Catrință Autor: Câmpean, Irina                                            | Datare: sf. sec. XIX - înc. sec. XX Descoperit: jud. Mureș, com. BRÂNCOVENEȘTI, SĂCALU DE PĂDURE Dimensiuni: L ornament: 24 cm Material: lână; lânică; țesut în 4 ițe; ales peste fire; feston | Catrință de formă dreptunghiulară, țesută în 4 ițe din lână neagră. La brâu o vargă lată formată din șase vrâste din lânică policromă tivită manual, se leagă cu baieră din fire policrome. Apoi o vrâstă din fire de lânică policromă. Pe margini vrâste din fire de urzeală roșii, verzi, galbene. La poale câmp ornamental realizat din vărgi decorate în motive florale alese peste fire „în lătunoi” cu lânică policromă alternând cu spații libere din urzeală neagră și băteală mov în 4 ițe. Pe margini feston simplu din lânică policromă. | Muzeul Etnografic, Reghin                                           | Cimec    |
|      | Catrință Autor: Cengher, Anisia                                           | Datare: înc. sec. XX Descoperit: jud. Mureș, com. BRÂNCOVENEȘTI, SĂCALU DE PĂDURE Dimensiuni: L ornament: 26 cm Material: lână; lânică; țesut în 4 ițe; ales peste fire | Catrință de formă dreptunghiulară, țesută în 4 ițe cu urzeală de lână neagră și băteală din lână mov („trup vânăt”). La brâu patru vrâste din lânică policromă tivită manual, apoi vargă neagră cu decor ales „în lătunoi”, încadrată de vrâste roșii. Pe margini vrâste din fire de urzeală roșii, verzi, galbene. La poale câmp ornamental realizat din vărgi delimitate de vrâste foarte înguste din lânică policromă. Vărgile sunt decorate cu motive florale (trandafiri și muguri) alese peste fire „în lătunoi” și „gușături” pe fond negru cu lânică policromă. La poale tivită manual. | Muzeul Etnografic, Reghin                                           | Cimec    |
|      | Catrință Autor: Pantea, Firuca                                            | Datare: 1/4 sec. XX Descoperit: jud. Mureș, com. BRÂNCOVENEȘTI, SĂCALU DE PĂDURE Dimensiuni: L ornament: 22 cm Material: lână; lânică; galon de fir; țesut în 4 ițe; ales peste fire; feston; împletit                                                                                                   | Catrință de formă dreptunghiulară, țesută în 4 ițe din lână albastru închis („trup vânăt”). La brâu o vargă formată din trei vrâste (roșu, verde, roșu) tivită manual, apoi o vrâstă din fire de lânică policromă. Pe margini vrâste din fire de urzeală roz și roșii. La poale câmp ornamental realizat din vărgi delimitate de vrâste foarte înguste din lânică policromă alese peste fire „în lătunoi”. Vărgile sunt decorate cu motive florale alese peste fire în „gușături” cu lânică policromă. Câmpul ornamental este încadrat de galon de fir cu paiete, apoi feston simplu din lânică policromă și franjuri înnodați din lânică policromă, în culori alternative. | Muzeul Etnografic, Reghin                                           | Cimec    |
|      | Catrință Autor: Pantea, Firuca                                            | Datare: 1/4 sec. XX Descoperit: jud. Mureș, com. BRÂNCOVENEȘTI, SĂCALU DE PĂDURE Dimensiuni: L ornament: 23 cm Material: lână; lânică; țesut în 4 ițe; ales peste fire; feston | Catrință de formă dreptunghiulară, țesută în 4 ițe din lână albastru închis („trup vânăt”). La brâu o vargă formată din vrâste roșii, galbene, verzi tivită manual, apoi o vrâstă din fire de lânică policromă. Pe margini vrâste din fire de urzeală galbene, roșii, verzi. La poale câmp ornamental realizat din vărgi simple roșii alese peste fire „în lătunoi”, alternând cu vărgi decorate în motive florale alese în „gușături” cu lânică policromă pe fond alb și negru. Pe margini feston simplu din lânică policromă, în culori alternative. | Muzeul Etnografic, Reghin                                           | Cimec    |
|      | Catrință Autor: Florea, Ana                                               | Datare: 1885 Descoperit: jud. Bistrița-Năsăud, com. TEACA, PINTICU Dimensiuni: L ornament: 25 cm Material: lână; lânică; bumbac; galon; paiete; țesut în 4 ițe; cusut; ales peste fire; feston | Catrință de formă dreptunghiulară țesută în 4 ițe cu urzeală de bumbac negru și băteală de lână albastru închis (trup vânăt). La brâu tivită manual. Pe margini vrâste din fire de urzeală bordo, portocalii, bleu. La poale câmp ornamental realizat din vrâste roșii alese peste fire „în lătunoi" și cusute cu paiete alternând cu vărgi decorate în motive geometrice (rombul, zăluța) cusute pe dos cu bumbac alb și lânică policromă. Varga centrală este încadrată de galon de bumbac roșu și fir metalic auriu. Unele motive sunt marcate cu fir metalic. Pe margini feston simplu din lânică roșie, iar la poale franjuri din lânică policromă și bumbac alb, alternativ. | Muzeul Etnografic, Reghin                                           | Cimec    |
|      | Catrință Autor: Tănase, Maria                                             | Datare: înc. sec. XX Descoperit: jud. Bistrița-Năsăud, com. TEACA, PINTICU Dimensiuni: L ornament: 19 cm Material: lână; lânică; bumbac; galon de fir; paiete; țesut în 4 ițe; cusut; ales peste fire; feston                                                                                            | Catrință de formă dreptunghiulară țesută în 4 ițe cu urzeală de bumbac negru și băteală de lână albastru închis („trup vânăt”). La brâu tivită manual. Pe margini vrâste din fire de urzeală roșii, portocalii, bleu. La poale câmp ornamental realizat din vrâste și vărgi roșii alese peste fire „în lătunoi" alternând cu vărgi decorate în motive geometrice cusute pe dos cu bumbac alb și lânică policromă. Varga centrală este încadrată de galon de fir argintiu iar pe vărgile roșii sunt cusute paiete cu mărgele. Pe margini feston simplu din lânică roșie, iar la poale franjuri din lânică policromă și bumbac alb, alternativ. | Muzeul Etnografic, Reghin                                           | Cimec    |
|      | Catrință Autor: Tănase, Maria                                             | Datare: înc. sec. XX Descoperit: jud. Bistrița-Năsăud, com. TEACA, PINTICU Dimensiuni: L ornament: 25 cm Material: lână; lânică; bumbac; galon de fir; țesut în 4 ițe; cusut; ales peste fire; feston | Catrință de formă dreptunghiulară țesută în 4 ițe din lână albastru închis (trup vânăt). La brâu tivită manual, se leagă cu baieră țesută din fire de lână roșie și albă. Pe margini vrâste din fire de urzeală roșii, portocalii, verzi. La poale câmp ornamental realizat din vrâste și vărgi simple roșii alese peste fire „în lătunoi" altrnând cu vărgi decorate în motive geometrice cusute pe dos cu bumbac alb și lânică policromă. Varga centrală este încadrată de galon de bumbac roz cu fir metalic auriu. De o parte și de alta pe vărgile roșii sunt cusute paiete cu mărgele. Pe margini feston simplu roșu galon de bumbac cu fir metalic, apoi franjuri din lânică policromă. | Muzeul Etnografic, Reghin                                           | Cimec    |
|      | Catrință Autor: Lup, Lucreția                                             | Datare: 1870 Descoperit: jud. Bistrița-Năsăud, com. TEACA, PINTICU Dimensiuni: L ornament: 20 cm Material: lână; lânică; bumbac; țesut în 4 ițe; cusut | Catrință de formă dreptunghiulară țesută în 4 ițe din lână neagră (trup vânăt). La brâu tivită manual, se leagă cu baieră țesută din fire de lână roșie, galbenă, albastră, neagră. Pe margini vrâste din fire de urzeală bordo, galben, bleu. La poale câmp ornamental realizat din vărgi simple bătute cu lână roșie în urzeală negră în 4 ițe alternând cu vărgi decorate în motive geometrice cusute pe dos cu bumbac alb și lânică policromă. La poale franjuri din lână neagră. | Muzeul Etnografic, Reghin                                           | Cimec    |
|      | Catrință Autor: Drăguș, Olimpiada                                         | Datare: înc. sec. XX Descoperit: jud. Bistrița-Năsăud, com. TEACA, PINTICU Dimensiuni: L ornament: 22,5 cm Material: lână; lânică; bumbac; țesut în 4 ițe; cusut; ales peste fire; feston | Catrință de formă dreptunghiulară, țesută în 4 ițe din lână albastru închis (trup vânăt). La brâu tivită manual. Pe margini vrâste din fire de urzeală roșii, portocalii, verzi. La poale câmp ornamental realizat din vărgi și vrâste simple roșii alese peste fire „în lătunoi" alternând cu vărgi decorate în motive geometrice cusute pe dos cu bumbac alb și lânică policromă. Pe margini feston simplu, iar la poale franjuri din lânică policromă, în culori alternative. | Muzeul Etnografic, Reghin                                           | Cimec    |
|      | Catrință Autor: Pântea, Luiza                                             | Datare: 1/4 sec. XX Descoperit: jud. Bistrița-Năsăud, com. TEACA, PINTICU Dimensiuni: L ornament: 23 cm Material: lână; lânică; bumbac; galon de fir; mărgele; țesut în 4 ițe; cusut; ales peste fire; feston                                                                                            | Catrință de formă dreptunghiulară, țesută în 4 ițe din lână albastru închis (trup vânăt). La brâu tivită manual, se leagă cu baieră țesută din lână roșie, albă, maro. La poale câmp ornamental realizat din vărgi și vrâste simple roșii alese peste fire „în lătunoi" alternând cu vărgi cusute pe dos în motive geometrice cu bumbac alb și lânică policromă și marcate cu mărgele policrome. Varga centrală este încadrată cu galon de fir auriu. Pe margini feston simpu din lânică policromă, iar la poale franjuri din lânică policromă în culori alternative. | Muzeul Etnografic, Reghin                                           | Cimec    |
|      | Catrință Autor: Pântea, Luiza                                             | Datare: 1/4 sec. XX Descoperit: jud. Bistrița-Năsăud, com. TEACA, PINTICU Dimensiuni: L ornament: 21 cm Material: lână; lânică; bumbac; țesut în 4 ițe; cusut; ales peste fire; feston | Catrință de formă dreptunghiulară, țesută în 4 ițe din lână albastru închis (trup vânăt). La brâu tivită manual, se leagă cu baieră țesută din fire de lână roșie, verde, mov. Pe margini vrâste din fire de urzeală roșii, galbene verzi. La poale câmp ornamental realizat din vărgi și vrâste simple alese peste fire „în lătunoi" cu lânică roșie, galbenă și verde alternând cu vărgi decorate în motive geometrice cusute pe dos cu bumbac alb și lânică policromă. Pe varga centrală romburi cu raze marcate cu cusătură „lăntișor” iar printre ele, „gura păpușii”. Pe margini feston simplu roșu, iar la poale franjuri netăiați din lânică mov. | Muzeul Etnografic, Reghin                                           | Cimec    |
|      | Catrință Autor: Pântea, Luiza                                             | Datare: 1/4 sec. XX Descoperit: jud. Bistrița-Năsăud, com. TEACA, PINTICU Dimensiuni: L ornament: 20,5 cm Material: lână; lânică; bumbac; țesut în 4 ițe; cusut; feston | Catrință de formă dreptunghiulară, țesută în 4 ițe din lână albastru închis (trup vânăt). La brâu tivită manual, se leagă cu baieră țesută din fire de lână roșie, apoi o vrâstă îngustă din lână roșie, portocalie, verde. Pe margini vrâste din fire de urzeală roșii, portocalii, verzi. La poale câmp ornamental realizat din vărgi roșii simple alese peste fire „în lătunoi” alternând cu vărgi decorate în motive geometrice cusute pe dos cu bumbac alb și lânică policromă. Pe margini feston simplu roșu, iar la poale franjuri din lânică policromă, în culori alternative. | Muzeul Etnografic, Reghin                                           | Cimec    |
|      | Catrință Autor: Luca, Maria                                               | Datare: 1/4 sec. XX Descoperit: jud. Bistrița-Năsăud, com. TEACA, PINTICU Dimensiuni: L ornament: 20 cm Material: lână; lânică; bumbac; galon de fir; paiete; țesut în 4 ițe; cusut; ales peste fire; feston                                                                                             | Catrință de formă dreptunghiulară, țesută în 4 ițe din lână albastru închis (trup vânăt). La brâu tivită manual, se leagă cu baieră țesută din lână mov. Pe margini vrâste din fire de urzeală roșii, portocalii, verzi. La poale câmp ornamental realizat din vrâste și vărgi roșii alese peste fire „în lătunoi” alternând cu vărgi decorate în motive geometrice cusute pe dos cu bumbac alb și lânică policromă. Varga centrală este încadrată de galon de bumbac tricolor (roșu, galben, albastru) și fir metalic auriu. Pe margini feston simplu din lânică roșie, iar la poale franjuri din lânică policromă în culori alternative. | Muzeul Etnografic, Reghin                                           | Cimec    |
|      | Catrință Autor: Mariș, Maria                                              | Datare: 1/4 sec. XX Descoperit: jud. Mureș, com. GURGHIU, COMORI Dimensiuni: L ornament: 30 cm Material: lână; lânică; bumbac; galon de fir; țesut în 4 ițe; cusut; înnodat; croșetat; feston | Catrință de formă dreptunghiulară, țesută în 4 ițe cu urzeală de bumbac negru și băteală de lână mov (trup vânăt). La brâu tivită manual. Pe margini vrâste din fire de urzeală roșii și galbene. La poale câmp ornamental pe fond țesut în 2 ițe cu lânică mov sunt motive florale înnodate în tehnica covorului persan cu lânică policromă iar interspațiile sunt cusute cu paiete cu mărgele. Pe margini galon de fir argintiu, apoi feston simplu și dantelă în colțișori din lânică policromă în culori alternative. De la partea ornamentată în sus pe margini până la brâu sunt „floricele” din lânică policromă în aceeași tehnică a covorului persan. | Muzeul Etnografic, Reghin                                           | Cimec    |
|      | Catrință Autor: Gotea, Floarea                                            | Datare: sf. sec. XIX Descoperit: jud. Bistrița-Năsăud, com. ȘIEUȚ, ȘIEUȚ Dimensiuni: L ornament: 23 cm Material: lână; lânică; țesut în 4 ițe; ales printre fire; feston | Catrință de formă dreptunghiulară, țesută în 4 ițe din lână albastru închis (trup vânăt). La brâu tivită manual, apoi o vrâstă îngustă din fire roșii, galbene și verzi. Pe margini vrâste din fire de urzeală roșii și galbene. La poale câmp ornamental realizat din vrâste roșii alternând cu vărgi decorate în motive florale alese printre fire „gușate” cu lânică policromă. Pe margini feston din lânică policromă și franjuri netăiați scurți. | Muzeul Etnografic, Reghin                                           | Cimec    |
|      | Catrință Autor: Gotea, Floarea                                            | Datare: sf. sec. XIX Descoperit: jud. Bistrița-Năsăud, com. ȘIEUȚ, ȘIEUȚ Dimensiuni: L ornament: 21 cm Material: lână; lânică; bumbac; țesut în 4 ițe; ales printre fire; ales peste fire; feston | Catrință de formă dreptunghiulară, țesută în 4 ițe cu urzeală de bumbac negru și băteală de lână albastru închis (trup vânăt). La brâu o vargă roșie tivită manual, apoi o vrâstă îngustă din fire roșii, albastre, albe. Pe margini vrâste din fire de urzeală roșii și galbene. La poale câmp ornamental alcătuit din vărgi simple roșii alese peste fire „în lătunoi” alternând cu vărgi decorate în motive florale alese printre fire „gușate”. Pe margini feston cu franjuri netăiați din lânică policromă, în culori alternative. | Muzeul Etnografic, Reghin                                           | Cimec    |
|      | Catrință Autor: Archiudean, Maria                                         | Datare: sf. sec. XIX Descoperit: jud. Bistrița-Năsăud, com. ȘIEUȚ, ȘIEUȚ Dimensiuni: L ornament: 22 cm Material: lână; lânică; bumbac; țesut în 4 ițe; ales printre fire; ales peste fire; feston | Catrință de formă dreptunghiulară, țesută în 4 ițe cu urzeală de bumbac negru și băteală de lână albastru închis (trup vânăt). La brâu o vargă roșie tivită manual, apoi o vrâstă îngustă din fire de lânică policromă. Pe margini vrâste din fire de urzeală bordo, portocalii, albastre. La poale câmp ornamental alcătuit din vărgi roșii alese peste fire „în lătunoi” și vărgi decorate în motive florale, frunză și strugure alese printre fire „gușate” pe fond roșu, negru, bordo cu lânică policromă. Pe margini feston simplu cu franjuri foarte scurți netăiați din lânică policromă, în culori alternative. | Muzeul Etnografic, Reghin                                           | Cimec    |
|      | Catrință Autor: Archiudean, Maria                                         | Datare: sf. sec. XIX Descoperit: jud. Bistrița-Năsăud, com. ȘIEUȚ, ȘIEUȚ Dimensiuni: L ornament: 21 cm Material: lână; lânică; bumbac; țesut în 4 ițe; croșetat; ales printre fire; ales peste fire; feston                                                                                              | Catrință de forma dreptunghiulară, țesută în 4 ițe cu urzeală de bumbac negru și băteală de lână albastru închis (trup vânăt). La brâu o vargă roșie tivită manual, apoi o vrâstă îngustă din fire policrome. Pe margini vrâste din fire de urzeală roșii, portocalii, albastre. La poale câmp ornamental realizat din vărgi simple roșii alese peste fire „în lătunoi” alternând cu vărgi decorate în motive florale „frunză cu ruj” alese printre fire „gușate” cu lânică policromă. Pe margini feston și danteluță croșetată în colțișori din lânică policromă în culori alternative. | Muzeul Etnografic, Reghin                                           | Cimec    |
|      | Catrință Autor: Hăbălău, Ștefania                                         | Datare: înc. sec. XX Descoperit: jud. Bistrița-Năsăud, com. ȘIEUȚ, ȘIEUȚ Material: lână; lânică; bumbac; mătase; mărgele; galon de mătase; țesut în 4 ițe; broderie; croșetat | Catrință de formă dreptunghiulară, țesută în 4 ițe cu urzeală de bumbac negru și băteală de lână albastră (trup vânăt). La brâu o vrâstă din lânică policromă tivită manual. Pe margini dantelă „cipcă” neagră „în colțișori”. La poale câmp ornamental realizat din vărgi decorate cu motive florale (tulipan, rujuțe, frunze) în broderie plină cu mătase policromă delimitate de galon de mărgele negre. Pe margini galon de mărgele negre și ciucuri din mătase neagră, albastră, lila și dantelă neagră. | Muzeul Etnografic, Reghin                                           | Cimec    |
|      | Catrință Autor: Hăbălău, Ștefania                                         | Datare: sf. sec. XIX - înc. sec. XX Descoperit: jud. Bistrița-Năsăud, com. ȘIEUȚ, ȘIEUȚ Dimensiuni: L ornament: 22 cm Material: lână; lânică; țesut în 4 ițe; ales printre fire; înnodat; feston | Catrință de formă dreptunghiulară, țesută în 4 ițe cu urzeală de bumbac negru și băteală de lână albastră (trup vânăt). La brâu o vargă roșie tivită manual, apoi o vrâstă îngustă din fire policrome. Pe margini vrâste din fire de urzeală roșii și galbene și feston simplu din lânică bordo. La poale câmp ornamental realizat din vărgi decorate în motive florale alese printre fire „gușături” cu lânică policromă, delimitate de vrâste tricolore - roșu, galben, albastru. Pe margini feston simplu și franjuri înnodați din lânică policromă în culori alternative. | Muzeul Etnografic, Reghin                                           | Cimec    |
|      | Catrință Autor: Hăbălău, Ștefania                                         | Datare: sf. sec. XIX - înc. sec. XX Descoperit: jud. Bistrița-Năsăud, com. ȘIEUȚ, ȘIEUȚ Dimensiuni: L ornament: 21 cm Material: lână; lânică; țesut în 4 ițe; croșetat; ales peste fire; ales printre fire; feston                                                                                       | Catrință de formă dreptunghiulară, țesută în 4 ițe cu urzeală de lână neagră și băteală de lână albastru închis (trup vânăt). La brâu o vargă roșie tivită manual, apoi o vrâstă îngustă din fire roșii albe, verzi. Pe margini vrâste din fire de urzeală roșii și galbene. La poale câmp ornamental realizat din vărgi roșii alese peste fire „în lătunoi” alternând cu vărgi decorate în motive florale alese printre fire „gușături” cu lânică policromă. Pe margini feston simplu și dantelă croșetată din lânică policromă în culori alternative. | Muzeul Etnografic, Reghin                                           | Cimec    |
|      | Catrință Autor: Hăbălău, Ștefania                                         | Datare: sf. sec. XIX - înc. sec. XX Descoperit: jud. Bistrița-Năsăud, com. ȘIEUȚ, ȘIEUȚ Dimensiuni: L ornament: 23 cm Material: lână; lânică; țesut în 4 ițe; croșetat; ales peste fire; ales printre fire; feston                                                                                       | Catrință de formă dreptunghiulară, țesută în 4 ițe cu urzeală de lână neagră și băteală de lână albastru închis (trup vânăt). La brâu o vargă ciclamen tivită manual, se leagă cu baieră din fire de lână roșie, neagră, portocalie răsucite și împletite, apoi o vrâstă îngustă din fire policrome. Pe margini vrâste din fire de urzeală roșii și galbene. La poale câmp ornamental realizat din vărgi decorate cu motive florale alese printre fire „gușături” cu lânică policromă delimitate de vrâste înguste alese peste fire „în lătunoi” cu lânică roșie, verde, albă, albastră. Pe margini feston simplu și dantelă din lânică policromă în culori alternative. | Muzeul Etnografic, Reghin                                           | Cimec    |
|      | Catrință Autor: Șoimușan, Ana                                             | Datare: sf. sec. XIX - înc. sec. XX Descoperit: jud. Bistrița-Năsăud, com. ȘIEUȚ, ȘIEUȚ Dimensiuni: L ornament: 28 cm Material: lână; lânică; țesut în 4 ițe; croșetat; ales peste fire; ales printre fire; feston                                                                                       | Catrință de formă dreptunghiulară, țesută în 4 ițe din lână albastru închis (trup vânăt). La brâu o vargă roșie tivită manual apoi o vrâstă din fire policrome. Pe margini vrâste din fire de urzeală roșii și galbene. La poale câmp ornamental realizat din vărgi roșii alese peste fire „în lătunoi” alternând cu vărgi decorate în motive florale (păstaie, rujă) alese printre fire „gușături” cu lânică policromă. Pe margini feston simplu și coltișori croșetați din lânică policromă. | Muzeul Etnografic, Reghin                                           | Cimec    |
|      | Catrință Autor: Șoimușan, Ana                                             | Datare: sf. sec. XIX - înc. sec. XX Descoperit: jud. Bistrița-Năsăud, com. ȘIEUȚ, ȘIEUȚ Dimensiuni: L ornament: 30 cm Material: lână; lânică; bumbac; galon de fir; țesut în 4 ițe; ales printre fire; înnodat; feston                                                                                   | Catrință de formă dreptunghiulară, țesută în 4 ițe cu urzeală de bumbac negru și băteală de lână mov (trup vânăt). La brâu o vrâstă foarte îngustă din fire galbene și roșii și o vargă galben cu verde tivită manual. Pe margini vrâste din fire de urzeală bordo și portocalii. La poale câmp ornamental realizat din vărgi decorate în motive florale „gușate” (raze, ruji și frunze) delimitate de vrâste tricolore „curcubeie” - roșu, galben, albastru - alese „în lătunoi” cu lânică policromă. Pe margini galon de fir argintiu și feston simplu din lânică policromă în culori alternative. | Muzeul Etnografic, Reghin                                           | Cimec    |
|      | Catrință Autor: Șoimușan, Ana                                             | Datare: sf. sec. XIX Descoperit: jud. Bistrița-Năsăud, com. ȘIEUȚ, ȘIEUȚ Material: lână; lânică; bumbac; țesut în 4 ițe; ales peste fire; ales printre fire; feston | Catrință de formă dreptunghiulară țesută în 4 ițe cu urzeală de bumbac negru și băteală de lânică mov (trup vânăt). La brâu o vargă roșie și o vrâstă neagră tivită manual, apoi o vrâstă îngustă din fire policrome. Pe margini vrâste din fire de urzeală bordo și galbene. La poale câmp ornamental realizat din vărgi roșii alese peste fire „în lătunoi” alternând cu vărgi decorate în motive florale alese printre fire „gușături” cu lânică policromă și bumbac alb. Pe margini feston în motive geometrice cu franjuri netăiați foarte scurți din lânică policromă în culori alternative. | Muzeul Etnografic, Reghin                                           | Cimec    |
|      | Catrință Autor: Șoimușan, Ana                                             | Datare: sf. sec. XIX - înc. sec. XX Descoperit: jud. Bistrița-Năsăud, com. ȘIEUȚ, ȘIEUȚ Material: lână; lânică; bumbac; țesut în 4 ițe; cusut; ales peste fire; feston | Catrință de formă dreptunghiulară țesută în 4 ițe din lână albastru închis (trup vânăt). La bâru o vargă roșie tivită manual, apoi o vrâstă din fire de lânică policromă. Pe marginile laterale vrâste din fire de urzeală roșii și galbene. La poale câmp ornamental realizat din vărgi înguste cusute pe dos cu bumbac alb și lânică policromă în motive geometrice alternând cu vărgi roșii alese peste fire „în lătunoi”. Pe margini feston simplu cu lânică roșie, iar la poale cu lânică policromă în culori alternative. | Muzeul Etnografic, Reghin                                           | Cimec    |
|      | Catrință Autor: Pop, Veronica                                             | Datare: 1/4 sec. XX Descoperit: jud. Bistrița-Năsăud, com. ȘIEUȚ, ȘIEUȚ Dimensiuni: L ornament: 25 cm Material: lână; lânică; bumbac; țesut în 4 ițe; cusut; ales peste fire; feston | Catrință de formă dreptunghiulară țesută în 4 ițe din lână albastru închis (trup vânăt). La brâu vrâste roșii și galbene tivită manual, se leagă cu baieră, apoi o vrâstă îngustă din fire roșii și galbene. Pe margini vrâste din fire de urzeală roșii, galbene, verzi. La poale câmp ornamental realizat din vărgi decorate în motive geometrice cusute pe dos cu bumbac alb și lânică policromă alternând cu vărgi roșii alese peste fire „în lătunoi”. Pe margini feston simplu roșu, iar la poale din lânică policromă, cu franjuri foarte scurți. | Muzeul Etnografic, Reghin                                           | Cimec    |
|      | Catrință Autor: Suciu, Floarea                                            | Datare: 1920 Descoperit: jud. Bistrița-Năsăud, com. ȘIEUȚ, ȘIEUȚ Dimensiuni: L ornament: 30 cm Material: lână; lânică; bumbac; țesut în 4 ițe; ales printre fire; înnodat; croșetat; feston | Catrință de formă dreptunghiulară țesută în 4 ițe cu urzeală de bumbac negru și băteală din lânică lila (trup vânăt) La brâu tivită manual, apoi o vrâstă foarte îngustă din fire roșii și albe. Pe margini vrâste din fire de urzeală lila și galbene. La poale câmp ornamental realizat din vărgi decorate în motive florale și vița de vie cu strugure alese printre fire „gușături” cu lânică policromă delimitate de vrâste înguste policrome grupate câte 4 alese peste fire „în lătunoi”. Pe margini feston simplu cu coltișori din lânică albastră, iar la poale ciucuri înnodați din lânică policromă. | Muzeul Etnografic, Reghin                                           | Cimec    |
|      | Catrință Autor: Jâmborean, Ioana                                          | Datare: înc. sec. XX Descoperit: jud. Bistrița-Năsăud, com. ȘIEUȚ, RUȘTIOR Dimensiuni: L ornament: 18 cm Material: lână; lânică; bumbac; țesut în 4 ițe; ales peste fire; ales printre fire; feston | Catrință de formă dreptunghiulară, țesută în 4 ițe cu urzeală de bumbac negru și băteală de lână albastru închis (trup vânăt). La brâu o vargă muștar tivită manual, apoi o vrâstă îngustă din fire roșii și albe. Pe margini vrâste din fire de urzeală bordo și portocaliu. La poale câmp ornamental realizat din vărgi decorate în motive florale și geometrice alese printre fire „gușături” pe fond negru cu lânică policromă alternând cu vărgi roșii alese peste fire „în lătunoi”. Pe margini feston simplu din lânică roșie, iar la poale din lânică policromă în culori alternative. | Muzeul Etnografic, Reghin                                           | Cimec    |
|      | Catrință Autor: Melian, Viorica                                           | Datare: înc. sec. XX Descoperit: jud. Bistrița-Năsăud, com. ȘIEUȚ, SEBIȘ Material: lână; lânică; țesut în 4 ițe; ales peste fire; ales printre fire; croșetat; feston | Catrință de formă dreptunghiulară țesută în 4 ițe cu urzeală de lână neagră și băteală de lână albastru închis (trup vânăt). La brâu două vărgi (neagră, roșie); tivită manual, se leagă cu baieră din fire de lână roșie, galbenă, albastră, răsucite și împletite. Pe margini vrâste din fire de urzeală roșii, galbene, bleu. La poale câmp ornamental realizat din vrâste decorate în motive florale alese printre fire „gușate” pe fond negru cu lânică policromă alternând cu vărgi bordo alese peste fire „în lătunoi”. Pe margini feston simplu din lânică policromă, iar la poale feston din motive geometrice, apoi danteluță în colțișori din lână maro. | Muzeul Etnografic, Reghin                                           | Cimec    |
|      | Catrință Autor: Melian, Viorica                                           | Datare: 1910 Descoperit: jud. Bistrița-Năsăud, com. ȘIEUȚ, SEBIȘ Dimensiuni: L ornament: 22 cm Material: lână; lânică; țesut în 4 ițe; ales peste fire; ales printre fire; croșetat; feston | Catrință de formă dreptunghiulară, țesută în 4 ițe cu urzeală de lână neagră și băteală de lână albastru închis (trup vânăt). La brâu o vargă muștar tivită manual. Pe margini vrâste din fire de urzeală roșii, galbene, verzi. La poale câmp ornamental realizat din vărgi decorate în motive florale alese printre fire „gușate” pe fond negru cu lânică policromă alternând cu vărgi bordo alese peste fire „în lătunoi”. Pe margini și la poale feston în motive geometrice, apoi dantelă în colțișori din lânică bordo. | Muzeul Etnografic, Reghin                                           | Cimec    |
|      | Catrință Autor: Melian, Viorica                                           | Datare: 1910 Descoperit: jud. Bistrița-Năsăud, com. ȘIEUȚ, SEBIȘ Dimensiuni: L ornament: 23,5 cm Material: lână; lânică; țesut în 4 ițe; ales peste fire; ales printre fire; înnodat; feston | Catrință de formă dreptunghiulară, țesută în 4 ițe cu urzeală de lână negră și băteală de lână albastru închis (trup vânăt). La brâu tivită manual, apoi o vrâstă din fire de lânică policromă. Pe margini vrâste din fire de urzeală roșii și galbene. La poale câmp ornamental realizat din vărgi decorate în motive florale alese printre fire „gușături” cu lânică policromă pe fond alb, negru, galben delimitate de vrâste policrome grupate câte 4 alese peste fire „în lătunoi”. Pe margini feston simplu, iar la poale feston în motive geometrice și colțișori înnodați din lânică policromă în culori alternative. | Muzeul Etnografic, Reghin                                           | Cimec    |
|      | Catrință Autor: Alnaș, Maria                                              | Datare: înc. sec. XX Descoperit: jud. Bistrița-Năsăud, com. ȘIEUȚ, SEBIȘ Material: lână; lânică; țesut în 4 ițe; ales peste fire; ales printre fire; feston | Catrință de formă dreptunghiulară țesută în 4 ițe cu urzeală de lână neagră și băteală de lână albastru închis (trup vânăt). La brâu o vargă muștar tivită manual, apoi o vrâstă din fire policrome. Pe margini vrâste din fire de urzeală roșii, galbene, verzi. La poale câmp, ornamental realizat din vărgi decorate în motive florale alese printre fire „gușate” pe fond alb, negru și galben cu lânică policromă alternând cu vărgi roșii alese peste fire „în lătunoi”. Pe margini feston simplu din lânică policromă în culori alternative. | Muzeul Etnografic, Reghin                                           | Cimec    |
|      | Catrință                                                                  | Datare: înc. sec. XX Descoperit: jud. Bistrița-Năsăud, com. ȘIEUȚ, SEBIȘ Material: lână; lânică; țesut în 4 ițe; ales peste fire; ales printre fire; feston | Catrință de formă dreptunghiulară țesută în 4 ițe cu urzeală de lână neagră și băteală de lână albastru închis (trup vânăt). La brâu o vargă roșie tivită manual, apoi o vrâstă îngustă din fire policrome. Pe margini vrâste din fire de urzeală roșii, galbene, verzi. La poale câmp ornamental realizat din vărgi decorate în motive florale (rujă, frunză) alese printre fie fond negru, alb, bordo cu lânică policromă alternând cu vărgi roșii alese peste fire „în lătunoi”. Pe margini feston dublu din lânică policromă în culori alternative. | Muzeul Etnografic, Reghin                                           | Cimec    |
|      | Catrință Autor: Oltean, Ioana                                             | Datare: 1910 Descoperit: jud. Bistrița-Năsăud, com. ȘIEUȚ, SEBIȘ Material: lână; lânică; țesut în 4 ițe; ales peste fire; broderie; feston | Catrință de formă dreptunghiulară țesută în 4 ițe cu urzeală de lână neagră și băteală de lână albastru închis (trup vânăt). La brâu o vargă roșie tivită manual, apoi o vrâstă îngustă din fire policrome. Pe margini vrâste din fire de urzeală roșii, galbene, verzi. La poale vâmp ornamental realizat din vărgi decorate în motive florale în broderie plină cu lânică policromă pe fondul negru al țesăturii în 4 ițe alternând cu vărgi roșii alese peste fire „în lătunoi”. Pe margini feston dublu din lânică policromă în culori alternative. | Muzeul Etnografic, Reghin                                           | Cimec    |
|      | Catrință Autor: Melian, Agafia                                            | Datare: 1915 Descoperit: jud. Bistrița-Năsăud, com. ȘIEUȚ, SEBIȘ Dimensiuni: L ornament: 22,5 cm Material: lână; lânică; țesut în 4 ițe; ales peste fire; ales printre fire; feston | Catrință de formă dreptunghiulară țesută în 4 ițe cu urzeală de lână neagră și băteală de lână albastru închis (trup vânăt). La brâu o vargă roșie tivită manual, apoi o vrâstă îngustă din fire policrome. Pe margini vrâste din fire de urzeală roșii, galbene, verzi. La poale câmp ornamental realizat din vărgi decorate în motive florale alese printre fire „gușate” cu lânică policromă alternând cu vărgi roșii alese peste fire „în lătunoi”. Pe margini feston simplu cu lânică roșie, iar la poale cu lânică policromă în culori alternative. | Muzeul Etnografic, Reghin                                           | Cimec    |
|      | Catrință Autor: Alnaș, Maria                                              | Datare: 1915 Descoperit: jud. Bistrița-Năsăud, com. ȘIEUȚ, SEBIȘ Dimensiuni: L ornament: 23 cm Material: lână; lânică; țesut în 4 ițe; ales peste fire; ales printre fire; feston | Catrință de formă dreptunghiulară, țesută în 4 ițe cu urzeală de lână neagră și băteală de lână albastru închis (trup vânăt). La brâu o vargă roșie tivită manual, se leagă cu baieră, apoi o vrâstă îngustă din fire policrome. Pe margini vrâste din fire de urzeală roșii, galbene, verzi. La poale câmp ornamental realizat din vărgi decorate în motive florale alese printre fire „gușate” cu lânică policromă alternând cu vărgi roșii alese peste fire „în lătunoi”. Pe margini feston simplu, iar la poale în motive geometrice din lânică policromă în culori alternative. | Muzeul Etnografic, Reghin                                           | Cimec    |
|      | Catrință Autor: Melean, Florica                                           | Datare: sf. sec. XIX Descoperit: jud. Bistrița-Năsăud, com. ȘIEUȚ, SEBIȘ Dimensiuni: L ornament: 24 cm Material: lână; lânică; țesut în 4 ițe; ales peste fire; ales printre fire; feston | Catrință de formă dreptunghiulară țesută în 4 ițe cu urzeală de lână neagră și băteală de lână albastru închis (trup vânăt). La brâu o vargă roșie tivită manual, se leagă cu baieră de lână, apoi o vrâstă din fire policrome. Pe margini vrâste din fire de urzeală roșii și galbene. La poale câmp ornamental alcătuit din vărgi decorate cu motive florale alese printre fire „gușate” cu lânică policromă alternând cu vărgi roșii alese peste fire „în lătunoi”. Pe margini feston dublu din lânică policromă în culori alternative. | Muzeul Etnografic, Reghin                                           | Cimec    |
|      | Catrință Autor: Alnaș, Maria                                              | Datare: 1890 Descoperit: jud. Bistrița-Năsăud, com. ȘIEUȚ, SEBIȘ Dimensiuni: L ornament: 25 cm Material: lână; lânică; țesut în 4 ițe; ales peste fire; cusut pe dos; feston | Catrință de formă dreptunghiulară țesută în 4 ițe cu urzeală de lână neagră și băteală de lână albastru închis (trup vânăt). La brâu o vargă galbenă tivită manual, apoi vrâstă îngustă din fire policrome. Pe margini vrâste din fire de urzeală roșii, galbene, albastre. La poale câmp ornamental alcătuit din vărgi decorate cu motive geometrice și coarnele berbecului cusute pe dos cu lânică policromă alternând cu vărgi roșii alese peste fire „în lătunoi”. Pe margini feston dublu din lânică policromă în culori alternative. | Muzeul Etnografic, Reghin                                           | Cimec    |
|      | Catrință Autor: Alnaș, Maria                                              | Datare: 1885 Descoperit: jud. Bistrița-Năsăud, com. ȘIEUȚ, SEBIȘ Dimensiuni: L ornament: 21 cm Material: lână; lânică; țesut în 4 ițe; ales peste fire; ales printre fire; feston | Catrință de formă dreptunghiulară țesută în 4 ițe cu urzeală de lână neagră și băteală de lână albastru închis (trup vânăt). La brâu o vargă mov tivită manual, se leagă cu baieră de lână, apoi o vrâstă din fire policrome. Pe margini vrâste din fire de urzeală roșii galbene, verzi. La poale câmp ornamental alcătuit din vărgi decorate cu motive florale alese printre fire „gușate” cu lânică policromă alternând cu vărgi roșii alese peste fire „în lătunoi”. Pe margini feston simplu din lânică policromă în culori alternative. | Muzeul Etnografic, Reghin                                           | Cimec    |
|      | Catrință Autor: Alnaș, Maria                                              | Datare: 1885 Descoperit: jud. Bistrița-Năsăud, com. ȘIEUȚ, SEBIȘ Dimensiuni: L ornament: 25 cm Material: lână; lânică; țesut în 4 ițe; ales peste fire; ales printre fire; feston | Catrință de formă dreprunghiulară țesută în 4 ițe cu urzeală de lână negră și băteală de lână albastru închis (trup vânăt). La brâu o vargă roșie tivită manual, se leagă cu baieră de lână, apoi o vrâstă din fire policrome. Pe margini vrâste din fire de urzeală roșii, galbene, verzi. La poale câmp ornamental alcătuit din vărgi decorate din motive florale alese printre fire „gușate” cu lânică policromă alternând cu vărgi roșii alese peste fire „în lătunoi”. Pe margini feston dublu din lânică policromă în culori alternative. | Muzeul Etnografic, Reghin                                           | Cimec    |
|      | Catrință Autor: Simonica, Maria                                           | Datare: 1915 Descoperit: jud. Bistrița-Năsăud, com. ȘIEUȚ, SEBIȘ Dimensiuni: L ornament: 23 cm Material: lână; lânică; țesut în 4 ițe; ales peste fire; ales printre fire; feston; înnodat | Catrință de formă dreptunghiulară țesută în 4 ițe cu urzeală de lână neagră și băteală de lână albastru închis (trup vânăt). La brâu tivită manual, apoi o vrâstă din fire policrome. Pe margini vrâste din fire de urzeală roșii, galbene, verzi. La poale câmp ornamental alcătuit din vărgi roșii alese peste fire „în lătunoi” și cinci registre decorative (vărgi) dispuse alternativ alese printre fire „gușate” în motive florale cu lânică policromă. Pe margini feston simplu, iar la poale franjuri înnodați din lânică policromă în culori alternative. | Muzeul Etnografic, Reghin                                           | Cimec    |
|      | Catrință Autor: Iuja, Floarea                                             | Datare: înc. sec. XX Descoperit: jud. Bistrița-Năsăud, com. ȘIEU, ARDAN Dimensiuni: L ornament: 22 cm Material: lână; lânică; bumbac; țesut în 4 ițe; ales peste fire; ales printre fire; feston | Catrință de formă dreptunghiulară țesută în 4 ițe cu urzeală de bumbac negru și băteală de lână albastru închis (trup vânăt). La brâu tivită manual, apoi o vrâstă foarte îngustă din fire galbene și roșii. Pe margini vrâste din fire de urzeală roșii galbene albastre. La poale câmp ornamental alcătuit din vărgi simple roșii alese peste fire „în lătunoi” alternând cu vărgi decorate în motive florale alese printre fire „gușate” cu lânică policromă. Pe margini feston simplu din lânică roșie, galbenă, albastră, iar la poale franjuri scurți din lânică policromă. | Muzeul Etnografic, Reghin                                           | Cimec    |
|      | Catrință                                                                  | Datare: înc. sec. XX Descoperit: jud. Mureș, com. BRÂNCOVENEȘTI, IDICEL Dimensiuni: L ornament: 23 cm Material: lână; lânică; țesut în 4 ițe; ales peste fire; ales printre fire | Catrință de formă derptunghiulară țesută în 4 ițe cu urzeală de lână neagră și băteală de lână albastru închis (trup vânăt). La brâu o vargă roșie tivită manual, apoi o vrâstă din fire policrome. Pe margini vrâste din fire de urzeală roșii și galbene. La poale câmp ornamental alcătuit din vărgi decotrate în motive geometrice și florale alese printre fire „gușate” cu lânică policromă alternând cu vrâste roșii alese peste fire „în lătunoi”. | Muzeul Etnografic, Reghin                                           | Cimec    |
|      | Catrință Autor: Gliga, Floarea                                            | Datare: înc. sec. XX Descoperit: jud. Mureș, com. IBĂNEȘTI, IBĂNEȘTI-PĂDURE Dimensiuni: L ornament: 26 cm Material: lână; lânică; țesut în 4 ițe; ales printre fire; feston | Catrință de formă dreptunghiulară țesută în 4 ițe din lână albastru închis (trup vânăt). La brâu tivită manual. Pe margini vrâste din fire de urzeală roșii și galbene. La poale câmp ornamental realizat din vărgi decorate în motive florale și geometrice alese printre fire „gușate” cu lânică policromă. Pe margini feston în motive geometrice cu lânică policromă în culori alternative. | Muzeul Etnografic, Reghin                                           | Cimec    |
|      | Catrință                                                                  | Datare: înc. sec. XX Descoperit: jud. Mureș, com. BRÂNCOVENEȘTI, IDICEL Dimensiuni: L ornament: 21 cm Material: lână; lânică; bumbac; țesut în 4 ițe; ales printre fire; feston; croșetat | Catrință de formă dreptunghiulară țesută în 4 ițe cu urzeală de bumbac negru și băteală de lână mov (trup vânăt). La brâu o vargă galbenă tivită manual, apoi o vrâstă din fire policrome. Pe margini vrâste din fire de urzeală roșii și galbene. La poale câmp ornamental realizat din vărgi decorate în motive florale alese printre fire cu lânică policromă delimitate de vrâste foarte înguste policrome. Pe margini feston simplu și colțișori croșetați din lânică policromă în culori alternative. | Muzeul Etnografic, Reghin                                           | Cimec    |
|      | Catrință                                                                  | Datare: sf. sec. XIX Descoperit: jud. Mureș, com. BRÂNCOVENEȘTI, IDICEL Dimensiuni: L ornament: 29 cm Material: lână; lânică; bumbac; țesut în 4 ițe; ales printre fire; feston | Catrință de formă dreptunghiulară țesută în 4 ițe cu urzeală de bumbac negru și băteală de lână albastru închis (trup vânăt). La brâu tivită manual. Pe margini vrâste din fire de urzeală roșii și galbene. La poale câmp ornamental realizat din vărgi decorate în motive florale alese printre fire cu lânică policromă delimitate de vrâste înguste. Pe margini feston în motive geometrice din lânică policromă. | Muzeul Etnografic, Reghin                                           | Cimec    |
|      | Catrință                                                                  | Datare: înc. sec. XX Descoperit: jud. Mureș, com. BRÂNCOVENEȘTI, IDICEL Dimensiuni: L ornament: 33 cm Material: lână; lânică; bumbac; paiete; mărgele; țesut în 4 ițe; ales printre fire; ales peste fire; feston                                                                                        | Catrință de formă dreptunghiulară țesută în 4 ițe cu urzeală de bumbac negru și băteală de lână albastru închis (trup vânăt). La brâu o vargă mov tivită manual, apoi o vrâstă din fire albe, verzi, ciclamen. Pe margini vrâste din fire de urzeală roșii, galbene, albastre. La poale câmp ornamental realizat din vărgi decorate în motive florale alese printre fire „gușate” cu lânică policromă și paiete cusute cu mărgele colorate, delimitate de vrâste tricolore - roșu, galben, albastru. Pe margini feston în motive geometrice cu franjuri foarte scurți din lânică policromă în culori alternative. | Muzeul Etnografic, Reghin                                           | Cimec    |
|      | Catrință                                                                  | Datare: 1910 Descoperit: jud. Mureș, com. RUȘII-MUNȚI, MAIOREȘTI Dimensiuni: L ornament: 22 cm Material: lână; lânică; bumbac; galon de fir; paiete; mărgele; țesut în 4 ițe; ales printre fire; ales peste fire; feston                                                                                 | Catrință de formă dreptunghiulară țesută în 4 ițe cu urzeală de bumbac negru și băteală de lână albastru închis (trup vânăt). La brâu o vargă roșie tivită manual, apoi o vrâstă din fire policrome. Pe margini vrâste din fire de urzeală roșii, portocalii, verzi. La poale câmp ornamental realizat din vărgi decorate în motive florale alese printre fire „gușate” cu lânică policromă încadrate de „vrâstuțe”, alternând cu vărgi roșii alese peste fire „în lătunoi” și cusute cu paiete cu mărgele. Pe margini aplicație de galon de fir argintiu, apoi feston cu colțișori din lânică policromă în culori alternative. | Muzeul Etnografic, Reghin                                           | Cimec    |
|      | Catrință                                                                  | Datare: înc. sec. XX Descoperit: jud. Mureș, com. RUȘII-MUNȚI, MAIOREȘTI Dimensiuni: L ornament: 23,5 cm Material: lână; lânică; fir metalic; țesut în 4 ițe; ales printre fire; feston | Catrință de formă dreptunghiulară țesută în 4 ițe cu urzeală de lână negră și băteală de lână mov (trup vânăt). La brâu o vargă verde tivită manual, apoi o vrâstă cu motiv floral din lânică policromă. Pe margini vrâste din fire de urzeală roșii, galbene, verzi. La poale câmp ornamental alcătuit din vărgi decorate în motive florale alese printre fire „gușate” cu lânică policromă și fir metalic auriu, delimitate de „trăsături” din fir metalic. Pe margini feston în colțișori cu franjuri foarte scurți din lânică policromă. | Muzeul Etnografic, Reghin                                           | Cimec    |
|      | Catrință Autor: Pantea, Fironica                                          | Datare: 1940 Descoperit: jud. Bistrița-Năsăud, com. MONOR, MONOR Dimensiuni: L ornament: 18 cm Material: lână; bumbac; mătase; țesut în 4 ițe; broderie plină | Catrință de formă dreptunghiulară țesută în 4 ițe cu urzeală de bumbac negru și băteală de lână neagră (trup vânăt). La brâu o vargă lată mov tivită manual. Pe margini vrâste din fire de urzeală roșii, galbene și albastre. La poale câmp ornamental realizat din vărgi decorate în motive florale în broderie plină, cusătură înapoia acului și lănțișor cu mătase policromă. La poale franjuri din bumbac negru. | Muzeul Etnografic, Reghin                                           | Cimec    |
|      | Catrință                                                                  | Datare: înc. sec. XX Descoperit: jud. Mureș, com. VĂTAVA, RÂPA DE JOS Dimensiuni: L ornament: 24 cm Material: lână; lânică; țesut în 4 ițe; ales peste fire; ales printre fire; feston | Catrință de formă dreptunghiulară țesută în 4 ițe cu urzeală de lână neagră și băteală de lână albastru închis (trup vânăt). Pe margini vrâste din fire de urzeală roșii, galbene, albastre. La poale câmp ornamental realizat din vărgi roșii alese peste fire „în lătunoi” alternând cu vărgi decorate în motive florale alese printre fire „gușate” cu lânică policromă. Pe margini feston dublu din lânică policromă în culori alternative. | Muzeul Etnografic, Reghin                                           | Cimec    |
|      | Catrință                                                                  | Datare: 1940 Descoperit: jud. Mureș, com. SOLOVĂSTRU, JABENIȚA Material: lână; lânică; țesut în 4 ițe; cusut; feston | Catrință de formă dreptunghiulară țesută în 4 ițe din lână neagră (trup vânăt). La brâu o vargă roșie tivită manual. Pe margini vrâste din fire de urzeală roșii, galbene, verzi. La poale câmp ornamental alcătuit din vărgi decorate în motivul vița de vie cu strugure cusute în pășituri cu lânică policromă. Pe margini feston dublu din lânica policromă. | Muzeul Etnografic, Reghin                                           | Cimec    |
|      | Catrință                                                                  | Datare: 1/4 sec. XX Descoperit: jud. Mureș, com. VĂTAVA, VĂTAVA Dimensiuni: L ornament: 29 cm Material: lână; lânică; țesut în 4 ițe; ales peste fire; cusut; feston | Catrință de formă dreptunghiulară țesută în 4 ițe din lână albastru închis (trup vânăt). La brâu o vargă roșie tivită manual, apoi o vrâstă din fire roșii și albe. Pe margini vrâste din fire de urzeală roșii și galbene. La poale câmp ornamental realizat din vărgi decorate cu motive florale cusute „în pășituri”, feston și înapoia acului cu lânică policromă alternând cu vărgi roșii alese peste fire „în lătunoi”. Pe margini feston în motive geometrice cu franjuri foarte scurți din lânică policromă. | Muzeul Etnografic, Reghin                                           | Cimec    |
|      | Catrință                                                                  | Datare: înc. sec. XX Descoperit: jud. Bistrița-Năsăud, com. ȘIEUȚ, SEBIȘ Dimensiuni: L ornament: 22 cm Material: lână; lânică; țesut în 4 ițe; ales printre fire; feston | Catrință de formă dreptunghiulară țesută în 4 ițe din lână albastru închis (trup vânăt). La brâu o vargă roșie tivită manual. Pe margini vrâste din fire de urzeală roșii, galbene, verzi. La poale câmp ornamental pe fond negru țesută în 4 ițe, vărgi decorate în motive florale alese printre fire cu lână policromă. Pe margini feston simplu din lână policromă în culori alternative. | Muzeul Etnografic, Reghin                                           | Cimec    |
|      | Catrință                                                                  | Datare: înc. sec. XX Descoperit: jud. Bistrița-Năsăud, com. ȘIEUȚ, SEBIȘ Dimensiuni: L ornament: 27 cm Material: lână; lânică; țesut în 4 ițe; ales printre fire; feston | Catrință de formă dreptunghiulară țesută în 4 ițe din lână neagră (trup vânăt). La brâu tivită manual, se leagă cu baieră din lână răsucită. Pe margini vrâste din fire de urzeală roșii, galbene, verzi, mov. La poale câmp ornamental realizat din vărgi decorate în motive florale alese printre fire „gușate” cu lânică policromă. Pe margini feston în colțișori din lână policromă. | Muzeul Etnografic, Reghin                                           | Cimec    |
|      | Catrință                                                                  | Datare: înc. sec. XX Descoperit: jud. Bistrița-Năsăud, com. ȘIEUȚ, SEBIȘ Dimensiuni: L ornament: 28 cm Material: lână; lânică; țesut în 4 ițe; ales printre fire | Catrință de formă dreptunghiulară țesută în 4 ițe din lână neagră (trup vânăt). La brâu o vargă roșie și una verde tivită manual. Pe margini vrâste din fire de urzeală roșii, galbene, verzi. La poale câmp ornamental realizat din vărgi decorate în motive florale alese printre fire „gușate” cu lână policromă. | Muzeul Etnografic, Reghin                                           | Cimec    |
|      | Catrință                                                                  | Datare: înc. sec. XX Descoperit: jud. Mureș, com. IBĂNEȘTI, IBĂNEȘTI Dimensiuni: L ornament: 29 cm Material: lână; lânică; țesut în 4 ițe; cusut; feston | Catrință de formă dreptunghiulară, țesută în 4 ițe din lână mov (trup vânăt). La brâu tivită manual. Pe margini vrâste din fire de urzeală roșii și roz. La poale câmp ornamental realizat din cusătură „în cruciulițe” în motive florale cu lânică policromă pe fond negru. Pe margini feston în motive geometrice cu lână policromă. | Muzeul Etnografic, Reghin                                           | Cimec    |
|      | Catrință                                                                  | Datare: înc. sec. XX Descoperit: jud. Mureș, com. IBĂNEȘTI, IBĂNEȘTI Dimensiuni: L ornament: 27 cm Material: lână; lânică; țesut în 4 ițe; cusut; feston; croșetat | Catrință de formă dreptunghiulară, țesută în 4 ițe cu urzeală de lână neagră și băteală de lână mov (trup vânăt). Pe margini fire de urzeală roșii și galbene. La poale câmp ornamental realizat din cusătură „în cruciulițe” în motive florale cu lânică policromă. Pe margini feston simplu și colțișori croșetați din lână policromă în culori alternative. | Muzeul Etnografic, Reghin                                           | Cimec    |
|      | Catrință                                                                  | Datare: înc. sec. XX Descoperit: jud. Mureș, com. IBĂNEȘTI, IBĂNEȘTI Dimensiuni: L ornament: 28 cm Material: lână; lânică; galon de fir; paiete; țesut în 4 ițe; cusut | Catrință de formă dreptunghiulară țesută în 4 ițe cu urzeală de lână albastră și băteală de lână mov (trup vânăt). Pe margini vrâste din fire de urzeală roșii și galbene. La poale câmp ornamental realizat din vărgi decorate în motive florale cusute cu lână policromă în cruciulițe. Pe margini galon de fir cu paiete, iar la poale colțișori din bumbac roșu. | Muzeul Etnografic, Reghin                                           | Cimec    |